# Zlatice (kukci)
Zlatice (lat. Chrysomelidae), porodica kukaca iz reda kornjaša (Coleoptera). Ova porodica obuhvaća preko 37.000 (a vjerojatno barem 50.000) vrsta u više od 2500 rodova, što je čini jednom od najvećih i najčešće susretanih od svih porodica kukaca. Poznate su brojne potporodice, neke od njih su navedene u nastavku. 

## Sistematika

### Potporodice
Porodica Chrysomelidae obuhvaća sljedeće potporodice:
- Bruchinae Latreille, 1802.
- Cassidinae Gyllenhal, 1813.
- Chrysomelinae Latreille, 1802.
- Criocerinae Latreille, 1804.
- Cryptocephalinae Gyllenhal, 1813.
- Donaciinae Kirby, 1837.
- Eumolpinae Hope, 1840.
- Galerucinae Latreille, 1802.
- Lamprosomatinae Lacordaire, 1848.
- Sagrinae Leach, 1815.
- Spilopyrinae Chapuis, 1874.

### Tribusi
- Adoxini Baly, 1863.
- Alticini Newman, 1835.
- Alurnini Chapuis, 1875.
- Anisoderini Chapuis, 1875.
- Aproidini Weise, 1911.
- Arescini Chapuis, 1875.
- Aspidimorphini Chapuis, 1875.
- Basiprionotini Gressitt, 1952.
- Botryonopini Chapuis, 1875.
- Callispini Chapuis, 1875.
- Callohispini Uhmann, 1960.
- Cassidini Gyllenhal, 1813.
- Cephaloleiini Chapuis, 1875.
- Chalepini Weise, 1910.
- Chlamisini Gressitt, 1946.
- Chrysomelini Latreille, 1802.
- Clytrini Lacordaire, 1848.
- Coelaenomenoderini Weise, 1911.
- Criocerini Latreille, 1807.
- Cryptocephalini Gyllenhal, 1813.
- Cryptonychini Chapuis, 1875.
- Delocraniini Spaeth, 1929.
- Donaciini Kirby, 1837.
- Dorynotini Monrós and Viana, 1949.
- Eugenysini Hincks, 1952.
- Eumolpini Hope, 1840.
- Eurispini Chapuis, 1875.
- Exothispini Weise, 1911.
- Galerucini Latreille, 1802.
- Goniocheniini Spaeth, 1942.
- Gonophorini Chapuis, 1875.
- Haemoniini Chen, 1941.
- Hemisphaerotini Monrós and Viana, 1951.
- Hispini Gyllenhal, 1813.
- Hispoleptini Chapuis, 1875.
- Hybosispini Weise, 1910.
- Hylaspini Chapuis, 1875.
- Ischyrosonychini Chapuis, 1875.
- Lamprosomatini Lacordaire, 1848.
- Lemini Heinze, 1962.
- Leptispini Fairmaire, 1868.
- Luperini Chapuis, 1875.
- Mesomphaliini Hope, 1840.
- Omocerini Hincks, 1952.
- Oncocephalini Chapuis, 1875.
- Plateumarini Askevold, 1990.
- Promecothecini Chapuis, 1875.
- Prosopodontini Weise, 1910.
- Sceloenoplini Uhmann, 1930.
- Spilophorini Chapuis, 1875.
- Synetini Edwards, 1953.
- Timarchini Motschulsky, 1860.
- Typophorini Chapuis, 1874.

### Rodovi
- Abutiloneus Bridwell, 1946.
- Acallepitrix J. Bechyné, 1956.
- Acalymma Barber, 1947.
- Acanthodes Baly, 1864.
- Acanthoscelides Schilsky, 1905.
- Acentroptera Guérin-Méneville, 1844.
- Acmenychus Weise, 1905.
- Acritispa Uhmann, 1940.
- Acrocassis Spaeth, 1922.
- Acrocyum Jacoby, 1885.
- Acromis Chevrolat in Dejean, 1836.
- Adalurnus Maulik, 1936.
- Aethiopocassis Spaeth, 1922.
- Agasicles Jacoby, 1904.
- Agathispa Weise, 1905.
- Agelastica Chevrolat in Dejean, 1836.
- Agenysa Spaeth, 1905.
- Agoniella Weise, 1911.
- Agonita Strand, 1942.
- Agroiconota Spaeth, 1913.
- Aidoia Spaeth, 1952.
- Algarobius Bridwell, 1946.
- Althaeus Bridwell, 1946.
- Altica Geoffroy, 1762.
- Alurnus Fabricius, 1775.
- Amblispa Baly, 1858.
- Amblycerus Thunberg, 1815.
- Amphelasma Barber, 1947.
- Amythra Spaeth, 1913.
- Anacassis Spaeth, 1913.
- Andevocassis Spaeth, 1924.
- Androlyperus Crotch, 1873.
- Androya Spaeth, 1911.
- Anepsiomorpha Spaeth, 1913.
- Anisochalepus Uhmann, 1940.
- Anisodera Chevrolat in Dejean, 1836.
- Anisostena Weise, 1910.
- Anomoea Agassiz, 1847.
- Aphthona Chevrolat in Dejean, 1836.
- Aporocassida Spaeth, 1952.
- Aproida Pascoe, 1863.
- Arescus Perty, 1832.
- Argopistes Motschulsky, 1860.
- Asamangulia Maulik, 1915.
- Aslamidium Borowiec, 1984.
- Asphaera Duponchel and Chevrolat, 1842.
- Aspidimorpha Hope, 1840.
- Aspidispa Baly, 1869.
- Asteriza Chevrolat in Dejean, 1836.
- Aulostyrax Maulik, 1929.
- Austropsecadia Hincks, 1950.
- Babia Chevrolat in Dejean, 1836.
- Baliosus Weise, 1905.
- Balyana Péringuey, 1898.
- Basiprionota Chevrolat in Dejean, 1836.
- Basipta Chevrolat, 1849.
- Bassareus Haldeman, 1849.
- Blepharida Chevrolat in Dejean, 1836.
- Borowiecius Anton, 1994.
- Botanochara Dejean, 1836.
- Bothrispa Uhmann, 1940.
- Botryonopa Guérin-Méneville, 1840.
- Brachycoryna Guérin-Méneville, 1844.
- Brachypnoea Gistel, 1850.
- Bradycassis Spaeth, 1952.
- Bromius Chevrolat in Dejean, 1836.
- Brontispa Sharp, 1904.
- Bruchia Weise, 1906.
- Bruchidius Schilsky, 1905.
- Bruchus Linnaeus, 1767.
- Brucita Wilcox, 1965.
- Bulolispa Gressitt and Samuelson, 1990.
- Cadiz Andrews and Gilbert, 1992.
- Calamispa Gressitt, 1957.
- Caledonispa Uhmann, 1952.
- Callanispa Uhmann, 1959.
- Calliaspis Dejean, 1836.
- Calligrapha Chevrolat in Dejean, 1836.
- Callispa Baly, 1858.
- Callistola Dejean, 1836.
- Callohispa Uhmann, 1960.
- Callosobruchus Pic, 1902.
- Calyptocephala Chevrolat in Dejean, 1836.
- Canistra Erichson, 1847.
- Capelocassis Spaeth, 1952.
- Capraita J. Bechyné, 1957.
- Carinispa Uhmann, 1930.
- Carlobruchia Spaeth, 1911.
- Caryedes Hummel, 1827.
- Caryedon Schoenherr, 1823.
- Caryobruchus Bridwell, 1929.
- Cassida Linnaeus, 1758.
- Cassidinoma Hincks, 1950.
- Cassidispa Gestro, 1899.
- Cassidopsis Fairmaire, 1899.
- Cephaloleia Chevrolat in Dejean, 1836.
- Cerataltica Crotch, 1873.
- Ceratispa Gestro, 1895.
- Cerotoma Chevrolat in Dejean, 1836.
- Chacocassis Spaeth, 1952.
- Chaeridiona Baly, 1869.
- Chaetocnema Stephens, 1831.
- Chalepispa Uhmann, 1955.
- Chalepotatus Weise, 1910.
- Chalepus Thunberg, 1805.
- Charidotella Weise, 1896.
- Charidotis Boheman, 1854.
- Charistena Baly, 1864.
- Chelobasis Gray, 1832.
- Chelymorpha Chevrolat in Dejean, 1836.
- Chelysida Fairmaire, 1882.
- Chersinellina Hincks, 1950.
- Chiridopsis Spaeth, 1922.
- Chiridula Weise, 1889.
- Chlamisus Rafinesque, 1815.
- Chlamydocassis Spaeth, 1952.
- Chrysispa Weise, 1897.
- Chrysochus Chevrolat in Dejean, 1836.
- Chrysodinopsis J. Bechyné, 1950.
- Chrysolina Motschulsky, 1860.
- Chrysomela Linnaeus, 1758.
- Cirrispa Uhmann, 1936.
- Cistudinella Champion, 1894.
- Cladispa Baly, 1858.
- Clinocarispa Uhmann, 1935.
- Cnetispa Maulik, 1930.
- Coelaenomenodera Blanchard, 1845.
- Colaspidea Laporte, 1833.
- Colaspis Fabricius, 1801.
- Coleorozena Moldenke, 1970.
- Coleothorpa Moldenke, 1981.
- Conchyloctenia Spaeth, 1902.
- Coptocycla Chevrolat in Dejean, 1836.
- Coraia H. Clark, 1865.
- Coraliomela Jacobson, 1899.
- Corynispa Uhmann, 1940.
- Coscinoptera Lacordaire, 1848.
- Crambelea Spaeth, 1913.
- Craspedonispa Weise, 1910.
- Craspedonta Chevrolat in Dejean, 1836.
- Crepidodera Chevrolat in Dejean, 1836.
- Crioceris Geoffroy, 1762.
- Cryptocephalus Geoffroy, 1762.
- Cryptonychus Gyllenhal, 1817.
- Cteisella Weise, 1896.
- Ctenocassida Spaeth, 1926.
- Ctenocharidotis Spaeth, 1926.
- Ctenophilaspis Spaeth, 1926.
- Cubispa Barber, 1946.
- Cyclocassis Spaeth, 1913.
- Cyclosoma Guérin-Méneville, 1835.
- Cyclotrypema Blake, 1966.
- Cyperispa Gressitt, 1957.
- Cyrtonota Chevrolat in Dejean, 1836.
- Dactylispa Weise, 1897.
- Decatelia Weise, 1904.
- Delocrania Guérin-Méneville, 1844.
- Deloyala Chevrolat in Dejean, 1836.
- Demotina Baly, 1863.
- Demotispa Baly, 1858.
- Derocrepis Weise, 1886.
- Derospidea Blake, 1931.
- Diabrotica Chevrolat in Dejean, 1836.
- Diachus J. L. LeConte, 1880.
- Dibolia Latreille, 1829.
- Dicladispa Gestro, 1897.
- Diorhabda Weise, 1883.
- Diplacaspis Jacobson, 1924.
- Discomorpha Chevrolat in Dejean, 1836.
- Disonycha Chevrolat in Dejean, 1836.
- Distigmoptera Blake, 1943.
- Donacia Fabricius, 1775.
- Donaciella Reitter, 1920.
- Dorcathispa Weise, 1901.
- Dorynota Chevrolat in Dejean, 1836.
- Downesia Baly, 1858.
- Drepanocassis Spaeth, 1936.
- Drescheria Weise, 1911.
- Dysphenges Horn, 1894.
- Echoma Chevrolat in Dejean, 1836.
- Elytrogona Chevrolat in Dejean, 1836.
- Emdenia Spaeth, 1915.
- Enagria Spaeth, 1913.
- Enischnispa Gressitt, 1957.
- Entomoscelis Chevrolat in Dejean, 1836.
- Epistictina Hincks, 1950.
- Epitrix Foudras in Mulsant, 1859.
- Erbolaspis Spaeth, 1924.
- Eremionycha Spaeth, 1911.
- Erepsocassis Spaeth, 1936.
- Erynephala Blake, 1936.
- Estigmena Hope, 1840.
- Eugenysa Chevrolat in Dejean, 1836.
- Eumolpus Weber, 1801.
- Euphrytus Jacoby, 1881.
- Euprionota Guérin-Méneville, 1844.
- Eurispa Baly, 1858.
- Eurypedus Gistel, 1834.
- Eurypepla Boheman, 1854.
- Eusattodera Schaeffer, 1906.
- Eutheria Spaeth, 1909.
- Euxema Baly, 1885.
- Exema Lacordaire, 1848.
- Exestastica Spaeth, 1909.
- Exothispa Kolbe, 1897.
- Fidia Baly, 1863.
- Floridocassis Spaeth in Hincks, 1952.
- Fornicocassis Spaeth, 1917.
- Fossispa Staines, 1989.
- Galeruca Geoffroy, 1762.
- Galerucella Crotch, 1873.
- Gastrophysa Chevrolat in Dejean, 1836.
- Gestronella Weise, 1911.
- Gibbobruchus Pic, 1913.
- Glenidion H. Clark, 1860.
- Glyphocassis Spaeth, 1914.
- Glyphuroplata Uhmann, 1937.
- Glyptina J. L. LeConte, 1859.
- Glyptoscelis Chevrolat in Dejean, 1836.
- Goniochenia Weise, 1896.
- Gonioctena Chevrolat in Dejean, 1836.
- Gonophora Chevrolat in Dejean, 1836.
- Goyachalepus Pic, 1929.
- Graphops J. L. LeConte, 1859.
- Gratiana Spaeth, 1913.
- Griburius Haldeman, 1849.
- Gyllenhaleus Weise, 1903.
- Helocassis Spaeth, 1952.
- Hemiglyptus Horn, 1889.
- Hemiphrynus Horn, 1889.
- Hemisphaerota Chevrolat in Dejean, 1836.
- Heptachispa Uhmann, 1953.
- Heptatomispa Uhmann, 1940.
- Heptispa Weise, 1906.
- Herissa Spaeth, 1909.
- Herminella Spaeth, 1913.
- Heterispa Chapuis, 1875.
- Heteronychocassis Spaeth, 1915.
- Heterrhachispa Gressitt, 1957.
- Hilarocassis Spaeth, 1913.
- Hippuriphila Foudras in Mulsant, 1859.
- Hispa Linnaeus, 1767.
- Hispellinus Weise, 1897.
- Hispodonta Baly, 1858.
- Hispoleptis Baly, 1864.
- Homalispa Baly, 1858.
- Hornaltica Barber, 1941.
- Hovacassis Spaeth, 1952.
- Hybosa Duponchel, 1842.
- Hybosinota Spaeth, 1909.
- Hybosispa Weise, 1910.
- Hypocassida Weise, 1893.
- Imatidium Fabricius, 1801.
- Ischiocassis Spaeth, 1917.
- Ischnispa Gressitt, 1963.
- Ischnocodia Spaeth, 1942.
- Ischyronota Weise, 1891.
- Isopedhispa Spaeth, 1936.
- Jambhala Würmli, 1975.
- Javeta Baly, 1858.
- Jonthonota Spaeth, 1913.
- Keitheatus Wilcox, 1965.
- Kitorhinus Fischer von Waldheim, 1809.
- Klitispa Uhmann, 1940.
- Kuschelina J. Bechyné, 1951.
- Labidomera Chevrolat in Dejean, 1836.
- Laccoptera Boheman, 1855.
- Lasiochila Weise, 1916.
- Lema Fabricius, 1798.
- Leptinotarsa Chevrolat in Dejean, 1836.
- Leptispa Baly, 1858.
- Leptocodia Spaeth, 1952.
- Leucispa Chapuis, 1875.
- Lexiphanes Gistel, 1836.
- Lilioceris Reitter, 1912.
- Limnocassis Spaeth, 1952.
- Lithraeus Bridwell, 1952.
- Longitarsus Berthold, 1827.
- Lorentzocassis Spaeth, 1913.
- Luperaltica Crotch, 1873.
- Luperosoma Jacoby, 1891.
- Luprea Jacoby, 1885.
- Lygistus Wilcox, 1965.
- Lysathia J. Bechyné, 1957.
- Macrispa Baly, 1858.
- Macromonycha Spaeth, 1911.
- Macroplea Samouelle, 1819.
- Mahatsinia Spaeth, 1919.
- Malacorhinus Jacoby, 1887.
- Malayocassis Spaeth, 1952.
- Mantura Stephens, 1831.
- Margaridisa J. Bechyné, 1958.
- Mecistomela Jacobson, 1899.
- Megacerus Fahraeus, 1839.
- Megalostomis Chevrolat in Dejean, 1836.
- Megapyga Boheman, 1850.
- Megascelis Latreille, 1825.
- Meibomeus Bridwell, 1946.
- Melanispa Baly, 1858.
- Merobruchus Bridwell, 1946.
- Meroscalsis Spaeth, 1903.
- Mesomphalia Hope, 1839.
- Metachroma Chevrolat in Dejean, 1836.
- Metaparia Crotch, 1873.
- Metazycera Chevrolat in Dejean, 1836.
- Metrioidea Fairmaire, 1881.
- Metriona Weise, 1896.
- Metrionella Spaeth, 1932.
- Metriopepla Fairmaire, 1882.
- Mexicaspis Spaeth, 1936.
- Micrispa Gestro, 1897.
- Microctenochira Spaeth, 1926.
- Microrhopala Chevrolat in Dejean, 1836.
- Microtheca Stål, 1860.
- Mimoethispa Pic, 1927.
- Mimosestes Bridwell, 1946.
- Miocalaspis Weise, 1899.
- Miraces Jacoby, 1888.
- Monagonia Uhmann, 1931.
- Monocesta H. Clark, 1865.
- Monomacra Chevrolat in Dejean, 1836.
- Monoxia J. L. LeConte, 1865.
- Myochrous Erichson, 1847.
- Nabathaea Spaeth, 1911.
- Nanocthispa Monrós and Viana, 1947.
- Nebraspis Spaeth, 1913.
- Neltumius Bridwell, 1946.
- Neobrotica Jacoby, 1887.
- Neochlamisus Karren, 1972.
- Neocrepidodera Heikertinger, 1911.
- Neogalerucella Chûjô, 1962.
- Neohaemonia Székessy, 1941.
- Neolema Monrós, 1951.
- Neolochmaea Laboissière, 1939.
- Nesaecrepida Blake, 1964.
- Nesohispa Maulik, 1913.
- Nilgiraspis Spaeth, 1932.
- Nonispa Maulik, 1933.
- Notosacantha Chevrolat in Dejean, 1836.
- Nuzonia Spaeth, 1912.
- Nympharescus Weise, 1905.
- Ocnosispa Weise, 1910.
- Octhispa Chapuis, 1877.
- Octocladiscus Thomson, 1856.
- Octodonta Chapuis, 1875.
- Octotoma Dejean, 1836.
- Octuroplata Uhmann, 1940.
- Odontispa Uhmann, 1940.
- Odontota Chevrolat in Dejean, 1836.
- Oediopalpa Baly, 1858.
- Ogdoecosta Spaeth, 1909.
- Omaspides Chevrolat in Dejean, 1836.
- Omocerus Chevrolat, 1835.
- Omophoita Chevrolat in Dejean, 1836.
- Omoteina Chevrolat in Dejean, 1836.
- Oncocephala Agassiz, 1846.
- Oocassida Weise, 1897.
- Oomorphus Curtis, 1831.
- Opacinota E. Riley, 1986.
- Ophraea Jacoby, 1886.
- Ophraella Wilcox, 1965.
- Orexita Spaeth, 1911.
- Orobiocassis Spaeth, 1934.
- Orthaltica Crotch, 1873.
- Oulema Des Gozis, 1886.
- Ovotispa Medvedev, 1992.
- Oxycephala Guérin-Méneville, 1838.
- Oxychalepus Uhmann, 1937.
- Oxylepus Desbrochers, 1884.
- Oxyroplata Uhmann, 1940.
- Pachybrachis Chevrolat in Dejean, 1836.
- Pachyonychis H. Clark, 1860.
- Pachyonychus F. E. Melsheimer, 1847.
- Pagria Lefèvre, 1884.
- Palmispa Gressitt, 1960.
- Parachirida Hincks, 1952.
- Paranapiacaba J. Bechyné, 1958.
- Paranota Monrós and Viana, 1949.
- Paraselenis Spaeth, 1913.
- Paratriarius Schaeffer, 1906.
- Paratrikona Spaeth, 1923.
- Parchicola J. Bechyné and B. Springlová de Bechyné, 1975.
- Paria J. L. LeConte, 1858.
- Parimatidium Spaeth, 1938.
- Parorectis Spaeth, 1901.
- Parvispa Uhmann, 1940.
- Pentispa Chapuis, 1875.
- Peronycha Weise, 1909.
- Phaedon Megerle von Mühlfeld in Dahl, 1823.
- Pharangispa Maulik, 1929.
- Phidodontina Uhmann, 1938.
- Philodonta Weise, 1904.
- Phratora Chevrolat in Dejean, 1836.
- Phydanis Horn, 1889.
- Phyllecthris Dejean, 1836.
- Phyllobrotica Chevrolat in Dejean, 1836.
- Phyllotreta Chevrolat in Dejean, 1836.
- Physocoryna Guérin-Méneville, 1844.
- Physonota Boheman, 1854.
- Phytodectoidea Spaeth, 1909.
- Pilemostoma Desbrochers, 1891.
- Plagiodera Chevrolat in Dejean, 1836.
- Plagiometriona Spaeth, 1899.
- Plateumaris Thomson, 1859.
- Platocthispa Uhmann, 1939.
- Platyauchenia Sturm, 1843.
- Platycycla Boheman, 1854.
- Platypria Guérin-Méneville, 1840.
- Plesispa Chapuis, 1875.
- Pleurispa Weise, 1902.
- Poecilaspidella Spaeth, 1913.
- Poecilocera Schaeffer, 1919.
- Polychalca Chevrolat in Dejean, 1836.
- Polychalma Barber and Bridwell, 1940.
- Polyconia Weise, 1905.
- Prasocuris Latreille, 1802.
- Prionispa Chapuis, 1875.
- Probaenia Weise, 1904.
- Promecispa Weise, 1909.
- Promecosoma Lefèvre, 1877.
- Promecotheca Blanchard, 1853.
- Prosopodonta Baly, 1858.
- Psalidoma Spaeth, 1899.
- Pseudandroya Spaeth, 1952.
- Pseudispa Chapuis, 1875.
- Pseudispella Kraatz, 1895.
- Pseudocalaspidea Jacobson, 1899.
- Pseudocallispa Uhmann, 1931.
- Pseudochlamys Lacordaire, 1848.
- Pseudoctenochira Spaeth, 1926.
- Pseudodibolia Jacoby, 1891.
- Pseudolampis Horn, 1889.
- Pseudoluperus Beller and Hatch, 1932.
- Pseudorthygia Csiki in Heikertinger and Csiki, 1940.
- Pseudostilpnaspis Borowiec, 2000.
- Psylliodes Berthold, 1827.
- Pteleon Jacoby, 1888.
- Pyrrhalta Joannis, 1865.
- Rhabdopterus Lefèvre, 1877.
- Rhabdotohispa Maulik, 1913.
- Rhacocassis Spaeth, 1904.
- Rhadinosa Weise, 1905.
- Rhoia Spaeth, 1913.
- Rhoptrispa Chen and Tan, 1965.
- Rhytidocassis Spaeth, 1941.
- Sagra Fabricius, 1792.
- Saulaspis Spaeth, 1913.
- Saxinis Lacordaire, 1848.
- Scaeocassis Spaeth, 1913.
- Scelida Chapuis, 1875.
- Sceloenopla Chevrolat in Dejean, 1836.
- Scelolyperus Crotch, 1874.
- Seminabathea Borowiec, 1994.
- Sennius Bridwell, 1946.
- Serratispa Staines, 2002.
- Silana Spaeth, 1914.
- Sinispa Uhmann, 1938.
- Smaragdina Chevrolat in Dejean, 1836.
- Smeringaspis Spaeth, 1924.
- Solenispa Weise, 1905.
- Spaethaspis Hincks, 1952.
- Spaethiella Barber and Bridwell, 1940.
- Spaethispa Uhmann, 1939.
- Sphenocassis Spaeth, 1911.
- Spilophora Boheman, 1850.
- Spintherophyta Dejean, 1836.
- Squamispa Maulik, 1928.
- Stator Bridwell, 1946.
- Stenispa Baly, 1858.
- Stenopodius Horn, 1883.
- Stephanispa Gressitt, 1960.
- Sternocthispa Uhmann, 1938.
- Sternoplispa Uhmann, 1940.
- Sternostena Weise, 1910.
- Sternostenoides Monrós and Viana, 1947.
- Stethispa Baly, 1864.
- Stilpnaspis Weise, 1905.
- Stoiba Spaeth, 1909.
- Stolas Billberg, 1820.
- Strabala Chevrolat in Dejean, 1836.
- Strongylocassis Hincks, 1950.
- Stylantheus Bridwell, 1946.
- Sumitrosis Butte, 1969.
- Syneta Dejean, 1835.
- Synetocephalus Fall, 1910.
- Syngambria Spaeth, 1911.
- Syphrea Baly, 1876.
- Systena Chevrolat in Dejean, 1836.
- Tapinaspis Spaeth, 1936.
- Tegocassis Spaeth, 1924.
- Temnochalepus Uhmann, 1935.
- Temnocthispa Uhmann, 1939.
- Teretrispa Gressitt, 1960.
- Terpsis Spaeth, 1913.
- Tetracassis Spaeth, 1952.
- Thlaspida Weise, 1899.
- Thlaspidosoma Spaeth, 1901.
- Thlaspidula Spaeth, 1901.
- Thomispa Würmli, 1975.
- Thoracispa Chapuis, 1875.
- Thricolema Crotch, 1874.
- Timarcha Latreille, 1829.
- Torquispa Uhmann, 1954.
- Trachymela Weise, 1908.
- Trachyscelida Horn, 1893.
- Triachus J. L. LeConte, 1880.
- Triarius Jacoby, 1887.
- Trichaltica Harold, 1876.
- Trichaspis Spaeth, 1911.
- Trichispa Chapuis, 1875.
- Tricholochmaea Laboissière, 1932.
- Trigonocassis Hincks, 1950.
- Trilaccodea Spaeth, 1902.
- Trirhabda J. L. LeConte, 1865.
- Tymnes Chapuis, 1874.
- Typophorus Chevrolat in Dejean, 1836.
- Unguispa Uhmann, 1954.
- Urodera Lacordaire, 1848.
- Uroplata Chevrolat in Dejean, 1836.
- Vietocassis Medvedev and Eroshkina, 1988.
- Wallacispa Uhmann, 1931.
- Xanthogaleruca Laboissière, 1934.
- Xanthonia Baly, 1863.
- Xenarescus Weise, 1905.
- Xenicomorpha Spaeth, 1913.
- Xenochalepus Weise, 1910.
- Xiphispa Chapuis, 1878.
- Yingaresca J. Bechyné, 1956.
- Zabrotes Horn, 1885.
- Zatrephina Spaeth, 1909.
- Zenocolaspis J. Bechyné, 1997.
- Zeugonota Spaeth, 1913.
- Zygogramma Chevrolat in Dejean, 1836.

### Potporodice
- Acrocassis (Acrocassis) Spaeth, 1922.
- Acrocassis (Bassamia) Spaeth, 1924.
- Anisostena (Anisostena) Weise, 1910.
- Anisostena (Apostena) Staines, 1993.
- Anisostena (Neostena) Monrós and Viana, 1947.
- Aslamidium (Aslamidium) Borowiec, 1984.
- Aslamidium (Neoaslamidium) Borowiec, 1998.
- Aspidimorpha (Afroaspidimorpha) Borowiec, 1997.
- Aspidimorpha (Aspidimorpha) Hope, 1840.
- Aspidimorpha (Aspidocassis) Borowiec, 1997.
- Aspidimorpha (Dianaspis) Chen and Zia, 1984.
- Aspidimorpha (Megaspidomorpha) Hincks, 1952.
- Aspidimorpha (Neoaspidimorpha) Borowiec, 1992.
- Aspidimorpha (Semiaspidimorpha) Borowiec, 1997.
- Aspidimorpha (Spaethia) Berg, 1899.
- Aspidimorpha (Spaethiomorpha) Borowiec, 1997.
- Aspidimorpha (Weiseocassis) Spaeth, 1932.
- Babia (Archaebabia) Moldenke, 1981.
- Babia (Babia) Chevrolat in Dejean, 1836.
- Balyana (Balyana) Péringuey, 1898.
- Balyana (Perrotella) Berti and Desmier de Chenon, 1987.
- Blepharida (Blepharida) Chevrolat in Dejean, 1836.
- Calligrapha (Bidensomela) Monrós, 1955.
- Calligrapha (Calligramma) Monrós, 1955.
- Calligrapha (Calligrapha) Chevrolat in Dejean, 1836.
- Calligrapha (Graphicallo) Monrós, 1955.
- Callistola (Callistola) Guérin-Méneville, 1840.
- Callistola (Freycinetivora) Gressitt, 1957.
- Canistra (Canistra) Erichson, 1847.
- Canistra (Canistrella) Spaeth, 1913.
- Carlobruchia (Carlobruchia) Spaeth, 1911.
- Carlobruchia (Smodingonota) Spaeth, 1913.
- Cassida (Alledoya) Hincks, 1950.
- Cassida (Cassida) Linnaeus, 1758.
- Cassida (Cassidulella) Strand, 1928.
- Cassida (Crepidaspis) Spaeth, 1912.
- Cassida (Cyrtonocassis) Chen and Zia, 1961.
- Cassida (Dolichocassida) Günther, 1958.
- Cassida (Lasiocassis) Gressitt, 1952.
- Cassida (Lordicassis) Reitter in Spaeth and Reitter, 1926.
- Cassida (Lordiconia) Reitter in Spaeth and Reitter, 1926.
- Cassida (Mionycha) Weise, 1891.
- Cassida (Mionychella) Spaeth in Hincks, 1952.
- Cassida (Odontionycha) Weise, 1891.
- Cassida (Onychocassis) Spaeth in Spaeth and Reitter, 1926.
- Cassida (Pseudocassida) Desbrochers, 1891.
- Cassida (Tylocentra) Reitter in Spaeth and Reitter, 1926.
- Ceratispa (Ceratispa) Gestro, 1895.
- Ceratispa (Metallispa) Gressitt, 1963.
- Ceratispa (Papuispa) Gressitt, 1963.
- Chalepotatus (Chalepotatus) Weise, 1910.
- Chalepotatus (Macrochalepus) Pic, 1929.
- Charidotella (Chaerocassis) Spaeth in Hincks, 1952.
- Charidotella (Charidotella) Weise, 1896.
- Charidotella (Metrionaspis) Spaeth, 1942.
- Charidotella (Philaspis) Spaeth, 1913.
- Charidotella (Xenocassis) Spaeth, 1936.
- Chlamydocassis (Ceratocassis) Viana, 1964.
- Chlamydocassis (Chlamydocassis) Spaeth, 1952.
- Chrysolina (Allhypericia) J. Bechyné, 1950.
- Chrysolina (Arctolina) Kontkanen, 1959.
- Chrysolina (Chalcoidea) Motschulsky, 1860.
- Chrysolina (Chrysolina) Motschulsky, 1860.
- Chrysolina (Hypericia) Bedel, 1899.
- Chrysolina (Pleurosticha) Motschulsky, 1860.
- Chrysolina (Spheromela) Bedel, 1899.
- Chrysomela (Chrysomela) Linnaeus, 1758.
- Chrysomela (Macrolina) Motschulsky, 1839.
- Chrysomela (Pachylina) Medvedev in Medvedev and Chernov, 1969.
- Coelaenomenodera (Anomalispa) Gestro, 1909.
- Coelaenomenodera (Coelaenomenodera) Gestro, 1909.
- Coptocycla (Coptocycla) Chevrolat in Dejean, 1836.
- Coptocycla (Coptocyclella) Hincks, 1952.
- Coptocycla (Dyscineta) Spaeth, 1936.
- Coptocycla (Podostraba) Spaeth, 1936.
- Coptocycla (Psalidonota) Boheman, 1854.
- Crioceris (Crioceris) Geoffroy, 1762.
- Cryptonychus (Cryptonychellus) Weise, 1910.
- Cryptonychus (Cryptonychus) Gyllenhal, 1817.
- Cyclosoma (Cyclosoma) Guérin-Méneville, 1835.
- Cyclosoma (Dolichotoma) Hope, 1840.
- Cyclosoma (Monrosiacassis) Viana, 1964.
- Cyclosoma (Proglima) Hincks, 1950.
- Dicladispa (Decispa) Uhmann, 1928.
- Dicladispa (Dicladispa) Gestro, 1897.
- Dicladispa (Eutrichispa) Gestro, 1923.
- Discomorpha (Discomorpha) Chevrolat in Dejean, 1836.
- Discomorpha (Paravulpia) Spaeth, 1940.
- Discomorpha (Vulpia) Spaeth, 1913.
- Donacia (Donacia) Fabricius, 1775.
- Donacia (Donaciomima) Medvedev, 1973.
- Dorynota (Akantaka) Maulik, 1916.
- Dorynota (Dorynota) Chevrolat in Dejean, 1836.
- Echoma (Echoma) Chevrolat in Dejean, 1836.
- Echoma (Pseudomoplata) Spaeth, 1952.
- Galeruca (Galeruca) Geoffroy, 1762.
- Gastrophysa (Gastrophysa) Chevrolat in Dejean, 1836.
- Goniochenia (Baranosa) Weise, 1899.
- Goniochenia (Goniochenia) Weise, 1899.
- Gonioctena (Gonioctena) Chevrolat in Dejean, 1836.
- Homalispa (Homalispa) Baly, 1858.
- Homalispa (Xanthispa) Baly, 1858.
- Laccoptera (Asphalesia) Weise, 1899.
- Laccoptera (Laccoptera) Boheman, 1855.
- Laccoptera (Laccopteroidea) Spaeth, 1952.
- Laccoptera (Orphnoda) Weise, 1899.
- Laccoptera (Orphnodella) Spaeth, 1902.
- Laccoptera (Orphnodina) Spaeth, 1932.
- Laccoptera (Patrisma) Fairmaire, 1891.
- Laccoptera (Sindia) Weise, 1897.
- Laccoptera (Sindiola) Spaeth, 1903.
- Laccoptera (Sindiolina) Swietojanska, 2001.
- Lema (Lema) Fabricius, 1798.
- Lema (Quasilema) Monrós, 1951.
- Lilioceris (Lilioceris) Reitter, 1912.
- Megalostomis (Pygidiocarina) Moldenke, 1970.
- Omaspides (Omaspides) Chevrolat in Dejean, 1836.
- Omaspides (Parechoma) Spaeth, 1913.
- Omaspides (Paromaspides) Spaeth, 1913.
- Omocerus (Nebroma) Spaeth, 1913.
- Omocerus (Omocerus) Chevrolat, 1835.
- Omocerus (Paratauroma) Spaeth, 1913.
- Omocerus (Platytauroma) Spaeth, 1913.
- Oomorphus (Oomorphus) Curtis, 1831.
- Oulema (Hapsidolemoides) Monrós, 1951.
- Oulema (Oulema) Des Gozis, 1886.
- Paraselenis (Paraselenis) Spaeth, 1913.
- Paraselenis (Pseudechoma) Spaeth, 1913.
- Paraselenis (Spaethiechoma) Hincks, 1950.
- Phaedon (Allophaedon) Kontkanen, 1933.
- Phaedon (Phaedon) Megerle von Mühlfeld in Dahl, 1823.
- Phratora (Phratora) Chevrolat in Dejean, 1836.
- Plagiodera (Plagiodera) Chevrolat in Dejean, 1836.
- Plagiodera (Plagiomorpha) Motschulsky, 1860.
- Plagiodera (Plagioschema) Daccordi, 1986.
- Platypria (Dichirispa) Gestro, 1890.
- Platypria (Platypria) Guérin-Méneville, 1840.
- Polychalca (Desmonota) Hope, 1839.
- Polychalca (Polychalca) Chevrolat in Dejean, 1836.
- Prasocuris (Hydrothassa) Thomson, 1859.
- Prasocuris (Prasocuris) Latreille, 1802.
- Sagra (Prosagra) Crowson, 1946.
- Sagra (Sagra) Fabricius, 1792.
- Saxinis (Boreosaxinis) Moldenke, 1981.
- Strabala (Strabala) Chevrolat in Dejean, 1836.
- Timarcha (Americanotimarcha) Jolivet, 1948.
- Trachymela (Trachymela) Weise, 1908.
- Urodera (Boreurodera) Moldenke, 1981.
- Xenochalepus (Neochalepus) Staines and Riley, 1994.
- Xenochalepus (Xenochalepus) Weise, 1910.
- Zygogramma (Zygospila) Achard, 1923.

### Vrste
- Abutiloneus idoneus Bridwell, 1946.
- Acallepitrix nitens (Horn, 1889.)
- Acalymma blandulum (J. L. LeConte, 1868.)
- Acalymma gouldi Barber, 1947.
- Acalymma peregrinum (Jacoby, 1892.)
- Acalymma trivittatum (Mannerheim, 1843.)
- Acalymma vinctum (J. L. LeConte, 1878.)
- Acalymma vittatum (Fabricius, 1775.)
- Acanthodes baeri Pic, 1927.
- Acanthodes bihamata (Linnaeus, 1767.)
- Acanthodes diversicornis Pic, 1927.
- Acanthodes donckieri Weise, 1911.
- Acanthodes generosa Baly, 1864.
- Acanthodes lateralis Baly, 1864.
- Acanthodes limbata Weise, 1904.
- Acanthodes multinotata Pic, 1927.
- Acanthodes nigripennis Baly, 1864.
- Acanthodes notaticeps Pic, 1927.
- Acanthodes rufa Pic, 1927.
- Acanthodes strandi Uhmann, 1933.
- Acanthodes tarsata Baly, 1864.
- Acanthodes unca Spaeth, 1937.
- Acanthodes viridipennis Weise, 1904.
- Acanthoscelides aequalis (Sharp, 1885.)
- Acanthoscelides alboscutellatus (Horn, 1873.)
- Acanthoscelides atomus (Fall, 1910.)
- Acanthoscelides aureolus (Horn, 1873.)
- Acanthoscelides baboquivari Johnson, 1974.
- Acanthoscelides bisignatus (Horn, 1873.)
- Acanthoscelides biustulus (Fall, 1910.)
- Acanthoscelides calvus (Horn, 1873.)
- Acanthoscelides chiricahuae (Fall, 1910.)
- Acanthoscelides compressicornis (Schaeffer, 1907.)
- Acanthoscelides comstocki Johnson, 1990.
- Acanthoscelides daleae Johnson, 1970.
- Acanthoscelides desmanthi Johnson, 1977.
- Acanthoscelides distinguendus (Horn, 1873.)
- Acanthoscelides flavescens (Fahraeus, 1839.)
- Acanthoscelides floridae (Horn, 1873.)
- Acanthoscelides fraterculus (Horn, 1873.)
- Acanthoscelides fumatus (Schaeffer, 1907.)
- Acanthoscelides griseolus (Fall, 1910.)
- Acanthoscelides helianthemum Bottimer, 1969.
- Acanthoscelides herissantitus Johnson, 1983.
- Acanthoscelides inquisitus (Fall, 1910.)
- Acanthoscelides kingsolveri Johnson, 1973.
- Acanthoscelides lobatus (Fall, 1910.)
- Acanthoscelides longistilus (Horn, 1873.)
- Acanthoscelides macrophthalmus (Schaeffer, 1907.)
- Acanthoscelides margaretae Johnson, 1970.
- Acanthoscelides mixtus (Horn, 1873.)
- Acanthoscelides modestus (Sharp, 1885.)
- Acanthoscelides mundulus (Sharp, 1885.)
- Acanthoscelides napensis Johnson, 1970.
- Acanthoscelides obrienorum Johnson, 1970.
- Acanthoscelides obsoletus (Say, 1831.)
- Acanthoscelides obtectus (Say, 1831.)
- Acanthoscelides oregonensis Johnson, 1970.
- Acanthoscelides pallidipennis (Motschulsky, 1874.)
- Acanthoscelides pauperculus (J. L. LeConte, 1857.)
- Acanthoscelides pectoralis (Horn, 1873.)
- Acanthoscelides pedicularius (Sharp, 1885.)
- Acanthoscelides perforatus (Horn, 1873.)
- Acanthoscelides prosopoides (Schaeffer, 1907.)
- Acanthoscelides pullus (Fall, 1910.)
- Acanthoscelides pusillimus (Sharp, 1885.)
- Acanthoscelides quadridentatus (Schaeffer, 1907.)
- Acanthoscelides rufovittatus (Schaeffer, 1907.)
- Acanthoscelides schaefferi (Pic, 1912.)
- Acanthoscelides schrankiae (Horn, 1873.)
- Acanthoscelides seminulum (Horn, 1873.)
- Acanthoscelides speciosus (Schaeffer, 1907.)
- Acanthoscelides stylifer (Sharp, 1885.)
- Acanthoscelides subaequalis Johnson, 1970.
- Acanthoscelides submuticus (Sharp, 1885.)
- Acanthoscelides tenuis Bottimer, 1935.
- Acanthoscelides tridenticulatus Bottimer, 1969.
- Acentroptera basilica Thomson, 1856.
- Acentroptera dejeani Guérin-Méneville in Cuvier, 1844.
- Acentroptera emdeni Uhmann, 1930.
- Acentroptera lacordairei Lucas, 1859.
- Acentroptera maculata Pic, 1932.
- Acentroptera nevermanni Uhmann, 1930.
- Acentroptera norrisii Guérin-Méneville in Cuvier, 1844.
- Acentroptera ohausi Weise, 1910.
- Acentroptera pulchella (Guérin-Méneville in Duperrey, 1830.)
- Acentroptera rubronotata Pic, 1933.
- Acentroptera strandi Uhmann, 1943.
- Acentroptera tessellata Baly, 1858.
- Acentroptera zikani Uhmann, 1935.
- Acmenychus caucasicus (Heyden, 1878.)
- Acmenychus discernenda (Uhmann, 1949.)
- Acmenychus inermis (Zoubkoff, 1833.)
- Acmenychus monochiri (Uhmann, 1936.)
- Acmenychus planus Maulik, 1919.
- Acmenychus tuberculosus (Motschulsky in Schrenk, 1861.)
- Acritispa dilatata (Uhmann, 1932.)
- Acritispa germaini (Pic, 1925.)
- Acrocassis flavescens (Weise, 1904.)
- Acrocassis gibbipennis (Boheman, 1854.)
- Acrocassis paeminosa (Boheman, 1856.)
- Acrocassis roseomarginata (Boheman, 1854.)
- Acrocassis rufula (Thomson, 1858.)
- Acrocassis sudanensis Spaeth, 1929.
- Acrocassis undulatipennis Borowiec, 2002.
- Acrocassis zavattarii Spaeth, 1938.
- Acrocyum sallaei Jacoby, 1885.
- Acromis sparsa (Boheman, 1854.)
- Acromis spinifex (Linnaeus, 1763.)
- Acromis venosa Erichson, 1847.
- Adalurnus rotundatus Maulik, 1936.
- Aethiopocassis angolensis Spaeth, 1926.
- Aethiopocassis cinctidorsum (Weise, 1912.)
- Aethiopocassis ertli (Weise, 1919.)
- Aethiopocassis flaccida (Spaeth, 1924.)
- Aethiopocassis fugax (Spaeth, 1906.)
- Aethiopocassis gallarum (Spaeth, 1906.)
- Aethiopocassis imbuta (Spaeth, 1924.)
- Aethiopocassis kasaiensis (Spaeth, 1933.)
- Aethiopocassis kraatzi (Weise, 1898.)
- Aethiopocassis pauli (Weise, 1898.)
- Aethiopocassis plagipennis (Spaeth, 1916.)
- Aethiopocassis planipennis (Spaeth, 1933.)
- Aethiopocassis punctipennis (Spaeth, 1906.)
- Aethiopocassis quadrioculata (Spaeth, 1916.)
- Aethiopocassis revulsa (Spaeth, 1906.)
- Aethiopocassis rhodesiana (Spaeth, 1924.)
- Aethiopocassis scita (Spaeth, 1924.)
- Aethiopocassis scripta (Fabricius, 1798.)
- Aethiopocassis sensualis (Spaeth, 1924.)
- Aethiopocassis silphoides (Spaeth, 1906.)
- Aethiopocassis sjoestedti (Spaeth, 1910.)
- Aethiopocassis sparsuta (Weise, 1904.)
- Aethiopocassis steindachneri (Spaeth, 1916.)
- Aethiopocassis stictica (Harold, 1879.)
- Aethiopocassis suahelorum (Weise, 1899.)
- Aethiopocassis suspiciosa (Weise, 1903.)
- Aethiopocassis vigintimaculata (Thunberg, 1789.)
- Agasicles hygrophila Selman and Vogt, 1971.
- Agathispa dimidiata (Olivier, 1808.)
- Agelastica alni (Linnaeus, 1758.)
- Agenysa boliviana Spaeth, 1915.
- Agenysa caedemadens (Lichtenstein, 1795.)
- Agenysa connectens (Baly, 1869.)
- Agenysa crassicornis Spaeth, 1905.
- Agenysa desmaresti (Boheman, 1850.)
- Agenysa guianiensis (Boheman, 1856.)
- Agenysa parellina (Boheman, 1850.)
- Agenysa peruviana Spaeth, 1915.
- Agoniella apicalis (Baly, 1858.)
- Agoniella banksi (Weise, 1910.)
- Agoniella biformis (Uhmann, 1932.)
- Agoniella crassipes (Baly, 1878.)
- Agoniella dimidiata (Gestro, 1897.)
- Agoniella horsfieldi (Baly, 1878.)
- Agoniella longula (Gestro, 1917.)
- Agoniella manilensis (Weise, 1910.)
- Agoniella moluccana (Gestro, 1897.)
- Agoniella munda (Gestro, 1897.)
- Agoniella podagrica (Gestro, 1896.)
- Agoniella pygmaea (Gestro, 1917.)
- Agoniella rotundicollis (Gestro, 1917.)
- Agoniella rufonigra (Gestro, 1919.)
- Agoniella schultzei (Uhmann, 1932.)
- Agoniella sonani (Chûjô, 1933.)
- Agoniella strandi Uhmann, 1955.
- Agoniella tersa (Gestro, 1897.)
- Agoniella vandepollii (Gestro, 1897.)
- Agonita amoena (Péringuey, 1908.)
- Agonita andrewesi (Weise, 1897.)
- Agonita andrewesimima (Maulik, 1919.)
- Agonita angulata (Chen and Tan in Chen, Tan, Yu and Sun, 1962.)
- Agonita apicata Chen and Sun in Chen, Sun and Yu, 1964.
- Agonita apicipennis (Baly, 1869.)
- Agonita atripennis (Pic, 1926.)
- Agonita attenuata (Gestro, 1917.)
- Agonita bakeri (Uhmann, 1931.)
- Agonita bangalana (Duvivier, 1890.)
- Agonita bicolor (Gestro, 1897.)
- Agonita brittoni Uhmann, 1954.
- Agonita carbunculus (Maulik, 1919.)
- Agonita castanea (Tan and Sun in Chen, Tan, Yu and Sun, 1962.)
- Agonita cherapunjiensis (Maulik, 1916.)
- Agonita chinensis (Weise, 1922.)
- Agonita chlorina (Maulik, 1928.)
- Agonita clavareaui (Gestro, 1899.)
- Agonita coomani (Pic, 1924.)
- Agonita cribricollis (Gestro, 1900.)
- Agonita dangali Medvedev, 2009.
- Agonita darjeelingensis Basu, 1999.
- Agonita decemmaculata (Kraatz, 1900.)
- Agonita decorata (Gestro, 1897.)
- Agonita discrepans Uhmann, 1954.
- Agonita drescheri Uhmann, 1960.
- Agonita dulitana (Uhmann, 1938.)
- Agonita fallax (Gestro, 1911.)
- Agonita femoralis (Weise, 1905.)
- Agonita fossulata (Guérin-Méneville, 1844.)
- Agonita foveicollis (Chen and Tan in Chen, Tan, Yu and Sun, 1962.)
- Agonita fuscipes (Baly, 1858.)
- Agonita himalayensis (Maulik, 1919.)
- Agonita immaculata (Gestro, 1888.)
- Agonita incerta (Gestro, 1896.)
- Agonita indenticulata (Pic, 1924.)
- Agonita insignis (Baly, 1858.)
- Agonita insularis (Gestro, 1896.)
- Agonita interrupta (Duvivier, 1891.)
- Agonita jacobsoni (Uhmann, 1928.)
- Agonita javanica (Gestro, 1900.)
- Agonita kerintjica (Uhmann, 1928.)
- Agonita klapperichi Uhmann, 1954.
- Agonita kunminensis (Tan and Sun in Chen, Tan, Yu and Sun, 1962.)
- Agonita kuntzeni (Uhmann, 1932.)
- Agonita laeta Medvedev and Sprecher-Uebersax, 1999.
- Agonita laevicollis (Gestro, 1917.)
- Agonita laticeps (Gressitt, 1939.)
- Agonita limbata (Pic, 1927.)
- Agonita lineaticollis (Pic, 1941.)
- Agonita lohita Basu, 1999.
- Agonita lucida (Gestro, 1897.)
- Agonita luzonica (Weise, 1922.)
- Agonita macrophthalma (Gestro, 1922.)
- Agonita maculigera (Gestro, 1888.)
- Agonita malangensis (Weise, 1922.)
- Agonita mauliki (Gestro, 1920.)
- Agonita metasternalis (Tan and Sun in Chen, Tan, Yu and Sun, 1962.)
- Agonita methneri (Uhmann, 1928.)
- Agonita mira (Gestro, 1917.)
- Agonita modiglianii (Gestro, 1892.)
- Agonita nana (Gestro, 1917.)
- Agonita nanpinensis Chen and Sun in Chen, Sun and Yu, 1964.
- Agonita nepalica Medvedev, 2003.
- Agonita nigra (Tan and Sun in Chen, Tan, Yu and Sun, 1962.)
- Agonita nigriceps (Baly, 1869.)
- Agonita nigricornis (Gestro, 1911.)
- Agonita nigrovittata (Gestro, 1897.)
- Agonita nilava (Maulik, 1919.)
- Agonita nitida (Gestro, 1906.)
- Agonita omeia Chen and Sun in Chen, Sun and Yu, 1964.
- Agonita omoro Takizawa, 1975.
- Agonita pallidipennis (Maulik, 1919.)
- Agonita pallipes (Spaeth, 1933.)
- Agonita parallela Uhmann, 1961.
- Agonita parvula (Gestro, 1890.)
- Agonita picea Gressitt, 1953.
- Agonita pictipes Chen and Sun in Chen, Sun and Yu, 1964.
- Agonita pilipes (Chen and Sun in Chen, Tan, Yu and Sun, 1962.)
- Agonita pitava Basu, 1999.
- Agonita purpurascens (Gressitt, 1939.)
- Agonita quadripunctata (Guérin-Méneville in Cuvier, 1844.)
- Agonita regularis Uhmann, 1967.
- Agonita ruficollis Chen and Sun in Chen, Sun and Yu, 1964.
- Agonita saundersi (Baly, 1858.)
- Agonita sculpturata (Gressitt, 1953.)
- Agonita semibrunnea (Pic, 1940.)
- Agonita semicyanea (Pic, 1927.)
- Agonita seminigra (Tan and Sun in Chen, Tan, Yu and Sun, 1962.)
- Agonita shailaja (Maulik, 1919.)
- Agonita shelfordi (Gestro, 1903.)
- Agonita spaethi (Uhmann, 1928.)
- Agonita spathoglottis (Uhmann, 1929.)
- Agonita suturella (Baly, 1858.)
- Agonita suturellamima (Maulik, 1919.)
- Agonita tabangae Uhmann, 1960.
- Agonita tavoya (Maulik, 1919.)
- Agonita tayabasensis (Uhmann, 1931.)
- Agonita testaceicornis (Pic, 1942.)
- Agonita thailandica Staines, 2010.
- Agonita tricolor (Chûjô, 1933.)
- Agonita tricostata Yu and Huang, 2002.
- Agonita tristicula (Weise, 1922.)
- Agonita tristis (Chen and Sun in Chen, Tan, Yu and Sun, 1962.)
- Agonita umtalica (Uhmann, 1930.)
- Agonita undata (Uhmann, 1929.)
- Agonita unicolor (Chûjô, 1933.)
- Agonita variegata (Gestro, 1907.)
- Agonita vicina (Uhmann, 1935.)
- Agonita wallacei (Baly, 1858.)
- Agonita weberi (Weise, 1911.)
- Agonita xanthosticta (Gestro, 1897.)
- Agroiconota atromaculata Borowiec, 2005.
- Agroiconota atropunctata Borowiec, 2005.
- Agroiconota aulatipennis Spaeth, 1936.
- Agroiconota bivittata (Say, 1827.)
- Agroiconota carlobrivioi Borowiec, 2005.
- Agroiconota conflagrata (Boheman, 1855.)
- Agroiconota cubana Blake, 1970.
- Agroiconota gibberosa (Boheman, 1855.)
- Agroiconota gibbipennis Borowiec, 2005.
- Agroiconota inedita (Boheman, 1855.)
- Agroiconota judaica (Fabricius, 1781.)
- Agroiconota lateripunctata Spaeth, 1936.
- Agroiconota paraguayana Borowiec, 2005.
- Agroiconota parellina Spaeth, 1937.
- Agroiconota propinqua (Boheman, 1855.)
- Agroiconota pullula (Boheman, 1855.)
- Agroiconota punctipennis (Boheman, 1855.)
- Agroiconota reimoseri Spaeth, 1936.
- Agroiconota sanareensis Borowiec, 2005.
- Agroiconota sodalis Spaeth, 1936.
- Agroiconota stupidula (Boheman, 1855.)
- Agroiconota subtriangularis Spaeth, 1936.
- Agroiconota subvittata (Boheman, 1855.)
- Agroiconota tristriata (Fabricius, 1792.)
- Agroiconota urbanae Buzzi, 1996.
- Agroiconota vilis (Boheman, 1855.)
- Aidoia nubilosa (Boheman, 1855.)
- Algarobius bottimeri Kingsolver, 1972.
- Algarobius prosopis (J. L. LeConte, 1858.)
- Althaeus folkertsi Kingsolver in Kingsolver, Gibb and Pfaffenberger, 1989.
- Althaeus hibisci (Olivier, 1795.)
- Althaeus steneri Kingsolver in Kingsolver, Gibb and Pfaffenberger, 1989.
- Altica aeneola J. L. LeConte, 1859.
- Altica aeruginosa J. L. LeConte, 1859.
- Altica ambiens J. L. LeConte, 1859.
- Altica amoena Horn, 1889.
- Altica betulae Schaeffer, 1924.
- Altica bimarginata Say, 1824.
- Altica blanchardi Fall, 1920.
- Altica brisleyi Gentner, 1928.
- Altica browni Mohamedsaid, 1984.
- Altica californica (Mannerheim, 1843.)
- Altica canadensis Gentner, 1926.
- Altica carduorum (Guérin-Méneville, 1858.)
- Altica carinata Germar, 1824.
- Altica caurina Blake, 1936.
- Altica chalybea Illiger, 1807.
- Altica convicta Fall, 1910.
- Altica corni Woods, 1918.
- Altica cuprascens Blatchley, 1910.
- Altica cupreola Fall, 1926.
- Altica elongatula Csiki in Heikertinger and Csiki, 1939.
- Altica floridana Horn, 1889.
- Altica foliaceae J. L. LeConte, 1858.
- Altica fuscoaenea (F. E. Melsheimer, 1847.)
- Altica gloriosa Blatchley, 1921.
- Altica guatemalensis Jacoby, 1884.
- Altica heucherae Fall, 1920.
- Altica humboldtensis Fall, 1922.
- Altica ignita Illiger, 1807.
- Altica inaerata J. L. LeConte, 1860.
- Altica kalmiae (F. E. Melsheimer, 1847.)
- Altica knabii Blatchley, 1910.
- Altica lazulina J. L. LeConte, 1857.
- Altica liebecki Schaeffer, 1924.
- Altica litigata Fall, 1910.
- Altica marevagans Horn, 1889.
- Altica nancyae Stirret, 1933.
- Altica napensis Blake, 1936.
- Altica nigrina Csiki in Heikertinger and Csiki, 1939.
- Altica obliterata J. L. LeConte, 1859.
- Altica obolina J. L. LeConte, 1857.
- Altica olivieriana Warchalowski, 2000.
- Altica opulenta Horn, 1889.
- Altica oregonensis Schaeffer, 1932.
- Altica ovulata Fall, 1910.
- Altica prasina J. L. LeConte, 1857.
- Altica pretiosa Schaeffer, 1932.
- Altica probata Fall, 1910.
- Altica purpurea Fall, 1920.
- Altica ribis Brown, 1946.
- Altica rosae Woods, 1918.
- Altica schwarzi Blatchley, 1914.
- Altica subcostata LeSage, 1990.
- Altica subopaca Schaeffer, 1932.
- Altica subplicata J. L. LeConte, 1859.
- Altica suspecta Fall, 1910.
- Altica sylvia Malloch, 1919.
- Altica testacea Fall, 1910.
- Altica texana Schaeffer, 1906.
- Altica tincta J. L. LeConte, 1859.
- Altica tombacina Mannerheim, 1853.
- Altica torquata J. L. LeConte, 1858.
- Altica ulmi Woods, 1918.
- Altica vaccinia Blatchley, 1916.
- Altica vialis Fall, 1920.
- Altica viatica Blatchley, 1921.
- Altica vicaria Horn, 1889.
- Altica vitiosa Blatchley, 1928.
- Altica woodsi Isely, 1920.
- Alurnus batesii Baly, 1864.
- Alurnus bipunctatus (Olivier, 1792.)
- Alurnus boucardi Rosenberg, 1898.
- Alurnus chapuisi Uhmann and Jolivet, 1952.
- Alurnus costalis Rosenberg, 1898.
- Alurnus divisus Pic, 1922.
- Alurnus dorbignyi (Berg, 1900.)
- Alurnus eckardtae Günther, 1936.
- Alurnus elysianus Thomson, 1856.
- Alurnus grossus Fabricius, 1775.
- Alurnus horni Uhmann, 1935.
- Alurnus humeralis Rosenberg, 1898.
- Alurnus lansbergei Sallé, 1849.
- Alurnus mutabilis Waterhouse, 1881.
- Alurnus obliquus Uhmann, 1961.
- Alurnus octopunctatus Fairmaire, 1851.
- Alurnus orbignyi Blanchard in d'Orbigny, 1843.
- Alurnus ornatus Baly, 1869.
- Alurnus salvini Baly, 1885.
- Alurnus secernendus Uhmann, 1932.
- Alurnus sexguttatus Rosenberg, 1898.
- Alurnus undatus Brême, 1844.
- Amblispa dohrnii Baly, 1858.
- Amblispa laevigata (Guérin-Méneville in Cuvier, 1844.)
- Amblycerus eustrophoides (Schaeffer, 1904.)
- Amblycerus ireriae Romero, Johnson and Kingsolver, 1996.
- Amblycerus nigromarginatus (Motschulsky, 1874.)
- Amblycerus obscurus (Sharp, 1885.)
- Amblycerus robiniae (Fabricius, 1781.)
- Amblycerus schwarzi Kingsolver, 1970.
- Amblycerus vitis (Schaeffer, 1907.)
- Amphelasma cavum (Say, 1835.)
- Amythra valida (Boheman, 1855.)
- Anacassis bruchi Spaeth, 1913.
- Anacassis candida (Boheman, 1854.)
- Anacassis cribrum (Klug, 1829.)
- Anacassis dubia (Boheman, 1854.)
- Anacassis exarata (Boheman, 1854.)
- Anacassis fiebrigi Spaeth, 1913.
- Anacassis fuscata (Klug, 1829.)
- Anacassis ingrata (Boheman, 1854.)
- Anacassis languida (Boheman, 1854.)
- Anacassis maculatissima (Boheman, 1850.)
- Anacassis nigroscutata Swietojanska, 2003.
- Anacassis phaeopoda Buzzi, 1976.
- Anacassis prolixa (Boheman, 1854.)
- Anacassis punctatissima Spaeth, 1913.
- Anacassis punctulata (Klug, 1829.)
- Anacassis rubronotata (Boheman, 1854.)
- Anacassis sulcipennis (Boheman, 1854.)
- Anacassis testudinaria (Boheman, 1850.)
- Anacassis xerampelina (Boheman, 1854.)
- Andevocassis picta (Spaeth, 1905.)
- Androlyperus californicus (Schaeffer, 1906.)
- Androlyperus fulvus Crotch, 1873.
- Androlyperus incisus Schaeffer, 1906.
- Androlyperus maculatus J. L. LeConte, 1883.
- Androlyperus nigrescens (Schaeffer, 1906.)
- Androya impresicollis (Fairmaire, 1901.)
- Androya longula (Fairmaire, 1901.)
- Androya obscuricollis (Fairmaire, 1903.)
- Androya rubrocostata (Fairmaire, 1898.)
- Androya tenuecostata (Fairmaire, 1899.)
- Anepsiomorpha deplanata (Boheman, 1850.)
- Anisochalepus reimoseri Uhmann, 1940.
- Anisodera batangae Uhmann, 1954.
- Anisodera bloetei Uhmann, 1930.
- Anisodera bowringii Baly, 1858.
- Anisodera brevelineata Pic, 1924.
- Anisodera candezei Gestro, 1897.
- Anisodera carinifera Uhmann, 1960.
- Anisodera cornuta Uhmann, 1928.
- Anisodera densa Uhmann, 1937.
- Anisodera elongata Gestro, 1888.
- Anisodera fallax Gestro, 1899.
- Anisodera ferruginea (Fabricius, 1801.)
- Anisodera fraterna Baly, 1888.
- Anisodera gracilis (Guérin-Méneville, 1840.)
- Anisodera guerini Baly, 1858.
- Anisodera humilis Gestro, 1897.
- Anisodera integra Weise, 1922.
- Anisodera lucidiventris Guérin-Méneville, 1840.
- Anisodera marginella Weise, 1922.
- Anisodera modesta Weise, 1922.
- Anisodera nigrolineata Gestro, 1906.
- Anisodera obscura Gestro, 1897.
- Anisodera propinqua Baly, 1888.
- Anisodera rugulosa Chen and Yu in Chen, Sun and Yu, 1964.
- Anisodera rusticana Weise, 1897.
- Anisodera sculpticollis Gestro, 1909.
- Anisodera scutellata Baly, 1858.
- Anisodera sheppardi Baly, 1858.
- Anisodera sinuata Weise, 1922.
- Anisodera submarginella Uhmann, 1960.
- Anisodera suturella Uhmann, 1939.
- Anisodera testacea Gestro, 1897.
- Anisodera tuberosa Gestro, 1897.
- Anisodera wegneri Uhmann, 1960.
- Anisostena angustata Pic, 1934.
- Anisostena ariadne (Newman, 1841.)
- Anisostena arizonica Schaeffer, 1933.
- Anisostena bellula (Baly, 1864.)
- Anisostena bicolor (J. Smith, 1885.)
- Anisostena bicoloriceps Pic, 1928.
- Anisostena bondari (Maulik, 1929.)
- Anisostena breveapicalis Pic, 1934.
- Anisostena californica Van Dyke, 1925.
- Anisostena confusa Staines, 1994.
- Anisostena cyanea Staines, 1994.
- Anisostena cyanoptera (Suffrian, 1868.)
- Anisostena daguerrei Uhmann, 1938.
- Anisostena elegantula (Baly, 1864.)
- Anisostena funesta (Baly, 1885.)
- Anisostena gracilis (Horn, 1883.)
- Anisostena kansana Schaeffer, 1933.
- Anisostena lecontii (Baly, 1864.)
- Anisostena missionensis Monrós and Viana, 1947.
- Anisostena nigrita (Olivier, 1808.)
- Anisostena nunenmacheri (Weise, 1907.)
- Anisostena perspicua (Horn, 1883.)
- Anisostena pilatei (Baly, 1864.)
- Anisostena prompta Weise, 1910.
- Anisostena scapularis Uhmann, 1964.
- Anisostena suturalis (Weise, 1907.)
- Anisostena texana Schaeffer, 1933.
- Anisostena trilineata (Baly, 1864.)
- Anisostena vittata Staines, 1994.
- Anisostena warchalowskii Staines, 2007.
- Anomoea flavokansiensis Moldenke, 1970.
- Anomoea laticlavia (Forster, 1771.)
- Anomoea nitidicollis Schaeffer, 1920.
- Anomoea rufifrons (Lacordaire, 1848.)
- Aphthona abdominalis (Duftschmid, 1825.)
- Aphthona cyparissiae (Koch, 1803.)
- Aphthona czwalinae Weise, 1888.
- Aphthona flava Guillebeau, 1894.
- Aphthona lacertosa Rosenhauer, 1847.
- Aphthona nigriscutis Foudras in Mulsant, 1860.
- Aporocassida aemula (Boheman, 1854.)
- Aporocassida graphica (Germar, 1824.)
- Aproida balyi Pascoe, 1863.
- Aproida cribrata Lea, 1929.
- Aproida monteithi Samuelson, 1989.
- Arescus histrio Baly, 1858.
- Arescus hypocrita Weise, 1910.
- Arescus labiatus Perty, 1832.
- Arescus laticollis Weise, 1910.
- Arescus parumpuctatus Gorham, 1891.
- Arescus vicinus Uhmann, 1926.
- Arescus zonatus Weise, 1912.
- Argopistes scyrtoides J. L. LeConte, 1878.
- Asamangulia cuspidata Maulik, 1915.
- Asamangulia horni Uhmann, 1927.
- Asamangulia longispina Gressitt, 1950.
- Asamangulia tuberculosus (Motschulsky, 1861.)
- Asamangulia wakkeri (Zehntner, 1896.)
- Asamangulia yonakuni Kimoto and Gressitt, 1966.
- Aslamidium bolivianum Borowiec and Sassi, 2001.
- Aslamidium capense (Herbst, 1799.)
- Aslamidium coca Borowiec, 1998.
- Aslamidium ecuadoricum Borowiec, 1998.
- Aslamidium flavomaculata Staines, 2006.
- Aslamidium formosum (Spaeth, 1907.)
- Aslamidium impurum (Boheman, 1850.)
- Aslamidium lepidum Staines, 2006.
- Aslamidium lescheni Borowiec, 1998.
- Aslamidium pichinchaensis Borowiec, 1998.
- Aslamidium quatuordecimmaculatum (Latreille, 1811.)
- Aslamidium semicirculare (Olivier, 1808.)
- Aslamidium strandi (Uhmann, 1930.)
- Asphaera abdominalis (Chevrolat, 1835.)
- Asphaera lustrans (Crotch, 1873.)
- Aspidimorpha adhaerens (Weber, 1801.)
- Aspidimorpha adjecta Spaeth, 1940.
- Aspidimorpha alluaudi Spaeth, 1924.
- Aspidimorpha amabilis Boheman, 1854.
- Aspidimorpha andrei Borowiec, 1997.
- Aspidimorpha angolensis Weise, 1896.
- Aspidimorpha angoramensis Borowiec, 1992.
- Aspidimorpha apicalis (Klug, 1833.)
- Aspidimorpha areata (Klug, 1835.)
- Aspidimorpha assimilis Boheman, 1854.
- Aspidimorpha astraea Spaeth, 1917.
- Aspidimorpha atrodorsata Borowiec, 1997.
- Aspidimorpha aurata (Montrouzier, 1855.)
- Aspidimorpha australasiae (Boisduval, 1835.)
- Aspidimorpha bataviana Swietojanska, 2001.
- Aspidimorpha bertiae Borowiec, 1997.
- Aspidimorpha biguttata (Fabricius, 1775.)
- Aspidimorpha bilobata Boheman, 1856.
- Aspidimorpha bimaculata (Fabricius, 1792.)
- Aspidimorpha biradiata Boheman, 1854.
- Aspidimorpha biremis Boheman, 1854.
- Aspidimorpha birmanica Spaeth, 1914.
- Aspidimorpha castaneipennis Spaeth, 1912.
- Aspidimorpha cepaecolor (Fairmaire, 1898.)
- Aspidimorpha chandrika Maulik, 1918.
- Aspidimorpha chlorina Boheman, 1854.
- Aspidimorpha chorotica (Olivier, 1808.)
- Aspidimorpha citrina Spaeth, 1934.
- Aspidimorpha collarti Borowiec, 1997.
- Aspidimorpha confinis (Klug, 1835.)
- Aspidimorpha convolvuli (Boheman, 1862.)
- Aspidimorpha corrugata Borowiec, 1997.
- Aspidimorpha curtidens Hincks, 1962.
- Aspidimorpha delitescens Weise, 1903.
- Aspidimorpha densepicta Hincks, 1962.
- Aspidimorpha denticollis Spaeth, 1932.
- Aspidimorpha deusta (Fabricius, 1775.)
- Aspidimorpha diaphana (Sahlberg, 1823.)
- Aspidimorpha difformis (Motschulsky, 1860.)
- Aspidimorpha dilecta Boheman, 1854.
- Aspidimorpha dissentanea Boheman, 1862.
- Aspidimorpha dorsata (Fabricius, 1787.)
- Aspidimorpha dulcicula Boheman, 1862.
- Aspidimorpha elevata (Fabricius, 1801.)
- Aspidimorpha equatoriensis Borowiec, 1986.
- Aspidimorpha ertli Spaeth, 1906.
- Aspidimorpha exacta Spaeth, 1932.
- Aspidimorpha expansa Spaeth, 1917.
- Aspidimorpha extumida Spaeth, 1915.
- Aspidimorpha fabricii Sekerka, 2008.
- Aspidimorpha fallaciosa (Fairmaire, 1904.)
- Aspidimorpha fampanamboensis Borowiec, 1997.
- Aspidimorpha fatua Spaeth, 1917.
- Aspidimorpha fausta Spaeth, 1932.
- Aspidimorpha fenestrata (Olivier, 1808.)
- Aspidimorpha filiola Borowiec, 1997.
- Aspidimorpha firma Weise, 1912.
- Aspidimorpha flaviceps Borowiec, 1997.
- Aspidimorpha furcata (Thunberg, 1789.)
- Aspidimorpha fusca Shaw, 1961.
- Aspidimorpha fusconotata Boheman, 1854.
- Aspidimorpha fuscopunctata Boheman, 1854.
- Aspidimorpha ganglbaueri Spaeth, 1898.
- Aspidimorpha gausapina Spaeth, 1924.
- Aspidimorpha gruevi Borowiec, 1985.
- Aspidimorpha haefligeri Spaeth, 1906.
- Aspidimorpha heroni Borowiec, 1997.
- Aspidimorpha hexaspilota Baly, 1863.
- Aspidimorpha hiekei Borowiec, 1997.
- Aspidimorpha honesta Spaeth, 1902.
- Aspidimorpha hyalina Spaeth, 1934.
- Aspidimorpha icterica Boheman, 1854.
- Aspidimorpha illustris Hincks, 1962.
- Aspidimorpha incerta Borowiec, 1997.
- Aspidimorpha indistincta (Boheman, 1854.)
- Aspidimorpha infuscata Spaeth, 1909.
- Aspidimorpha ingens Duvivier, 1891.
- Aspidimorpha inquinata Boheman, 1854.
- Aspidimorpha interrupta (Fabricius, 1775.)
- Aspidimorpha intricata Weise, 1903.
- Aspidimorpha inuncta Boheman, 1854.
- Aspidimorpha irrorata Weise, 1898.
- Aspidimorpha isparetta Boheman, 1854.
- Aspidimorpha karamojana Borowiec and Sekerka, 2010.
- Aspidimorpha kasaiensis Spaeth, 1932.
- Aspidimorpha katangana Spaeth, 1932.
- Aspidimorpha kilimana Weise, 1903.
- Aspidimorpha kolbei Weise, 1899.
- Aspidimorpha laevigata Spaeth, 1905.
- Aspidimorpha levissima Borowiec, 1997.
- Aspidimorpha limbata (Goldfuss, 1805.)
- Aspidimorpha limbipennis Boheman, 1854.
- Aspidimorpha lobata Boheman, 1854.
- Aspidimorpha loennbergi Spaeth, 1915.
- Aspidimorpha longifrons Shaw, 1961.
- Aspidimorpha luzonica Swietojanska, 2001.
- Aspidimorpha lynesi Spaeth, 1937.
- Aspidimorpha maculatissima (Boheman, 1856.)
- Aspidimorpha madagascarica Boheman, 1854.
- Aspidimorpha maffinbayensis Borowiec, 1992.
- Aspidimorpha malaccana Spaeth, 1937.
- Aspidimorpha miliaris (Fabricius, 1775.)
- Aspidimorpha mirabilis Borowiec, 1997.
- Aspidimorpha moluccana Spaeth, 1935.
- Aspidimorpha mombonensis Weise, 1899.
- Aspidimorpha montanella Borowiec, 1997.
- Aspidimorpha mrogorensis Weise, 1899.
- Aspidimorpha muehlei Borowiec, 1997.
- Aspidimorpha multiguttata Spaeth, 1935.
- Aspidimorpha musta Spaeth, 1914.
- Aspidimorpha mutata Boheman, 1854.
- Aspidimorpha mutilata Boheman, 1854.
- Aspidimorpha natalensis Boheman, 1854.
- Aspidimorpha nigripes Spaeth, 1926.
- Aspidimorpha nigritarsis Spaeth, 1932.
- Aspidimorpha nigromaculata (Herbst, 1799.)
- Aspidimorpha nigropunctata (Klug, 1835.)
- Aspidimorpha novaeguineensis (Boisduval, 1835.)
- Aspidimorpha oblectans Spaeth, 1924.
- Aspidimorpha obovata (Klug, 1835.)
- Aspidimorpha obtusangula Spaeth, 1906.
- Aspidimorpha obuduensis Borowiec, 1997.
- Aspidimorpha officiosa Boheman, 1862.
- Aspidimorpha orbicularis Boheman, 1854.
- Aspidimorpha orbifera Spaeth, 1934.
- Aspidimorpha orientalis Boheman, 1856.
- Aspidimorpha pacalis Spaeth, 1926.
- Aspidimorpha palleago Boheman, 1854.
- Aspidimorpha pallescens Spaeth, 1917.
- Aspidimorpha pellucida Weise, 1899.
- Aspidimorpha polyspila Spaeth, 1911.
- Aspidimorpha ponderosa Boheman, 1862.
- Aspidimorpha pontifex Boheman, 1854.
- Aspidimorpha potens Weise, 1903.
- Aspidimorpha procax Spaeth, 1932.
- Aspidimorpha proszynskii Borowiec, 1985.
- Aspidimorpha pseudoareata Borowiec, 1997.
- Aspidimorpha pseudochlorina Borowiec, 1986.
- Aspidimorpha puncticosta Boheman, 1854.
- Aspidimorpha punctum (Fabricius, 1801.)
- Aspidimorpha quadrilobata Boheman, 1856.
- Aspidimorpha quadriradiata Boheman, 1854.
- Aspidimorpha quadriramosa Boheman, 1854.
- Aspidimorpha quadriremis (Gyllenhal in Schönherr, 1808.)
- Aspidimorpha quinquefasciata (Fabricius, 1801.)
- Aspidimorpha reflexa Spaeth, 1917.
- Aspidimorpha rubroornata Borowiec, 1997.
- Aspidimorpha salazarensis Borowiec, 1997.
- Aspidimorpha sanctaecrucis (Fabricius, 1792.)
- Aspidimorpha sankuruensis Borowiec, 1997.
- Aspidimorpha sarasinorum Spaeth, 1932.
- Aspidimorpha sarawacensis Spaeth, 1904.
- Aspidimorpha sassii Borowiec, 1997.
- Aspidimorpha scalena Spaeth, 1917.
- Aspidimorpha sculpturata Borowiec, 1997.
- Aspidimorpha semiramosa Weise, 1880.
- Aspidimorpha septemcostata Weise, 1881.
- Aspidimorpha sessarum Spaeth, 1911.
- Aspidimorpha setosa Borowiec, 1997.
- Aspidimorpha severini Spaeth, 1902.
- Aspidimorpha silfverbergi Borowiec, 1985.
- Aspidimorpha siticulosa Spaeth, 1917.
- Aspidimorpha sjoestedti Spaeth, 1903.
- Aspidimorpha snizeki Swietojanska, 2001.
- Aspidimorpha socrus Spaeth, 1917.
- Aspidimorpha splendidula Spaeth, 1961.
- Aspidimorpha sternalis Weise, 1896.
- Aspidimorpha stevensi Baly, 1863.
- Aspidimorpha striata Weise, 1896.
- Aspidimorpha strigosa (Gorham, 1892.)
- Aspidimorpha suavis Spaeth, 1912.
- Aspidimorpha subcruciata Boheman, 1854.
- Aspidimorpha submutata Weise, 1899.
- Aspidimorpha sulawesica Swietojanska, 2001.
- Aspidimorpha sulfuripennis Spaeth, 1932.
- Aspidimorpha sumatrana Spaeth, 1904.
- Aspidimorpha tamdaoensis Swietojanska, 2001.
- Aspidimorpha tanganikana Spaeth, 1916.
- Aspidimorpha tanolaensis Borowiec, 1997.
- Aspidimorpha tibetana Swietojanska and Borowiec, 2006.
- Aspidimorpha timorensis Swietojanska, 2001.
- Aspidimorpha togata Thomson, 1858.
- Aspidimorpha togoensis Weise, 1904.
- Aspidimorpha tortuosa Boheman, 1862.
- Aspidimorpha toxopei Spaeth, 1926.
- Aspidimorpha transparipennis (Motschulsky, 1860.)
- Aspidimorpha tuberosa Borowiec, 1997.
- Aspidimorpha uelensis Spaeth, 1932.
- Aspidimorpha uluguruensis Borowiec, 1997.
- Aspidimorpha undulatipennis Spaeth, 1911.
- Aspidimorpha vernicata Fairmaire, 1901.
- Aspidimorpha virens Shaw, 1961.
- Aspidimorpha viridula Weise, 1903.
- Aspidimorpha wahlbergi Boheman, 1854.
- Aspidimorpha westwoodii Boheman, 1854.
- Aspidimorpha zambiana Borowiec, 2006.
- Aspidispa albertisii Gestro, 1890.
- Aspidispa bicolor Gressitt, 1963.
- Aspidispa calami Gressitt, 1963.
- Aspidispa daemonoropa Gressitt, 1963.
- Aspidispa expansa Gressitt, 1957.
- Aspidispa flagellariae Gressitt, 1963.
- Aspidispa horvathi Gestro, 1897.
- Aspidispa ifara Gressitt, 1963.
- Aspidispa korthalsiae Gressitt, 1963.
- Aspidispa lata Gressitt, 1963.
- Aspidispa maai Gressitt, 1963.
- Aspidispa meijerei (Weise, 1908.)
- Aspidispa nigritarsis Gestro, 1890.
- Aspidispa palmella Gressitt, 1960.
- Aspidispa papuana Gressitt, 1963.
- Aspidispa pinangae Gressitt, 1963.
- Aspidispa rattana Gressitt, 1963.
- Aspidispa rotanica Gressitt, 1963.
- Aspidispa sedlaceki Gressitt, 1963.
- Aspidispa striata Gressitt, 1963.
- Aspidispa subviridipennis Gressitt, 1963.
- Aspidispa tibialis Baly, 1869.
- Aspidispa wilsoni Gressitt, 1963.
- Asteriza darlingtoni Blake, 1939.
- Asteriza flavicornis (Olivier, 1790.)
- Aulostyrax heterospathi Gressitt, 1957.
- Aulostyrax nuciferae Maulik, 1929.
- Austropsecadia chlorina (Weise, 1899.)
- Babia quadriguttata (Olivier, 1791.)
- Babia tetraspilota J. L. LeConte, 1858.
- Baliosus angulifer Uhmann, 1961.
- Baliosus antennatus (Guérin-Méneville in Cuvier, 1844.)
- Baliosus baeri Pic, 1932.
- Baliosus californicus (Horn, 1883.)
- Baliosus conspersus Weise, 1911.
- Baliosus dentipes Weise, 1910.
- Baliosus donckieri Pic, 1934.
- Baliosus duodecimmaculatus (Baly, 1865.)
- Baliosus ferrugineus Staines, 2006.
- Baliosus fraternus (Baly, 1885.)
- Baliosus fraudulentus (Weise, 1921.)
- Baliosus germaini Pic, 1932.
- Baliosus holtzi Pic, 1934.
- Baliosus hospes Weise, 1905.
- Baliosus illustris (Weise, 1905.)
- Baliosus incertus Pic, 1934.
- Baliosus incisus (Pic, 1931.)
- Baliosus indutus Uhmann, 1947.
- Baliosus intricatus Weise, 1958.
- Baliosus latipennis Pic, 1934.
- Baliosus latus Weise, 1921.
- Baliosus limbiferus Uhmann, 1947.
- Baliosus lineaticollis (Baly, 1886.)
- Baliosus lineatus Uhmann, 1940.
- Baliosus longicornis Pic, 1932.
- Baliosus lycoides (Chapuis, 1877.)
- Baliosus marmoratus (Baly, 1885.)
- Baliosus nervosus (Panzer, 1794.)
- Baliosus opifer Weise, 1905.
- Baliosus parvulus (Chapuis, 1877.)
- Baliosus pectoralis (Baly, 1864.)
- Baliosus pici Uhmann, 1935.
- Baliosus pretiosus (Baly, 1864.)
- Baliosus productus (Baly, 1885.)
- Baliosus quadrilineatus Pic, 1932.
- Baliosus rubiginosus (Guérin-Méneville in Cuvier, 1844.)
- Baliosus schmidti Uhmann, 1935.
- Baliosus semitestaceus (Erichson, 1847.)
- Baliosus subapicalis (Baly, 1885.)
- Baliosus subdilatatus Pic, 1932.
- Baliosus subparvulus Uhmann, 1948.
- Baliosus terminatus (Chapuis, 1877.)
- Baliosus varius Weise, 1911.
- Baliosus viridanus (Baly, 1885.)
- Baliosus vittaticollis (Baly, 1885.)
- Baliosus yacumae Uhmann, 1957.
- Balyana armata Gestro, 1908.
- Balyana mariaui Berti and Desmier de Chenon, 1987.
- Balyana maritima Berti in Berti and Desmier de Chenon, 1987.
- Balyana oberthuri Gestro, 1908.
- Balyana ornata Gestro, 1908.
- Balyana pauliani Uhmann, 1954.
- Balyana sculptilis (Fairmaire, 1895.)
- Balyana sculptipennis (Fairmaire, 1904.)
- Basiprionota amboinica (Spaeth, 1925.)
- Basiprionota amitina (Spaeth, 1932.)
- Basiprionota andrewesi (Weise, 1897.)
- Basiprionota angusta (Spaeth, 1914.)
- Basiprionota animosa (Spaeth, 1926.)
- Basiprionota atricornis (Spaeth, 1912.)
- Basiprionota bakeri (Spaeth, 1925.)
- Basiprionota bimaculata (Thunberg, 1789.)
- Basiprionota bisignata (Boheman, 1862.)
- Basiprionota ceramensis (Spaeth, 1925.)
- Basiprionota cerata (Spaeth, 1925.)
- Basiprionota chinensis (Fabricius, 1798.)
- Basiprionota decemmaculata (Boheman, 1850.)
- Basiprionota decempustulata (Boheman, 1850.)
- Basiprionota decemstillata (Boheman, 1856.)
- Basiprionota encausta (Spaeth, 1925.)
- Basiprionota flavicornis Borowiec, 1993.
- Basiprionota gibbifera (Spaeth, 1925.)
- Basiprionota gibbosa (Baly, 1863.)
- Basiprionota gressitti Medvedev, 1957.
- Basiprionota immaculata (Wagener, 1881.)
- Basiprionota impacata (Spaeth, 1925.)
- Basiprionota joloana (Spaeth, 1925.)
- Basiprionota laotica (Spaeth, 1933.)
- Basiprionota lata Chen and Zia, 1964.
- Basiprionota latissima (Wagener, 1881.)
- Basiprionota lomholdti Borowiec, 1991.
- Basiprionota maerkeli (Boheman, 1850.)
- Basiprionota morigera (Spaeth, 1925.)
- Basiprionota multiplagiata (Wagener, 1881.)
- Basiprionota multipunctata (Gressitt, 1938.)
- Basiprionota nigricollis (Weise, 1897.)
- Basiprionota octomaculata (Boheman, 1850.)
- Basiprionota octonotata (Fabricius, 1787.)
- Basiprionota octopunctata (Fabricius, 1787.)
- Basiprionota octopustulata (Boheman, 1856.)
- Basiprionota omeia Chen and Zia, 1964.
- Basiprionota opima (Spaeth, 1925.)
- Basiprionota palawanica (Weise, 1913.)
- Basiprionota patkoiensis (Spaeth, 1926.)
- Basiprionota privigna (Boheman, 1862.)
- Basiprionota prognata (Spaeth, 1925.)
- Basiprionota pudica (Spaeth, 1925.)
- Basiprionota puellaris (Spaeth, 1925.)
- Basiprionota quadriimpresa (Boheman, 1850.)
- Basiprionota ramigera (Boheman, 1862.)
- Basiprionota rugosipennis (Spaeth, 1901.)
- Basiprionota sarawacensis (Spaeth, 1912.)
- Basiprionota scheerpeltzi (Spaeth, 1925.)
- Basiprionota schultzei (Weise, 1908.)
- Basiprionota secreta (Spaeth, 1925.)
- Basiprionota sexmaculata (Boheman, 1850.)
- Basiprionota sinuata (Olivier, 1790.)
- Basiprionota sospes (Spaeth, 1925.)
- Basiprionota subopaca (Spaeth, 1925.)
- Basiprionota sulana (Spaeth, 1925.)
- Basiprionota sumatrana (Weise, 1912.)
- Basiprionota sumba Borowiec, 2006.
- Basiprionota tibetana (Spaeth, 1914.)
- Basiprionota timorensis (Spaeth, 1925.)
- Basiprionota trux (Spaeth, 1925.)
- Basiprionota vicina (Spaeth, 1925.)
- Basiprionota westermanni (Mannerheim, 1844.)
- Basiprionota whitei (Boheman, 1856.)
- Basipta glauca Chevrolat, 1849.
- Basipta luteocincta Boheman, 1854.
- Basipta pilosella Boheman, 1854.
- Basipta sebastiani Borowiec, 2002.
- Basipta stolida Boheman, 1854.
- Bassareus areolatus (Suffrian, 1852.)
- Bassareus brunnipes (Olivier, 1791.)
- Bassareus clathratus (F. E. Melsheimer, 1847.)
- Bassareus croceipennis J. L. LeConte, 1880.
- Bassareus detritus (Olivier, 1808.)
- Bassareus formosus (F. E. Melsheimer, 1847.)
- Bassareus lituratus (Fabricius, 1801.)
- Bassareus mammifer (Newman, 1840.)
- Blepharida rhois (Forster, 1771.)
- Borowiecius ademptus (Sharp, 1886.)
- Botanochara angulata (Germar, 1824.)
- Botanochara boggianii (Spaeth, 1900.)
- Botanochara boliviaca (Spaeth, 1926.)
- Botanochara bonariensis (Boheman, 1850.)
- Botanochara cancellata (Boheman, 1850.)
- Botanochara convexiuscula (Spaeth, 1922.)
- Botanochara decemnotata (Boheman, 1850.)
- Botanochara decempustulata (Boheman, 1850.)
- Botanochara decemverrucata (Boheman, 1850.)
- Botanochara duodecimnotata (Boheman, 1850.)
- Botanochara duodecimverrucata (Boheman, 1850.)
- Botanochara encausta (Boheman, 1850.)
- Botanochara fastidita (Boheman, 1850.)
- Botanochara guttipennis (Spaeth, 1915.)
- Botanochara haematodes (Perty, 1834.)
- Botanochara impressa (Panzer, 1798.)
- Botanochara impressipennis (Boheman, 1850.)
- Botanochara intricata (Boheman, 1850.)
- Botanochara lurida (Spaeth, 1940.)
- Botanochara macularia (Boheman, 1850.)
- Botanochara miniata (Baly, 1887.)
- Botanochara missionea (Boheman, 1850.)
- Botanochara nigropicta (Boheman, 1850.)
- Botanochara octoplagiata (Spaeth, 1909.)
- Botanochara octopustulata (Klug, 1829.)
- Botanochara ordinata (Boheman, 1850.)
- Botanochara ornata (Boheman, 1850.)
- Botanochara pantherina (Klug, 1829.)
- Botanochara pavonia (Boheman, 1850.)
- Botanochara planipennis (Spaeth, 1899.)
- Botanochara praefica (Spaeth, 1940.)
- Botanochara quinquefasciata (Perty, 1834.)
- Botanochara regina (Boheman, 1862.)
- Botanochara ricardoi (Buzzi, 1998.)
- Botanochara rubroguttata (Boheman, 1850.)
- Botanochara ruforeticulata (Boheman, 1850.)
- Botanochara sanguinea (Spaeth, 1909.)
- Botanochara sedecimpustulata (Fabricius, 1801.)
- Botanochara segnis (Boheman, 1862.)
- Botanochara sigillata (Spaeth, 1940.)
- Botanochara subnervosa (Boheman, 1850.)
- Botanochara tesselata (Burmeister, 1870.)
- Botanochara vianai Borowiec, 1989.
- Bothrispa depressa (Chapuis, 1877.)
- Botryonopa angustata Uhmann, 1931.
- Botryonopa bicolor Uhmann, 1927.
- Botryonopa bipartita (Pic, 1927.)
- Botryonopa bipunctata (Baly, 1858.)
- Botryonopa collaris Weise, 1911.
- Botryonopa concinna (Gestro, 1901.)
- Botryonopa crassicornis Gestro, 1897.
- Botryonopa cyanipennis Baly, 1858.
- Botryonopa cyanoptera Baly, 1869.
- Botryonopa daiacca Würmli, 1976.
- Botryonopa delkeskampi Uhmann, 1960.
- Botryonopa dohrni (Gestro, 1897.)
- Botryonopa foveicollis (Baly, 1858.)
- Botryonopa grandis (Baly, 1858.)
- Botryonopa helena Würmli, 1976.
- Botryonopa helleri Heyden, 1897.
- Botryonopa imperialis Baly, 1869.
- Botryonopa ingens Gestro, 1904.
- Botryonopa jacobii Uhmann, 1930.
- Botryonopa javana Uhmann, 1928.
- Botryonopa kleinei Uhmann, 1931.
- Botryonopa korinchica Uhmann, 1951.
- Botryonopa mindoroica Uhmann, 1931.
- Botryonopa misella Gestro, 1917.
- Botryonopa modiglianii (Gestro, 1896.)
- Botryonopa moultoni Gestro, 1913.
- Botryonopa obscura Würmli, 1976.
- Botryonopa piliha Würmli, 1976.
- Botryonopa punctatissima (Chapuis, 1876.)
- Botryonopa purpurascens Chapuis, 1876.
- Botryonopa sanguinea Guérin-Méneville, 1840.
- Botryonopa schultzei Uhmann, 1931.
- Botryonopa sheppardi Baly, 1858.
- Botryonopa spectabilis Baly, 1858.
- Botryonopa sungkita Würmli, 1976.
- Botryonopa tamiangana Uhmann, 1930.
- Botryonopa terminalis (Baly, 1876.)
- Botryonopa tobae Gestro, 1897.
- Brachycoryna dolorosa Van Dyke, 1925.
- Brachycoryna hardyi (Crotch, 1874.)
- Brachycoryna longula Weise, 1907.
- Brachycoryna melsheimeri (Crotch, 1873.)
- Brachycoryna montana (Horn, 1883.)
- Brachycoryna notaticeps Pic, 1928.
- Brachycoryna pumila Guérin-Méneville, 1844.
- Brachypnoea clypealis (Horn, 1892.)
- Brachypnoea convexa (Say, 1824.)
- Brachypnoea lecontei E. Riley, S. Clark and Seeno, 2003.
- Brachypnoea margaretae (Schultz, 1980.)
- Brachypnoea puncticollis (Say, 1824.)
- Brachypnoea rotundicollis (Schaeffer, 1906.)
- Brachypnoea texana (Schaeffer, 1906.)
- Brachypnoea tristis (Olivier, 1808.)
- Bradycassis agroiconotoides Borowiec, 2005.
- Bradycassis drewseni (Boheman, 1855.)
- Bradycassis globosa (Boheman, 1855.)
- Bradycassis globulipennis (Spaeth, 1926.)
- Bradycassis immersa (Spaeth, 1909.)
- Bradycassis matogrossoensis Swietojanska and Borowiec, 1996.
- Bradycassis piagularis (Spaeth, 1926.)
- Bradycassis romani (Spaeth, 1931.)
- Bradycassis rudis (Spaeth, 1926.)
- Bradycassis sandaricina (Boheman, 1862.)
- Bradycassis sordescens (Spaeth, 1926.)
- Bradycassis succosa (Spaeth, 1926.)
- Bromius obscurus (Linnaeus, 1758.)
- Brontispa archontophoenicia Gressitt, 1960.
- Brontispa balakae Gressitt, 1957.
- Brontispa calami Gressitt, 1960.
- Brontispa castanea Lea, 1926.
- Brontispa castaneipennis Chûjô, 1937.
- Brontispa chalybeipennis (Zacher, 1913.)
- Brontispa cyperaceae Gressitt, 1963.
- Brontispa depressa (Baly, 1858.)
- Brontispa eversi Gressitt, 1960.
- Brontispa gleadowi Weise, 1905.
- Brontispa lateralis Uhmann, 1953.
- Brontispa limbata (Waterhouse, 1876.)
- Brontispa linearis Spaeth, 1936.
- Brontispa longissima (Gestro, 1885.)
- Brontispa mariana Spaeth, 1937.
- Brontispa minor Gressitt, 1957.
- Brontispa norfolkensis Gressitt, 1960.
- Brontispa palauensis (Esaki and Chûjô, 1940.)
- Brontispa palmivora Gressitt, 1963.
- Brontispa sacchari Gressitt, 1960.
- Brontispa serricornis Gressitt, 1957.
- Brontispa simonthomasi Gressitt, 1960.
- Brontispa veitchiae Gressitt, 1960.
- Bruchia armata Staines, 2007.
- Bruchia fulvipes (Baly, 1885.)
- Bruchia scapularis Staines, 2007.
- Bruchia sparsa Weise, 1906.
- Bruchidius cisti (Fabricius, 1775.)
- Bruchidius villosus (Fabricius, 1792.)
- Bruchus brachialis Fahraeus, 1839.
- Bruchus pisorum (Linnaeus, 1758.)
- Bruchus rufimanus Boheman, 1833.
- Brucita marmorata (Jacoby, 1886.)
- Bulolispa bimaculata Gressitt in Gressitt and Samuelson, 1990.
- Bulolispa sublineata Samuelson in Gressitt and Samuelson, 1990.
- Cadiz hardyi Andrews and Gilbert, 1992.
- Calamispa fasciata Gressitt, 1957.
- Caledonispa freycinetiae Gressitt, 1960.
- Caledonispa sarasini (Heller in Sarasin and Roux, 1916.)
- Callanispa rasa Uhmann, 1959.
- Calliaspis andicola Spaeth, 1905.
- Calliaspis bicolor Boheman, 1856.
- Calliaspis bohemani Baly, 1859.
- Calliaspis brevicornis Spaeth, 1905.
- Calliaspis cerdai Borowiec, 2003.
- Calliaspis cinnabarina Boheman, 1850.
- Calliaspis coccinea Spaeth, 1915.
- Calliaspis cyaneomicans Spaeth, 1942.
- Calliaspis discophora Boheman, 1850.
- Calliaspis funeraria Boheman, 1850.
- Calliaspis limbaticollis Spaeth, 1932.
- Calliaspis nimbata (Perty, 1834.)
- Calliaspis rubra (Olivier, 1808.)
- Calliaspis sachaensis Borowiec and Stojczew, 1998.
- Calliaspis sahlbergi Spaeth, 1922.
- Calliaspis substriata Spaeth, 1932.
- Calliaspis surinamensis Borowiec, 2000.
- Calliaspis testaceicornis (Weise, 1904.)
- Calliaspis umbonata Hincks, 1956.
- Calliaspis wegrzynowiczi Borowiec and Stojczew, 1998.
- Calligrapha alni Schaeffer, 1928.
- Calligrapha alnicola Brown, 1945.
- Calligrapha amator Brown, 1945.
- Calligrapha amelia Knab, 1909.
- Calligrapha androwi S. Clark and Cavey, 1995.
- Calligrapha apicalis Notman, 1919.
- Calligrapha bidenticola Brown, 1945.
- Calligrapha californica Linell, 1896.
- Calligrapha cephalanti (Schwarz, 1878.)
- Calligrapha confluens Schaeffer, 1928.
- Calligrapha dislocata (Rogers, 1856.)
- Calligrapha dolosa Brown, 1945.
- Calligrapha floridana Schaeffer, 1934.
- Calligrapha fulvipes Stål, 1859.
- Calligrapha ignota Brown, 1940.
- Calligrapha incisa (Rogers, 1856.)
- Calligrapha knabi Brown, 1940.
- Calligrapha lunata (Fabricius, 1787.)
- Calligrapha multiguttata Stål, 1859.
- Calligrapha multipunctata (Say, 1824.)
- Calligrapha ostryae Brown, 1945.
- Calligrapha philadelphica (Linnaeus, 1758.)
- Calligrapha pnirsa Stål, 1860.
- Calligrapha praecelsis (Rogers, 1856.)
- Calligrapha pruni Brown, 1945.
- Calligrapha rhoda Knab, 1909.
- Calligrapha rowena Knab, 1909.
- Calligrapha scalaris (J. E. LeConte, 1824.)
- Calligrapha serpentina (Rogers, 1856.)
- Calligrapha sigmoidea (J. L. LeConte, 1859.)
- Calligrapha spiraeae (Say, 1826.)
- Calligrapha sylvia (Stål, 1860.)
- Calligrapha tiliae Brown, 1945.
- Calligrapha verrucosa (Suffrian, 1858.)
- Calligrapha vicina Schaeffer, 1933.
- Calligrapha virginea Brown, 1945.
- Calligrapha wickhami Bowditch, 1911.
- Callispa africana Baly, 1876.
- Callispa ajaya Basu, 1999.
- Callispa almora Maulik, 1923.
- Callispa amabilis Gestro, 1910.
- Callispa andrewesi (Weise, 1897.)
- Callispa angonina Spaeth, 1935.
- Callispa angusta Gressitt, 1950.
- Callispa angusticollis Maulik, 1919.
- Callispa apicalis Pic, 1924.
- Callispa arcana Duvivier, 1892.
- Callispa assama Maulik, 1919.
- Callispa australis (Péringuey, 1898.)
- Callispa bayoni Gestro, 1911.
- Callispa beccarii Gestro, 1910.
- Callispa biarcuata Chen and Yu in Chen, Tan and Yu, 1961.
- Callispa bicolor Gestro, 1910.
- Callispa bicoloripes Pic, 1930.
- Callispa bijaya Basu, 1999.
- Callispa bioculata Uhmann, 1939.
- Callispa bipartita Kung and Yu in Chen, Tan and Yu, 1961.
- Callispa boettcheri Uhmann, 1931.
- Callispa bottegi Gestro, 1898.
- Callispa bowringii Baly, 1858.
- Callispa brettinghami Baly, 1869.
- Callispa brevicornis Baly, 1869.
- Callispa brevipes Maulik, 1919.
- Callispa brihata Basu, 1999.
- Callispa cassidoides (Guérin-Méneville in Cuvier, 1844.)
- Callispa cavicollis Spaeth, 1935.
- Callispa coeruleodorsata Maulik, 1919.
- Callispa confertae Schöller, 2007.
- Callispa contaminata Weise, 1913.
- Callispa corpulenta Uhmann, 1954.
- Callispa cribrata Gestro, 1896.
- Callispa cruentomarginata Schöller, 2007.
- Callispa cumingii Baly, 1858.
- Callispa curta Weise, 1897.
- Callispa cyanea Chen and Yu in Chen, Tan and Yu, 1961.
- Callispa cyanipennis Pic, 1924.
- Callispa debilis Gressitt and Kimoto, 1963.
- Callispa delauneyi Fleutiaux, 1887.
- Callispa dimidiatipennis Baly, 1858.
- Callispa donckieri Pic, 1924.
- Callispa doriae Gestro, 1910.
- Callispa drescheri Uhmann, 1935.
- Callispa duodecimmaculata Chapuis, 1876.
- Callispa elegans Baly, 1876.
- Callispa elliptica Gressitt, 1939.
- Callispa elongata Pic, 1924.
- Callispa errans Péringuey, 1908.
- Callispa expansicollis Maulik, 1919.
- Callispa fallax Uhmann, 1931.
- Callispa feae Baly, 1888.
- Callispa filiformis Medvedev, 1992.
- Callispa flaveola Uhmann, 1931.
- Callispa flavescens Weise, 1891.
- Callispa flavonotata Pic, 1924.
- Callispa fortunii Baly, 1858.
- Callispa fraudulenta Würmli, 1976.
- Callispa frontalis Medvedev, 1992.
- Callispa fulva Gestro, 1897.
- Callispa fulvescens Chen and Yu in Chen, Tan and Yu, 1961.
- Callispa fulvipes Spaeth, 1935.
- Callispa fulvonigra Maulik, 1919.
- Callispa galinae Medvedev, 1992.
- Callispa gracilicornis Weise, 1910.
- Callispa guttata Uhmann, 1933.
- Callispa hessei Uhmann, 1934.
- Callispa himalayana Medvedev, 1993.
- Callispa horni Uhmann, 1927.
- Callispa ianthorufa Schöller, 2007.
- Callispa impressa Uhmann, 1942.
- Callispa induta Uhmann, 1930.
- Callispa insignis Baly, 1858.
- Callispa intermedia Uhmann, 1932.
- Callispa jaya Basu, 1999.
- Callispa kabakovi Medvedev, 1992.
- Callispa kalshoveni Uhmann, 1955.
- Callispa karena Maulik, 1919.
- Callispa kilimana Kolbe, 1891.
- Callispa korthalsiae Schöller, 2008.
- Callispa krishnashunda Maulik, 1919.
- Callispa kuntzeni Uhmann, 1932.
- Callispa lamottei Uhmann, 1954.
- Callispa limbata Gestro, 1906.
- Callispa limbifera Yu and Kung in Chen, Tan and Yu, 1961.
- Callispa loxia Weise, 1897.
- Callispa luzonica Pic, 1930.
- Callispa maculipennis Gestro, 1911.
- Callispa maindoni Pic, 1943.
- Callispa marginipennis Gestro, 1899.
- Callispa marshalli Spaeth, 1935.
- Callispa mashonensis Spaeth, 1935.
- Callispa metroxylonis Uhmann, 1929.
- Callispa minima Gestro, 1902.
- Callispa minor Gestro, 1888.
- Callispa montivaga Maulik, 1919.
- Callispa mungphua Maulik, 1919.
- Callispa nagaja Maulik, 1919.
- Callispa natalensis Baly, 1858.
- Callispa neavei Spaeth, 1935.
- Callispa nigricollis Chen and Yu in Chen, Tan and Yu, 1961.
- Callispa nigricornis Baly, 1858.
- Callispa nigripennis Chen and Yu in Chen, Sun and Yu, 1964.
- Callispa nigripes Baly, 1858.
- Callispa nigritarsata Maulik, 1919.
- Callispa nigronotata (Pic, 1931.)
- Callispa nigrovittata Gestro, 1917.
- Callispa nyakaensis Uhmann, 1934.
- Callispa nyassica Spaeth, 1935.
- Callispa obliqua Chen and Yu in Chen, Sun and Yu, 1964.
- Callispa octopunctata Baly, 1858.
- Callispa ovata Gestro, 1899.
- Callispa paharia Basu, 1999.
- Callispa palawanica Uhmann, 1931.
- Callispa pallida Gestro, 1888.
- Callispa parva Schöller, 2008.
- Callispa pelengana Uhmann, 1954.
- Callispa penangana Uhmann, 1953.
- Callispa philippinica Uhmann, 1931.
- Callispa picitarsis Uhmann, 1952.
- Callispa pita Maulik, 1919.
- Callispa popovi Chen and Yu in Chen, Tan and Yu, 1961.
- Callispa procedens Uhmann, 1939.
- Callispa pseudapicalis Yu, 1985.
- Callispa puella Gestro, 1919.
- Callispa puellaris Pic, 1930.
- Callispa pusilla Gestro, 1896.
- Callispa quadricollis Yu and Li, 2002.
- Callispa recticollis Medvedev, 1992.
- Callispa regularis Uhmann, 1954.
- Callispa rhodesiaca Spaeth, 1935.
- Callispa roepkei Uhmann, 1929.
- Callispa ruficollis Fairmaire, 1889.
- Callispa rufiventris Uhmann, 1928.
- Callispa salaccae Schöller, 2008.
- Callispa scipionae Schöller, 2008.
- Callispa scutellaris Weise, 1897.
- Callispa sebakue Péringuey, 1908.
- Callispa semirufa Kraatz, 1895.
- Callispa septemmaculata Weise, 1908.
- Callispa silacea Weise, 1902.
- Callispa similis Uhmann, 1931.
- Callispa simillima Würmli, 1976.
- Callispa spaethi Uhmann, 1931.
- Callispa specialis Yu, 1985.
- Callispa splendidula Gestro, 1897.
- Callispa steineri Schöller, 2007.
- Callispa submarginata Medvedev, 1993.
- Callispa sundara Maulik, 1919.
- Callispa tarsata Baly, 1869.
- Callispa testacea Kraatz, 1895.
- Callispa testaceicornis Pic, 1925.
- Callispa testaceipes Pic, 1924.
- Callispa tibangana Uhmann, 1939.
- Callispa ugandina Spaeth, 1935.
- Callispa uhmanni Chen and Yu in Chen, Tan and Yu, 1961.
- Callispa umtalina Péringuey, 1908.
- Callispa undulata Uhmann, 1933.
- Callispa unicolor Weise, 1904.
- Callispa uniformis Uhmann, 1943.
- Callispa vietnamica Kimoto, 1998.
- Callispa violaceicornis Pic, 1937.
- Callispa vittata Baly, 1858.
- Callispa voronovae Medvedev, 1992.
- Callispa whitei Baly, 1858.
- Callistola angusta Gressitt, 1957.
- Callistola attenuata Gressitt, 1963.
- Callistola bella Gressitt, 1960.
- Callistola boisduvali (Weise, 1908.)
- Callistola bomberiana Gressitt, 1963.
- Callistola bruijnii (Gestro, 1885.)
- Callistola corporaali (Uhmann, 1932.)
- Callistola cyclops Gressitt, 1963.
- Callistola devastator Gressitt, 1960.
- Callistola dilutipes (Weise, 1905.)
- Callistola dimidiata Gressitt, 1960.
- Callistola elegans Gressitt, 1960.
- Callistola esakii (Chûjô, 1943.)
- Callistola fasciata Weise, 1905.
- Callistola fordi Gressitt, 1957.
- Callistola freycinetella Gressitt, 1963.
- Callistola freycinetiae Gressitt, 1957.
- Callistola grossa Maulik, 1936.
- Callistola maai Gressitt, 1960.
- Callistola major Gressitt, 1957.
- Callistola margaretae Gressitt, 1963.
- Callistola masoni Gressitt, 1960.
- Callistola metselaari Gressitt, 1960.
- Callistola misolensis Spaeth, 1936.
- Callistola montana Gressitt, 1960.
- Callistola omalleyi Gressitt, 1960.
- Callistola pandanella Gressitt, 1960.
- Callistola pandani Gressitt, 1955.
- Callistola papuensis Gressitt, 1957.
- Callistola pulchra Gressitt, 1957.
- Callistola puncticollis Spaeth, 1936.
- Callistola ruficollis (Spaeth, 1936.)
- Callistola sedlacekana Gressitt, 1963.
- Callistola spaethi Chûjô, 1943.
- Callistola speciosa (Boisduval in d'Urville, 1835.)
- Callistola subvirida Gressitt, 1963.
- Callistola swartensis Gressitt, 1960.
- Callistola szentivanyi Gressitt, 1960.
- Callistola tricolor Gressitt, 1963.
- Callistola tripartita (Fairmaire, 1883.)
- Callistola uhmanni Gressitt, 1960.
- Callistola varicolor Gressitt, 1957.
- Callistola wrighti Gressitt, 1960.
- Callistola zonalis Gressitt, 1960.
- Callohispa mirifica Uhmann, 1960.
- Callosobruchus chinensis (Linnaeus, 1758.)
- Callosobruchus maculatus (Fabricius, 1775.)
- Callosobruchus phaseoli (Gyllenhal, 1833.)
- Callosobruchus pulcher Pic, 1922.
- Calyptocephala attenuata Spaeth, 1919.
- Calyptocephala brevicornis Boheman, 1850.
- Calyptocephala discoidea Champion, 1893.
- Calyptocephala gerstaeckeri Boheman, 1862.
- Calyptocephala lutea Boheman, 1850.
- Calyptocephala marginipennis Boheman, 1850.
- Calyptocephala miniatipennis Boheman, 1862.
- Calyptocephala nigricornis (Germar, 1824.)
- Calyptocephala paralutea Buzzi and Miyazaki, 1992.
- Calyptocephala procerula Boheman, 1862.
- Calyptocephala punctata Boheman, 1850.
- Calyptocephala ruficornis Spaeth, 1937.
- Canistra bitorosa Weise, 1900.
- Canistra calamitosa Boheman, 1850.
- Canistra dohrni Spaeth, 1905.
- Canistra irrorata (Guérin-Méneville, 1844.)
- Canistra osculatii Guérin-Méneville, 1855.
- Canistra procera Boheman, 1850.
- Canistra rubiginosa (Guérin-Méneville, 1844.)
- Canistra varicosa Erichson, 1847.
- Capelocassis dorsata (Duvivier, 1891.)
- Capraita circumdata (Randall, 1838.)
- Capraita durangoensis (Jacoby, 1892.)
- Capraita flavida (Horn, 1889.)
- Capraita indigoptera (J. L. LeConte, 1878.)
- Capraita nigrosignata (Schaeffer, 1920.)
- Capraita obsidiana (Fabricius, 1801.)
- Capraita pervittata (Blake, 1927.)
- Capraita quercata (Fabricius, 1801.)
- Capraita saltatra (Blatchley, 1923.)
- Capraita scalaris (F. E. Melsheimer, 1847.)
- Capraita sexmaculata (Illiger, 1807.)
- Capraita spilonota (Blake, 1927.)
- Capraita subvittata (Horn, 1889.)
- Capraita suturalis (Fabricius, 1801.)
- Capraita texana (Crotch, 1873.)
- Capraita thyamoides (Crotch, 1873.)
- Carinispa nevermanni Uhmann, 1930.
- Carlobruchia boliviana Borowiec, 1995.
- Carlobruchia carbonaria (Klug, 1829.)
- Carlobruchia dorsuosa (Boheman, 1862.)
- Carlobruchia tricostata (Spaeth, 1907.)
- Caryedes helvinus (Motschulsky, 1874.)
- Caryedes incensus (Sharp, 1885.)
- Caryedon serratus (Olivier, 1790.)
- Caryobruchus gleditsiae (Linnaeus, 1767.)
- Cassida abamita Spaeth, 1916.
- Cassida achardi Spaeth, 1926.
- Cassida acutangula Borowiec, 1999.
- Cassida aethiopica Boheman, 1854.
- Cassida agilis Spaeth, 1915.
- Cassida albertisi (Spaeth, 1903.)
- Cassida algirica Lucas, 1849.
- Cassida alpina Bremi-Wolf, 1855.
- Cassida alticola Chen and Zia, 1984.
- Cassida altiuscula Spaeth, 1916.
- Cassida amaranthica Medvedev and Eroshkina, 1988.
- Cassida ambrica Borowiec, 1999.
- Cassida amorifica Boheman, 1862.
- Cassida amurensis (Kraatz, 1879.)
- Cassida ancorifera Boheman, 1856.
- Cassida andapaensis Borowiec, 1988.
- Cassida andreinii Spaeth, 1933.
- Cassida andrewesi Weise, 1897.
- Cassida angusta Marseul, 1876.
- Cassida angustifrons Weise, 1891.
- Cassida antoni Borowiec and Swietojanska, 1997.
- Cassida appluda Spaeth, 1926.
- Cassida astrolabiana (Spaeth, 1903.)
- Cassida atrata Fabricius, 1787.
- Cassida atrofemorata Borowiec and Sassi, 2002.
- Cassida atrorubra Borowiec, 1999.
- Cassida atrosignata Sekerka and Borowiec, 2008.
- Cassida aureola (Spaeth, 1915.)
- Cassida auropustulata (Fairmaire, 1899.)
- Cassida aurora Weise, 1907.
- Cassida australica (Boheman, 1855.)
- Cassida avia (Weise, 1897.)
- Cassida azurea Fabricius, 1801.
- Cassida bakeri Spaeth, 1925.
- Cassida basicollis (Chen and Zia, 1964.)
- Cassida basilana Spaeth, 1925.
- Cassida bella Falderman, 1837.
- Cassida belli Weise, 1897.
- Cassida belliformis Maulik, 1919.
- Cassida benguelica Spaeth, 1933.
- Cassida beniowskii Borowiec, 1988.
- Cassida bergeali Bordy, 1995.
- Cassida berolinensis Suffrian, 1844.
- Cassida bezdeki Borowiec, 2002.
- Cassida bicallosa Spaeth, 1915.
- Cassida biguttata (Spaeth, 1903.)
- Cassida binorbis (Chen and Zia, 1961.)
- Cassida blanda Spaeth, 1933.
- Cassida brevis Weise, 1884.
- Cassida brooksi Borowiec, 1992.
- Cassida butterwecki Borowiec, 2007.
- Cassida callosicollis Spaeth, 1926.
- Cassida calvaria (Weise, 1900.)
- Cassida camerunensis (Spaeth, 1903.)
- Cassida canaliculata Laicharting, 1781.
- Cassida capensis Borowiec, 2005.
- Cassida catenata (Boheman, 1855.)
- Cassida ceylonica (Boheman, 1855.)
- Cassida chapuisi Spaeth, 1912.
- Cassida cherenica Spaeth, 1917.
- Cassida cherrapunjiensis Maulik, 1919.
- Cassida chiangmaiensis Borowiec, 2001.
- Cassida chrysanthemoides Borowiec and Swietojanska, 2001.
- Cassida circassica Medvedev, 1962.
- Cassida circumdata Herbst, 1799.
- Cassida circumflexa Spaeth, 1926.
- Cassida circumsepta Spaeth, 1915.
- Cassida coagulata Boheman, 1854.
- Cassida coelebs Borowiec, 1999.
- Cassida cognobilis Spaeth, 1926.
- Cassida collucens Spaeth, 1915.
- Cassida compuncta (Boheman, 1855.)
- Cassida concallescens Spaeth, 1915.
- Cassida concha Solsky, 1872.
- Cassida conchyliata (Spaeth, 1914.)
- Cassida consobrina Spaeth, 1915.
- Cassida conspurcata Boheman, 1854.
- Cassida contracta (Spaeth, 1915.)
- Cassida corallina Boheman, 1862.
- Cassida corbetti (Weise, 1897.)
- Cassida cordula Boheman, 1854.
- Cassida corollata Spaeth, 1940.
- Cassida corruptrix Spaeth, 1914.
- Cassida cristobalensis (Spaeth, 1936.)
- Cassida crucifera (Kraatz, 1879.)
- Cassida culminis (Chen and Zia, 1964.)
- Cassida currax Spaeth, 1915.
- Cassida deflorata Suffrian, 1844.
- Cassida dehradunensis Borowiec and Takizawa, 1991.
- Cassida delenifica Boheman, 1862.
- Cassida delesserti Boheman, 1854.
- Cassida deltoides Weise, 1889.
- Cassida dembickyi Borowiec, 2001.
- Cassida denticollis Suffrian, 1844.
- Cassida denticulata Boheman, 1856.
- Cassida depicta Boheman, 1862.
- Cassida derasa Spaeth, 1940.
- Cassida desultrix (Spaeth, 1940.)
- Cassida devalaensis Borowiec and Takizawa, 1991.
- Cassida devylderi Spaeth, 1928.
- Cassida diomma Boisduval, 1835.
- Cassida diops (Chen and Zia, 1964.)
- Cassida discalis Gressitt, 1938.
- Cassida distinguenda Spaeth, 1928.
- Cassida dohertyi Spaeth, 1926.
- Cassida dolens Borowiec, 1999.
- Cassida dorsalis (Boheman, 1855.)
- Cassida dorsonotata Boheman, 1854.
- Cassida dorsovittata Boheman, 1854.
- Cassida drakensbergensis Borowiec, 2005.
- Cassida dulcis (Boheman, 1862.)
- Cassida ellipticollis Spaeth, 1914.
- Cassida elongata Weise, 1893.
- Cassida eluta Boheman, 1862.
- Cassida enervis Boheman, 1862.
- Cassida eoa (Spaeth, 1928.)
- Cassida excaecata Spaeth, 1933.
- Cassida exilis Boheman, 1854.
- Cassida eximia Borowiec and Ghate, 2004.
- Cassida expansa Gressitt, 1952.
- Cassida expressa (Spaeth, 1914.)
- Cassida fausti Spaeth and Reitter, 1926.
- Cassida feae Spaeth, 1904.
- Cassida ferranti Spaeth, 1915.
- Cassida ferruginea Goeze, 1777.
- Cassida flaveola Thunberg, 1794.
- Cassida flavoguttata Spaeth, 1914.
- Cassida flavoscutata Spaeth, 1914.
- Cassida flavosignata Spaeth, 1932.
- Cassida foveolatipennis Borowiec and Swietojanska, 2001.
- Cassida franklinmuelleri Spaeth, 1925.
- Cassida frontalis Boheman, 1856.
- Cassida fukhanica Medvedev and Eroshkina, 1988.
- Cassida fumida Spaeth, 1914.
- Cassida fuscomacula Borowiec, 1988.
- Cassida fuscorufa Motschulsky, 1866.
- Cassida fuscosignata Boheman, 1854.
- Cassida fuscosparsa Boheman, 1854.
- Cassida gansuica Chen and Zia, 1964.
- Cassida gentilis Spaeth, 1926.
- Cassida ghesquieri Spaeth, 1943.
- Cassida gilva Weise, 1901.
- Cassida ginpinica (Chen and Zia, 1961.)
- Cassida glabella Boheman, 1854.
- Cassida glebicolor Spaeth, 1926.
- Cassida goudoti (Boheman, 1855.)
- Cassida granula Boheman, 1856.
- Cassida granulicollis Spaeth, 1905.
- Cassida guttipennis Boheman, 1862.
- Cassida hablitziae Motschulsky, 1838.
- Cassida hainanensis Yu, 2002.
- Cassida hemisphaerica Herbst, 1799.
- Cassida hexastigma Suffrian, 1844.
- Cassida hova (Weise, 1910.)
- Cassida hovacassiformis Borowiec, 1999.
- Cassida humeralis Kraatz, 1874.
- Cassida humerosa Spaeth, 1902.
- Cassida hyalina Weise, 1891.
- Cassida icterica Boheman, 1854.
- Cassida ictericiformis Borowiec, 2009.
- Cassida imbecilla (Boheman, 1862.)
- Cassida imitatrix Spaeth, 1916.
- Cassida immaculicollis (Chen and Zia, 1961.)
- Cassida imparata Gressitt and Kimoto, 1963.
- Cassida impompalis Spaeth, 1924.
- Cassida inaequalis Thomson, 1858.
- Cassida incallida Spaeth, 1938.
- Cassida inciens Spaeth, 1926.
- Cassida inconstans (Fairmaire, 1899.)
- Cassida indochinensis (Spaeth, 1919.)
- Cassida inflaccens Spaeth, 1940.
- Cassida inflata Gressitt, 1952.
- Cassida informis Boheman, 1862.
- Cassida innotata Boheman, 1854.
- Cassida inopinata Sassi and Borowiec, 2006.
- Cassida inquinata Brullé, 1832.
- Cassida insulana Gressitt, 1952.
- Cassida irregularis Boheman, 1854.
- Cassida irrorata Weise, 1898.
- Cassida isarogensis Borowiec, 2009.
- Cassida jacobsoni Spaeth, 1914.
- Cassida japana Baly, 1874.
- Cassida javanica (Boheman, 1855.)
- Cassida johnsoni Borowiec, 1988.
- Cassida juglans Gressitt, 1942.
- Cassida justa Spaeth, 1914.
- Cassida kinabaluensis Borowiec, 1999.
- Cassida koreana Borowiec and Cho, 2011.
- Cassida kunminica (Chen and Zia, 1964.)
- Cassida labiatophaga Medvedev and Eroshkina, 1988.
- Cassida lacrymosa Boheman, 1854.
- Cassida laetabilis Spaeth, 1915.
- Cassida laetifica Weise, 1910.
- Cassida langeri Borowiec, 2009.
- Cassida laotica Borowiec, 2002.
- Cassida latecincta Fairmaire, 1904.
- Cassida lateritia Fairmaire, 1904.
- Cassida leucanthemi Bordy, 1995.
- Cassida limpopoana Borowiec and Swietojanska, 2001.
- Cassida lineola Creutzer, 1799.
- Cassida linnavuorii Borowiec, 1986.
- Cassida liquefacta Spaeth, 1912.
- Cassida litigiosa Boheman, 1854.
- Cassida lombocensis (Spaeth, 1919.)
- Cassida lueboensis Spaeth, 1932.
- Cassida luxuriosa Spaeth, 1940.
- Cassida luzonica Spaeth, 1933.
- Cassida lycii Borowiec and Swietojanska, 2001.
- Cassida lyrica Fairmaire, 1904.
- Cassida madagascarica Borowiec, 1999.
- Cassida magilensis Spaeth, 1926.
- Cassida major Kraatz, 1874.
- Cassida malaysiana Borowiec, 2010.
- Cassida mandli Spaeth, 1921.
- Cassida manipuria Maulik, 1923.
- Cassida margaritacea Schaller, 1783.
- Cassida mariaeadelheidae Spaeth, 1915.
- Cassida mashonensis Spaeth, 1928.
- Cassida medvedevi Lopatin, 1965.
- Cassida melanophthalma Boheman, 1854.
- Cassida mera Germar, 1848.
- Cassida mindanaoensis Spaeth, 1933.
- Cassida mishmiensis Sekerka and Borowiec, 2008.
- Cassida mongolica Boheman, 1854.
- Cassida montana Borowiec, 1999.
- Cassida monticola Borowiec, 1988.
- Cassida moori Boheman, 1856.
- Cassida morondaviana Borowiec, 2007.
- Cassida mroczkowskii Borowiec and Swietojanska, 1997.
- Cassida murraea Linnaeus, 1767.
- Cassida mysorensis Borowiec and Swietojanska, 1996.
- Cassida namibiensis Borowiec, 2005.
- Cassida natalensis Spaeth, 1932.
- Cassida navicella Boheman, 1862.
- Cassida nebulosa Linnaeus, 1758.
- Cassida nepalica Medvedev, 1977.
- Cassida nigriventris Boheman, 1854.
- Cassida nigrocastanea (Chen and Zia, 1964.)
- Cassida nigrodentata Medvedev and Eroshkina, 1988.
- Cassida nigroflavens Borowiec, 1988.
- Cassida nigrogibbosa Spaeth, 1901.
- Cassida nigrohumeralis Borowiec and Ghate, 2004.
- Cassida nigroramosa (Chen and Zia, 1964.)
- Cassida nigroscutata Fairmaire, 1904.
- Cassida nilgirica Spaeth, 1914.
- Cassida nobilis Linnaeus, 1758.
- Cassida nucula Spaeth, 1914.
- Cassida nuwara Maulik, 1919.
- Cassida nysea Spaeth, 1926.
- Cassida obenbergeri (Spaeth, 1928.)
- Cassida oberlaenderi Spaeth, 1916.
- Cassida obtusata Boheman, 1854.
- Cassida occursans Spaeth, 1914.
- Cassida olympica Sekerka, 2005.
- Cassida ovalis Spaeth, 1914.
- Cassida pacholatkoi Sekerka and Borowiec, 2008.
- Cassida pagana (Boheman, 1855.)
- Cassida paiensis Borowiec, 2001.
- Cassida palaestina Reiche, 1858.
- Cassida paliji Matis, 1970.
- Cassida pallidicollis Boheman, 1856.
- Cassida pannonica Suffrian, 1844.
- Cassida panzeri Weise, 1907.
- Cassida papuana (Spaeth, 1903.)
- Cassida parvula Boheman, 1854.
- Cassida patruelis Spaeth, 1935.
- Cassida pauliani Borowiec, 1999.
- Cassida pauxilla Boheman, 1854.
- Cassida pellegrini Marseul, 1868.
- Cassida penelope Boheman, 1862.
- Cassida pernix Spaeth, 1917.
- Cassida perplexa (Chen and Zia, 1961.)
- Cassida persica Spaeth, 1926.
- Cassida persicana Borowiec, 1999.
- Cassida pfefferi Sekerka, 2006.
- Cassida physodes (Boheman, 1855.)
- Cassida piperata Hope, 1842.
- Cassida plausibilis (Boheman, 1862.)
- Cassida plicatula Fairmaire, 1904.
- Cassida polymeriae Borowiec and Burwell, 2011.
- Cassida postarcuata (Chen and Zia, 1964.)
- Cassida praensis Borowiec, 2001.
- Cassida prasina Illiger, 1798.
- Cassida pretiosa Borowiec, 1988.
- Cassida probata Spaeth, 1914.
- Cassida procurva Spaeth, 1924.
- Cassida propitia Boheman, 1862.
- Cassida prospera Spaeth, 1915.
- Cassida pseudosyrtica Medvedev and Eroshkina, 1988.
- Cassida pubescens Spaeth, 1905.
- Cassida pubipennis Borowiec, 1999.
- Cassida pudens Boheman, 1854.
- Cassida pulpa Spaeth, 1915.
- Cassida pulvinata Boheman, 1854.
- Cassida purpuricollis (Spaeth, 1914.)
- Cassida pusilla Waltl, 1839.
- Cassida pusio Spaeth, 1915.
- Cassida pyrenaea Weise, 1893.
- Cassida quadricolorata Borowiec, 1999.
- Cassida quadriramosa Gressitt, 1952.
- Cassida quatuordecimsignata Spaeth, 1899.
- Cassida queenslandica Borowiec, 2006.
- Cassida quinaria (Chen and Zia, 1964.)
- Cassida quinquemaculata Boheman, 1854.
- Cassida rati Maulik, 1923.
- Cassida ratina (Chen and Zia, 1964.)
- Cassida recondita (Boheman, 1862.)
- Cassida reitteri Weise, 1892.
- Cassida relicta Spaeth, 1927.
- Cassida reticulicosta (Chen and Zia, 1964.)
- Cassida reticulipennis Borowiec and Swietojanska, 2001.
- Cassida rhodesiaca Spaeth, 1928.
- Cassida ribbei (Spaeth, 1919.)
- Cassida rimosa (Boheman, 1854.)
- Cassida rothschildi Spaeth, 1922.
- Cassida rubiginosa Müller, 1776.
- Cassida rubripennis Borowiec, 2002.
- Cassida rubromaculata Spaeth, 1918.
- Cassida rubroornata (Boheman, 1855.)
- Cassida rudicollis (Spaeth, 1915.)
- Cassida rufomicans Fairmaire, 1904.
- Cassida rufovirens Suffrian, 1844.
- Cassida rugipennis (Boheman, 1855.)
- Cassida ruralis (Boheman, 1862.)
- Cassida sabahensis Swietojanska and Borowiec, 2002.
- Cassida saginata Spaeth, 1914.
- Cassida salomonina (Spaeth, 1936.)
- Cassida samangana (Spaeth, 1919.)
- Cassida sanguineoguttata Spaeth, 1915.
- Cassida sanguinicollis (Spaeth, 1926.)
- Cassida sanguinolenta Müller, 1776.
- Cassida sanguinosa Suffrian, 1844.
- Cassida sappho (Boheman, 1862.)
- Cassida sareptana Kraatz, 1873.
- Cassida saucia Weise, 1889.
- Cassida sauteri (Spaeth, 1913.)
- Cassida schawalleri Medvedev, 1990.
- Cassida schenklingi (Spaeth, 1915.)
- Cassida schoutedeni Spaeth, 1932.
- Cassida scymnoides Borowiec, 1999.
- Cassida seladonia Gyllenhal, 1827.
- Cassida semipunctata Chen and Zia, 1964.
- Cassida senicula (Spaeth, 1915.)
- Cassida seniculoides Borowiec, 1999.
- Cassida septemdecimpunctata (Boheman, 1855.)
- Cassida seraphina Ménétries, 1836.
- Cassida sexguttata Boisduval, 1835.
- Cassida sigillata (Gorham, 1885.)
- Cassida signifera Weise, 1905.
- Cassida silvicola Borowiec, 1998.
- Cassida simanica (Chen and Zia, 1961.)
- Cassida smaragdocruciata Medvedev and Eroshkina, 1982.
- Cassida socialis Spaeth, 1926.
- Cassida sodalis (Chen and Zia, 1964.)
- Cassida solida Spaeth, 1940.
- Cassida somalica Spaeth, 1941.
- Cassida spaethi Weise, 1900.
- Cassida spaethiana Gressitt, 1952.
- Cassida spartea Shaw, 1961.
- Cassida spatiosa Spaeth, 1928.
- Cassida sphaerula Boheman, 1854.
- Cassida spissa Weise, 1897.
- Cassida stevensi Sekerka, 2011.
- Cassida stigmatica Suffrian, 1844.
- Cassida strejceki Sekerka, 2006.
- Cassida strigaticollis Borowiec, 1988.
- Cassida strumosa (Spaeth, 1915.)
- Cassida stupa Maulik, 1919.
- Cassida suaveola (Spaeth, 1915.)
- Cassida subacuticollis Borowiec, 1999.
- Cassida sublesta (Weise, 1904.)
- Cassida subprobata (Chen and Zia, 1964.)
- Cassida subreticulata Suffrian, 1844.
- Cassida subtilis Weise, 1897.
- Cassida successiva Spaeth, 1924.
- Cassida sulphurago Boheman, 1854.
- Cassida sulphurea Boheman, 1854.
- Cassida sussamyrica Spaeth, 1926.
- Cassida syrtica Boheman, 1856.
- Cassida taediosa Boheman, 1856.
- Cassida tarda Weise, 1899.
- Cassida tenasserimensis Spaeth, 1926.
- Cassida tenax Spaeth, 1915.
- Cassida tenuicula Boheman, 1856.
- Cassida thailandica Borowiec, 2001.
- Cassida thomsoni Boheman, 1862.
- Cassida tianshanica Borowiec and Swietojanska, 2001.
- Cassida timefacta Boheman, 1856.
- Cassida timorensis Borowiec, 1995.
- Cassida tosta Klug, 1835.
- Cassida transcaucasica Borowiec and Swietojanska, 2001.
- Cassida trepidula Spaeth, 1932.
- Cassida triangulum (Weise, 1897.)
- Cassida troglodytes Boheman, 1854.
- Cassida trossula Spaeth, 1915.
- Cassida truncatipennis (Spaeth, 1914.)
- Cassida tsaratanana Borowiec, 1988.
- Cassida tsinlinica Chen and Zia, 1964.
- Cassida tuberculata Medvedev and Eroshkina, 1988.
- Cassida tumidicollis (Chen and Zia, 1961.)
- Cassida turcmenica Weise, 1892.
- Cassida umbonata Borowiec, 1999.
- Cassida undecimnotata Gebler, 1841.
- Cassida unica Swietojanska and Borowiec, 2002.
- Cassida unicatenata (Weise, 1910.)
- Cassida unimaculata Boheman, 1854.
- Cassida uniorbis (Chen and Zia, 1961.)
- Cassida vafra Boheman, 1862.
- Cassida variabilis (Chen and Zia, 1961.)
- Cassida varians Herbst, 1799.
- Cassida varicornis (Spaeth, 1912.)
- Cassida velaris Weise, 1896.
- Cassida verrucata (Boheman, 1855.)
- Cassida versicolor (Boheman, 1855.)
- Cassida vesicularis Thunberg, 1787.
- Cassida vespertilio Boheman, 1862.
- Cassida vespertina Boheman, 1862.
- Cassida vibex Linnaeus, 1767.
- Cassida vicinalis (Spaeth, 1915.)
- Cassida vietnamica Medvedev and Eroshkina, 1988.
- Cassida virguncula Weise, 1889.
- Cassida viridiguttata (Chen and Zia, 1964.)
- Cassida viridinotata (Boheman, 1855.)
- Cassida viridipennis Boheman, 1854.
- Cassida viridis Linnaeus, 1758.
- Cassida vitalisi (Spaeth, 1928.)
- Cassida vittata Villiers, 1789.
- Cassida weinmanni Chapuis, 1880.
- Cassida weisei (Jacobson, 1894.)
- Cassidinoma denticulata (Boheman, 1850.)
- Cassidinoma monstrosa (Boheman, 1850.)
- Cassidispa bipuncticollis Chen, 1941.
- Cassidispa femoralis Chen and Yu, 1976.
- Cassidispa granulosa Weise, 1911.
- Cassidispa maderi Uhmann, 1938.
- Cassidispa mirabilis Gestro, 1899.
- Cassidispa reducta Uhmann, 1931.
- Cassidispa relicta Medvedev, 1957.
- Cassidispa simplex Uhmann, 1931.
- Cassidopsis basipennis Fairmaire, 1899.
- Cassidopsis borowieci Sekerka, 2007.
- Cassidopsis perrieri Fairmaire, 1900.
- Cephaloleia abdominalis Pic, 1926.
- Cephaloleia adusta Uhmann, 1930.
- Cephaloleia aeneipennis Baly, 1858.
- Cephaloleia aequilata Uhmann, 1930.
- Cephaloleia affinis Baly, 1858.
- Cephaloleia alternans Waterhouse, 1881.
- Cephaloleia amazona Baly, 1869.
- Cephaloleia amblys Staines, 1996.
- Cephaloleia antennalis Donckier, 1899.
- Cephaloleia antennata Waterhouse, 1881.
- Cephaloleia apicalis Baly, 1858.
- Cephaloleia apicata Uhmann, 1930.
- Cephaloleia apicenotata Uhmann, 1938.
- Cephaloleia apicicornis Baly, 1869.
- Cephaloleia applicata Pic, 1923.
- Cephaloleia approximata Baly, 1869.
- Cephaloleia atriceps Pic, 1926.
- Cephaloleia balyi Duvivier, 1890.
- Cephaloleia barroi Uhmann, 1959.
- Cephaloleia basalis Pic, 1926.
- Cephaloleia bella Baly, 1885.
- Cephaloleia belti Baly, 1885.
- Cephaloleia bicolor Uhmann, 1930.
- Cephaloleia bicoloripes Pic, 1926.
- Cephaloleia bifasciata Weise, 1905.
- Cephaloleia bipartita Pic, 1926.
- Cephaloleia bondari Monrós, 1945.
- Cephaloleia brunnea Staines, 1996.
- Cephaloleia bucki Uhmann, 1957.
- Cephaloleia caeruleata Baly, 1875.
- Cephaloleia castanea Pic, 1929.
- Cephaloleia championi Baly, 1885.
- Cephaloleia chevrolatii Baly, 1858.
- Cephaloleia chimboana Uhmann, 1938.
- Cephaloleia clarkella Baly, 1858.
- Cephaloleia cognata Baly, 1869.
- Cephaloleia collaris Weise, 1910.
- Cephaloleia congener (Baly, 1885.)
- Cephaloleia consanguinea Baly, 1885.
- Cephaloleia convexifrons Pic, 1923.
- Cephaloleia corallina Erichson, 1847.
- Cephaloleia coroicoana Uhmann, 1930.
- Cephaloleia cyanea Staines, 1996.
- Cephaloleia cylindrica Staines, 1996.
- Cephaloleia daguana Uhmann, 1930.
- Cephaloleia deficiens Uhmann, 1930.
- Cephaloleia degandei Baly, 1858.
- Cephaloleia delectabilis Staines, 1996.
- Cephaloleia deplanata Uhmann, 1927.
- Cephaloleia depressa Baly, 1858.
- Cephaloleia deyrollei Baly, 1858.
- Cephaloleia dilatata Uhmann, 1948.
- Cephaloleia dilaticollis Baly, 1858.
- Cephaloleia dilectans Pic, 1923.
- Cephaloleia dimidiaticornis Baly, 1869.
- Cephaloleia diplothemium Uhmann, 1951.
- Cephaloleia discoidalis Baly, 1885.
- Cephaloleia disjuncta Staines, 1998.
- Cephaloleia distincta Baly, 1885.
- Cephaloleia donckieri Pic, 1926.
- Cephaloleia dorsalis Baly, 1885.
- Cephaloleia elaeidis Maulik, 1924.
- Cephaloleia elegantula Baly, 1885.
- Cephaloleia emarginata Baly, 1875.
- Cephaloleia emdeni Uhmann, 1930.
- Cephaloleia erichsonii Baly, 1858.
- Cephaloleia erugatus Staines, 1996.
- Cephaloleia eumorpha Staines, 1996.
- Cephaloleia eximia Baly, 1858.
- Cephaloleia facetus Staines, 1996.
- Cephaloleia fasciata Weise, 1904.
- Cephaloleia felix Waterhouse, 1881.
- Cephaloleia fenestrata Weise, 1910.
- Cephaloleia fiebrigi Uhmann, 1936.
- Cephaloleia flava Uhmann, 1930.
- Cephaloleia flavipennis Baly, 1869.
- Cephaloleia flavovittata Baly, 1858.
- Cephaloleia forestieri Pic, 1926.
- Cephaloleia formosus Staines, 1996.
- Cephaloleia fryella Baly, 1858.
- Cephaloleia fulvicollis Weise, 1910.
- Cephaloleia fulvipes Baly, 1858.
- Cephaloleia fulvolimbata Baly, 1885.
- Cephaloleia funesta Baly, 1858.
- Cephaloleia gilvipes Uhmann, 1930.
- Cephaloleia gracilis Baly, 1878.
- Cephaloleia gratiosa Baly, 1858.
- Cephaloleia grayei Baly, 1858.
- Cephaloleia halli Uhmann, 1951.
- Cephaloleia heliconiae Uhmann, 1930.
- Cephaloleia histrio Guérin-Méneville in Cuvier, 1844.
- Cephaloleia histrionica Baly, 1885.
- Cephaloleia hnigrum Pic, 1923.
- Cephaloleia humeralis Weise, 1910.
- Cephaloleia immaculata Staines, 1996.
- Cephaloleia impressa Uhmann, 1930.
- Cephaloleia insidiosa Pic, 1923.
- Cephaloleia instabilis Baly, 1885.
- Cephaloleia interstitialis Weise, 1911.
- Cephaloleia irregularis Uhmann, 1930.
- Cephaloleia kolbei Weise, 1910.
- Cephaloleia laeta Waterhouse, 1881.
- Cephaloleia lateralis Baly, 1885.
- Cephaloleia latipennis Pic, 1928.
- Cephaloleia lepida Staines, 1996.
- Cephaloleia leucoxantha Baly, 1885.
- Cephaloleia linkei Uhmann, 1939.
- Cephaloleia lojaensis Pic, 1931.
- Cephaloleia luctuosa Guérin-Méneville, 1844.
- Cephaloleia luridipennis (Weise, 1905.)
- Cephaloleia lydiae Uhmann, 1954.
- Cephaloleia macella Pic, 1923.
- Cephaloleia maculipennis Baly, 1858.
- Cephaloleia marantae Uhmann, 1957.
- Cephaloleia marginella Uhmann, 1930.
- Cephaloleia marshalli Uhmann, 1938.
- Cephaloleia mauliki Uhmann, 1930.
- Cephaloleia maxima Uhmann, 1942.
- Cephaloleia metallescens Baly, 1885.
- Cephaloleia minasensis Pic, 1931.
- Cephaloleia neglecta Weise, 1910.
- Cephaloleia nevermanni Uhmann, 1950.
- Cephaloleia nigriceps Baly, 1869.
- Cephaloleia nigricornis (Fabricius, 1792.)
- Cephaloleia nigrithorax Pic, 1930.
- Cephaloleia nigropicta Baly, 1885.
- Cephaloleia nitida Uhmann, 1930.
- Cephaloleia nubila Weise, 1905.
- Cephaloleia obsoleta Weise, 1910.
- Cephaloleia opaca Baly, 1858.
- Cephaloleia ornata Waterhouse, 1881.
- Cephaloleia ornatrix Donckier, 1889.
- Cephaloleia ornatula Donckier, 1899.
- Cephaloleia parenthesis Weise, 1904.
- Cephaloleia partita Weise, 1910.
- Cephaloleia parvula Weise, 1910.
- Cephaloleia perplexa Baly, 1885.
- Cephaloleia picta Baly, 1858.
- Cephaloleia placida (Baly, 1885.)
- Cephaloleia polita Weise, 1910.
- Cephaloleia postuma Weise, 1905.
- Cephaloleia presignis Staines, 1996.
- Cephaloleia pretiosa Baly, 1858.
- Cephaloleia princeps Baly, 1858.
- Cephaloleia proxima Baly, 1858.
- Cephaloleia pulchella Baly, 1858.
- Cephaloleia punctatissima Weise, 1910.
- Cephaloleia puncticollis Baly, 1885.
- Cephaloleia quadrilineata Baly, 1885.
- Cephaloleia quadrimaculata Uhmann, 1930.
- Cephaloleia quinquemaculata Weise, 1910.
- Cephaloleia recondita Pic, 1923.
- Cephaloleia reventazonica Uhmann, 1930.
- Cephaloleia rosenbergi Weise, 1905.
- Cephaloleia rotundata (Fabricius, 1801.)
- Cephaloleia rubra Staines, 1996.
- Cephaloleia ruficollis Baly, 1858.
- Cephaloleia rufipes Pic, 1929.
- Cephaloleia sagittifera Uhmann, 1939.
- Cephaloleia sallei Baly, 1858.
- Cephaloleia sandersoni Staines, 1996.
- Cephaloleia saundersii Baly, 1858.
- Cephaloleia schmidti Uhmann, 1933.
- Cephaloleia scitulus Staines, 1996.
- Cephaloleia semivittata Baly, 1885.
- Cephaloleia separata Baly, 1885.
- Cephaloleia simoni Pic, 1934.
- Cephaloleia simplex Staines, 2008.
- Cephaloleia splendida Staines, 1996.
- Cephaloleia steinhauseni Uhmann, 1961.
- Cephaloleia stenosoma Baly, 1885.
- Cephaloleia stevensi Baly, 1885.
- Cephaloleia strandi Uhmann, 1935.
- Cephaloleia striata Weise, 1910.
- Cephaloleia suaveola Baly, 1885.
- Cephaloleia subdepressa Baly, 1878.
- Cephaloleia succinta Guérin-Méneville in Cuvier, 1844.
- Cephaloleia sulcipes Baly, 1885.
- Cephaloleia suturalis Baly, 1885.
- Cephaloleia tarsata Baly, 1858.
- Cephaloleia tenella Baly, 1885.
- Cephaloleia tetraspilota Guérin-Méneville in Cuvier, 1844.
- Cephaloleia teutonica Uhmann, 1937.
- Cephaloleia thiemei Weise, 1910.
- Cephaloleia triangularis Staines, 1996.
- Cephaloleia trilineata Uhmann, 1942.
- Cephaloleia trimaculata Baly, 1858.
- Cephaloleia trivittata Baly, 1885.
- Cephaloleia truncatipennis Baly, 1869.
- Cephaloleia tucumana Weise, 1904.
- Cephaloleia turrialbana Uhmann, 1930.
- Cephaloleia uhmanni Staines, 1996.
- Cephaloleia unctula Pic, 1923.
- Cephaloleia uniguttata Pic, 1923.
- Cephaloleia vagelineata Pic, 1926.
- Cephaloleia variabilis Staines, 1996.
- Cephaloleia vicina Baly, 1858.
- Cephaloleia viridis Pic, 1931.
- Cephaloleia vittata Staines, 1996.
- Cephaloleia vittipennis Weise, 1910.
- Cephaloleia waterhousei Baly, 1858.
- Cephaloleia weisei Staines, 1996.
- Cephaloleia whitei Baly, 1858.
- Cephaloleia zikani Uhmann, 1935.
- Cerataltica insolita (F. E. Melsheimer, 1847.)
- Ceratispa atra Gressitt, 1957.
- Ceratispa biroi Gestro, 1897.
- Ceratispa brandti Gressitt, 1960.
- Ceratispa buergersi (Uhmann, 1952.)
- Ceratispa calami Gressitt, 1960.
- Ceratispa cyclops Gressitt, 1963.
- Ceratispa furcirostris Gressitt, 1963.
- Ceratispa kolbei (Gestro, 1913.)
- Ceratispa latirostris (Gestro, 1885.)
- Ceratispa legalis Gressitt, 1960.
- Ceratispa loriae (Gestro, 1895.)
- Ceratispa meijerei (Weise, 1911.)
- Ceratispa metallica (Gestro, 1885.)
- Ceratispa normanbyensis Gressitt, 1960.
- Ceratispa palmicola Gressitt, 1963.
- Ceratispa palmivora Gressitt, 1960.
- Ceratispa papuensis Gressitt, 1963.
- Ceratispa piceonigra Gressitt, 1963.
- Ceratispa pinangae Gressitt, 1960.
- Ceratispa rotana Gressitt, 1963.
- Ceratispa sedlaceki Gressitt, 1963.
- Ceratispa spiniceps (Weise, 1911.)
- Ceratispa wilsoni Gressitt, 1963.
- Cerotoma atrofasciata Jacoby, 1879.
- Cerotoma ruficornis (Olivier, 1791.)
- Cerotoma trifurcata (Forster, 1771.)
- Chacocassis fuscovittata (Boheman, 1855.)
- Chaeridiona angulata Staines, 2007.
- Chaeridiona cupreovirida Gressitt, 1950.
- Chaeridiona feae Gestro, 1890.
- Chaeridiona metallica Baly, 1869.
- Chaeridiona picea Baly, 1869.
- Chaeridiona pseudometallica Basu, 1999.
- Chaeridiona semiviridis Pic, 1935.
- Chaeridiona thailandica Kimoto, 1998.
- Chaeridiona tuberculata Uhmann, 1961.
- Chaetocnema acuminata R. White, 1996.
- Chaetocnema acupunctata R. White, 1996.
- Chaetocnema aequabilis R. White, 1996.
- Chaetocnema albiventris R. White, 1996.
- Chaetocnema alutacea Crotch, 1873.
- Chaetocnema anisota R. White, 1996.
- Chaetocnema arizonica R. White, 1996.
- Chaetocnema bicolor Gentner, 1928.
- Chaetocnema blatchleyi Csiki in Heikertinger and Csiki, 1940.
- Chaetocnema borealis R. White, 1996.
- Chaetocnema brunnescens Horn, 1889.
- Chaetocnema californica R. White, 1996.
- Chaetocnema coacta R. White, 1996.
- Chaetocnema concinna (Marsham, 1802.)
- Chaetocnema confinis Crotch, 1873.
- Chaetocnema costata Fall in Fall and Cockerell, 1907.
- Chaetocnema crenulata Crotch, 1873.
- Chaetocnema cribrata J. L. LeConte, 1878.
- Chaetocnema cribrifrons J. L. LeConte, 1879.
- Chaetocnema densa R. White, 1996.
- Chaetocnema denticulata (Illiger, 1807.)
- Chaetocnema difficilis R. White, 1996.
- Chaetocnema dispar Horn, 1889.
- Chaetocnema ectypa Horn, 1889.
- Chaetocnema elongatula Crotch, 1873.
- Chaetocnema enigmatica R. White, 1996.
- Chaetocnema extenuata R. White, 1996.
- Chaetocnema floridana Blatchley, 1923.
- Chaetocnema fulvida R. White, 1996.
- Chaetocnema fuscata R. White, 1996.
- Chaetocnema gentneri Csiki in Heikertinger and Csiki, 1940.
- Chaetocnema irregularis J. L. LeConte, 1857.
- Chaetocnema labiosa R. White, 1996.
- Chaetocnema livida R. White, 1996.
- Chaetocnema magnipunctata Gentner, 1928.
- Chaetocnema megachora R. White, 1996.
- Chaetocnema megasticta R. White, 1996.
- Chaetocnema minitruncata R. White, 1996.
- Chaetocnema minuta F. E. Melsheimer, 1847.
- Chaetocnema obesula J. L. LeConte, 1878.
- Chaetocnema obliterata R. White, 1996.
- Chaetocnema opacula J. L. LeConte, 1878.
- Chaetocnema opulenta Horn, 1889.
- Chaetocnema ordinata R. White, 1996.
- Chaetocnema perturbata Horn, 1889.
- Chaetocnema pinguis J. L. LeConte, 1878.
- Chaetocnema producta R. White, 1996.
- Chaetocnema prolata R. White, 1996.
- Chaetocnema protensa J. L. LeConte, 1878.
- Chaetocnema pulicaria F. E. Melsheimer, 1847.
- Chaetocnema quadricollis Schwarz, 1878.
- Chaetocnema repens McCrea, 1973.
- Chaetocnema rileyi R. White, 1996.
- Chaetocnema serpentina R. White, 1996.
- Chaetocnema subconvexa R. White, 1996.
- Chaetocnema subviridis J. L. LeConte, 1859.
- Chaetocnema texana Crotch, 1873.
- Chaetocnema truncata R. White, 1996.
- Chaetocnema vesca R. White, 1996.
- Chalepispa ignorata Uhmann, 1955.
- Chalepotatus antennalis Weise, 1912.
- Chalepotatus coarctatus (Chapuis, 1877.)
- Chalepotatus integer Uhmann, 1935.
- Chalepotatus minor Weise, 1910.
- Chalepus acuticornis (Chapuis, 1877.)
- Chalepus aeneiceps Pic, 1937.
- Chalepus aeneicollis Uhmann, 1930.
- Chalepus aenescens Weise, 1910.
- Chalepus alternevittatus Pic, 1932.
- Chalepus amabilis Baly, 1885.
- Chalepus amiculus Baly, 1885.
- Chalepus angulosus Baly, 1885.
- Chalepus asperifrons (Chapuis, 1877.)
- Chalepus assmanni Uhmann, 1936.
- Chalepus aurantiacicollis Pic, 1931.
- Chalepus bacchus (Newman, 1840.)
- Chalepus badeni (Chapuis, 1877.)
- Chalepus balli Uhmann, 1936.
- Chalepus basilaris (Chapuis, 1877.)
- Chalepus bellulus (Chapuis, 1877.)
- Chalepus bicolor (Olivier, 1792.)
- Chalepus bicoloriceps Pic, 1931.
- Chalepus binotaticollis Pic, 1931.
- Chalepus bivittatus Pic, 1932.
- Chalepus breveapicalis Pic, 1931.
- Chalepus brevicornis (Baly, 1885.)
- Chalepus caracasensis Pic, 1931.
- Chalepus cautus Weise, 1911.
- Chalepus cincticollis Weise, 1905.
- Chalepus clypeatus Baly, 1885.
- Chalepus consanguineus Baly, 1885.
- Chalepus consimilis Weise, 1905.
- Chalepus cordiger (Chapuis, 1877.)
- Chalepus cyanescens Spaeth, 1937.
- Chalepus cyanicornis Spaeth, 1937.
- Chalepus deborrei (Chapuis, 1877.)
- Chalepus digressus Baly, 1885.
- Chalepus dorni Uhmann, 1930.
- Chalepus erosus Uhmann, 1948.
- Chalepus flaveolus (Chapuis, 1877.)
- Chalepus flexuosus (Guérin-Méneville in Cuvier, 1844.)
- Chalepus forticornis Weise, 1905.
- Chalepus garleppi Uhmann, 1939.
- Chalepus generosus Baly, 1885.
- Chalepus germaini Pic, 1931.
- Chalepus guatemalanus Pic, 1934.
- Chalepus hepburni Baly, 1885.
- Chalepus horni Baly, 1885.
- Chalepus lateralis Baly, 1885.
- Chalepus lineola (Chapuis, 1877.)
- Chalepus longehumeralis Pic, 1931.
- Chalepus marginatus Baly, 1885.
- Chalepus marginiventris (Chapuis, 1877.)
- Chalepus modestus Weise, 1911.
- Chalepus monilicornis Weise, 1910.
- Chalepus nigripictus Baly, 1885.
- Chalepus nigrithorax Pic, 1931.
- Chalepus nigrovirens (Chapuis, 1877.)
- Chalepus notula (Chapuis, 1877.)
- Chalepus obidosensis Pic, 1929.
- Chalepus panici Uhmann, 1950.
- Chalepus parananus Pic, 1927.
- Chalepus pauli Pic, 1932.
- Chalepus perplexus (Chapuis, 1877.)
- Chalepus pici Descarpentries and Villiers, 1959.
- Chalepus picturatus Spaeth, 1937.
- Chalepus plebeius (Chapuis, 1877.)
- Chalepus porosus (Germar, 1824.)
- Chalepus pullus Weise, 1905.
- Chalepus pusillus Weise, 1910.
- Chalepus putzeysi (Chapuis, 1877.)
- Chalepus quadricostatus (Chapuis, 1877.)
- Chalepus ruficollis Pic, 1932.
- Chalepus rufiventris (Suffrian, 1868.)
- Chalepus sanguinicollis (Linnaeus, 1771.)
- Chalepus sanguinipennis Uhmann, 1930.
- Chalepus schmidti Uhmann, 1935.
- Chalepus scutellaris Pic, 1931.
- Chalepus scutellatus Uhmann, 1931.
- Chalepus selectus Weise, 1911.
- Chalepus similatus Baly, 1885.
- Chalepus subcordiger Uhmann, 1935.
- Chalepus subhumeralis Baly, 1885.
- Chalepus submarginatus Pic, 1932.
- Chalepus submetallicus Pic, 1931.
- Chalepus subparallelus Baly, 1885.
- Chalepus tappesi (Chapuis, 1877.)
- Chalepus testaceiceps Pic, 1931.
- Chalepus teutonicus Uhmann, 1943.
- Chalepus titschacki Uhmann, 1931.
- Chalepus trivittatus Pic, 1932.
- Chalepus verticalis (Chapuis, 1877.)
- Chalepus vicinalis Baly, 1885.
- Chalepus viduus Weise, 1905.
- Chalepus walshii (Crotch, 1873.)
- Chalepus weyersi (Chapuis, 1877.)
- Chalepus wygodzinskyi Uhmann, 1951.
- Chalepus yucatanus Champion, 1894.
- Charidotella actiosa (Spaeth, 1926.)
- Charidotella ambita (Champion, 1894.)
- Charidotella amicula (Spaeth, 1936.)
- Charidotella amoena (Boheman, 1855.)
- Charidotella amoenula (Boheman, 1855.)
- Charidotella annexa (Boheman, 1855.)
- Charidotella atalanta (Boheman, 1862.)
- Charidotella atromarginata Borowiec, 2009.
- Charidotella bifasciata (Linnaeus, 1758.)
- Charidotella bifossulata (Boheman, 1855.)
- Charidotella bifoveata (Spaeth, 1926.)
- Charidotella bisbinotata (Boheman, 1855.)
- Charidotella bistillata (Spaeth, 1936.)
- Charidotella bivulnerata (Boheman, 1855.)
- Charidotella bordoni Borowiec, 2002.
- Charidotella carnulenta (Erichson, 1847.)
- Charidotella chanchamayana (Spaeth, 1926.)
- Charidotella cingulata (Boheman, 1862.)
- Charidotella circumnotata (Boheman, 1862.)
- Charidotella conclusa (Boheman, 1855.)
- Charidotella connectens (Boheman, 1855.)
- Charidotella cyclographa (Boheman, 1855.)
- Charidotella discoidalis (Boheman, 1855.)
- Charidotella dominicanensis Borowiec, 2011.
- Charidotella duplex (Champion, 1894.)
- Charidotella ecuadorica Borowiec, 1989.
- Charidotella egregia (Boheman, 1855.)
- Charidotella emarginata (Boheman, 1855.)
- Charidotella ferranti (Spaeth, 1926.)
- Charidotella flaviae de Andrade Maia and Buzzi, 2005.
- Charidotella fumosa (Boheman, 1855.)
- Charidotella glaucina (Boheman, 1855.)
- Charidotella glaucovittata (Erichson, 1847.)
- Charidotella goyazensis (Spaeth, 1936.)
- Charidotella granaria (Boheman, 1855.)
- Charidotella guadeloupensis (Boheman, 1855.)
- Charidotella hoegbergi (Boheman, 1855.)
- Charidotella immaculata (Olivier, 1790.)
- Charidotella incerta (Boheman, 1855.)
- Charidotella inconstans (Boheman, 1855.)
- Charidotella incorrupta (Boheman, 1855.)
- Charidotella inculta (Boheman, 1855.)
- Charidotella irazuensis (Champion, 1894.)
- Charidotella jamaicensis (Blake, 1966.)
- Charidotella kesseli Borowiec, 1989.
- Charidotella latevittata (Boheman, 1855.)
- Charidotella limpida (Boheman, 1855.)
- Charidotella linigera (Boheman, 1862.)
- Charidotella liquida (Erichson, 1847.)
- Charidotella marcidula (Boheman, 1862.)
- Charidotella marculenta (Boheman, 1855.)
- Charidotella marginepunctata Borowiec, 2004.
- Charidotella moraguesi Borowiec, 2007.
- Charidotella morio (Fabricius, 1801.)
- Charidotella myops (Boheman, 1855.)
- Charidotella nigriceps (Spaeth, 1936.)
- Charidotella nigripennis Borowiec, 2009.
- Charidotella oblectabilis (Spaeth, 1926.)
- Charidotella oblita (Suffrian, 1868.)
- Charidotella obnubilata (Weise, 1921.)
- Charidotella opulenta (Boheman, 1855.)
- Charidotella ormondensis (Blatchley, 1920.)
- Charidotella pacata Borowiec, 2007.
- Charidotella pallescens (Boheman, 1855.)
- Charidotella pectoralis (Kirsch, 1883.)
- Charidotella pellucida (Boheman, 1855.)
- Charidotella peruviana (Spaeth, 1942.)
- Charidotella polita (Klug, 1829.)
- Charidotella posticata (Boheman, 1855.)
- Charidotella praeusta (Boheman, 1855.)
- Charidotella proxima (Boheman, 1855.)
- Charidotella pudica (Boheman, 1855.)
- Charidotella puella (Boheman, 1855.)
- Charidotella purpurata (Boheman, 1855.)
- Charidotella purpurea (Linnaeus, 1758.)
- Charidotella quadrisignata (Boheman, 1855.)
- Charidotella rasilis (Spaeth, 1926.)
- Charidotella recidiva (Spaeth, 1926.)
- Charidotella rubicunda (Guérin-Méneville, 1844.)
- Charidotella santaremi Borowiec, 1995.
- Charidotella semiatrata (Boheman, 1862.)
- Charidotella seriatopunctata (Spaeth, 1901.)
- Charidotella sexpunctata (Fabricius, 1781.)
- Charidotella sinuata (Fabricius, 1781.)
- Charidotella steinhauseni Borowiec, 1989.
- Charidotella striatopunctata (Boheman, 1855.)
- Charidotella stulta (Boheman, 1855.)
- Charidotella subannulata (Boheman, 1862.)
- Charidotella submaculata (Boheman, 1855.)
- Charidotella subnotata (Boheman, 1855.)
- Charidotella subsignata (Boheman, 1862.)
- Charidotella succinea (Boheman, 1855.)
- Charidotella tricolorata (Champion, 1894.)
- Charidotella tuberculata (Fabricius, 1775.)
- Charidotella tumida (Champion, 1894.)
- Charidotella ventricosa (Boheman, 1855.)
- Charidotella vinula (Boheman, 1855.)
- Charidotella virgo (Boheman, 1855.)
- Charidotella virgulata (Boheman, 1855.)
- Charidotella zona (Fabricius, 1801.)
- Charidotis abrupta Boheman, 1855.
- Charidotis admirabilis Boheman, 1855.
- Charidotis aerosa Spaeth, 1936.
- Charidotis affinis Spaeth, 1939.
- Charidotis aguapretana Spaeth, 1939.
- Charidotis ambigua Boheman, 1855.
- Charidotis annularis (Boheman, 1855.)
- Charidotis annulifera (Boheman, 1855.)
- Charidotis arrowi Spaeth, 1936.
- Charidotis astraea Spaeth, 1936.
- Charidotis atramentosa Boheman, 1855.
- Charidotis aurofasciata (Erichson, 1847.)
- Charidotis auroguttata Boheman, 1855.
- Charidotis aurulenta (Fabricius, 1801.)
- Charidotis balteata (Champion, 1894.)
- Charidotis beatula Spaeth, 1936.
- Charidotis bellula Boheman, 1855.
- Charidotis benedicta Boheman, 1862.
- Charidotis biannulifera (Champion, 1894.)
- Charidotis biarcuata (Boheman, 1855.)
- Charidotis bicallosula Spaeth, 1936.
- Charidotis bicincta Boheman, 1855.
- Charidotis bicingulata (Boheman, 1855.)
- Charidotis bimarginata Boheman, 1855.
- Charidotis bipartita (Boheman, 1855.)
- Charidotis bondari Spaeth, 1939.
- Charidotis brevicollis Spaeth, 1936.
- Charidotis candens (Boheman, 1855.)
- Charidotis carbunculus Spaeth, 1926.
- Charidotis cauta Spaeth, 1936.
- Charidotis centromaculata Boheman, 1855.
- Charidotis chacoana Spaeth, 1936.
- Charidotis chermesina Spaeth, 1936.
- Charidotis cinctella Boheman, 1855.
- Charidotis cincticulus (Boheman, 1855.)
- Charidotis circinata (Boheman, 1855.)
- Charidotis circulifera Boheman, 1862.
- Charidotis circulus (Boheman, 1855.)
- Charidotis circumducta (Boheman, 1855.)
- Charidotis circumflexa (Boheman, 1855.)
- Charidotis circumscripta Boheman, 1855.
- Charidotis circumtexta Boheman, 1862.
- Charidotis clitelligera (Boheman, 1855.)
- Charidotis clypeolata Boheman, 1855.
- Charidotis coadunata Boheman, 1862.
- Charidotis coccinea Boheman, 1855.
- Charidotis cognata Boheman, 1855.
- Charidotis concentrica (Boheman, 1855.)
- Charidotis connexa (Boheman, 1855.)
- Charidotis consentanea (Boheman, 1855.)
- Charidotis consimilis (Boheman, 1855.)
- Charidotis contexta (Boheman, 1855.)
- Charidotis costaricea Spaeth, 1936.
- Charidotis crenata (Boheman, 1855.)
- Charidotis curtula Boheman, 1862.
- Charidotis cyclops (Fabricius, 1801.)
- Charidotis dahlbomi Boheman, 1855.
- Charidotis descrobata Spaeth, 1936.
- Charidotis desulta Spaeth, 1936.
- Charidotis diabolica Swietojanska and Borowiec, 2000.
- Charidotis discicollis Boheman, 1855.
- Charidotis divisa Weise, 1904.
- Charidotis drakei Weise, 1904.
- Charidotis emendabilis Spaeth, 1936.
- Charidotis erythraea Boheman, 1862.
- Charidotis erythrostigma Champion, 1894.
- Charidotis exigua Boheman, 1855.
- Charidotis exilis Spaeth, 1936.
- Charidotis exquisita (Boheman, 1862.)
- Charidotis fenestralis Boheman, 1855.
- Charidotis fervida Spaeth, 1936.
- Charidotis flavicans Boheman, 1855.
- Charidotis flavomarginata Champion, 1894.
- Charidotis formalis Spaeth, 1936.
- Charidotis formosa Boheman, 1855.
- Charidotis frontalis Champion, 1894.
- Charidotis frugalis Spaeth, 1936.
- Charidotis fugitiva Spaeth, 1936.
- Charidotis furunculus (Boheman, 1855.)
- Charidotis furva Boheman, 1855.
- Charidotis gemellata Boheman, 1855.
- Charidotis gibbipennis Spaeth, 1910.
- Charidotis glomerosa Boheman, 1855.
- Charidotis huallagensis Spaeth, 1936.
- Charidotis incincta (Boheman, 1862.)
- Charidotis iris (Perty, 1830.)
- Charidotis kudrnai Sekerka, 2009.
- Charidotis laetabunda Spaeth, 1936.
- Charidotis laevisculpta Spaeth, 1936.
- Charidotis languida Spaeth, 1936.
- Charidotis leprieuri (Boheman, 1855.)
- Charidotis luederwaldti Spaeth, 1936.
- Charidotis luteola Boheman, 1855.
- Charidotis mansueta (Boheman, 1855.)
- Charidotis marginalis Boheman, 1855.
- Charidotis marginella (Fabricius, 1775.)
- Charidotis miniata Boheman, 1855.
- Charidotis miniatula Boheman, 1862.
- Charidotis mnizecki Boheman, 1862.
- Charidotis mrazi Spaeth, 1936.
- Charidotis neglecta (Boheman, 1855.)
- Charidotis nevermanni Spaeth, 1936.
- Charidotis nigrocincta Boheman, 1855.
- Charidotis nucleata Boheman, 1855.
- Charidotis oblectans Spaeth, 1936.
- Charidotis obtrita Spaeth, 1936.
- Charidotis obtusa (Boheman, 1855.)
- Charidotis ocularis Boheman, 1855.
- Charidotis oculata (Boheman, 1855.)
- Charidotis orbifera Boheman, 1855.
- Charidotis paganettii Spaeth, 1936.
- Charidotis pastica Spaeth, 1936.
- Charidotis perplacens Spaeth, 1936.
- Charidotis petulans Spaeth, 1936.
- Charidotis phaedra Spaeth, 1936.
- Charidotis plicatula Boheman, 1855.
- Charidotis porosula Spaeth, 1902.
- Charidotis princeps Spaeth, 1936.
- Charidotis procincta (Boheman, 1855.)
- Charidotis pulchra Spaeth, 1902.
- Charidotis pumilio Spaeth, 1936.
- Charidotis punctatostriata Boheman, 1856.
- Charidotis pupillata (Boheman, 1855.)
- Charidotis pustulata Champion, 1894.
- Charidotis pygmaea (Klug, 1829.)
- Charidotis quadrimaculata Kirsch, 1876.
- Charidotis quadrioculata (Boheman, 1855.)
- Charidotis reinecki Spaeth, 1936.
- Charidotis repanda (Boheman, 1855.)
- Charidotis romani Weise, 1921.
- Charidotis rotundata Boheman, 1855.
- Charidotis rubrocincta Boheman, 1855.
- Charidotis rubrodiscoidalis (Boheman, 1855.)
- Charidotis rubropicta (Boheman, 1855.)
- Charidotis rubrovittata (Boheman, 1855.)
- Charidotis scarlatina Spaeth, 1936.
- Charidotis seminulum Boheman, 1855.
- Charidotis signoreti (Boheman, 1855.)
- Charidotis soror Boheman, 1855.
- Charidotis speculum (Boheman, 1855.)
- Charidotis sphaerica Spaeth, 1936.
- Charidotis spreta Boheman, 1855.
- Charidotis strandi Spaeth, 1936.
- Charidotis subrubra Spaeth, 1936.
- Charidotis subrugosa (Boheman, 1855.)
- Charidotis supposita (Linnaeus, 1767.)
- Charidotis surda (Boheman, 1855.)
- Charidotis tantilla Boheman, 1855.
- Charidotis terenosensis Buzzi, 2002.
- Charidotis tersa Spaeth, 1936.
- Charidotis tessellata Boheman, 1855.
- Charidotis tricolor Boheman, 1855.
- Charidotis tuberculata Swietojanska and Borowiec, 2000.
- Charidotis turbida Spaeth, 1936.
- Charidotis turialbana Spaeth, 1936.
- Charidotis valentula Spaeth, 1936.
- Charidotis venusta Spaeth, 1936.
- Charidotis virgata (Boheman, 1855.)
- Charidotis vitreata (Perty, 1830.)
- Charidotis vittata (Wagener, 1877.)
- Charidotis yucatanensis Champion, 1894.
- Charidotis zikani Spaeth, 1936.
- Charistena bergi Duvivier, 1890.
- Charistena brasiliensis Pic, 1927.
- Charistena brevelineata Pic, 1927.
- Charistena brevenotata Pic, 1927.
- Charistena minima Pic, 1934.
- Charistena ruficollis (Fabricius, 1801.)
- Chelobasis aemula (Waterhouse, 1881.)
- Chelobasis bicolor Gray in Cuvier, 1832.
- Chelobasis laevicollis (Waterhouse, 1879.)
- Chelobasis perplexa (Baly, 1858.)
- Chelymorpha aculeata Borowiec, 2000.
- Chelymorpha adnata (Boheman, 1854.)
- Chelymorpha adspersula Boheman, 1862.
- Chelymorpha advena Boheman, 1856.
- Chelymorpha alternans Boheman, 1854.
- Chelymorpha andicola Spaeth, 1928.
- Chelymorpha areata (Erichson, 1847.)
- Chelymorpha atomaria Boheman, 1854.
- Chelymorpha atrocincta Spaeth, 1926.
- Chelymorpha binotata (Fabricius, 1792.)
- Chelymorpha bituberculata (Fabricius, 1787.)
- Chelymorpha bivulnerata Spaeth, 1909.
- Chelymorpha boliviana Boheman, 1854.
- Chelymorpha bullata Boheman, 1854.
- Chelymorpha calva Boheman, 1854.
- Chelymorpha cassidea (Fabricius, 1775.)
- Chelymorpha cavata Boheman, 1854.
- Chelymorpha cingulata Boheman, 1854.
- Chelymorpha circumpunctata (Klug, 1829.)
- Chelymorpha clathrata Spaeth, 1909.
- Chelymorpha clivosa Boheman, 1854.
- Chelymorpha cobaltina Boheman, 1854.
- Chelymorpha comata Boheman, 1854.
- Chelymorpha commutabilis Boheman, 1854.
- Chelymorpha constellata (Klug, 1829.)
- Chelymorpha costaricensis (Spaeth, 1922.)
- Chelymorpha cribraria (Fabricius, 1775.)
- Chelymorpha gressoria Boheman, 1862.
- Chelymorpha haematura Boheman, 1854.
- Chelymorpha hoepfneri Boheman, 1854.
- Chelymorpha indigesta Boheman, 1854.
- Chelymorpha infecta Boheman, 1854.
- Chelymorpha infirma Boheman, 1854.
- Chelymorpha inflata Boheman, 1854.
- Chelymorpha insignis (Klug, 1829.)
- Chelymorpha klugii Boheman, 1854.
- Chelymorpha limbatipennis Spaeth, 1926.
- Chelymorpha marginata (Linnaeus, 1758.)
- Chelymorpha militaris Boheman, 1862.
- Chelymorpha multipicta Boheman, 1862.
- Chelymorpha nigricollis Boheman, 1854.
- Chelymorpha orthogonia Boheman, 1854.
- Chelymorpha pacifica Boheman, 1854.
- Chelymorpha partita Boheman, 1854.
- Chelymorpha peregrina Boheman, 1854.
- Chelymorpha personata Boheman, 1854.
- Chelymorpha peruana Spaeth, 1902.
- Chelymorpha phytophagica Crotch, 1873.
- Chelymorpha polyspilota Burmeister, 1870.
- Chelymorpha praetextata Boheman, 1854.
- Chelymorpha pubescens Boheman, 1854.
- Chelymorpha punctatissima Spaeth, 1937.
- Chelymorpha punctigera Boheman, 1854.
- Chelymorpha reimoseri Spaeth, 1928.
- Chelymorpha rosarioensis Buzzi, 2000.
- Chelymorpha rufoguttata Spaeth, 1909.
- Chelymorpha rugicollis Champion, 1893.
- Chelymorpha sericea Boheman, 1862.
- Chelymorpha socia Boheman, 1854.
- Chelymorpha sturmii Boheman, 1854.
- Chelymorpha stygia Boheman, 1862.
- Chelymorpha subpunctata Boheman, 1854.
- Chelymorpha tessellata Spaeth, 1928.
- Chelymorpha texta Boheman, 1862.
- Chelymorpha trinitatis Spaeth, 1926.
- Chelymorpha varians (Blanchard, 1851.)
- Chelymorpha variolosa (Olivier, 1790.)
- Chelymorpha vermiculata Boheman, 1854.
- Chelymorpha vittifera (Spaeth, 1932.)
- Chelymorpha wollastoni Boheman, 1854.
- Chelysida obtecta Fairmaire, 1883.
- Chelysida peringueyi Fairmaire, 1891.
- Chersinellina heteropunctata (Boheman, 1854.)
- Chiridopsis acutangula (Weise, 1905.)
- Chiridopsis aequinoctialis (Olivier, 1808.)
- Chiridopsis andamanica (Dohrn, 1880.)
- Chiridopsis athinia Spaeth, 1924.
- Chiridopsis atricollis Borowiec, 2005.
- Chiridopsis aubei (Boheman, 1855.)
- Chiridopsis bipunctata (Linnaeus, 1767.)
- Chiridopsis bistrimaculata (Boheman, 1855.)
- Chiridopsis boutareli (Spaeth, 1917.)
- Chiridopsis bowringii (Boheman, 1855.)
- Chiridopsis castaneoplagiata Spaeth, 1926.
- Chiridopsis circe (Weise, 1896.)
- Chiridopsis congoana (Spaeth, 1912.)
- Chiridopsis convexula (Boheman, 1854.)
- Chiridopsis coorta Spaeth, 1926.
- Chiridopsis defecta Medvedev and Eroshkina, 1988.
- Chiridopsis elongata Spaeth, 1924.
- Chiridopsis flavipennis (Spaeth, 1902.)
- Chiridopsis ghatei Borowiec and Swietojanska, 2000.
- Chiridopsis gregaria (Weise, 1905.)
- Chiridopsis irrorata (Spaeth, 1917.)
- Chiridopsis laetifica (Boheman, 1862.)
- Chiridopsis leopardina (Boheman, 1855.)
- Chiridopsis levis Borowiec, 2005.
- Chiridopsis limbella (Fairmaire, 1899.)
- Chiridopsis maculata Borowiec, 2005.
- Chiridopsis marginata (Weise, 1901.)
- Chiridopsis marginepunctata Borowiec, 2005.
- Chiridopsis melanocephala Spaeth, 1924.
- Chiridopsis mimica (Weise, 1905.)
- Chiridopsis miranda (Boheman, 1862.)
- Chiridopsis nickerli (Spaeth, 1911.)
- Chiridopsis nigropunctata Borowiec and Ghate, 1999.
- Chiridopsis nigroreticulata Borowiec, 2005.
- Chiridopsis nigrosepta (Fairmaire, 1891.)
- Chiridopsis nigrostillata (Boheman, 1862.)
- Chiridopsis novemkalankita (Maulik, 1919.)
- Chiridopsis observabilis (Spaeth, 1916.)
- Chiridopsis octoguttata (Boheman, 1854.)
- Chiridopsis opposita (Boheman, 1854.)
- Chiridopsis parellina Spaeth, 1937.
- Chiridopsis picturata Spaeth, 1939.
- Chiridopsis punctata (Weber, 1801.)
- Chiridopsis quadriguttata (Boheman, 1854.)
- Chiridopsis regionalis Spaeth, 1924.
- Chiridopsis rorida (Boheman, 1854.)
- Chiridopsis ruandana Spaeth, 1934.
- Chiridopsis rubromaculata Borowiec, Ranade, Rane and Ghate, 2001.
- Chiridopsis scalaris (Weber, 1801.)
- Chiridopsis selecta (Weise, 1905.)
- Chiridopsis septemnotata (Boheman, 1855.)
- Chiridopsis sexplagiata (Spaeth, 1919.)
- Chiridopsis spadix (Spaeth, 1917.)
- Chiridopsis subornata Spaeth, 1935.
- Chiridopsis suffriani (Boheman, 1854.)
- Chiridopsis tanganikana (Spaeth, 1917.)
- Chiridopsis tessellata (Spaeth, 1917.)
- Chiridopsis tredecimnotata (Boheman, 1855.)
- Chiridopsis tredecimsignata (Boheman, 1855.)
- Chiridopsis trizonata (Fairmaire, 1904.)
- Chiridopsis tschoffeni (Spaeth, 1902.)
- Chiridopsis undecimnotata (Boheman, 1855.)
- Chiridopsis ventralis (Boheman, 1855.)
- Chiridopsis weisei Spaeth, 1924.
- Chiridopsis westringi (Boheman, 1862.)
- Chiridula semenovi Weise, 1889.
- Chlamisus arizonensis (Linell, 1898.)
- Chlamisus flavidus Karren, 1972.
- Chlamisus foveolatus (Knoch, 1801.)
- Chlamisus huachucae (Schaeffer, 1906.)
- Chlamisus maculipes (Chevrolat, 1835.)
- Chlamisus nigromaculatus Karren, 1972.
- Chlamisus quadrilobatus (Schaeffer, 1926.)
- Chlamisus texanus (Schaeffer, 1906.)
- Chlamydocassis bicornuta (Boheman, 1850.)
- Chlamydocassis bispinosa (Boheman, 1850.)
- Chlamydocassis cribripennis (Boheman, 1850.)
- Chlamydocassis intermedia (Boheman, 1850.)
- Chlamydocassis laticollis (Boheman, 1850.)
- Chlamydocassis marginiventris (Boheman, 1850.)
- Chlamydocassis metallica (Klug, 1829.)
- Chlamydocassis perforata (Boheman, 1850.)
- Chlamydocassis plicicollis (Boheman, 1862.)
- Chlamydocassis retusa (Boheman, 1850.)
- Chlamydocassis ruderaria (Erichson, 1847.)
- Chlamydocassis subcornuta (Boheman, 1850.)
- Chlamydocassis tuberosa (Spaeth, 1917.)
- Chrysispa acanthina (Reiche in Galin, 1850.)
- Chrysispa natalica (Péringuey, 1898.)
- Chrysispa paucispina (Weise, 1897.)
- Chrysispa viridiaenea (Guérin-Méneville, 1841.)
- Chrysispa viridicyanea (Kraatz, 1895.)
- Chrysochus auratus (Fabricius, 1775.)
- Chrysochus cobaltinus J. L. LeConte, 1857.
- Chrysodinopsis basalis (Jacoby, 1890.)
- Chrysolina auripennis (Say, 1824.)
- Chrysolina basilaris (Say, 1824.)
- Chrysolina caurina Brown, 1962.
- Chrysolina cavigera (Sahlberg, 1885.)
- Chrysolina cribaria (Rogers, 1856.)
- Chrysolina extorris Brown, 1962.
- Chrysolina flavomarginata (Say, 1824.)
- Chrysolina hudsonica Brown, 1938.
- Chrysolina hyperici (Forster, 1771.)
- Chrysolina inornata (Rogers, 1856.)
- Chrysolina marginata (Linnaeus, 1758.)
- Chrysolina quadrigemina (Suffrian, 1851.)
- Chrysolina schaefferi Brown, 1962.
- Chrysolina staphylaea (Linnaeus, 1758.)
- Chrysolina subsulcata (Mannerheim, 1853.)
- Chrysolina varians (Schaller, 1783.)
- Chrysolina wollosowiczi (Jacobson, 1910.)
- Chrysomela aeneicollis (Schaeffer, 1928.)
- Chrysomela blaisdelli (Van Dyke, 1938.)
- Chrysomela confluens Rogers, 1856.
- Chrysomela crotchi Brown, 1956.
- Chrysomela falsa Brown, 1956.
- Chrysomela interrupta Fabricius, 1801.
- Chrysomela invicta Brown, 1956.
- Chrysomela knabi Brown, 1956.
- Chrysomela laurentia Brown, 1956.
- Chrysomela lineatopunctata Forster, 1771.
- Chrysomela mainensis J. Bechyné, 1954.
- Chrysomela schaefferi Brown, 1956.
- Chrysomela scripta Fabricius, 1801.
- Chrysomela semota Brown, 1956.
- Chrysomela sonorae Brown, 1956.
- Chrysomela texana (Schaeffer, 1920.)
- Chrysomela walshi Brown, 1956.
- Cirrispa conradsi Uhmann, 1936.
- Cistudinella apiata (Boheman, 1854.)
- Cistudinella bahiana Spaeth, 1931.
- Cistudinella biguttata Hincks, 1956.
- Cistudinella bipunctata (Kirsch, 1883.)
- Cistudinella foveolata Champion, 1894.
- Cistudinella inanis (Boheman, 1854.)
- Cistudinella lata Spaeth, 1932.
- Cistudinella lateripunctata Spaeth, 1905.
- Cistudinella notata (Boheman, 1854.)
- Cistudinella obducta (Boheman, 1854.)
- Cistudinella parva (Wagener, 1881.)
- Cistudinella peruana Spaeth, 1905.
- Cistudinella plagicollis Spaeth, 1905.
- Cistudinella punctipennis (Boheman, 1854.)
- Cistudinella rufitarsis Spaeth, 1905.
- Cladispa quadrimaculata Baly, 1858.
- Clinocarispa bisbicarinata Uhmann, 1935.
- Clinocarispa debeauxi Uhmann, 1939.
- Clinocarispa fasciata (Weise, 1910.)
- Clinocarispa fasciatipennis (Pic, 1932.)
- Clinocarispa humeralis (Fabricius, 1801.)
- Clinocarispa plaumanni Uhmann, 1938.
- Clinocarispa sauveuri (Chapuis, 1877.)
- Clinocarispa subhomalina Uhmann, 1938.
- Clinocarispa transversa Uhmann, 1963.
- Clinocarispa vinculata (Weise, 1905.)
- Cnetispa acuminata Maulik, 1930.
- Cnetispa darwini Maulik, 1930.
- Cnetispa flavipes (Baly, 1886.)
- Cnetispa reimoseri (Spaeth, 1937.)
- Coelaenomenodera abnormis Fairmaire, 1897.
- Coelaenomenodera angustata Pic, 1932.
- Coelaenomenodera bicavata Fairmaire, 1897.
- Coelaenomenodera campestris Fairmaire, 1887.
- Coelaenomenodera chermesina Fairmaire, 1897.
- Coelaenomenodera coccinea Fairmaire, 1890.
- Coelaenomenodera collarti Uhmann, 1936.
- Coelaenomenodera coquerelii Fairmaire, 1869.
- Coelaenomenodera costulata Kolbe in Stuhlmann, 1897.
- Coelaenomenodera crassicornis Fairmaire, 1897.
- Coelaenomenodera crioceriformis Gestro, 1908.
- Coelaenomenodera cucullata (Guérin-Méneville in Cuvier, 1844.)
- Coelaenomenodera distinguenda Fairmaire, 1897.
- Coelaenomenodera donckieri Weise, 1922.
- Coelaenomenodera elaeidis Maulik, 1920.
- Coelaenomenodera elegantula Gestro, 1908.
- Coelaenomenodera femorata Fairmaire, 1890.
- Coelaenomenodera funerea Weise, 1922.
- Coelaenomenodera gestroi (Achard, 1915.)
- Coelaenomenodera heterocera Gestro, 1908.
- Coelaenomenodera lameensis Berti and Mariau, 2000.
- Coelaenomenodera leroyi Fairmaire, 1880.
- Coelaenomenodera lesnei Gestro, 1908.
- Coelaenomenodera luctuosa Fairmaire, 1897.
- Coelaenomenodera luridicollis Fairmaire, 1897.
- Coelaenomenodera nigricollis Pic, 1953.
- Coelaenomenodera nigripes Weise, 1911.
- Coelaenomenodera octofoveolata Uhmann, 1930.
- Coelaenomenodera pallescens Gestro, 1908.
- Coelaenomenodera perrieri Fairmaire, 1898.
- Coelaenomenodera praeusta (Guérin-Méneville in Cuvier, 1844.)
- Coelaenomenodera pulchella (Coquerel, 1852.)
- Coelaenomenodera pusilla Gestro, 1908.
- Coelaenomenodera signifera Gestro, 1905.
- Coelaenomenodera simplicicollis Gestro, 1908.
- Coelaenomenodera speciosa Gestro, 1905.
- Coelaenomenodera straminipennis Weise, 1922.
- Coelaenomenodera suturalis (Guérin-Méneville in Cuvier, 1844.)
- Coelaenomenodera tarsata Baly, 1858.
- Coelaenomenodera thomsoni Gestro, 1909.
- Coelaenomenodera tristicula Fairmaire, 1890.
- Coelaenomenodera tuberculata Gestro, 1908.
- Colaspidea pallipes Fall, 1933.
- Colaspidea pomonae Fall, 1933.
- Colaspidea smaragdula (J. L. LeConte, 1857.)
- Colaspis arizonensis Schaeffer, 1933.
- Colaspis brownsvillensis Blake, 1975.
- Colaspis brunnea (Fabricius, 1798.)
- Colaspis carolinensis Blake, 1974.
- Colaspis championi Jacoby, 1881.
- Colaspis costipennis Crotch, 1873.
- Colaspis crinicornis Schaeffer, 1934.
- Colaspis cruriflava Blake, 1977.
- Colaspis favosa Say, 1824.
- Colaspis flavocostata Schaeffer, 1934.
- Colaspis floridana Schaeffer, 1934.
- Colaspis hesperia Blake, 1974.
- Colaspis keyensis Blake, 1974.
- Colaspis lata Schaeffer, 1934.
- Colaspis louisianae Blake, 1974.
- Colaspis melaina Blake, 1974.
- Colaspis nigrocyanea Crotch, 1873.
- Colaspis pini Barber, 1937.
- Colaspis planicostata Blake, 1974.
- Colaspis pseudofavosa E. Riley, 1978.
- Colaspis recurva Blake, 1974.
- Colaspis sanguinea Blake, 1977.
- Colaspis similis Blake, 1977.
- Colaspis suggona Blake, 1977.
- Colaspis suilla Fabricius, 1801.
- Colaspis viridiceps Schaeffer, 1934.
- Colaspis viriditincta Schaeffer, 1920.
- Coleorozena alicula (Fall, 1927.)
- Coleorozena fulvilabris (Jacoby, 1888.)
- Coleorozena lecontii (Crotch, 1873.)
- Coleorozena longicollis (Jacoby, 1888.)
- Coleorozena pilatei (Lacordaire, 1848.)
- Coleorozena subnigra (Schaeffer, 1905.)
- Coleorozena vittata (J. L. LeConte, 1858.)
- Coleothorpa aenescens (Crotch, 1873.)
- Coleothorpa axillaris (J. L. LeConte, 1868.)
- Coleothorpa dominicana (Fabricius, 1801.)
- Coleothorpa mucorea (J. L. LeConte, 1858.)
- Coleothorpa panochensis (Gilbert, 1981.)
- Coleothorpa seminuda (Horn, 1892.)
- Coleothorpa vittigera (J. L. LeConte, 1861.)
- Conchyloctenia adspersa (Fabricius, 1801.)
- Conchyloctenia aruwimiensis (Gorham, 1892.)
- Conchyloctenia aspidiformis Borowiec, 1994.
- Conchyloctenia bipuncticollis (Boheman, 1854.)
- Conchyloctenia bonnyana (Gorham, 1892.)
- Conchyloctenia capensis Swietojanska and Borowiec, 2002.
- Conchyloctenia fibrata Spaeth, 1912.
- Conchyloctenia hepatica (Boheman, 1854.)
- Conchyloctenia hybrida (Boheman, 1854.)
- Conchyloctenia illota (Boheman, 1854.)
- Conchyloctenia mouffleti (Boheman, 1854.)
- Conchyloctenia multimaculata Spaeth, 1917.
- Conchyloctenia nigrovittata (Boheman, 1854.)
- Conchyloctenia praecox (Boheman, 1854.)
- Conchyloctenia punctata (Fabricius, 1787.)
- Conchyloctenia signatipennis (Boheman, 1854.)
- Conchyloctenia tripuncticollis (Boheman, 1862.)
- Coptocycla adamantina (Germar, 1824.)
- Coptocycla aerata (Boheman, 1855.)
- Coptocycla apicata Spaeth, 1936.
- Coptocycla arcuata (Swederus, 1787.)
- Coptocycla atriceps (Boheman, 1855.)
- Coptocycla auricoma Boheman, 1855.
- Coptocycla aurifera Boheman, 1855.
- Coptocycla bahiana Boheman, 1855.
- Coptocycla bicolon (Germar, 1824.)
- Coptocycla bicurvata Boheman, 1855.
- Coptocycla bidivisa Boheman, 1862.
- Coptocycla bisbipustulata Boheman, 1855.
- Coptocycla circumspicua (Boheman, 1855.)
- Coptocycla concolor Boheman, 1855.
- Coptocycla conspicillata Boheman, 1855.
- Coptocycla constellata Boheman, 1855.
- Coptocycla contemta (Boheman, 1855.)
- Coptocycla decussata Boheman, 1855.
- Coptocycla dentata (Blake, 1965.)
- Coptocycla dolosa Boheman, 1855.
- Coptocycla dorsoplagiata Champion, 1894.
- Coptocycla dorsopunctata (Klug, 1829.)
- Coptocycla elegans Boheman, 1855.
- Coptocycla excelsa Boheman, 1855.
- Coptocycla exsanguis Boheman, 1855.
- Coptocycla fastidiosa Boheman, 1855.
- Coptocycla febricitans Spaeth, 1936.
- Coptocycla flavovittata Boheman, 1855.
- Coptocycla ganglbaueri (Spaeth, 1909.)
- Coptocycla infans Spaeth, 1937.
- Coptocycla jamaicana Spaeth, 1936.
- Coptocycla laeta Boheman, 1855.
- Coptocycla laqueata Spaeth, 1936.
- Coptocycla leprosa (Boheman, 1855.)
- Coptocycla lunifera Boheman, 1855.
- Coptocycla marmorata Champion, 1894.
- Coptocycla mundula Boheman, 1862.
- Coptocycla orbiculata Champion, 1894.
- Coptocycla paranensis Spaeth, 1936.
- Coptocycla placida Boheman, 1855.
- Coptocycla quadrinotata Boheman, 1855.
- Coptocycla robusta Spaeth, 1936.
- Coptocycla roseocincta Boheman, 1855.
- Coptocycla ruficornis Spaeth, 1936.
- Coptocycla rufonotata Champion, 1894.
- Coptocycla sagana Boheman, 1862.
- Coptocycla sordida Boheman, 1855.
- Coptocycla stigma (Germar, 1824.)
- Coptocycla strandi Spaeth, 1936.
- Coptocycla subovata Spaeth, 1937.
- Coptocycla subpunctata Spaeth, 1937.
- Coptocycla texana (Schaeffer, 1933.)
- Coptocycla undecimpunctata (Fabricius, 1781.)
- Coptocycla usta Boheman, 1855.
- Coptocycla vana Boheman, 1855.
- Coptocycla virguncula Boheman, 1862.
- Coptocycla vittipennis Boheman, 1855.
- Coraia subcyanescens (Schaeffer, 1906.)
- Coraliomela aeneoplagiata (Lucas, 1857.)
- Coraliomela brunnea (Thunberg, 1821.)
- Coraliomela quadrimaculata (Guérin-Méneville, 1840.)
- Coraliomela vicina (Guérin-Méneville, 1840.)
- Corynispa clavicornis (Uhmann, 1931.)
- Coscinoptera aeneipennis (J. L. LeConte, 1858.)
- Crambelea illudens (Boheman, 1854.)
- Crambelea minuta Borowiec, 2009.
- Craspedonispa modesta Weise, 1910.
- Craspedonispa saccharina Maulik, 1930.
- Craspedonta andrewesi (Weise, 1897.)
- Craspedonta laotica Swietojanska and Borowiec, 2000.
- Craspedonta leayana (Latreille, 1807.)
- Craspedonta levis Borowiec, 1993.
- Craspedonta mouhoti (Baly, 1863.)
- Craspedonta obscura (Weise, 1897.)
- Crepidodera aereola (J. L. LeConte, 1857.)
- Crepidodera bella Parry, 1986.
- Crepidodera browni Parry, 1986.
- Crepidodera decora Parry, 1986.
- Crepidodera digna Parry, 1986.
- Crepidodera heikertingeri (Lazorko, 1974.)
- Crepidodera longula Horn, 1889.
- Crepidodera luminosa Parry, 1986.
- Crepidodera nana (Say, 1824.)
- Crepidodera opulenta J. L. LeConte, 1858.
- Crepidodera populivora Parry, 1986.
- Crepidodera sculpturata (Lazorko, 1974.)
- Crepidodera solita Parry, 1986.
- Crepidodera spenceri (Lazorko, 1974.)
- Crepidodera vaga Parry, 1986.
- Crepidodera violacea F. E. Melsheimer, 1847.
- Crioceris asparagi (Linnaeus, 1758.)
- Crioceris duodecimpunctata (Linnaeus, 1758.)
- Cryptocephalus albicans Haldeman, 1849.
- Cryptocephalus alternans Suffrian, 1852.
- Cryptocephalus amatus Haldeman, 1849.
- Cryptocephalus andrewsi E. Riley and Gilbert, 2000.
- Cryptocephalus arizonensis Schaeffer, 1904.
- Cryptocephalus astralosus R. White, 1968.
- Cryptocephalus atrofasciatus Jacoby, 1880.
- Cryptocephalus aulicus Haldeman, 1849.
- Cryptocephalus australobispinus E. Riley and Gilbert, 2000.
- Cryptocephalus badius Suffrian, 1852.
- Cryptocephalus basalis Suffrian, 1852.
- Cryptocephalus binominis Newman, 1841.
- Cryptocephalus binotatus R. White, 1968.
- Cryptocephalus bispinus Suffrian, 1858.
- Cryptocephalus bivius Newman, 1840.
- Cryptocephalus brunneovittatus Schaeffer, 1904.
- Cryptocephalus calidus Suffrian, 1852.
- Cryptocephalus castaneus J. L. LeConte, 1880.
- Cryptocephalus cerinus B. White, 1937.
- Cryptocephalus confluentus Say, 1824.
- Cryptocephalus contextus R. White, 1968.
- Cryptocephalus cowaniae Schaeffer, 1934.
- Cryptocephalus cribripennis J. L. LeConte, 1880.
- Cryptocephalus cuneatus Fall, 1932.
- Cryptocephalus cupressi Schaeffer, 1933.
- Cryptocephalus defectus J. L. LeConte, 1880.
- Cryptocephalus disruptus R. White, 1968.
- Cryptocephalus dorsatus R. White, 1968.
- Cryptocephalus downiei E. Riley and Gilbert, 2000.
- Cryptocephalus duryi Schaeffer, 1906.
- Cryptocephalus falli Schöller, 2002.
- Cryptocephalus fulguratus J. L. LeConte, 1880.
- Cryptocephalus gibbicollis Haldeman, 1849.
- Cryptocephalus guttulatellus Schaeffer, 1920.
- Cryptocephalus guttulatus Olivier, 1808.
- Cryptocephalus implacidus R. White, 1968.
- Cryptocephalus incertus Olivier, 1808.
- Cryptocephalus insertus Haldeman, 1849.
- Cryptocephalus irroratus Suffrian, 1852.
- Cryptocephalus lateritius Newman, 1841.
- Cryptocephalus leucomelas Suffrian, 1852.
- Cryptocephalus lunulatus Schöller, 2002.
- Cryptocephalus luteolus Newman, 1840.
- Cryptocephalus maccus R. White, 1968.
- Cryptocephalus merus Fall, 1932.
- Cryptocephalus mucoreus J. L. LeConte, 1859.
- Cryptocephalus multisignatus Schaeffer, 1933.
- Cryptocephalus mutabilis F. E. Melsheimer, 1847.
- Cryptocephalus nanus Fabricius, 1801.
- Cryptocephalus nigrocinctus Suffrian, 1852.
- Cryptocephalus notatus Fabricius, 1787.
- Cryptocephalus obsoletus Germar, 1824.
- Cryptocephalus optimus Schöller, 2002.
- Cryptocephalus pallidicinctus Fall, 1932.
- Cryptocephalus pinicolus Schaeffer, 1920.
- Cryptocephalus pseudomaccus R. White, 1968.
- Cryptocephalus pubicollis Linell, 1898.
- Cryptocephalus pubiventris Schaeffer, 1920.
- Cryptocephalus pumilus Haldeman, 1849.
- Cryptocephalus quadruplex Newman, 1841.
- Cryptocephalus quercus Schaeffer, 1906.
- Cryptocephalus sanguinicollis Suffrian, 1852.
- Cryptocephalus schreibersii Suffrian, 1852.
- Cryptocephalus simulans Schaeffer, 1906.
- Cryptocephalus snowi Schaeffer, 1934.
- Cryptocephalus spurcus J. L. LeConte, 1858.
- Cryptocephalus striatulus J. L. LeConte, 1880.
- Cryptocephalus texanus Schaeffer, 1933.
- Cryptocephalus tinctus J. L. LeConte, 1880.
- Cryptocephalus triundulatus R. White, 1968.
- Cryptocephalus trivittatus Olivier, 1808.
- Cryptocephalus trizonatus Suffrian, 1852.
- Cryptocephalus umbonatus Schaeffer, 1906.
- Cryptocephalus vapidus R. White, 1968.
- Cryptocephalus venustus Fabricius, 1787.
- Cryptocephalus virginiensis R. White, 1968.
- Cryptonychus angusticeps Gestro, 1907.
- Cryptonychus apicalis Pic, 1924.
- Cryptonychus apicicornis Kolbe, 1899.
- Cryptonychus barombicus Kolbe, 1899.
- Cryptonychus breviceps Weise, 1911.
- Cryptonychus brevicollis Gestro, 1906.
- Cryptonychus crassirostris Gestro, 1906.
- Cryptonychus cribricollis Gestro, 1906.
- Cryptonychus devius Kolbe, 1899.
- Cryptonychus discolor Gestro, 1906.
- Cryptonychus dubius Baly, 1858.
- Cryptonychus exiguus Spaeth, 1933.
- Cryptonychus extremus Péringuey, 1898.
- Cryptonychus ferrugineus Spaeth, 1933.
- Cryptonychus gracilicornis Kolbe, 1899.
- Cryptonychus interpres Kolbe, 1899.
- Cryptonychus kolbei Weise in Schubotz, 1913.
- Cryptonychus leonardi Gestro, 1906.
- Cryptonychus leoninus Spaeth, 1933.
- Cryptonychus lionotus Kolbe, 1899.
- Cryptonychus murrayi Baly, 1858.
- Cryptonychus neavei Spaeth, 1933.
- Cryptonychus nigrofasciatus Pic, 1934.
- Cryptonychus porrectus Gyllenhal in Schönherr, 1817.
- Cryptonychus proboscideus Thomson, 1858.
- Cryptonychus procerus Weise in Schubotz, 1915.
- Cryptonychus schoutedeni Uhmann, 1937.
- Cryptonychus sorex Uhmann, 1954.
- Cryptonychus striolatus Uhmann, 1936.
- Cryptonychus tenuirostris Gestro, 1906.
- Cteisella amicta (Boheman, 1855.)
- Cteisella centropunctata (Boheman, 1855.)
- Cteisella confusa (Boheman, 1855.)
- Cteisella divalis Spaeth, 1926.
- Cteisella egens Spaeth, 1910.
- Cteisella flava Borowiec, 2004.
- Cteisella flavocincta (Boheman, 1855.)
- Cteisella gentilis Spaeth, 1926.
- Cteisella gounellei Spaeth, 1932.
- Cteisella guttigera (Boheman, 1855.)
- Cteisella imitatrix Spaeth, 1901.
- Cteisella impura (Boheman, 1855.)
- Cteisella indecorata (Boheman, 1855.)
- Cteisella intricata Spaeth, 1926.
- Cteisella magica (Boheman, 1855.)
- Cteisella ramosa Spaeth, 1926.
- Cteisella rotalis (Boheman, 1855.)
- Cteisella signatifera (Boheman, 1855.)
- Cteisella tama Spaeth, 1926.
- Cteisella virescens (Boheman, 1855.)
- Cteisella zonata (Boheman, 1855.)
- Ctenocassida blandidica (Boheman, 1855.)
- Ctenocassida cuneipennis (Spaeth, 1926.)
- Ctenocassida cynarae (Boheman, 1855.)
- Ctenocassida glareosa (Boheman, 1855.)
- Ctenocassida inurbana (Spaeth, 1926.)
- Ctenocassida jatahya (Spaeth, 1926.)
- Ctenocassida morata (Spaeth, 1926.)
- Ctenocassida quinquelineata (Boheman, 1862.)
- Ctenocassida reimoseri (Spaeth, 1926.)
- Ctenocassida rubrolineata (Boheman, 1855.)
- Ctenocassida rustica (Boheman, 1855.)
- Ctenocassida subsita (Spaeth, 1926.)
- Ctenocassida subtincta (Boheman, 1855.)
- Ctenocassida vitellina (Boheman, 1855.)
- Ctenocassida vittigera (Boheman, 1855.)
- Ctenocharidotis beata (Spaeth, 1926.)
- Ctenocharidotis briseis (Boheman, 1862.)
- Ctenocharidotis chlorion (Spaeth, 1926.)
- Ctenocharidotis crispata (Boheman, 1855.)
- Ctenocharidotis nobilitata (Boheman, 1855.)
- Ctenocharidotis ornatipennis (Spaeth, 1926.)
- Ctenocharidotis roseopicta (Boheman, 1855.)
- Ctenocharidotis subplagiata (Boheman, 1855.)
- Ctenophilaspis ingenua (Boheman, 1855.)
- Cubispa turquino Barber, 1946.
- Cyclocassis circulata (Boheman, 1855.)
- Cyclocassis secunda Borowiec, 1998.
- Cyclosoma anomala (Boheman, 1862.)
- Cyclosoma aterrima (Herbst, 1799.)
- Cyclosoma bicostata Borowiec, 1999.
- Cyclosoma bohemanii (Guérin-Méneville, 1855.)
- Cyclosoma chloris (Hope, 1840.)
- Cyclosoma clypeata (Boheman, 1850.)
- Cyclosoma fuscopunctata (Spaeth, 1919.)
- Cyclosoma germari (Spaeth, 1913.)
- Cyclosoma inepta (Boheman, 1850.)
- Cyclosoma lugens (Germar, 1824.)
- Cyclosoma mirabilis (Boheman, 1856.)
- Cyclosoma mitis (Boheman, 1850.)
- Cyclosoma nigritarsis (Boheman, 1856.)
- Cyclosoma palliata (Fabricius, 1787.)
- Cyclosoma puberula (Boheman, 1850.)
- Cyclosoma satanas (Weise, 1896.)
- Cyclosoma sericata (Guérin-Méneville, 1844.)
- Cyclosoma spurca (Boheman, 1856.)
- Cyclosoma strigata (Panzer, 1798.)
- Cyclosoma tarsata (Boheman, 1850.)
- Cyclosoma tristis (Guérin-Méneville, 1844.)
- Cyclotrypema furcata (Olivier, 1808.)
- Cyperispa hypolytri Gressitt, 1957.
- Cyperispa lungae Gressitt in Gressitt and Samuelson, 1990.
- Cyperispa palmarum Gressitt in Gressitt and Samuelson, 1990.
- Cyperispa scleriae Gressitt, 1957.
- Cyperispa thoracostachyi Gressitt, 1960.
- Cyrtonota adspersa (Boheman, 1850.)
- Cyrtonota assimilis (Boheman, 1850.)
- Cyrtonota aurovestita (Spaeth, 1932.)
- Cyrtonota balyi (Kirsch, 1883.)
- Cyrtonota banghaasi (Spaeth, 1902.)
- Cyrtonota bergeali Borowiec and Sassi, 1999.
- Cyrtonota bistigma (Boheman, 1856.)
- Cyrtonota bondari (Spaeth, 1928.)
- Cyrtonota botanocharoides Borowiec, 1989.
- Cyrtonota bugaensis Borowiec and Sassi, 1999.
- Cyrtonota caprishensis Sekerka, 2007.
- Cyrtonota caudata (Boheman, 1850.)
- Cyrtonota compulsa (Spaeth, 1909.)
- Cyrtonota conglomerata (Boheman, 1862.)
- Cyrtonota cyanea (Linnaeus, 1758.)
- Cyrtonota deliciosa (Baly, 1872.)
- Cyrtonota dignitosa (Boheman, 1862.)
- Cyrtonota dimidiata (Boheman, 1850.)
- Cyrtonota dissecta (Boheman, 1850.)
- Cyrtonota elongata (Spaeth, 1932.)
- Cyrtonota flavoplagiata (Spaeth, 1932.)
- Cyrtonota gibbera Borowiec, 1989.
- Cyrtonota goryi (Boheman, 1850.)
- Cyrtonota honorata (Baly, 1869.)
- Cyrtonota huallagensis (Spaeth, 1913.)
- Cyrtonota informis (Boheman, 1862.)
- Cyrtonota inspicata (Spaeth, 1913.)
- Cyrtonota jekeli (Boheman, 1856.)
- Cyrtonota kolbei (Spaeth, 1907.)
- Cyrtonota lateralis (Linnaeus, 1758.)
- Cyrtonota lojana (Spaeth, 1913.)
- Cyrtonota lurida (Spaeth, 1913.)
- Cyrtonota machupicchu Borowiec and Sassi, 1999.
- Cyrtonota marginata (Kirsch, 1883.)
- Cyrtonota moderata (Spaeth, 1913.)
- Cyrtonota montana Borowiec, 2000.
- Cyrtonota nitida Borowiec and Sassi, 1999.
- Cyrtonota paupertina (Boheman, 1862.)
- Cyrtonota pavens (Spaeth, 1913.)
- Cyrtonota plumbea (Germar, 1824.)
- Cyrtonota poecilaspoides (Baly, 1872.)
- Cyrtonota punctatissima (Spaeth, 1901.)
- Cyrtonota quadrinotata (Boheman, 1862.)
- Cyrtonota ruforeticulata Borowiec, 2007.
- Cyrtonota santanderensis Borowiec, 2009.
- Cyrtonota serinus Erichson, 1847.
- Cyrtonota sexguttata (Spaeth, 1913.)
- Cyrtonota sexpustulata (Fabricius, 1781.)
- Cyrtonota similata (Boheman, 1850.)
- Cyrtonota smaragdina (Boheman, 1856.)
- Cyrtonota steinheili (Wagener, 1877.)
- Cyrtonota subnotata (Boheman, 1850.)
- Cyrtonota textilis (Boheman, 1850.)
- Cyrtonota thalassina (Boheman, 1850.)
- Cyrtonota tigrina (Boheman, 1850.)
- Cyrtonota timida Sassi, 2008.
- Cyrtonota trigonata (Spaeth, 1901.)
- Cyrtonota tristigma (Boheman, 1850.)
- Cyrtonota verrucosa (Boheman, 1856.)
- Cyrtonota viridicaerulea (Boheman, 1862.)
- Cyrtonota vulnerata (Boheman, 1850.)
- Cyrtonota zikani (Spaeth, 1932.)
- Dactylispa abareata Uhmann, 1955.
- Dactylispa aculeata (Klug, 1835.)
- Dactylispa aeneicolor (Fairmaire, 1869.)
- Dactylispa aeneipennis (Duvivier, 1891.)
- Dactylispa agilis Gestro, 1923.
- Dactylispa albopilosa (Gestro, 1888.)
- Dactylispa amala Basu and Saha, 1977.
- Dactylispa ambarum Weise, 1909.
- Dactylispa ambigua (Péringuey, 1898.)
- Dactylispa andamensis Maulik, 1919.
- Dactylispa andreaei Uhmann, 1955.
- Dactylispa andrewesiella Weise, 1905.
- Dactylispa angulosa (Solsky, 1872.)
- Dactylispa angusta Gestro, 1917.
- Dactylispa anula Maulik, 1919.
- Dactylispa apicata (Fairmaire, 1869.)
- Dactylispa approximata Gressitt, 1939.
- Dactylispa argus Gestro, 1908.
- Dactylispa arisana Chûjô, 1933.
- Dactylispa asoka Maulik, 1919.
- Dactylispa aspera (Gestro, 1897.)
- Dactylispa atkinsonii (Gestro, 1897.)
- Dactylispa atricornis Chen and Tan, 1964.
- Dactylispa aureopilosa Uhmann, 1931.
- Dactylispa badia Chen and Tan in Chen, Tan and Yu, 1961.
- Dactylispa bakeri (Gestro, 1917.)
- Dactylispa balianii Gestro, 1909.
- Dactylispa balyi (Gestro, 1890.)
- Dactylispa basalis (Gestro, 1897.)
- Dactylispa basicornis Weise, 1909.
- Dactylispa bayoni Gestro, 1911.
- Dactylispa beccarii (Gestro, 1897.)
- Dactylispa bhaumiki Basu and Saha, 1977.
- Dactylispa binotaticollis Chen and Tan, 1964.
- Dactylispa bipartita (Guérin-Méneville, 1830.)
- Dactylispa bodongi Uhmann, 1930.
- Dactylispa brachyacantha Gestro, 1910.
- Dactylispa brachycera Gestro, 1914.
- Dactylispa brevicuspis (Gestro, 1890.)
- Dactylispa brevispina Chen and Tan, 1964.
- Dactylispa brevispinosa (Chapuis, 1877.)
- Dactylispa breviuscula Uhmann, 1958.
- Dactylispa bulbifera Medvedev, 1993.
- Dactylispa burgeoni Uhmann, 1931.
- Dactylispa burmana Uhmann, 1939.
- Dactylispa calaviteana Uhmann, 1932.
- Dactylispa callani Uhmann, 1960.
- Dactylispa callosa Uhmann, 1935.
- Dactylispa calva Uhmann, 1941.
- Dactylispa capicola (Péringuey, 1898.)
- Dactylispa carinata Chen and Tan in Chen, Tan and Yu, 1961.
- Dactylispa carinifrons Gestro, 1908.
- Dactylispa cauta Weise, 1899.
- Dactylispa cavicollis Gestro, 1906.
- Dactylispa celebensis Uhmann, 1960.
- Dactylispa cervicornis Gressitt, 1950.
- Dactylispa cervicornu Uhmann, 1931.
- Dactylispa ceylonica Uhmann, 1954.
- Dactylispa chanchala Basu and Saha, 1977.
- Dactylispa chapuisii (Gestro, 1884.)
- Dactylispa chaturanga Maulik, 1919.
- Dactylispa chiayiana Kimoto, 1978.
- Dactylispa chujoi Shirozu, 1957.
- Dactylispa cinchonae Uhmann, 1961.
- Dactylispa cincta (Gestro, 1885.)
- Dactylispa cladophora (Guérin-Méneville, 1841.)
- Dactylispa clavata Weise, 1902.
- Dactylispa clavicornis Chen and Tan, 1964.
- Dactylispa clementis (Chapuis, 1877.)
- Dactylispa collaris Uhmann, 1936.
- Dactylispa conferta Uhmann, 1942.
- Dactylispa confluens (Baly, 1889.)
- Dactylispa congrua (Péringuey, 1898.)
- Dactylispa corpulenta Weise, 1897.
- Dactylispa corvina Gestro, 1908.
- Dactylispa crassicuspis Gestro, 1908.
- Dactylispa cribricollis Gestro, 1908.
- Dactylispa curvispina Uhmann, 1956.
- Dactylispa cylindrica Uhmann, 1958.
- Dactylispa daiacca Gestro, 1923.
- Dactylispa daipa Maulik, 1919.
- Dactylispa daturina (Gestro, 1895.)
- Dactylispa debeauxi Uhmann, 1938.
- Dactylispa debilis (Gestro, 1897.)
- Dactylispa delicatula (Gestro, 1888.)
- Dactylispa delkeskampi Uhmann, 1958.
- Dactylispa dentispinis Gestro, 1908.
- Dactylispa desertorum Weise in Michaelsen, 1914.
- Dactylispa dichroa Gestro, 1908.
- Dactylispa digitata Uhmann, 1954.
- Dactylispa dilutiventris Gestro, 1908.
- Dactylispa dimidiata (Gestro, 1885.)
- Dactylispa discalis Gressitt, 1963.
- Dactylispa discreta Weise, 1902.
- Dactylispa divarna Maulik, 1919.
- Dactylispa dives Gestro, 1908.
- Dactylispa dohertyi (Gestro, 1897.)
- Dactylispa dolichocera Gestro, 1906.
- Dactylispa donckieri Weise, 1905.
- Dactylispa dorchymonti Uhmann, 1931.
- Dactylispa echinata (Gyllenhal in Schönherr, 1817.)
- Dactylispa elegantula (Duvivier, 1892.)
- Dactylispa excisa (Kraatz, 1879.)
- Dactylispa exilicornis Gestro, 1908.
- Dactylispa fabricii Medvedev, 2009.
- Dactylispa feae (Gestro, 1888.)
- Dactylispa femoralis Uhmann, 1954.
- Dactylispa ferox (Gestro, 1897.)
- Dactylispa ferrugineonigra Maulik, 1919.
- Dactylispa filicornis (Motschulsky, 1861.)
- Dactylispa flava Achard, 1917.
- Dactylispa flavicornis Gestro, 1909.
- Dactylispa flaviventris Gestro, 1908.
- Dactylispa flavoapicalis Tan, 1993.
- Dactylispa foveiscutis Chen and Tan in Chen, Tan and Yu, 1961.
- Dactylispa fukienica Chen and Tan, 1964.
- Dactylispa fulvicornis Weise, 1922.
- Dactylispa fulvifrons Weise, 1909.
- Dactylispa fulvipes (Motschulsky in Schrenk, 1861.)
- Dactylispa fumida Chen and Tan, 1964.
- Dactylispa furia Gestro, 1907.
- Dactylispa gairi Maulik, 1919.
- Dactylispa garambae Uhmann, 1961.
- Dactylispa gonospila (Gestro, 1897.)
- Dactylispa gracilis (Péringuey, 1898.)
- Dactylispa gratula (Péringuey, 1898.)
- Dactylispa gressitti Uhmann, 1955.
- Dactylispa griveaudi Uhmann, 1964.
- Dactylispa haeckelii Gestro, 1902.
- Dactylispa hamulifera Gestro, 1922.
- Dactylispa harsha Maulik, 1919.
- Dactylispa higoniae (Lewis, 1896.)
- Dactylispa hirsuta Gestro, 1908.
- Dactylispa hirtella Gestro, 1917.
- Dactylispa horni Gestro, 1902.
- Dactylispa horrida Gestro, 1908.
- Dactylispa horrifica (Gestro, 1897.)
- Dactylispa hospes Weise, 1909.
- Dactylispa hostica (Gestro, 1898.)
- Dactylispa humeralis Weise, 1905.
- Dactylispa humilis Weise, 1909.
- Dactylispa hystrix (Duvivier, 1891.)
- Dactylispa ignorata Uhmann, 1953.
- Dactylispa inaequalis Chen and Tan, 1964.
- Dactylispa inanis (Péringuey, 1898.)
- Dactylispa infuscata (Chapuis, 1876.)
- Dactylispa insignita (Chapuis, 1877.)
- Dactylispa insulicola Chûjô, 1933.
- Dactylispa intactilis (Gestro, 1897.)
- Dactylispa integra Uhmann, 1949.
- Dactylispa intermedia Chen and Tan in Chen, Tan and Yu, 1961.
- Dactylispa isaroensis Uhmann, 1933.
- Dactylispa issikii Chûjô, 1938.
- Dactylispa jacobsoni Uhmann, 1928.
- Dactylispa javaensis Maulik, 1931.
- Dactylispa jiva Maulik, 1919.
- Dactylispa jonathani Basu and Saha, 1977.
- Dactylispa julii Uhmann, 1932.
- Dactylispa kambaitica Uhmann, 1939.
- Dactylispa kantakita Maulik, 1919.
- Dactylispa kerimii (Gestro, 1897.)
- Dactylispa klapperichi Uhmann, 1954.
- Dactylispa kleinei Uhmann, 1930.
- Dactylispa koreanus An et al., 1985.
- Dactylispa krishna Maulik, 1919.
- Dactylispa kumatai Kimoto, 1996.
- Dactylispa kunala Maulik, 1919.
- Dactylispa laccata Uhmann, 1932.
- Dactylispa lameyi Uhmann, 1930.
- Dactylispa lankaja Maulik, 1919.
- Dactylispa lateralis Weise, 1904.
- Dactylispa latifrons Chen and Tan in Chen, Tan and Yu, 1961.
- Dactylispa latipennis Chûjô, 1933.
- Dactylispa lenta Weise, 1902.
- Dactylispa lentoides Uhmann, 1931.
- Dactylispa leonardi (Ritsema, 1875.)
- Dactylispa leptacantha (Gestro, 1897.)
- Dactylispa lesnei Gestro, 1908.
- Dactylispa litigiosa (Péringuey, 1898.)
- Dactylispa lividipes (Fairmaire, 1893.)
- Dactylispa lohita Maulik, 1919.
- Dactylispa longicornis (Motschulsky in Schrenk, 1861.)
- Dactylispa longicuspis (Gestro, 1897.)
- Dactylispa longispina Gressitt, 1938.
- Dactylispa lucida Gestro, 1908.
- Dactylispa mabweana Uhmann, 1954.
- Dactylispa macnamarana Gressitt, 1957.
- Dactylispa maculithorax Gestro, 1906.
- Dactylispa maculosa (Fairmaire, 1889.)
- Dactylispa madagassa Weise, 1909.
- Dactylispa mahendra Maulik, 1919.
- Dactylispa major Uhmann, 1936.
- Dactylispa malabikae Basu and Saha, 1977.
- Dactylispa malgachica Uhmann, 1962.
- Dactylispa mamillata (Chapuis, 1877.)
- Dactylispa manni Vazirani, 1972.
- Dactylispa manterii Gestro, 1897.
- Dactylispa marshalli Uhmann, 1938.
- Dactylispa mauliki Gressitt, 1950.
- Dactylispa melanaria (Motschulsky in Schrenk, 1861.)
- Dactylispa melanocera Chen and Tan in Chen, Tan and Yu, 1961.
- Dactylispa melanosticta (Baly, 1890.)
- Dactylispa mendica Weise, 1897.
- Dactylispa minax (Gestro, 1897.)
- Dactylispa minor Gressitt, 1963.
- Dactylispa minuta (Gestro, 1890.)
- Dactylispa miranda Gestro, 1917.
- Dactylispa misellanea Uhmann, 1928.
- Dactylispa mixta Kung and Tan in Chen, Tan and Yu, 1961.
- Dactylispa miyamotoi Kimoto, 1970.
- Dactylispa modica Weise, 1902.
- Dactylispa modiglianii Gestro, 1897.
- Dactylispa molina Basu and Saha, 1977.
- Dactylispa montana Uhmann, 1933.
- Dactylispa monticola (Gestro, 1890.)
- Dactylispa montivaga (Gestro, 1898.)
- Dactylispa moramangae Uhmann, 1964.
- Dactylispa multifida (Gestro, 1890.)
- Dactylispa nalika Maulik, 1919.
- Dactylispa nandana Maulik, 1919.
- Dactylispa nemoralis (Gestro, 1897.)
- Dactylispa nigricornis Gestro, 1906.
- Dactylispa nigripennis (Motschulsky in Schrenk, 1861.)
- Dactylispa nigritula (Guérin-Méneville, 1841.)
- Dactylispa nigrodiscalis Gressitt, 1938.
- Dactylispa nigromaculata (Motschulsky in Schrenk, 1861.)
- Dactylispa nitidissima Gestro, 1909.
- Dactylispa normalis Uhmann, 1931.
- Dactylispa oberthuerii (Gestro, 1897.)
- Dactylispa omeia Chen and Tan in Chen, Tan and Yu, 1961.
- Dactylispa opaca Maulik, 1919.
- Dactylispa orchymonti Uhmann, 1931.
- Dactylispa orophila (Gestro, 1897.)
- Dactylispa pachycera (Gerstäcker, 1871.)
- Dactylispa palliata (Chapuis, 1876.)
- Dactylispa pallidicollis Gressitt, 1938.
- Dactylispa pallidipennis (Motschulsky in Schrenk, 1861.)
- Dactylispa pallidissima Gestro, 1910.
- Dactylispa pallidiventris Gestro, 1908.
- Dactylispa pallipes (Kraatz, 1895.)
- Dactylispa papilla Tan, 1993.
- Dactylispa parbatya Maulik, 1919.
- Dactylispa paronae (Gestro, 1890.)
- Dactylispa parva Chen and Tan in Chen, Tan and Yu, 1961.
- Dactylispa paucispina Gressitt, 1939.
- Dactylispa pectinata Medvedev, 1977.
- Dactylispa perfida (Péringuey, 1898.)
- Dactylispa perinetina Uhmann, 1960.
- Dactylispa perpusilla Gestro, 1911.
- Dactylispa perraudierei (Baly, 1889.)
- Dactylispa perrotetii (Guérin-Méneville, 1841.)
- Dactylispa pertenuis Uhmann, 1960.
- Dactylispa piceomaculata Gressitt, 1939.
- Dactylispa pici Uhmann, 1934.
- Dactylispa picticornis Gestro, 1908.
- Dactylispa pilosa Tan and Kung in Chen, Tan and Yu, 1961.
- Dactylispa pilosula Uhmann, 1936.
- Dactylispa pitapada Maulik, 1919.
- Dactylispa plagiata Weise, 1905.
- Dactylispa planispina Gressitt, 1950.
- Dactylispa platyacantha (Gestro, 1897.)
- Dactylispa platycanthoides Kimoto, 2001.
- Dactylispa polita Chen and Tan in Chen, Tan and Yu, 1961.
- Dactylispa postica (Gestro, 1885.)
- Dactylispa pradhana Maulik, 1919.
- Dactylispa praefica Weise, 1897.
- Dactylispa praegracilis Uhmann, 1956.
- Dactylispa prasastha Maulik, 1919.
- Dactylispa pretiosula Péringuey, 1908.
- Dactylispa protuberance Tan, 1982.
- Dactylispa provida Weise, 1909.
- Dactylispa puberula (Chapuis, 1876.)
- Dactylispa pubescens Chen and Tan, 1962.
- Dactylispa pubicollis (Chapuis, 1877.)
- Dactylispa pugnax (Gestro, 1897.)
- Dactylispa puncticollis Gestro, 1906.
- Dactylispa pungens (Boheman, 1895.)
- Dactylispa pusilla Weise, 1905.
- Dactylispa puwena Chen and Tan in Chen, Tan and Yu, 1961.
- Dactylispa quinquespinosa Tan, 1982.
- Dactylispa ramuligera (Chapuis, 1877.)
- Dactylispa redunca Gestro, 1906.
- Dactylispa reitteri Spaeth, 1933.
- Dactylispa ritsemae (Chapuis, 1877.)
- Dactylispa ruandana Uhmann, 1954.
- Dactylispa rubida Gestro, 1909.
- Dactylispa rubus (Gestro, 1892.)
- Dactylispa rufescens Shirozu, 1957.
- Dactylispa rugata Gestro, 1907.
- Dactylispa rungweae Uhmann, 1964.
- Dactylispa sadonensis Maulik, 1919.
- Dactylispa sambavae Uhmann, 1964.
- Dactylispa sarawakensis Uhmann, 1943.
- Dactylispa sauteri Uhmann, 1927.
- Dactylispa schereri Würmli, 1976.
- Dactylispa schneei Uhmann, 1928.
- Dactylispa schoutedeni Uhmann, 1937.
- Dactylispa scutellaris Chen and Tan in Chen, Tan and Yu, 1961.
- Dactylispa secura Weise, 1922.
- Dactylispa semecarpi Gressitt, 1963.
- Dactylispa seminigra Gestro, 1908.
- Dactylispa senegalensis Uhmann, 1956.
- Dactylispa sericeicollis Gestro, 1908.
- Dactylispa serrulata Chen and Tan, 1964.
- Dactylispa setifera (Chapuis, 1877.)
- Dactylispa severinii (Gestro, 1897.)
- Dactylispa shira Basu and Saha, 1977.
- Dactylispa sibutensis Achard, 1917.
- Dactylispa sicardi Weise, 1909.
- Dactylispa sikorae (Duvivier, 1891.)
- Dactylispa silvana Uhmann, 1960.
- Dactylispa similis Chen and Tan, 1985.
- Dactylispa singularis (Gestro, 1888.)
- Dactylispa sinuispina Gressitt, 1938.
- Dactylispa sjoestedti (Uhmann, 1928.)
- Dactylispa speciosissima Gestro, 1919.
- Dactylispa spectabilis Gestro, 1914.
- Dactylispa spinigera (Gyllenhal in Schönherr, 1817.)
- Dactylispa spiniloba Chen and Tan, 1964.
- Dactylispa spinipes Weise, 1905.
- Dactylispa spinosa (Weber, 1801.)
- Dactylispa spinulifera Uhmann, 1931.
- Dactylispa spinulosa (Gyllenhal in Schönherr, 1817.)
- Dactylispa sternalis Chen and Tan, 1964.
- Dactylispa stoetzneri Uhmann, 1955.
- Dactylispa subcapicola Uhmann, 1962.
- Dactylispa subcorvina Uhmann, 1960.
- Dactylispa subpallipes Uhmann, 1954.
- Dactylispa subquadrata (Baly, 1874.)
- Dactylispa subsilvana Uhmann, 1960.
- Dactylispa sulcata (Chapuis, 1877.)
- Dactylispa superspinosa Gressitt and Kimoto, 1963.
- Dactylispa taiwana Takizawa, 1978.
- Dactylispa tamataveae Uhmann, 1960.
- Dactylispa tarusama Maulik, 1919.
- Dactylispa tebingensis Uhmann, 1930.
- Dactylispa tenella (Péringuey, 1898.)
- Dactylispa tenuicornis (Chapuis, 1877.)
- Dactylispa terriculum Gestro, 1908.
- Dactylispa tewfiki Pic, 1939.
- Dactylispa tienmuensis Chen and Tan, 1964.
- Dactylispa tientaina Chen and Tan, 1964.
- Dactylispa tissa Maulik, 1919.
- Dactylispa torva (Gestro, 1897.)
- Dactylispa trapa (Gestro, 1897.)
- Dactylispa tribulus (Gestro, 1897.)
- Dactylispa trigemina Uhmann, 1933.
- Dactylispa trishula Maulik, 1919.
- Dactylispa tristis (Duvivier, 1891.)
- Dactylispa tuberculata (Gressitt, 1950.)
- Dactylispa uhmanni Gressitt, 1954.
- Dactylispa ungulata Uhmann, 1954.
- Dactylispa upembana Uhmann, 1954.
- Dactylispa usta Gestro, 1908.
- Dactylispa vanikorensis (Guérin-Méneville, 1841.)
- Dactylispa varicornis Uhmann, 1931.
- Dactylispa venustula Gestro, 1908.
- Dactylispa verecunda Péringuey, 1908.
- Dactylispa vethi Gestro, 1908.
- Dactylispa viatoris Uhmann, 1934.
- Dactylispa viracica Uhmann, 1932.
- Dactylispa vittula (Chapuis, 1876.)
- Dactylispa vulgaris (Gestro, 1897.)
- Dactylispa vulnifica Gestro, 1908.
- Dactylispa weyersi (Gestro, 1899.)
- Dactylispa wissmanni Uhmann, 1928.
- Dactylispa wittei Uhmann, 1941.
- Dactylispa wittmeri Würmli, 1975.
- Dactylispa xanthogastra Gestro, 1908.
- Dactylispa xanthopus (Gestro, 1898.)
- Dactylispa xisana Chen and Tan in Chen, Tan and Yu, 1961.
- Dactylispa zulu (Péringuey, 1898.)
- Dactylispa zumpti Uhmann, 1940.
- Decatelia atritarsis Pic, 1927.
- Decatelia costata Pic, 1927.
- Decatelia lema Weise, 1904.
- Decatelia pallipes Weise, 1922.
- Decatelia testaceicollis Pic, 1934.
- Decatelia testaceipes Pic, 1934.
- Decatelia varipes Weise, 1910.
- Delocrania cossyphoides Guérin-Méneville, 1844.
- Delocrania latipennis Champion, 1893.
- Delocrania panamensis Champion, 1893.
- Deloyala barberi (Spaeth, 1936.)
- Deloyala camagueyana (Zayas, 1989.)
- Deloyala cruciata (Linnaeus, 1758.)
- Deloyala fuliginosa (Olivier, 1790.)
- Deloyala guttata (Olivier, 1790.)
- Deloyala insubida (Boheman, 1855.)
- Deloyala lecontei (Crotch, 1873.)
- Deloyala trilineata Spaeth, 1936.
- Deloyala zetterstedti (Boheman, 1855.)
- Demotina modesta Baly, 1874.
- Demotispa baeri Pic, 1926.
- Demotispa basalis Weise, 1910.
- Demotispa biplagiata Pic, 1923.
- Demotispa boliviana Weise, 1910.
- Demotispa bondari (Spaeth, 1938.)
- Demotispa brunneofasciata Borowiec, 2000.
- Demotispa carinata Pic, 1934.
- Demotispa cayenensis Pic, 1923.
- Demotispa consobrina Weise, 1910.
- Demotispa discoidea (Boheman, 1850.)
- Demotispa elaeicola (Aslam, 1965.)
- Demotispa fallaciosa Pic, 1923.
- Demotispa flavipennis Pic, 1923.
- Demotispa florianoi (Bondar, 1942.)
- Demotispa germaini Weise, 1905.
- Demotispa gomescostai (Bondar, 1943.)
- Demotispa lata (Baly, 1885.)
- Demotispa limbata Baly, 1885.
- Demotispa limbatella (Boheman, 1862.)
- Demotispa madoni Pic, 1936.
- Demotispa neivai (Bondar, 1940.)
- Demotispa nigronotata Pic, 1936.
- Demotispa pallida (Baly, 1858.)
- Demotispa pici Staines, 2009.
- Demotispa sallei Baly, 1858.
- Demotispa scutellaris Pic, 1926.
- Demotispa submarginata Pic, 1934.
- Demotispa tricolor Weise, 1905.
- Derocrepis aesculi (Dury, 1906.)
- Derocrepis carinata (Linell, 1897.)
- Derocrepis erythropus (F. E. Melsheimer, 1847.)
- Derocrepis oregoni Hatch, 1971.
- Derospidea brevicollis (J. L. LeConte, 1865.)
- Derospidea ornata (Schaeffer, 1905.)
- Diabrotica balteata J. L. LeConte, 1865.
- Diabrotica barberi R. Smith and Lawrence, 1967.
- Diabrotica cristata (Harris, 1836.)
- Diabrotica lemniscata J. L. LeConte, 1868.
- Diabrotica longicornis (Say, 1824.)
- Diabrotica tibialis Jacoby, 1887.
- Diabrotica undecimpunctata Mannerheim, 1843.
- Diabrotica virgifera J. L. LeConte, 1868.
- Diachus aeruginosus J. L. LeConte, 1880.
- Diachus auratus (Fabricius, 1801.)
- Diachus catarius (Suffrian, 1852.)
- Diachus chlorizans (Suffrian, 1852.)
- Diachus erasus J. L. LeConte, 1880.
- Diachus levis (Haldeman, 1849.)
- Diachus luscus (Suffrian, 1858.)
- Diachus pallidicornis (Suffrian, 1867.)
- Diachus squalens (Suffrian, 1852.)
- Diachus subopacus Schaeffer, 1906.
- Dibolia borealis Chevrolat in Guérin-Méneville, 1834.
- Dibolia californica Parry, 1974.
- Dibolia catherinia Mignot, 1971.
- Dibolia championi Jacoby, 1885.
- Dibolia chelones Parry, 1974.
- Dibolia kansana Parry, 1974.
- Dibolia libonoti Horn, 1889.
- Dibolia melanpyri Parry, 1974.
- Dibolia obscura Parry, 1974.
- Dibolia ovata J. L. LeConte, 1859.
- Dibolia penstemonis Parry, 1974.
- Dibolia reyheria Mignot, 1971.
- Dibolia sinuata Horn, 1889.
- Dicladispa admiranda Uhmann, 1950.
- Dicladispa aerea (Gestro, 1897.)
- Dicladispa aereipennis (Uhmann, 1930.)
- Dicladispa alluaudi Gestro, 1914.
- Dicladispa alternata (Chapuis, 1877.)
- Dicladispa antennalis (Kraatz, 1895.)
- Dicladispa approximans Péringuey, 1908.
- Dicladispa arebiana (Uhmann, 1930.)
- Dicladispa armigera (Olivier, 1808.)
- Dicladispa armispina (Kraatz, 1895.)
- Dicladispa aucta Uhmann, 1954.
- Dicladispa aurichalcea (Weise, 1904.)
- Dicladispa balli (Uhmann, 1930.)
- Dicladispa basongoana (Uhmann, 1930.)
- Dicladispa bennigseni (Weise, 1899.)
- Dicladispa birendra (Maulik, 1919.)
- Dicladispa boutani (Weise, 1905.)
- Dicladispa burgeoni (Uhmann, 1936.)
- Dicladispa caffra (Weise, 1904.)
- Dicladispa capensis (Thunberg, 1784.)
- Dicladispa comata (Weise, 1922.)
- Dicladispa compacta Gestro, 1908.
- Dicladispa congoana (Weise, 1902.)
- Dicladispa crassa Uhmann, 1954.
- Dicladispa crispa (Uhmann, 1930.)
- Dicladispa cyanipennis (Motschulsky in Schrenk, 1861.)
- Dicladispa dama (Chapuis, 1877.)
- Dicladispa decipiens (Péringuey, 1898.)
- Dicladispa delicata (Péringuey, 1898.)
- Dicladispa densa Uhmann, 1961.
- Dicladispa desaegeri Uhmann, 1961.
- Dicladispa deserticola (Weise, 1900.)
- Dicladispa distincta (Ritsema, 1875.)
- Dicladispa dorsalis (Péringuey, 1908.)
- Dicladispa exasperans (Péringuey, 1908.)
- Dicladispa eximia (Péringuey, 1898.)
- Dicladispa exquisita (Uhmann, 1932.)
- Dicladispa fabricii (Guérin-Méneville in Duperrey, 1830.)
- Dicladispa fallaciosa (Péringuey, 1898.)
- Dicladispa fallax (Uhmann, 1930.)
- Dicladispa faucium Uhmann, 1954.
- Dicladispa femorata (Fairmaire, 1888.)
- Dicladispa flabellata Uhmann, 1954.
- Dicladispa formosa (Gestro, 1906.)
- Dicladispa fraterna Péringuey, 1908.
- Dicladispa freyi Uhmann, 1961.
- Dicladispa gebieni (Uhmann, 1931.)
- Dicladispa gestroi (Chapuis, 1877.)
- Dicladispa gracilicornis (Weise, 1905.)
- Dicladispa haafi Uhmann, 1961.
- Dicladispa hastata Uhmann, 1954.
- Dicladispa hebes Uhmann, 1956.
- Dicladispa indubia Péringuey, 1908.
- Dicladispa iranica Lopatin, 1984.
- Dicladispa jeanneli Gestro, 1914.
- Dicladispa joliveti Uhmann, 1953.
- Dicladispa kapauku Gressitt, 1957.
- Dicladispa kapiriensis (Uhmann, 1930.)
- Dicladispa katentaniana (Uhmann, 1930.)
- Dicladispa keiseri Uhmann, 1960.
- Dicladispa kivuensis (Uhmann, 1930.)
- Dicladispa kraatzi (Weise, 1897.)
- Dicladispa laevigata (Uhmann, 1937.)
- Dicladispa lanigera (Péringuey, 1898.)
- Dicladispa lenicornis (Gestro, 1911.)
- Dicladispa lettowi (Uhmann, 1928.)
- Dicladispa longespinosa (Fairmaire, 1869.)
- Dicladispa lulengaica (Uhmann, 1930.)
- Dicladispa lusingana Uhmann, 1954.
- Dicladispa machadoi Uhmann, 1957.
- Dicladispa madegassa (Pic, 1932.)
- Dicladispa malvernia Péringuey, 1908.
- Dicladispa marginata (Uhmann, 1930.)
- Dicladispa megacantha (Gestro, 1890.)
- Dicladispa melancholica (Weise, 1902.)
- Dicladispa meyeri (Uhmann, 1928.)
- Dicladispa mombonensis (Weise, 1899.)
- Dicladispa multispinosa (Gestro, 1906.)
- Dicladispa nigra (Uhmann, 1928.)
- Dicladispa obliqua Uhmann, 1954.
- Dicladispa obscura Gestro, 1908.
- Dicladispa occator (Brullé in Webb and Berthelot, 1838.)
- Dicladispa omarramba (Péringuey, 1898.)
- Dicladispa opaca (Weise, 1904.)
- Dicladispa opacicollis (Uhmann, 1930.)
- Dicladispa ornata (Uhmann, 1939.)
- Dicladispa ovampoa (Péringuey, 1898.)
- Dicladispa pallescens (Guérin-Méneville, 1841.)
- Dicladispa pallida (Guérin-Méneville, 1841.)
- Dicladispa pallidicornis (Gestro, 1907.)
- Dicladispa palmata Uhmann, 1961.
- Dicladispa parvula Uhmann, 1960.
- Dicladispa pavida (Weise, 1901.)
- Dicladispa pembertoni Gressitt, 1957.
- Dicladispa peringueyi Gestro, 1906.
- Dicladispa perplexa (Péringuey, 1898.)
- Dicladispa pilosula Gestro, 1914.
- Dicladispa platyclada Gestro, 1906.
- Dicladispa poeciloptera Gestro, 1906.
- Dicladispa propinqua Uhmann, 1958.
- Dicladispa proxima (Weise, 1910.)
- Dicladispa quadrifida (Gerstaecker, 1871.)
- Dicladispa radiatilis (Uhmann, 1930.)
- Dicladispa ramifera (Uhmann, 1928.)
- Dicladispa ramulosa (Chapuis, 1877.)
- Dicladispa rhodesiaca Uhmann, 1954.
- Dicladispa romani (Uhmann, 1935.)
- Dicladispa saga (Gestro, 1908.)
- Dicladispa schoutedeni (Gestro, 1923.)
- Dicladispa scutellata Uhmann, 1958.
- Dicladispa sekabuena Péringuey, 1908.
- Dicladispa semicyanea (Pic, 1932.)
- Dicladispa spiculata Uhmann, 1957.
- Dicladispa spinifera (Uhmann, 1935.)
- Dicladispa spinosissima (Gestro, 1909.)
- Dicladispa straeleni Uhmann, 1954.
- Dicladispa straminea (Péringuey, 1898.)
- Dicladispa striaticollis (Gestro, 1906.)
- Dicladispa stuhlmanni (Uhmann, 1928.)
- Dicladispa subhirta (Chapuis, 1877.)
- Dicladispa tenuispina Gestro, 1906.
- Dicladispa terribilis Demaux, 1964.
- Dicladispa testacea (Linnaeus, 1767.)
- Dicladispa torulosa (Chapuis, 1877.)
- Dicladispa traversii Gestro, 1906.
- Dicladispa triramosa Gestro, 1908.
- Dicladispa trux Uhmann, 1954.
- Dicladispa uhmanniella Demaux, 1963.
- Dicladispa usambarica (Weise, 1898.)
- Dicladispa varii Uhmann, 1957.
- Dicladispa vexatrix (Péringuey, 1898.)
- Dicladispa vicinalis (Péringuey, 1898.)
- Diorhabda elongata (Brullé, 1832.)
- Diplacaspis prosternalis (Schaeffer, 1906.)
- Discomorpha amazona (Spaeth, 1940.)
- Discomorpha araii Borowiec and Takizawa, 2011.
- Discomorpha atahualpai Borowiec, 2006.
- Discomorpha batesi (Boheman, 1856.)
- Discomorpha bernhaueri (Spaeth, 1909.)
- Discomorpha binotata (Boheman, 1850.)
- Discomorpha biplagiata (Guérin-Méneville, 1844.)
- Discomorpha bisbiplagiata (Boheman, 1856.)
- Discomorpha bistriguttata (Spaeth, 1920.)
- Discomorpha breiti (Spaeth, 1907.)
- Discomorpha caeruleata (Boheman, 1856.)
- Discomorpha carlobrivioi Borowiec and Sassi, 2003.
- Discomorpha colliculus (Boheman, 1850.)
- Discomorpha conspersipennis (Boheman, 1862.)
- Discomorpha davidsoni Borowiec and Dabrowska, 1996.
- Discomorpha depilata (Boheman, 1850.)
- Discomorpha distigma (Boheman, 1850.)
- Discomorpha distincta (Baly, 1869.)
- Discomorpha dromedarius (Boheman, 1850.)
- Discomorpha ducalis (Boheman, 1850.)
- Discomorpha fryi (Spaeth, 1928.)
- Discomorpha ganglbaueri (Spaeth, 1909.)
- Discomorpha garitana (Spaeth, 1919.)
- Discomorpha gassneri (Spaeth, 1915.)
- Discomorpha giganteensis Borowiec, 2006.
- Discomorpha heikertingeri (Spaeth, 1920.)
- Discomorpha hirsuta (Spaeth, 1902.)
- Discomorpha holdhausi (Spaeth, 1909.)
- Discomorpha howdenorum Borowiec, 2006.
- Discomorpha instabilis (Baly, 1872.)
- Discomorpha languinosa (Boheman, 1850.)
- Discomorpha latissima (Spaeth, 1902.)
- Discomorpha mandli (Spaeth, 1909.)
- Discomorpha metallica (Guérin-Méneville, 1844.)
- Discomorpha miniata (Boheman, 1850.)
- Discomorpha mirifica (Boheman, 1856.)
- Discomorpha moczarskii (Spaeth, 1919.)
- Discomorpha nevermanni (Spaeth, 1928.)
- Discomorpha nigropunctata (Boheman, 1850.)
- Discomorpha nigrosanguinea (Wagener, 1877.)
- Discomorpha nigrosparsa (Wagener, 1877.)
- Discomorpha obtusata (Spaeth, 1907.)
- Discomorpha onorei Borowiec, 1998.
- Discomorpha paganettii (Spaeth, 1920.)
- Discomorpha panamensis (Spaeth, 1919.)
- Discomorpha peruviana (Boheman, 1850.)
- Discomorpha pinkeri (Spaeth, 1907.)
- Discomorpha putamayoensis Borowiec, 2006.
- Discomorpha salvini (Baly, 1864.)
- Discomorpha santaremi Borowiec and Dabrowska, 1996.
- Discomorpha schusteri (Spaeth, 1907.)
- Discomorpha seckyi Borowiec, 2001.
- Discomorpha sericea (Baly, 1872.)
- Discomorpha sjoestedti (Spaeth, 1928.)
- Discomorpha skalitzkyi (Spaeth, 1911.)
- Discomorpha speciosa (Baly, 1859.)
- Discomorpha spectanda (Boheman, 1862.)
- Discomorpha tigreensis Borowiec and Takizawa, 2011.
- Discomorpha tricolor (Herbst, 1799.)
- Discomorpha variegata (Linnaeus, 1758.)
- Discomorpha waehneri (Spaeth, 1940.)
- Discomorpha wingelmuelleri (Spaeth, 1907.)
- Disonycha admirabila Blatchley, 1924.
- Disonycha alabamae Schaeffer, 1919.
- Disonycha alternata (Illiger, 1807.)
- Disonycha antennata Jacoby, 1884.
- Disonycha arizonae Casey, 1884.
- Disonycha balsbaughi Blake, 1970.
- Disonycha barberi Blake, 1951.
- Disonycha brevicornis Schaeffer, 1931.
- Disonycha caroliniana (Fabricius, 1775.)
- Disonycha chlorotica (Olivier, 1808.)
- Disonycha collata (Fabricius, 1801.)
- Disonycha conjugata (Fabricius, 1801.)
- Disonycha discoidea (Fabricius, 1792.)
- Disonycha figurata Jacoby, 1884.
- Disonycha fumata (J. L. LeConte, 1858.)
- Disonycha funerea (Randall, 1838.)
- Disonycha glabrata (Fabricius, 1775.)
- Disonycha latifrons Schaeffer, 1919.
- Disonycha latiovittata Hatch in Hatch and Beller, 1932.
- Disonycha leptolineata Blatchley, 1917.
- Disonycha limbicollis (J. L. LeConte, 1857.)
- Disonycha maritima Mannerheim, 1843.
- Disonycha pensylvanica (Illiger, 1807.)
- Disonycha pluriligata (J. L. LeConte, 1858.)
- Disonycha politula Horn, 1889.
- Disonycha procera Casey, 1884.
- Disonycha punctigera (J. L. LeConte, 1859.)
- Disonycha schaefferi Blake, 1933.
- Disonycha semicarbonata (J. L. LeConte, 1859.)
- Disonycha spilotrachela Blake, 1928.
- Disonycha stenosticha Schaeffer, 1931.
- Disonycha tenuicornis Horn, 1889.
- Disonycha triangularis (Say, 1824.)
- Disonycha uniguttata (Say, 1824.)
- Disonycha varicornis Horn, 1889.
- Disonycha weisei Csiki, 1939.
- Disonycha weismani Blake, 1957.
- Disonycha xanthomelas (Dalman, 1823.)
- Distigmoptera apicalis Blake, 1943.
- Distigmoptera borealis Blake, 1943.
- Distigmoptera falli Blake, 1943.
- Distigmoptera foveolata Balsbaugh, 1968.
- Distigmoptera impennata Blake, 1943.
- Distigmoptera mesochorea Blake, 1943.
- Distigmoptera pilosa (Illiger, 1807.)
- Distigmoptera schwarzi Blake, 1943.
- Distigmoptera texana Blake, 1943.
- Donacia assimilis Lacordaire, 1845.
- Donacia biimpressa Melsheimer, 1847.
- Donacia caerulea Olivier, 1795.
- Donacia cazieri Marx, 1957.
- Donacia cincticornis Newman, 1838.
- Donacia confluenta Say, 1826.
- Donacia cuprea Kirby, 1837.
- Donacia dissimilis Schaeffer, 1925.
- Donacia distincta J. L. LeConte, 1851.
- Donacia edentata Schaeffer, 1919.
- Donacia fulgens J. L. LeConte, 1851.
- Donacia hirticollis Kirby, 1837.
- Donacia hypoleuca Lacordaire, 1845.
- Donacia liebecki Schaeffer, 1919.
- Donacia limonia Schaeffer, 1925.
- Donacia magnifica J. L. LeConte, 1851.
- Donacia megacornis Blatchley, 1910.
- Donacia militaris Lacordaire, 1845.
- Donacia palmata Olivier, 1795.
- Donacia parvidens Schaeffer, 1919.
- Donacia piscatrix Lacordaire, 1845.
- Donacia porosicollis Lacordaire, 1845.
- Donacia proxima Kirby, 1837.
- Donacia pubescens J. L. LeConte, 1868.
- Donacia rufescens Lacordaire, 1845.
- Donacia rugosa J. L. LeConte, 1878.
- Donacia subtilis Kunze, 1818.
- Donacia texana Crotch, 1873.
- Donacia tuberculata Lacordaire, 1845.
- Donacia tuberculifrons Schaeffer, 1919.
- Donacia vicina Lacordaire, 1845.
- Donaciella pubicollis (Suffrian, 1872.)
- Dorcathispa alternata (Weise, 1900.)
- Dorcathispa bellicosa (Guérin-Méneville, 1841.)
- Dorcathispa extrema (Péringuey, 1898.)
- Dorynota aculeata (Boheman, 1854.)
- Dorynota aeneocincta (Spaeth, 1913.)
- Dorynota apiculata (Boheman, 1854.)
- Dorynota aurita (Boheman, 1862.)
- Dorynota bellicosa (Boheman, 1854.)
- Dorynota bidens (Fabricius, 1781.)
- Dorynota biplagiata (Champion, 1893.)
- Dorynota bivittipennis (Boheman, 1856.)
- Dorynota boliviana Borowiec, 2005.
- Dorynota carlosi Borowiec and Takizawa, 2011.
- Dorynota collucens (Spaeth, 1923.)
- Dorynota cornigera (Boheman, 1854.)
- Dorynota dejeanii (Boheman, 1854.)
- Dorynota distincta (Baly, 1872.)
- Dorynota electa (Spaeth, 1923.)
- Dorynota exaltata (Fabricius, 1801.)
- Dorynota funesta (Boheman, 1854.)
- Dorynota godmani (Baly, 1864.)
- Dorynota hastifera (Spaeth, 1923.)
- Dorynota incapabilis (Spaeth, 1923.)
- Dorynota insidiosa (Boheman, 1854.)
- Dorynota kiesenwetteri (Boheman, 1854.)
- Dorynota matogrossoensis Borowiec, 2005.
- Dorynota monoceros (Germar, 1824.)
- Dorynota nigra (Boheman, 1856.)
- Dorynota nodosa (Boheman, 1854.)
- Dorynota ohausi (Spaeth, 1915.)
- Dorynota peregrina (Boheman, 1862.)
- Dorynota pubescens (Blake, 1939.)
- Dorynota pugionata (Germar, 1824.)
- Dorynota rileyi Borowiec, 1994.
- Dorynota rufomarginata (Wagener, 1881.)
- Dorynota rufoornata (Baly, 1869.)
- Dorynota sexplagiata (Wagener, 1881.)
- Dorynota storki Borowiec, 2006.
- Dorynota tenebrosa (Boheman, 1854.)
- Dorynota truncata (Fabricius, 1781.)
- Dorynota viridimetallica Borowiec, 2005.
- Dorynota viridisignata (Boheman, 1854.)
- Dorynota yucatana (Champion, 1893.)
- Downesia abdominalis Weise, 1922.
- Downesia andrewesi Gestro, 1911.
- Downesia atrata Baly, 1869.
- Downesia atripes Pic, 1928.
- Downesia auberti (Fairmaire, 1888.)
- Downesia balyi Gressitt, 1950.
- Downesia bambusae Maulik, 1933.
- Downesia basalis Baly, 1888.
- Downesia ceylonica Maulik, 1919.
- Downesia donckieri Pic, 1924.
- Downesia elegans Gestro, 1890.
- Downesia fulvipennis Baly, 1888.
- Downesia garambae Uhmann, 1961.
- Downesia gestroi Baly, 1888.
- Downesia gracilis Uhmann, 1955.
- Downesia grandis Gestro, 1890.
- Downesia insignis Baly, 1858.
- Downesia javana Weise, 1928.
- Downesia kanarensis Weise, 1897.
- Downesia kwangtunga Gressitt, 1950.
- Downesia labrata Uhmann, 1948.
- Downesia linkei Uhmann, 1963.
- Downesia maculaticeps Pic, 1924.
- Downesia major Pic, 1934.
- Downesia marginicollis Weise, 1922.
- Downesia negrosica Uhmann, 1948.
- Downesia nigripennis Chen and Tan in Chen, Tan, Yu and Sun, 1962.
- Downesia perniciosa Spaeth, 1933.
- Downesia picea Baly, 1888.
- Downesia puncticollis Chen and Tan in Chen, Tan, Yu and Sun, 1962.
- Downesia ratana Maulik, 1919.
- Downesia sasthi Maulik, 1923.
- Downesia simulans Chen and Sun in Chen, Sun and Yu, 1964.
- Downesia spenceri Kimoto, 1998.
- Downesia strandi Uhmann, 1943.
- Downesia strigicollis Baly, 1876.
- Downesia strigosa Pic, 1924.
- Downesia sulcata Gestro, 1887.
- Downesia sumatrana Gestro, 1897.
- Downesia tagalica Gestro, 1917.
- Downesia tarsata Baly, 1869.
- Downesia thoracica Chen and Sun in Chen, Sun and Yu, 1964.
- Downesia vandykei Gressitt, 1939.
- Drepanocassis profana (Boheman, 1855.)
- Drescheria reinecki Weise, 1922.
- Dysphenges rileyi Gilbert and Andrews, 2002.
- Echoma albiventris (Boheman, 1854.)
- Echoma amapaensis Borowiec and Takizawa, 2011.
- Echoma anaglypta (Boheman, 1862.)
- Echoma anaglyptoides Borowiec, 1998.
- Echoma biplagosa (Boheman, 1854.)
- Echoma bonfilsii (Boheman, 1854.)
- Echoma callangana (Spaeth, 1942.)
- Echoma clypeata (Panzer, 1798.)
- Echoma confluens (Spaeth, 1926.)
- Echoma distincta (Boheman, 1854.)
- Echoma quadristillata (Boheman, 1862.)
- Echoma signata (Panzer, 1798.)
- Echoma weyenberghi (Dohrn, 1878.)
- Elytrogona bacca Boheman, 1850.
- Elytrogona bulla Boheman, 1862.
- Elytrogona gemmata Blake, 1930.
- Elytrogona interjecta Boheman, 1856.
- Elytrogona nigrodorsata Blake, 1937.
- Elytrogona quatuordecimmaculata (Latreille, 1802.)
- Emdenia maxima (Blackburn, 1896.)
- Enagria angulifera Spaeth, 1913.
- Enagria ovata (Boheman, 1854.)
- Enischnispa calamella Gressitt in Gressitt and Samuelson, 1990.
- Enischnispa calamivora Gressitt, 1957.
- Enischnispa daemonoropa Gressitt, 1963.
- Enischnispa palmicola Gressitt, 1963.
- Enischnispa rattana Gressitt, 1960.
- Entomoscelis americana Brown, 1942.
- Epistictina fulvonigra (Maulik, 1913.)
- Epistictina perplexa (Baly, 1863.)
- Epistictina reicheana (Guérin-Méneville, 1844.)
- Epistictina viridimaculata (Boheman, 1850.)
- Epistictina weisei (Spaeth, 1914.)
- Epitrix brevis Schwarz, 1878.
- Epitrix cucumeris (Harris, 1851.)
- Epitrix fasciata Blatchley, 1918.
- Epitrix flavotestacea Horn, 1894.
- Epitrix fuscula Crotch, 1873.
- Epitrix hirtipennis (F. E. Melsheimer, 1847.)
- Epitrix humeralis Dury, 1906.
- Epitrix lobata Crotch, 1873.
- Epitrix similaris Gentner, 1944.
- Epitrix solani (Blatchley, 1925.)
- Epitrix subcrinita (J. L. LeConte, 1857.)
- Epitrix tuberis Gentner, 1944.
- Erbolaspis passaria (Weise, 1900.)
- Eremionycha bahiana (Boheman, 1855.)
- Erepsocassis rubella (Boheman, 1862.)
- Erynephala brighti Blake, 1970.
- Erynephala maritima (J. L. LeConte, 1865.)
- Erynephala morosa (J. L. LeConte, 1857.)
- Erynephala puncticollis (Say, 1824.)
- Estigmena bicolor Bhasin, 1950.
- Estigmena chinensis Hope, 1840.
- Estigmena cribricollis Waterhouse, 1881.
- Estigmena dohertyi Uhmann, 1951.
- Estigmena mannaensis (Uhmann, 1930.)
- Estigmena terminalis Baly, 1869.
- Eugenysa bacchus (Baly, 1869.)
- Eugenysa bohemani (Baly, 1859.)
- Eugenysa colossa (Boheman, 1862.)
- Eugenysa columbiana (Boheman, 1850.)
- Eugenysa coscaroni Viana, 1968.
- Eugenysa cuprifulgens (Spaeth, 1919.)
- Eugenysa delicata (Boheman, 1862.)
- Eugenysa diringshofeni Viana, 1968.
- Eugenysa divalis (Boheman, 1862.)
- Eugenysa grossa (Linnaeus, 1758.)
- Eugenysa imperialis (Boheman, 1856.)
- Eugenysa lata (Boheman, 1850.)
- Eugenysa martae Borowiec, 1987.
- Eugenysa regalis (Boheman, 1850.)
- Eugenysa subopaca (Spaeth, 1919.)
- Eugenysa unicolor (Borowiec and Dabrowska, 1997.)
- Eugenysa venosa (Fabricius, 1798.)
- Eugenysa willineri Viana, 1968.
- Eumolpus robustus (Horn, 1885.)
- Euphrytus intermedius Jacoby, 1890.
- Euphrytus parvicollis Schaeffer, 1934.
- Euprionota aterrima Guérin-Méneville in Cuvier, 1844.
- Euprionota bruchi (Uhmann, 1930.)
- Euprionota gebieni Uhmann, 1930.
- Euprionota subparallela (Pic, 1932.)
- Eurispa albipennis (Germar, 1848.)
- Eurispa fraterna Blackburn, 1892.
- Eurispa howittii Baly, 1869.
- Eurispa loriae Gestro, 1892.
- Eurispa major Blackburn, 1888.
- Eurispa nigripes Blackburn, 1892.
- Eurispa normalis Baly, 1869.
- Eurispa simplex Blackburn, 1892.
- Eurispa subvittata Uhmann, 1957.
- Eurispa turneri Uhmann, 1957.
- Eurispa vittata Baly, 1858.
- Eurispa yorkiana Mjöberg, 1917.
- Eurypedus nigrosignatus (Boheman, 1854.)
- Eurypedus peltoides Boheman, 1854.
- Eurypedus thoni Barber, 1946.
- Eurypepla brevilineata Boheman, 1854.
- Eurypepla calochroma (Blake, 1965.)
- Eurypepla jamaicensis (Linnaeus, 1758.)
- Eurypepla vitrea Boheman, 1854.
- Eusattodera delta Wilcox, 1965.
- Eusattodera intermixta (Fall, 1910.)
- Eusattodera luteicollis (J. L. LeConte, 1868.)
- Eusattodera pini Schaeffer, 1906.
- Eusattodera rugosa (Jacoby, 1888.)
- Eusattodera thoracica (F. E. Melsheimer, 1847.)
- Eutheria atomaria (Boheman, 1854.)
- Eutheria longula (Boheman, 1856.)
- Eutheria notaticollis Spaeth, 1922.
- Eutheria piperata (Burmeister, 1870.)
- Euxema elongata Pic, 1934.
- Euxema insignis Baly, 1885.
- Exema byersi Karren, 1966.
- Exema canadensis Pierce, 1940.
- Exema conspersa (Mannerheim, 1843.)
- Exema deserti Pierce, 1940.
- Exema dispar Lacordaire, 1848.
- Exema elliptica Karren, 1966.
- Exema gibber (Fabricius, 1798.)
- Exema mormona Karren, 1966.
- Exema neglecta Blatchley, 1920.
- Exestastica ignobilis (Boheman, 1854.)
- Exothispa reimeri Kolbe, 1897.
- Fidia cana Horn, 1892.
- Fidia clematis Schaeffer, 1904.
- Fidia confusa Strother in E. Riley, S. Clark and Seeno, 2003.
- Fidia humeralis Lefèvre, 1877.
- Fidia longipes (F. E. Melsheimer, 1847.)
- Fidia texana Schaeffer, 1934.
- Fidia viticida Walsh, 1867.
- Floridocassis repudiata (Suffrian, 1868.)
- Fornicocassis obdurans (Spaeth, 1917.)
- Fornicocassis rufocincta Spaeth, 1917.
- Fornicocassis unicolor Spaeth, 1934.
- Fossispa lutena Staines, 1989.
- Galeruca browni Blake, 1945.
- Galeruca costatissima Blake, 1945.
- Galeruca externa Say, 1824.
- Galeruca popenoi Blake, 1945.
- Galeruca rudis J. L. LeConte, 1857.
- Galerucella nymphaeae (Linnaeus, 1758.)
- Gastrophysa cyanea F. E. Melsheimer, 1847.
- Gastrophysa dissimilis (Say, 1824.)
- Gastrophysa formosa (Say, 1824.)
- Gastrophysa polygoni (Linnaeus, 1758.)
- Gestronella centrolineata (Fairmaire, 1890.)
- Gestronella convexicollis (Fairmaire, 1897.)
- Gestronella latirostris (Gestro, 1909.)
- Gestronella lugubris (Fairmaire, 1890.)
- Gestronella obtusicollis (Fairmaire, 1897.)
- Gestronella valida (Fairmaire, 1897.)
- Gibbobruchus cristicollis (Sharp, 1885.)
- Gibbobruchus divaricatae Whitehead and Kingsolver, 1975.
- Gibbobruchus mimus (Say, 1831.)
- Glenidion flexicaulis (Schaeffer, 1905.)
- Glyphocassis lepida (Spaeth, 1914.)
- Glyphocassis spilota (Gorham, 1885.)
- Glyphocassis trilineata (Hope in Gray, 1831.)
- Glyphuroplata anisostenoides E. Riley, 1985.
- Glyphuroplata nigella (Weise, 1907.)
- Glyphuroplata pluto (Newman, 1841.)
- Glyphuroplata uniformis (Smith, 1885.)
- Glyptina abbreviata Gentner, 1924.
- Glyptina arizonica Schaeffer, 1906.
- Glyptina atriventris Horn, 1889.
- Glyptina bicolor Horn, 1889.
- Glyptina brunnea Horn, 1889.
- Glyptina cerina (J. L. LeConte, 1857.)
- Glyptina cyanipennis (Crotch, 1873.)
- Glyptina ferruginea Blatchley, 1924.
- Glyptina leptosoma Blatchley, 1924.
- Glyptina maritima Fall, 1927.
- Glyptina nivalis Horn, 1889.
- Glyptina schaefferi (Blatchley, 1927.)
- Glyptina socia (Horn, 1889.)
- Glyptina spuria J. L. LeConte, 1859.
- Glyptina texana (Crotch, 1873.)
- Glyptoscelis albicans Baly, 1865.
- Glyptoscelis albida J. L. LeConte, 1859.
- Glyptoscelis alternata Crotch, 1873.
- Glyptoscelis aridis Van Dyke, 1938.
- Glyptoscelis artemisiae Blake, 1967.
- Glyptoscelis barbata (Say, 1826.)
- Glyptoscelis coloradoensis Blake, 1967.
- Glyptoscelis cryptica (Say, 1824.)
- Glyptoscelis cylindrica Blake, 1967.
- Glyptoscelis diabola Krauss, 1937.
- Glyptoscelis idahoensis Blake, 1967.
- Glyptoscelis illustris Crotch, 1873.
- Glyptoscelis juniperi Blake, 1967.
- Glyptoscelis longior J. L. LeConte, 1878.
- Glyptoscelis parvula Blaisdell, 1921.
- Glyptoscelis paula Blake, 1967.
- Glyptoscelis peperi Blake, 1967.
- Glyptoscelis prosopis Schaeffer, 1905.
- Glyptoscelis pubescens (Fabricius, 1777.)
- Glyptoscelis septentrionalis Blake, 1967.
- Glyptoscelis sequoiae Blaisdell, 1921.
- Glyptoscelis squamulata Crotch, 1873.
- Glyptoscelis vandykei Krauss, 1937.
- Glyptoscelis yosemitae Krauss, 1937.
- Goniochenia buckleyi (Baly, 1872.)
- Goniochenia difformis (Boheman, 1850.)
- Goniochenia discors Spaeth, 1928.
- Goniochenia elocata (Boheman, 1850.)
- Goniochenia flavosparsa (Boheman, 1856.)
- Goniochenia haroldi (Wagener, 1877.)
- Goniochenia laticollis (Boheman, 1856.)
- Goniochenia parvula Weise, 1896.
- Goniochenia peruviana Hincks, 1956.
- Goniochenia quadraticollis (Boheman, 1850.)
- Goniochenia seabrai Viana, 1966.
- Goniochenia tuberculifera Spaeth, 1939.
- Goniochenia virgo Weise, 1896.
- Gonioctena americana Schaeffer, 1924.
- Gonioctena nivosa Suffrian, 1851.
- Gonioctena notmani (Schaeffer, 1924.)
- Gonioctena occidentalis (Brown, 1942.)
- Gonophora aemula Gestro, 1897.
- Gonophora albitarsis Gestro, 1910.
- Gonophora angulipennis Gestro, 1913.
- Gonophora angusta Gestro, 1917.
- Gonophora annamita Pic, 1930.
- Gonophora apicalis Baly, 1858.
- Gonophora atra Gestro, 1885.
- Gonophora basalis Gestro, 1885.
- Gonophora bicoloripes Pic, 1930.
- Gonophora bimaculata (Chapuis, 1876.)
- Gonophora blandula Würmli, 1976.
- Gonophora borneana Gressitt, 1939.
- Gonophora bowringii Baly, 1858.
- Gonophora brevicornis Weise, 1905.
- Gonophora cariosa Gestro, 1897.
- Gonophora cariosicollis Gestro, 1903.
- Gonophora chalybeata Baly, 1858.
- Gonophora chapuisi Baly, 1876.
- Gonophora clathrata Gestro, 1908.
- Gonophora coomani Pic, 1930.
- Gonophora diluta Gestro, 1897.
- Gonophora donckieri Pic, 1930.
- Gonophora exilis Gestro, 1919.
- Gonophora femorata (Weise, 1913.)
- Gonophora gibbera Uhmann, 1960.
- Gonophora haemorrhoidalis (Weber, 1801.)
- Gonophora integra Baly, 1858.
- Gonophora laevicollis Uhmann, 1928.
- Gonophora lineata Baly, 1878.
- Gonophora linkei Uhmann, 1930.
- Gonophora maculipennis Gestro, 1906.
- Gonophora masoni Baly, 1888.
- Gonophora mindoroica Uhmann, 1955.
- Gonophora mjobergi Uhmann, 1939.
- Gonophora nigricauda Motschulsky, 1866.
- Gonophora nigrimembris Weise, 1924.
- Gonophora nitidicollis Gestro, 1899.
- Gonophora oenoptera Gestro, 1897.
- Gonophora opacipennis Gestro, 1903.
- Gonophora pallida Baly, 1858.
- Gonophora pitambara Basu, 1999.
- Gonophora pulchella Gestro, 1888.
- Gonophora raapii Gestro, 1897.
- Gonophora raktava Basu, 1999.
- Gonophora ritsemae Gestro, 1896.
- Gonophora rufula Gestro, 1897.
- Gonophora semifusca Gestro, 1899.
- Gonophora sundaica Gestro, 1910.
- Gonophora taylori Spaeth, 1933.
- Gonophora tibialis Baly, 1878.
- Gonophora uhmanni Pic, 1930.
- Gonophora unifasciata Gestro, 1885.
- Gonophora unimaculata Pic, 1930.
- Gonophora whitei (Baly, 1858.)
- Gonophora xanthomela (Wiedemann, 1823.)
- Goyachalepus donckieri Pic, 1929.
- Graphops barberi Blake, 1955.
- Graphops beryllina J. L. LeConte, 1884.
- Graphops comosa Blake, 1955.
- Graphops curtipennis (F. E. Melsheimer, 1847.)
- Graphops exilis Blake, 1955.
- Graphops floridana Blake, 1955.
- Graphops marcassita (Crotch, 1873.)
- Graphops nebulosa (J. L. LeConte, 1859.)
- Graphops nigella Blake, 1955.
- Graphops obscura J. L. LeConte, 1884.
- Graphops pubescens (F. E. Melsheimer, 1847.)
- Graphops punctata Blake, 1955.
- Graphops simplex J. L. LeConte, 1884.
- Graphops smaragdula (J. L. LeConte, 1859.)
- Graphops tenuis Blake, 1955.
- Graphops varians J. L. LeConte, 1884.
- Graphops viridis Blake, 1955.
- Graphops wyomingensis Blake, 1955.
- Gratiana boliviana Spaeth, 1926.
- Gratiana conformis (Boheman, 1854.)
- Gratiana graminea (Klug, 1829.)
- Gratiana insculpta (Boheman, 1855.)
- Gratiana lutescens (Boheman, 1854.)
- Gratiana pallidula (Boheman, 1854.)
- Gratiana spadicea (Klug, 1829.)
- Griburius equestris (Olivier, 1808.)
- Griburius larvatus (Newman, 1840.)
- Griburius lecontii Crotch, 1873.
- Griburius montezuma (Suffrian, 1852.)
- Griburius scutellaris (Fabricius, 1801.)
- Gyllenhaleus bipunctatus (Baly, 1858.)
- Gyllenhaleus feae (Gestro, 1904.)
- Gyllenhaleus macrorhinus (Gestro, 1906.)
- Helocassis clavata (Fabricius, 1798.)
- Helocassis crucipennis (Boheman, 1855.)
- Helocassis distorta (Boheman, 1855.)
- Helocassis flavorugosa (Boheman, 1855.)
- Helocassis flexuosa (Boheman, 1855.)
- Helocassis incurva (Boheman, 1855.)
- Helocassis maculicollis (Champion, 1894.)
- Helocassis testudinaria (Boheman, 1855.)
- Hemiglyptus basalis (Crotch, 1874.)
- Hemiphrynus intermedius (Jacoby, 1884.)
- Hemisphaerota besckei (Boheman, 1850.)
- Hemisphaerota cyanea (Say, 1824.)
- Hemisphaerota fallax (Suffrian, 1868.)
- Hemisphaerota flavipes Zayas, 1989.
- Hemisphaerota gundlachi (Boheman, 1862.)
- Hemisphaerota materna Zayas, 1952.
- Hemisphaerota mulsanti (Boheman, 1856.)
- Hemisphaerota palmarum (Boheman, 1856.)
- Hemisphaerota xanthocera (Boheman, 1850.)
- Heptachispa concava (Baly, 1864.)
- Heptachispa crassicornis (Chapuis, 1877.)
- Heptachispa delkeskampi (Uhmann, 1940.)
- Heptachispa flavipes (Weise, 1921.)
- Heptachispa pallipes (Chapuis, 1877.)
- Heptachispa sordidula (Weise, 1912.)
- Heptachispa testaceipes (Pic, 1938.)
- Heptachispa texta (Uhmann, 1940.)
- Heptachispa vitticollis (Weise, 1911.)
- Heptatomispa kesseli Uhmann, 1940.
- Heptispa bilineatithorax (Pic, 1929.)
- Heptispa donckieri (Pic, 1929.)
- Heptispa limbata (Baly, 1886.)
- Heptispa lineaticollis (Pic, 1928.)
- Heptispa ruficornis (Pic, 1929.)
- Heptispa solarii (Weise, 1906.)
- Herissa pantherina (Blanchard, 1837.)
- Herminella liliputana Spaeth, 1926.
- Herminella marshalli Spaeth, 1913.
- Heterispa apicalis (Pic, 1927.)
- Heterispa costipennis (Boheman, 1858.)
- Heterispa infuscata (Chapuis, 1875.)
- Heterispa limonensis (Uhmann, 1930.)
- Heterispa vinula (Erichson, 1847.)
- Heteronychocassis acuticollis Spaeth, 1915.
- Heterrhachispa kurandae Gressitt, 1957.
- Hilarocassis albida (Germar, 1824.)
- Hilarocassis bordoni Borowiec, 2002.
- Hilarocassis evanida (Boheman, 1850.)
- Hilarocassis exclamationis (Linnaeus, 1767.)
- Hilarocassis maculicollis Swietojanska, 2003.
- Hilarocassis nigritarsis (Boheman, 1854.)
- Hilarocassis quinquelineata Spaeth, 1913.
- Hilarocassis rubripennis (Spaeth, 1922.)
- Hilarocassis suturella (Boheman, 1850.)
- Hilarocassis venusta (Boheman, 1854.)
- Hippuriphila canadensis Brown, 1942.
- Hippuriphila equiseti Beller and Hatch, 1932.
- Hippuriphila mancula (J. L. LeConte, 1861.)
- Hispa atra Linnaeus, 1767.
- Hispa brachycera (Gestro, 1897.)
- Hispa fulvispinosa Medvedev, 1992.
- Hispa ramosa Gyllenhal, 1817.
- Hispa stygia (Chapuis, 1877.)
- Hispa tarsata Swietojanska, 2001.
- Hispa waiensis Borowiec and Swietojanska, 2007.
- Hispellinus albertisii (Gestro, 1897.)
- Hispellinus australicus (Motschulsky in Schrenk, 1861.)
- Hispellinus callicanthus (Bates, 1866.)
- Hispellinus chinensis Gressitt, 1950.
- Hispellinus coarctatus (Chapuis, 1877.)
- Hispellinus congoanus (Uhmann, 1936.)
- Hispellinus csikii (Gestro, 1907.)
- Hispellinus fimbriatus (Chapuis, 1877.)
- Hispellinus germari (Chapuis, 1877.)
- Hispellinus minor (Maulik, 1919.)
- Hispellinus moerens (Baly, 1874.)
- Hispellinus multispinosus (Germar, 1848.)
- Hispellinus promontorii (Péringuey, 1898.)
- Hispellinus sthulacundus (Maulik, 1915.)
- Hispellinus tuberiger Uhmann, 1940.
- Hispodonta bicolor Gressitt, 1963.
- Hispodonta bifasciata Gestro, 1906.
- Hispodonta chapuisii Gestro, 1885.
- Hispodonta cyperaceae Gressitt in Gressitt and Samuelson, 1988.
- Hispodonta delkeskampi Uhmann, 1952.
- Hispodonta depressa Gestro, 1906.
- Hispodonta discalis Gressitt, 1957.
- Hispodonta elegantula Baly, 1869.
- Hispodonta feliciae Samuelson in Gressitt and Samuelson, 1988.
- Hispodonta forticornis Heller, 1916.
- Hispodonta grandis Gressitt, 1963.
- Hispodonta imperialis (Baly, 1859.)
- Hispodonta janthina (Blanchard, 1853.)
- Hispodonta loriae Gestro, 1913.
- Hispodonta metroxylona Gressitt, 1960.
- Hispodonta nigricornis Baly, 1858.
- Hispodonta nitida Gressitt in Gressitt and Samuelson, 1988.
- Hispodonta palmella Gressitt, 1963.
- Hispodonta palmicola Gressitt, 1960.
- Hispodonta plagiata Baly, 1887.
- Hispodonta sacsac Gressitt, 1963.
- Hispodonta sagu Gressitt, 1963.
- Hispodonta samarica Uhmann, 1931.
- Hispodonta semipallida Gressitt in Gressitt and Samuelson, 1988.
- Hispodonta semperi Chapuis, 1876.
- Hispodonta tarsata Chapuis, 1876.
- Hispodonta vicina Gressitt, 1963.
- Hispoleptis diluta (Guérin-Méneville, 1840.)
- Hispoleptis elaeidis Aslam, 1965.
- Hispoleptis ollagnieri Berti and Desmier de Chenon, 1975.
- Hispoleptis subfasciata Pic, 1938.
- Hispoleptis sulcata (Fabricius, 1794.)
- Homalispa apicalis Baly, 1858.
- Homalispa armata Baly, 1858.
- Homalispa balyi Weise, 1910.
- Homalispa batesii Baly, 1858.
- Homalispa cimicoides (Guérin-Méneville in Cuvier, 1844.)
- Homalispa coeruleipennis (Guérin-Méneville in Cuvier, 1844.)
- Homalispa collaris Waterhouse, 1881.
- Homalispa cribripennis Waterhouse, 1881.
- Homalispa cyanipennis (Fabricius, 1801.)
- Homalispa deyrollei Baly, 1858.
- Homalispa diversipes Pic, 1936.
- Homalispa egena Weise, 1921.
- Homalispa gracilis Baly, 1885.
- Homalispa grayella Baly, 1858.
- Homalispa javeti Baly, 1858.
- Homalispa limbifera Baly, 1885.
- Homalispa marginata Baly, 1858.
- Homalispa mendax Weise, 1910.
- Homalispa miniacea (Blanchard in d'Orbigny, 1843.)
- Homalispa nevermanni Uhmann, 1930.
- Homalispa reticulata Uhmann, 1937.
- Homalispa signata Pic, 1926.
- Homalispa subelongata Pic, 1936.
- Homalispa sulcicollis Champion, 1920.
- Homalispa tibiella Weise, 1910.
- Homalispa variabilis Baly, 1885.
- Homalispa vespertina Baly, 1858.
- Homalispa wallisi Uhmann, 1957.
- Hornaltica bicolorata (Horn, 1889.)
- Hovacassis brunneofasciata Borowiec, 2002.
- Hovacassis discolor (Boheman, 1855.)
- Hovacassis flavonigra Borowiec, 2002.
- Hovacassis formosa Borowiec, 2002.
- Hovacassis murzini Borowiec, 2002.
- Hovacassis pulchra (Spaeth, 1915.)
- Hovacassis rubromaculata Borowiec, 2002.
- Hovacassis rubrovittata Borowiec, 2002.
- Hybosa acutangula Spaeth, 1913.
- Hybosa cynthia Boheman, 1855.
- Hybosa fornicata Boheman, 1855.
- Hybosa galbanata Boheman, 1855.
- Hybosa gibbera Boheman, 1855.
- Hybosa indecens Boheman, 1855.
- Hybosa insculpta Spaeth, 1937.
- Hybosa marginepunctata Borowiec, 2011.
- Hybosa mellicula Boheman, 1862.
- Hybosa moseri Spaeth, 1915.
- Hybosa santaritae Borowiec and Takizawa, 2011.
- Hybosa unicolor Wagener, 1877.
- Hybosinota nodulosa (Boheman, 1854.)
- Hybosinota turrigera (Boheman, 1862.)
- Hybosispa macella (Pic, 1923.)
- Hybosispa melanura Weise, 1910.
- Hybosispa nitida Uhmann, 1939.
- Hybosispa rufiventris Uhmann, 1940.
- Hybosispa strandi Uhmann, 1933.
- Hypocassida convexipennis Borowiec, 2000.
- Hypocassida cornea (Marseul, 1868.)
- Hypocassida grossepunctata Bordy, 2008.
- Hypocassida meridionalis (Suffrian, 1844.)
- Hypocassida subferruginea (Schrank, 1776.)
- Imatidium acutangulum (Spaeth, 1922.)
- Imatidium banghaasi (Spaeth, 1907.)
- Imatidium buckley (Spaeth, 1928.)
- Imatidium chalybaeum (Boheman, 1850.)
- Imatidium collare (Herbst, 1799.)
- Imatidium compressum (Spaeth, 1922.)
- Imatidium exiguum (Spaeth, 1922.)
- Imatidium fallax (Spaeth, 1911.)
- Imatidium nigrum (Wagener, 1881.)
- Imatidium rufiventre (Boheman, 1850.)
- Imatidium rufomarginatum (Boheman, 1850.)
- Imatidium sublaevigatum (Spaeth, 1922.)
- Imatidium thoracicum Fabricius, 1801.
- Imatidium validicorne (Spaeth, 1922.)
- Ischiocassis convexa (Boheman, 1854.)
- Ischiocassis stabilis (Weise, 1899.)
- Ischiocassis tragardhi (Spaeth, 1928.)
- Ischiocassis umbrata (Boheman, 1854.)
- Ischnispa nigra Gressitt, 1963.
- Ischnispa sulcata Gressitt, 1963.
- Ischnocodia annulus (Fabricius, 1781.)
- Ischnocodia succincta (Boheman, 1855.)
- Ischyronota brisouti (Reitter, 1889.)
- Ischyronota conicicollis (Weise, 1890.)
- Ischyronota desertorum (Gebler, 1833.)
- Ischyronota elevata (Reitter, 1890.)
- Ischyronota schusteri Spaeth, 1914.
- Ischyronota spaethi Reitter, 1901.
- Isopedhispa cocotis (Maulik, 1933.)
- Isopedhispa ferruginea Spaeth, 1936.
- Jambhala nekula Würmli, 1975.
- Javeta arecae Uhmann, 1943.
- Javeta breveapicalis Pic, 1934.
- Javeta contracta Uhmann, 1951.
- Javeta corporaali Weise, 1924.
- Javeta crassicornis Gestro, 1899.
- Javeta foveata Uhmann, 1951.
- Javeta foveicollis (Gressitt, 1939.)
- Javeta gestroi Weise, 1905.
- Javeta kerremansi (Gestro, 1899.)
- Javeta krishna Maulik, 1916.
- Javeta maculata Sun, 1985.
- Javeta manicata (Gestro, 1897.)
- Javeta moultoni Weise, 1922.
- Javeta nuda Uhmann, 1933.
- Javeta pachycera Gestro, 1910.
- Javeta palawana Uhmann, 1960.
- Javeta pallida Baly, 1858.
- Javeta pubicollis Medvedev, 2001.
- Javeta thoracica Uhmann, 1955.
- Jonthonota mexicana (Champion, 1894.)
- Jonthonota nigripes (Olivier, 1790.)
- Keitheatus blakeae (B. White, 1944.)
- Kitorhinus prolixus (Fall, 1926.)
- Klitispa corrugata (Spaeth, 1933.)
- Klitispa mutilata Chen and Sun in Chen, Sun and Yu, 1964.
- Klitispa nigripennis (Weise, 1905.)
- Klitispa opacicollis (Gestro, 1917.)
- Klitispa opacula (Spaeth, 1933.)
- Klitispa rugicollis (Gestro, 1890.)
- Kuschelina aemula (Horn, 1889.)
- Kuschelina amplivittata (Blake, 1927.)
- Kuschelina barberi (Blake, 1954.)
- Kuschelina brachyscela (Blake, 1965.)
- Kuschelina concinna (Fabricius, 1801.)
- Kuschelina discicollis (Crotch, 1873.)
- Kuschelina fallax (F. E. Melsheimer, 1847.)
- Kuschelina fimbriata (Forster, 1771.)
- Kuschelina flavocyanea (Crotch, 1873.)
- Kuschelina floridana (Blake, 1954.)
- Kuschelina gibbitarsa (Say, 1824.)
- Kuschelina horni (Harold, 1881.)
- Kuschelina jacobiana (Horn, 1889.)
- Kuschelina laeta (Perbosc, 1839.)
- Kuschelina lateralis (Jacoby, 1886.)
- Kuschelina lugens (J. L. LeConte, 1859.)
- Kuschelina miniata (Fabricius, 1801.)
- Kuschelina perplexa (Blake, 1954.)
- Kuschelina petaurista (Fabricius, 1801.)
- Kuschelina rhabdota (Blake, 1954.)
- Kuschelina scripticollis (Say, 1824.)
- Kuschelina suturella (Say, 1826.)
- Kuschelina tenuilineata (Horn, 1889.)
- Kuschelina thoracica (Fabricius, 1775.)
- Kuschelina ulkei (Horn, 1889.)
- Kuschelina vians (Illiger, 1807.)
- Kuschelina violascens (J. L. LeConte, 1859.)
- Kuschelina weismani (Blake, 1954.)
- Labidomera clivicollis (Kirby, 1837.)
- Laccoptera atrata Spaeth, 1905.
- Laccoptera aurosa Fairmaire, 1891.
- Laccoptera basalis Weise, 1899.
- Laccoptera bicolor Spaeth, 1937.
- Laccoptera brancsiki Spaeth, 1919.
- Laccoptera burmensis (Spaeth, 1938.)
- Laccoptera burorum (Spaeth, 1902.)
- Laccoptera caduca Borowiec, 1994.
- Laccoptera cancellata Boheman, 1855.
- Laccoptera cheni Swietojanska, 2001.
- Laccoptera cicatricosa (Boheman, 1855.)
- Laccoptera confragosa Weise, 1899.
- Laccoptera corrugata (Sahlberg, 1823.)
- Laccoptera depressa Swietojanska, 2001.
- Laccoptera deremensis Weise, 1899.
- Laccoptera discreta Boheman, 1855.
- Laccoptera distans (Spaeth, 1902.)
- Laccoptera excavata Boheman, 1855.
- Laccoptera fallax Weise, 1910.
- Laccoptera fasciata Boheman, 1862.
- Laccoptera foveolata (Boheman, 1856.)
- Laccoptera fruhstorferi Spaeth, 1905.
- Laccoptera hospita Boheman, 1855.
- Laccoptera impressa (Boheman, 1853.)
- Laccoptera intertexta Boheman, 1862.
- Laccoptera jawalagiriana (Spaeth, 1936.)
- Laccoptera kapiriana Spaeth, 1932.
- Laccoptera meghalayaensis Swietojanska, 2001.
- Laccoptera montivaga Spaeth, 1909.
- Laccoptera multinotata Boheman, 1855.
- Laccoptera murrayi Boheman, 1862.
- Laccoptera nepalensis Boheman, 1855.
- Laccoptera nigricornis Wagener, 1877.
- Laccoptera novemdecimnotata Boheman, 1855.
- Laccoptera nunbergi Borowiec, 1994.
- Laccoptera obscuromaculata Borowiec, 2010.
- Laccoptera pallicolor (Fairmaire, 1901.)
- Laccoptera parallelipennis (Spaeth, 1903.)
- Laccoptera permodica (Boheman, 1862.)
- Laccoptera perrieri Fairmaire, 1898.
- Laccoptera picea Boheman, 1855.
- Laccoptera prominens Chen and Zia, 1964.
- Laccoptera quatuordecimnotata Boheman, 1855.
- Laccoptera regularis Fairmaire, 1898.
- Laccoptera rotundicollis Borowiec, 1997.
- Laccoptera rubricollis Spaeth, 1932.
- Laccoptera rugicollis Thomson, 1858.
- Laccoptera ruginosa Boheman, 1855.
- Laccoptera rugosicollis (Spaeth, 1902.)
- Laccoptera rustica (Weise, 1899.)
- Laccoptera salebra Spaeth, 1924.
- Laccoptera sassana Spaeth, 1912.
- Laccoptera schultzei Spaeth, 1913.
- Laccoptera sculpturata Boheman, 1855.
- Laccoptera sedecimmaculata (Boheman, 1856.)
- Laccoptera sedecimnotata Boheman, 1862.
- Laccoptera spectrum Boheman, 1855.
- Laccoptera sulcata (Olivier, 1808.)
- Laccoptera sutteri Hincks, 1953.
- Laccoptera tredecimguttata Wagener, 1877.
- Laccoptera tredecimpunctata (Fabricius, 1801.)
- Laccoptera triangula Spaeth, 1912.
- Laccoptera undulata (Spaeth, 1919.)
- Laccoptera vigintisexnotata Boheman, 1855.
- Laccoptera weisei (Spaeth, 1902.)
- Laccoptera yunnanica Spaeth, 1914.
- Laccoptera zambesiaca Spaeth, 1919.
- Lasiochila angusta Uhmann, 1954.
- Lasiochila anthracina Yu, 1985.
- Lasiochila bakeri Uhmann, 1931.
- Lasiochila balli Uhmann, 1930.
- Lasiochila bicolor Pic, 1924.
- Lasiochila cylindrica (Hope in Gray, 1831.)
- Lasiochila dimidiatipennis Chen and Yu in Chen, Tan, Yu and Sun, 1962.
- Lasiochila estigmenoides Chen and Yu in Chen, Tan, Yu and Sun, 1962.
- Lasiochila excavata (Baly, 1858.)
- Lasiochila feae (Baly, 1888.)
- Lasiochila gestroi (Baly, 1888.)
- Lasiochila goryi (Guérin-Méneville, 1840.)
- Lasiochila imitans Uhmann, 1951.
- Lasiochila insularis (Gestro, 1917.)
- Lasiochila jitrana Uhmann, 1954.
- Lasiochila latior Yu, 1985.
- Lasiochila longipennis (Gestro, 1906.)
- Lasiochila macilenta (Gestro, 1906.)
- Lasiochila mediovittata (Gestro, 1920.)
- Lasiochila monticola Chen and Yu in Chen, Sun and Yu, 1964.
- Lasiochila nasuellii (Gestro, 1890.)
- Lasiochila nigra (Maulik, 1919.)
- Lasiochila parallela (Chapuis, 1876.)
- Lasiochila rufa (Guérin-Méneville, 1840.)
- Lasiochila thoracica (Chapuis, 1876.)
- Lasiochila vitalisi (Maulik, 1919.)
- Lema balteata J. L. LeConte, 1884.
- Lema circumvittata H. Clark in Bates and H. Clark, 1866.
- Lema confusa Chevrolat, 1835.
- Lema conjuncta Lacordaire, 1845.
- Lema daturaphila Kogan and Goeden, 1970.
- Lema maderensis R. White, 1993.
- Lema melanofrons R. White, 1993.
- Lema nigrovittata (Guérin-Méneville, 1844.)
- Lema opulenta Harold in Gemminger and Harold, 1874.
- Lema pubipes H. Clark in Bates and H. Clark, 1866.
- Lema puncticollis (Curtis, 1830.)
- Lema solani Fabricius, 1798.
- Lema trivittata Say, 1824.
- Leptinotarsa behrensi Harold, 1877.
- Leptinotarsa collinsi Wilcox, 1972.
- Leptinotarsa decemlineata (Say, 1824.)
- Leptinotarsa defecta (Stål, 1859.)
- Leptinotarsa haldemani (Rogers, 1856.)
- Leptinotarsa juncta (Germar, 1824.)
- Leptinotarsa lineolata (Stål, 1863.)
- Leptinotarsa peninsularis Horn, 1894.
- Leptinotarsa rubiginosa (Rogers, 1856.)
- Leptinotarsa texana Schaeffer, 1906.
- Leptinotarsa tlascalana Stål, 1858.
- Leptinotarsa tumamoca Tower, 1918.
- Leptispa abdominalis Baly, 1858.
- Leptispa allardi Baly, 1890.
- Leptispa anceyi (Pic, 1924.)
- Leptispa angolensis Pic, 1936.
- Leptispa angulata Uhmann, 1954.
- Leptispa angustata Pic, 1925.
- Leptispa angustior Pic, 1951.
- Leptispa anu Basu, 1999.
- Leptispa arundina Maulik, 1937.
- Leptispa atra Gestro, 1917.
- Leptispa bambusae Voronova and Zajtsev, 1982.
- Leptispa bengalensis Takizawa, 1989.
- Leptispa bicolor Pic, 1929.
- Leptispa bicoloripennis Voronova and Zajtzev, 1982.
- Leptispa bicornis Spaeth, 1933.
- Leptispa bifoveolata Pic, 1951.
- Leptispa bouchardi (Gestro, 1906.)
- Leptispa clavareuai Weise, 1902.
- Leptispa collaris Chen and Yu in Chen, Tan and Yu, 1961.
- Leptispa collarti Uhmann, 1936.
- Leptispa cornuta Uhmann, 1936.
- Leptispa denticulata Achard, 1919.
- Leptispa distincta (Gestro, 1908.)
- Leptispa donckieri Pic, 1925.
- Leptispa filiformis (Germar, 1842.)
- Leptispa frontalis Weise, 1903.
- Leptispa godwini Baly, 1869.
- Leptispa gracilis Péringuey, 1898.
- Leptispa graminum Gestro, 1906.
- Leptispa grandis Pic, 1937.
- Leptispa hova (Gestro, 1908.)
- Leptispa impressa Uhmann, 1939.
- Leptispa impressicollis Pic, 1939.
- Leptispa impressithorax Pic, 1953.
- Leptispa inculta Gestro, 1908.
- Leptispa intermedia Uhmann, 1949.
- Leptispa irregularis Pic, 1951.
- Leptispa kanistha Basu, 1999.
- Leptispa krishna Basu, 1999.
- Leptispa latifrons Weise, 1904.
- Leptispa latior Pic, 1925.
- Leptispa longipennis (Gestro, 1890.)
- Leptispa longissima Pic, 1924.
- Leptispa madagassa Weise, 1909.
- Leptispa magna Chen and Yu in Chen, Tan and Yu, 1961.
- Leptispa malaisei Uhmann, 1939.
- Leptispa miwai Chûjô, 1933.
- Leptispa miyamotoi Kimoto, 1957.
- Leptispa natalensis Baly, 1858.
- Leptispa nigra Weise, 1904.
- Leptispa notaticollis Pic, 1925.
- Leptispa parallela (Gestro, 1899.)
- Leptispa perforata Pic, 1925.
- Leptispa perroti (Gestro, 1908.)
- Leptispa pici Uhmann, 1958.
- Leptispa piriformis Uhmann, 1960.
- Leptispa punctata Uhmann, 1954.
- Leptispa pygmaea Baly, 1858.
- Leptispa quadraticollis (Fairmaire, 1884.)
- Leptispa ruandana Uhmann, 1942.
- Leptispa rufithorax Maulik, 1919.
- Leptispa rugifrons Uhmann, 1938.
- Leptispa samkirna Maulik, 1919.
- Leptispa sebakuena Péringuey, 1908.
- Leptispa sobrina Péringuey, 1908.
- Leptispa spiculata Demaux, 1973.
- Leptispa stigmata Uhmann, 1964.
- Leptispa subangustata Pic, 1953.
- Leptispa taguchii Chûjô, 1956.
- Leptispa tonkinea Pic, 1929.
- Leptispa viridis Gressitt, 1950.
- Leptocodia luctifera (Boheman, 1855.)
- Leucispa odewahnii (Baly, 1869.)
- Lexiphanes affinis (Haldeman, 1849.)
- Lexiphanes guerini (Perbosc, 1839.)
- Lexiphanes mexicanus (Jacoby, 1907.)
- Lexiphanes saponatus (Fabricius, 1801.)
- Lexiphanes seminulum (Suffrian, 1858.)
- Lexiphanes teapensis (Jacoby, 1889.)
- Lilioceris lilii (Scopoli, 1763.)
- Limnocassis pumilio (Boheman, 1854.)
- Lithraeus atronotatus (Pic, 1929.)
- Longitarsus acutipennis Blatchley, 1924.
- Longitarsus aeneolus Blatchley, 1923.
- Longitarsus alternatus (Ziegler, 1845.)
- Longitarsus arenaceus Blatchley, 1921.
- Longitarsus bicolor Horn, 1889.
- Longitarsus californicus (Motschulsky, 1845.)
- Longitarsus cotulus Blatchley, 1914.
- Longitarsus erro Horn, 1889.
- Longitarsus ferrugineus (Foudras in Mulsant, 1859.)
- Longitarsus flavicornis (Stephens, 1831.)
- Longitarsus fuscicornis Blatchley, 1919.
- Longitarsus ganglbaueri Heikertinger, 1912.
- Longitarsus huberi LeSage, 1988.
- Longitarsus impuncticollis Blatchley, 1923.
- Longitarsus insolens Horn, 1889.
- Longitarsus jacobaeae (Waterhouse, 1858.)
- Longitarsus livens J. L. LeConte, 1858.
- Longitarsus luridus (Scopoli, 1763.)
- Longitarsus mancus J. L. LeConte, 1858.
- Longitarsus melanurus (F. E. Melsheimer, 1847.)
- Longitarsus misellus Blatchley, 1921.
- Longitarsus montivagus Horn, 1889.
- Longitarsus nigrocephalus R. White, in Westcott, Brown, Sharratt and R. White, 1985.
- Longitarsus nitidellus Cockerell, 1888.
- Longitarsus occidentalis Horn, 1889.
- Longitarsus oregonensis Horn, 1889.
- Longitarsus pallescens Blatchley, 1924.
- Longitarsus pellucidus (Foudras in Mulsant, 1859.)
- Longitarsus perforatus Horn, 1889.
- Longitarsus postremus Horn, 1889.
- Longitarsus pratensis (Panzer, 1794.)
- Longitarsus pygmaeus Horn, 1889.
- Longitarsus quadriguttatus (Pontoppidan, 1763.)
- Longitarsus repandus J. L. LeConte, 1858.
- Longitarsus rubiginosus (Foudras in Mulsant, 1859.)
- Longitarsus rufescens Horn, 1889.
- Longitarsus saltatus Blatchley, 1921.
- Longitarsus solidaginis Horn, 1889.
- Longitarsus subcylindricus Blatchley, 1920.
- Longitarsus subrufus J. L. LeConte, 1859.
- Longitarsus succineus (Foudras in Mulsant, 1859.)
- Longitarsus suspectus Blatchley, 1921.
- Longitarsus tenuicornis Blatchley, 1923.
- Longitarsus testaceus (F. E. Melsheimer, 1847.)
- Longitarsus traductus Horn, 1889.
- Longitarsus turbatus Horn, 1889.
- Longitarsus vanus Horn, 1889.
- Longitarsus varicornis Suffrian, 1868.
- Lorentzocassis aruensis Spaeth, 1926.
- Lorentzocassis papuana Spaeth, 1913.
- Lorentzocassis purpurascens (Spaeth, 1912.)
- Lorentzocassis riedeli Borowiec, 2003.
- Luperaltica nigripalpis (J. L. LeConte, 1859.)
- Luperaltica nitida Wilcox, 1953.
- Luperaltica semiflava (Fall in Fall and Cockerell, 1907.)
- Luperaltica senilis (Say, 1824.)
- Luperosoma parallelum (Horn, 1893.)
- Luperosoma schwarzi (Horn, 1896.)
- Luperosoma subsulcatum (Horn, 1893.)
- Luprea discrepans (Schaeffer, 1932.)
- Luprea picta (Say, 1824.)
- Lygistus streptophallus Wilcox, 1965.
- Lysathia ludoviciana (Fall, 1910.)
- Macrispa saundersii Baly, 1858.
- Macromonycha anatolica (Weise, 1900.)
- Macromonycha apicalis (Gebler, 1845.)
- Macromonycha kantnerorum Sekerka, 2008.
- Macroplea appendiculata (Panzer, 1794.)
- Mahatsinia nodulosa (Weise, 1910.)
- Malacorhinus acaciae (Schaeffer, 1906.)
- Malacorhinus knullorum Wilcox, 1951.
- Malacorhinus tilghmani Mignot, 1970.
- Malayocassis hilaris (Boheman, 1855.)
- Malayocassis manilensis (Weise, 1910.)
- Mantura chrysanthemi (Koch, 1803.)
- Mantura floridana Crotch, 1873.
- Margaridisa atriventris (F. E. Melsheimer, 1847.)
- Mecistomela marginata (Thunberg, 1821.)
- Megacerus coryphae (Olivier, 1795.)
- Megacerus cubiculus (Casey, 1884.)
- Megacerus cubicus (Motschulsky, 1874.)
- Megacerus discoidus (Say, 1824.)
- Megacerus impiger (Horn, 1873.)
- Megacerus leucospilus (Sharp, 1885.)
- Megacerus maculiventris (Fahraeus, 1839.)
- Megacerus ripiphorus (Fahraeus, 1839.)
- Megacerus schaeffferianus Bridwell, 1929.
- Megalostomis dimidiata Lacordaire, 1848.
- Megalostomis pyropyga Lacordaire, 1848.
- Megalostomis subfasciata (J. L. LeConte, 1868.)
- Megapyga angulicollis Spaeth, 1898.
- Megapyga brevis Spaeth, 1904.
- Megapyga chinensis Spaeth, 1936.
- Megapyga coeruleomaculata Boheman, 1850.
- Megapyga eximia Boheman, 1850.
- Megapyga maai Kimoto, 1996.
- Megapyga minima Borowiec, 1998.
- Megapyga obscuricollis Borowiec, 1993.
- Megapyga terminalis Boheman, 1862.
- Megascelis subtilis Boheman, 1859.
- Megascelis texana Linell, 1897.
- Meibomeus desmoportheus Kingsolver and Whitehead, 1976.
- Meibomeus musculus (Say, 1831.)
- Meibomeus surrubresus (Pic, 1933.)
- Melanispa bicolor Zayas, 1960.
- Melanispa truncata Baly, 1858.
- Merobruchus insolitus (Sharp, 1885.)
- Merobruchus julianus (Horn, 1894.)
- Merobruchus knulli (White, 1941.)
- Merobruchus lysilomae Kingsolver, 1988.
- Merobruchus major (Fall, 1912.)
- Merobruchus placidus (Horn, 1873.)
- Merobruchus terani Kingsolver, 1980.
- Merobruchus vacillator (Sharp, 1885.)
- Meroscalsis blackburni (Spaeth, 1913.)
- Meroscalsis dohertyi Spaeth, 1913.
- Meroscalsis pulcherrima Spaeth, 1903.
- Meroscalsis radiata (Boheman, 1855.)
- Meroscalsis selecta Spaeth, 1903.
- Meroscalsis weisei (Spaeth, 1903.)
- Mesomphalia albofasciculata Boheman, 1856.
- Mesomphalia ampliata Boheman, 1850.
- Mesomphalia denudata Boheman, 1850.
- Mesomphalia gibbosa (Fabricius, 1781.)
- Mesomphalia latipennis Boheman, 1856.
- Mesomphalia nudoplagiata Spaeth, 1901.
- Mesomphalia pyramidata Boheman, 1850.
- Mesomphalia retipennis Boheman, 1850.
- Mesomphalia scrobiculata Boheman, 1850.
- Mesomphalia sexmaculata Boheman, 1850.
- Mesomphalia sexmaculosa Boheman, 1856.
- Mesomphalia sublaevis Boheman, 1850.
- Mesomphalia subnitens Spaeth, 1917.
- Mesomphalia tumidula Boheman, 1850.
- Mesomphalia turrita (Illiger, 1801.)
- Mesomphalia variolaris Boheman, 1850.
- Metachroma adustum Suffrian, 1866.
- Metachroma anaemicum Fall, 1927.
- Metachroma angusticolle Blake, 1973.
- Metachroma angustulum Crotch, 1873.
- Metachroma bridwelli Blake, 1970.
- Metachroma californicum Crotch, 1873.
- Metachroma carolinense Blake, 1970.
- Metachroma clarkei Blake, 1970.
- Metachroma coronadense Fall, 1927.
- Metachroma floridanum Crotch, 1873.
- Metachroma immaculatum Blake, 1970.
- Metachroma interruptum (Say, 1824.)
- Metachroma laevicolle Crotch, 1873.
- Metachroma laterale Crotch, 1873.
- Metachroma longicolle Jacoby, 1891.
- Metachroma longipenne Blake, 1970.
- Metachroma longulum Horn, 1892.
- Metachroma luridum (Olivier, 1808.)
- Metachroma maculipenne Schwarz, 1878.
- Metachroma magnipunctatum Blake, 1970.
- Metachroma marginale Crotch, 1873.
- Metachroma montanense Blake, 1970.
- Metachroma nigrosignatum Blake, 1970.
- Metachroma occidentale Blake, 1970.
- Metachroma orientale Blake, 1970.
- Metachroma pallidum (Say, 1824.)
- Metachroma pellucidum Crotch, 1873.
- Metachroma presidiense Blake, 1970.
- Metachroma quadrimaculatum Jacoby, 1891.
- Metachroma quercatum (Fabricius, 1801.)
- Metachroma sandersoni Blake, 1970.
- Metachroma septentrionale Blake, 1970.
- Metachroma suturale J. L. LeConte, 1858.
- Metachroma testaceum Blatchley, 1920.
- Metachroma texanum Schaeffer, 1919.
- Metachroma ustum J. L. LeConte, 1858.
- Metachroma utahense Blake, 1970.
- Metachroma viticola Linell, 1898.
- Metachroma zayasi Blake, 1960.
- Metaparia clytroides Crotch, 1873.
- Metaparia opacicollis (Horn, 1892.)
- Metaparia viridimicans (Horn, 1892.)
- Metazycera amazona Baly, 1864.
- Metazycera basithorax Pic, 1931.
- Metazycera donckieri Pic, 1932.
- Metazycera nigripennis Weise, 1910.
- Metazycera particularis Pic, 1932.
- Metazycera purpurata (Guérin-Méneville in Cuvier, 1844.)
- Metazycera quadriguttata Waterhouse, 1881.
- Metazycera rubroguttata Baly, 1864.
- Metazycera sexpustulata Baly, 1864.
- Metazycera sinuatevittata Pic, 1932.
- Metazycera subapicalis Pic, 1931.
- Metazycera trimaculata (Olivier, 1808.)
- Metrioidea atriceps (Horn, 1893.)
- Metrioidea blakeae (Wilcox, 1965.)
- Metrioidea brunnea (Crotch, 1873.)
- Metrioidea chiricahuensis (Blake, 1942.)
- Metrioidea convexa (Blake, 1942.)
- Metrioidea elachista (Blake, 1942.)
- Metrioidea morula (J. L. LeConte, 1865.)
- Metrioidea ocularis (Blake, 1942.)
- Metrioidea popenoei (Blake, 1942.)
- Metrioidea punctatissima (Blake, 1942.)
- Metrioidea varicornis (J. L. LeConte, 1868.)
- Metriona elatior (Klug, 1820.)
- Metrionella angularis (Champion, 1894.)
- Metrionella biguttula Spaeth, 1932.
- Metrionella bilimeki (Spaeth, 1932.)
- Metrionella calva (Boheman, 1855.)
- Metrionella connata Spaeth, 1932.
- Metrionella erratica (Boheman, 1855.)
- Metrionella glabrescens Spaeth, 1932.
- Metrionella irrorata Spaeth, 1932.
- Metrionella placans Spaeth, 1932.
- Metrionella strandi Spaeth, 1932.
- Metrionella tucumana Borowiec, 2006.
- Metrionella tumacoensis Borowiec, 2002.
- Metriopepla inornata (Waterhouse, 1877.)
- Mexicaspis azteca (Champion, 1894.)
- Micrispa alpiniae (Gressitt, 1957.)
- Micrispa biakana (Gressitt, 1963.)
- Micrispa bouchardi Gestro, 1906.
- Micrispa bryanti (Uhmann, 1938.)
- Micrispa costi (Gressitt, 1957.)
- Micrispa cubicularis (Gressitt, 1963.)
- Micrispa cyperaceae (Gressitt, 1960.)
- Micrispa dentatithorax (Pic, 1924.)
- Micrispa donaxiae (Gressitt, 1963.)
- Micrispa exigua (Gestro, 1899.)
- Micrispa gestroi Weise, 1905.
- Micrispa gridellii (Uhmann, 1928.)
- Micrispa humilis (Gestro, 1919.)
- Micrispa maai (Gressitt, 1963.)
- Micrispa majuscula Gestro, 1907.
- Micrispa minuta (Gestro, 1885.)
- Micrispa moultonii Gestro, 1910.
- Micrispa musae (Gressitt, 1963.)
- Micrispa pellucida (Gressitt, 1957.)
- Micrispa puncticollis (Gressitt, 1963.)
- Micrispa scleriae (Gressitt, 1963.)
- Micrispa semicosta (Gressitt, 1957.)
- Micrispa semiviridis (Gressitt, 1963.)
- Micrispa sinuata (Gestro, 1885.)
- Micrispa sinuicosta (Gressitt, 1957.)
- Micrispa vulnerata (Gestro, 1895.)
- Micrispa zingiberaceae (Gressitt, 1963.)
- Micrispa zinzibaris (Motschulsky, 1863.)
- Microctenochira aberrata (Weise, 1904.)
- Microctenochira achardi (Spaeth, 1926.)
- Microctenochira aciculata (Boheman, 1855.)
- Microctenochira annulata (Spaeth, 1926.)
- Microctenochira anxia (Boheman, 1855.)
- Microctenochira arcana (Spaeth, 1926.)
- Microctenochira aspersa (Champion, 1894.)
- Microctenochira belizensis Borowiec, 2007.
- Microctenochira bifenestrata (Boheman, 1855.)
- Microctenochira bilobata (Boheman, 1855.)
- Microctenochira biolleyi (Spaeth, 1926.)
- Microctenochira bipellucida (Boheman, 1855.)
- Microctenochira bogotana (Spaeth, 1926.)
- Microctenochira bonvouloiri (Boheman, 1855.)
- Microctenochira brasiliensis Swietojanska and Borowiec, 1999.
- Microctenochira championi (Spaeth, 1926.)
- Microctenochira chapada Swietojanska and Borowiec, 1995.
- Microctenochira chryseis (Spaeth, 1926.)
- Microctenochira circinaria (Erichson, 1847.)
- Microctenochira circumcincta (Boheman, 1855.)
- Microctenochira conscripta (Boheman, 1855.)
- Microctenochira coronata (Boheman, 1855.)
- Microctenochira costaricencis (Spaeth, 1909.)
- Microctenochira cruxflava (Champion, 1894.)
- Microctenochira cumulata (Boheman, 1855.)
- Microctenochira danielssoni Borowiec, 1995.
- Microctenochira decora (Spaeth, 1926.)
- Microctenochira diabolica (Spaeth, 1926.)
- Microctenochira difficilis (Boheman, 1855.)
- Microctenochira diffinis (Boheman, 1855.)
- Microctenochira diophthalma (Champion, 1894.)
- Microctenochira discrepans (Spaeth, 1926.)
- Microctenochira discreta (Spaeth, 1926.)
- Microctenochira dissimilis (Boheman, 1855.)
- Microctenochira dissoluta (Spaeth, 1901.)
- Microctenochira divulsa (Boheman, 1855.)
- Microctenochira excelsa (Spaeth, 1926.)
- Microctenochira excurrens (Spaeth, 1926.)
- Microctenochira fairmairei (Boheman, 1855.)
- Microctenochira ferranti (Spaeth, 1926.)
- Microctenochira flavonotata (Boheman, 1855.)
- Microctenochira fraterna (Boheman, 1855.)
- Microctenochira freyi (Boheman, 1862.)
- Microctenochira gagatina (Spaeth, 1902.)
- Microctenochira gemina (Boheman, 1855.)
- Microctenochira gemonia (Spaeth, 1926.)
- Microctenochira gnata (Spaeth, 1926.)
- Microctenochira guttula (Spaeth, 1926.)
- Microctenochira hectica (Boheman, 1855.)
- Microctenochira hieroglyphica (Boheman, 1855.)
- Microctenochira hypocrita (Boheman, 1855.)
- Microctenochira impolluta (Spaeth, 1926.)
- Microctenochira infantula (Boheman, 1862.)
- Microctenochira insuperata (Spaeth, 1926.)
- Microctenochira jousselini (Boheman, 1855.)
- Microctenochira libidinosa (Spaeth, 1926.)
- Microctenochira lindigi (Kirsch, 1865.)
- Microctenochira liquidata (Spaeth, 1926.)
- Microctenochira lugubris (Boheman, 1862.)
- Microctenochira mapiriensis Borowiec, 2002.
- Microctenochira marginata (Spaeth, 1909.)
- Microctenochira media (Boheman, 1855.)
- Microctenochira melanota (Boheman, 1855.)
- Microctenochira minax (Spaeth, 1926.)
- Microctenochira mucuryensis (Spaeth, 1932.)
- Microctenochira mystica (Boheman, 1855.)
- Microctenochira napaea (Boheman, 1862.)
- Microctenochira nigrocincta (Wagener, 1877.)
- Microctenochira nigroplagiata (Spaeth, 1932.)
- Microctenochira obscurata Swietojanska and Borowiec, 1999.
- Microctenochira optata (Boheman, 1855.)
- Microctenochira ornaticollis (Spaeth, 1926.)
- Microctenochira palmata (Boheman, 1855.)
- Microctenochira panamensis Swietojanska and Borowiec, 1999.
- Microctenochira papulosa (Boheman, 1855.)
- Microctenochira patruelis (Boheman, 1855.)
- Microctenochira peltata (Boheman, 1855.)
- Microctenochira plagifera (Boheman, 1855.)
- Microctenochira plebeja (Boheman, 1855.)
- Microctenochira plicata (Boheman, 1855.)
- Microctenochira porosa (Boheman, 1855.)
- Microctenochira pumicosa (Boheman, 1862.)
- Microctenochira punicea (Boheman, 1855.)
- Microctenochira quadrata (De Geer, 1775.)
- Microctenochira reticularis (De Geer, 1775.)
- Microctenochira rubrocincta (Boheman, 1855.)
- Microctenochira sagulata (Boheman, 1862.)
- Microctenochira salebrata (Boheman, 1862.)
- Microctenochira sanguinidorsis (Spaeth, 1926.)
- Microctenochira scabra (Boheman, 1855.)
- Microctenochira scopus (Spaeth, 1926.)
- Microctenochira semifasciata (Boheman, 1855.)
- Microctenochira semilobata (Wagener, 1877.)
- Microctenochira semilunaris (Boheman, 1862.)
- Microctenochira sepulchralis (Boheman, 1855.)
- Microctenochira sertata (Erichson, 1847.)
- Microctenochira servula (Boheman, 1855.)
- Microctenochira severa (Boheman, 1855.)
- Microctenochira signaticollis (Boheman, 1855.)
- Microctenochira similata (Boheman, 1855.)
- Microctenochira soleifera (Spaeth, 1926.)
- Microctenochira stali (Boheman, 1862.)
- Microctenochira stigmatica (Boheman, 1855.)
- Microctenochira tabida (Boheman, 1855.)
- Microctenochira trepida (Boheman, 1855.)
- Microctenochira triplagiata (Spaeth, 1926.)
- Microctenochira varicornis (Spaeth, 1926.)
- Microctenochira villica (Boheman, 1855.)
- Microctenochira vivida (Boheman, 1855.)
- Microctenochira waterhousei (Boheman, 1855.)
- Microrhopala beckeri Weise, 1905.
- Microrhopala ciliata Weise, 1911.
- Microrhopala columbica Weise, 1911.
- Microrhopala erebus (Newman, 1840.)
- Microrhopala excavata (Olivier, 1808.)
- Microrhopala floridana Schwarz, 1878.
- Microrhopala hecate (Newman, 1840.)
- Microrhopala inermis Staines, 2006.
- Microrhopala moseri Uhmann, 1940.
- Microrhopala perforata Baly, 1864.
- Microrhopala pulchella Baly, 1864.
- Microrhopala rileyi S. Clark, 1983.
- Microrhopala rubrolineata (Mannerheim, 1843.)
- Microrhopala sallei Baly, 1864.
- Microrhopala unicolor Champion, 1894.
- Microrhopala vittata (Fabricius, 1798.)
- Microrhopala xerene (Newman, 1838.)
- Microtheca ochroloma Stål, 1860.
- Microtheca picea (Guérin-Méneville, 1844.)
- Mimoethispa irregularis Pic, 1927.
- Mimosestes acaciestes Kingsolver and Johnson, 1978.
- Mimosestes amicus (Horn, 1873.)
- Mimosestes insularis Kingsolver and Johnson, 1978.
- Mimosestes mimosae (Fabricius, 1781.)
- Mimosestes nubigens (Motschulsky, 1874.)
- Mimosestes protractus (Horn, 1873.)
- Mimosestes ulkei (Horn, 1873.)
- Miocalaspis alurna (Westwood, 1842.)
- Miocalaspis biplagosa Spaeth, 1905.
- Miocalaspis ecuadorica Borowiec, 2000.
- Miocalaspis flavofasciata Borowiec, 2000.
- Miocalaspis gentilis (Erichson, 1847.)
- Miocalaspis martinezi Viana, 1968.
- Miocalaspis putilla Spaeth, 1928.
- Miocalaspis sexfasciata Spaeth, 1928.
- Miraces aeneipennis Jacoby, 1888.
- Miraces barberi Blake, 1951.
- Miraces modesta (Horn, 1893.)
- Miraces placida (Horn, 1893.)
- Monagonia melanoptera Chen and Sun in Chen, Sun and Yu, 1964.
- Monagonia serena (Weise, 1924.)
- Monocesta coryli (Say, 1824.)
- Monomacra bumeliae (Schaeffer, 1905.)
- Monomacra opaca Wilcox, 1953.
- Monoxia angularis (J. L. LeConte, 1859.)
- Monoxia apicalis Blake, 1939.
- Monoxia batisia Blatchley, 1917.
- Monoxia brisleyi Blake, 1939.
- Monoxia consputa (J. L. LeConte, 1857.)
- Monoxia debilis J. L. LeConte, 1865.
- Monoxia elegans Blake, 1939.
- Monoxia grisea Blake, 1939.
- Monoxia guttulata (J. L. LeConte, 1865.)
- Monoxia inornata Blake, 1939.
- Monoxia minuta Blake, 1939.
- Monoxia obesula Blake, 1939.
- Monoxia pallida Blake, 1939.
- Monoxia puberula Blake, 1939.
- Monoxia schizonycha Blake, 1939.
- Monoxia sordida (J. L. LeConte, 1858.)
- Myochrous austrinus Blake, 1950.
- Myochrous cyphus Blake, 1950.
- Myochrous denticollis (Say, 1824.)
- Myochrous floridanus Schaeffer, 1934.
- Myochrous intermedius Blake, 1950.
- Myochrous longulus J. L. LeConte, 1858.
- Myochrous magnus Schaeffer, 1904.
- Myochrous movallus Johnson, 1931.
- Myochrous pauxillus Schaeffer, 1934.
- Myochrous ranella Blake, 1950.
- Myochrous severini Blake, 1950.
- Myochrous squamosus J. L. LeConte, 1859.
- Myochrous whitei Blake, 1950.
- Nabathaea pygmaea Spaeth, 1911.
- Nanocthispa atra (Weise, 1922.)
- Nebraspis corticina (Boheman, 1850.)
- Nebraspis rubricollis (Boheman, 1856.)
- Nebraspis viridimetallica Borowiec, 1999.
- Neltumius arizonensis (Schaeffer, 1904.)
- Neltumius gibbithorax (Schaeffer, 1904.)
- Neltumius texanus (Schaeffer, 1904.)
- Neobrotica pluristica Fall, 1910.
- Neobrotica septemmaculata Blake, 1966.
- Neochlamisus alni (Brown, 1943.)
- Neochlamisus assimilis (Klug, 1824.)
- Neochlamisus bebbianae (Brown, 1943.)
- Neochlamisus bimaculatus Karren, 1972.
- Neochlamisus chamaedaphnes (Brown, 1943.)
- Neochlamisus comptoniae (Brown, 1943.)
- Neochlamisus cribripennis (J. L. LeConte, 1878.)
- Neochlamisus eubati (Brown, 1952.)
- Neochlamisus fragariae (Brown, 1952.)
- Neochlamisus gibbosus (Fabricius, 1777.)
- Neochlamisus insularis (Schaeffer, 1926.)
- Neochlamisus moestificus (Lacordaire, 1848.)
- Neochlamisus platani (Brown, 1952.)
- Neochlamisus scabripennis (Schaeffer, 1926.)
- Neochlamisus subelatus (Schaeffer, 1926.)
- Neochlamisus tuberculatus (Klug, 1824.)
- Neochlamisus velutinus Karren, 1972.
- Neocrepidodera pallida (Fall, 1910.)
- Neocrepidodera robusta (J. L. LeConte, 1874.)
- Neogalerucella calmariensis (Linnaeus, 1767.)
- Neogalerucella pusilla (Duftschmid, 1825.)
- Neogalerucella quebecensis (Brown, 1938.)
- Neogalerucella stefanssoni (Brown, 1938.)
- Neohaemonia flagellata Askevold, 1988.
- Neohaemonia melsheimeri (Lacordaire, 1845.)
- Neohaemonia minnesotensis Askevold, 1988.
- Neohaemonia nigricornis (Kirby, 1837.)
- Neolema cordata R. White, 1993.
- Neolema dorsalis (Olivier, 1791.)
- Neolema ephippium (Lacordaire, 1845.)
- Neolema jacobina (Linell, 1897.)
- Neolema ovalis R. White, 1993.
- Neolema quadriguttata R. White, 1993.
- Neolema sexpunctata (Olivier, 1808.)
- Neolochmaea dilatipennis (Jacoby, 1886.)
- Nesaecrepida asphaltina (Suffrian, 1868.)
- Nesaecrepida infuscata (Schaeffer, 1906.)
- Nesohispa lambaciras Maulik, 1913.
- Nilgiraspis andrewesi (Spaeth, 1932.)
- Nonispa carlosbruchi Maulik, 1933.
- Notosacantha acanthina (Spaeth, 1931.)
- Notosacantha acuticollis (Spaeth, 1913.)
- Notosacantha aemula (Spaeth, 1913.)
- Notosacantha alberti (Spaeth, 1913.)
- Notosacantha alluaudi (Spaeth, 1913.)
- Notosacantha ambrica (Spaeth, 1913.)
- Notosacantha andaica (Spaeth, 1913.)
- Notosacantha andrewesi (Weise, 1905.)
- Notosacantha appropinquans (Spaeth, 1913.)
- Notosacantha arisana (Chûjô, 1934.)
- Notosacantha armigera (Olivier, 1808.)
- Notosacantha aurora (Spaeth, 1913.)
- Notosacantha badia (Boheman, 1850.)
- Notosacantha bakeri (Weise, 1915.)
- Notosacantha balyi (Spaeth, 1913.)
- Notosacantha banaszkiewiczae Swietojanska and Stach, 2011.
- Notosacantha basilana (Spaeth, 1933.)
- Notosacantha bathyscioides (Spaeth, 1913.)
- Notosacantha bellula (Spaeth, 1913.)
- Notosacantha benguetina (Spaeth, 1921.)
- Notosacantha bezdeki Swietojanska, 2002.
- Notosacantha biaculeata (Boheman, 1856.)
- Notosacantha bicuspidata (Spaeth, 1913.)
- Notosacantha bifenestrella (Boheman, 1862.)
- Notosacantha bioculata (Wagener, 1877.)
- Notosacantha bipunctata (Spaeth, 1907.)
- Notosacantha birmanica (Spaeth, 1913.)
- Notosacantha biroi (Spaeth, 1903.)
- Notosacantha bispinosa (Boheman, 1850.)
- Notosacantha blanda (Spaeth, 1932.)
- Notosacantha bohemani (Weise, 1910.)
- Notosacantha braueri (Spaeth, 1914.)
- Notosacantha brevicollis (Spaeth, 1913.)
- Notosacantha brookei (Spaeth, 1912.)
- Notosacantha bryanti (Spaeth, 1926.)
- Notosacantha buergersi (Spaeth, 1925.)
- Notosacantha bugnioni (Spaeth, 1913.)
- Notosacantha butuana (Spaeth, 1925.)
- Notosacantha calligera (Spaeth, 1921.)
- Notosacantha capitata (Spaeth, 1913.)
- Notosacantha capra (Spaeth, 1913.)
- Notosacantha castanea (Spaeth, 1913.)
- Notosacantha cavillata (Spaeth, 1933.)
- Notosacantha centinodia (Spaeth, 1913.)
- Notosacantha chandrapurensis Swietojanska, Ghate and Marathe, 2001.
- Notosacantha cherrapunjiensis Sekerka, 2008.
- Notosacantha cincta (Spaeth, 1925.)
- Notosacantha circumdata (Wagener, 1881.)
- Notosacantha circumminiata (Spaeth, 1913.)
- Notosacantha clavareaui (Spaeth, 1900.)
- Notosacantha clura (Spaeth, 1913.)
- Notosacantha collarti (Spaeth, 1931.)
- Notosacantha corneola (Spaeth, 1913.)
- Notosacantha corporaali (Spaeth, 1933.)
- Notosacantha corpulenta (Spaeth, 1925.)
- Notosacantha cowani (Spaeth, 1913.)
- Notosacantha csikii (Spaeth, 1903.)
- Notosacantha cuneata (Spaeth, 1913.)
- Notosacantha curta (Spaeth, 1933.)
- Notosacantha dammaropsi Borowiec, 2009.
- Notosacantha dapitana (Spaeth, 1921.)
- Notosacantha darjeelingensis Borowiec and Takizawa, 1991.
- Notosacantha decorsei (Spaeth, 1913.)
- Notosacantha delicatula (Spaeth, 1925.)
- Notosacantha delutata (Spaeth, 1931.)
- Notosacantha dembickyi Sekerka, 2008.
- Notosacantha demutata (Spaeth, 1925.)
- Notosacantha diabolica Swietojanska, 2001.
- Notosacantha dohertyi (Spaeth, 1913.)
- Notosacantha dohrni Swietojanska, 2001.
- Notosacantha dolens Hincks, 1962.
- Notosacantha donckieri (Spaeth, 1913.)
- Notosacantha dorsalis (Waterhouse, 1877.)
- Notosacantha duvivieri (Spaeth, 1913.)
- Notosacantha echinata (Fabricius, 1801.)
- Notosacantha elisabethae (Spaeth, 1913.)
- Notosacantha erythrocata (Boheman, 1850.)
- Notosacantha excelsa (Spaeth, 1940.)
- Notosacantha fabricii (Weise, 1910.)
- Notosacantha fairmairei (Spaeth, 1913.)
- Notosacantha famelica (Spaeth, 1913.)
- Notosacantha fenestralis (Spaeth, 1915.)
- Notosacantha filiola (Spaeth, 1913.)
- Notosacantha flavicornis (Spaeth, 1913.)
- Notosacantha formosa (Spaeth, 1925.)
- Notosacantha fumida (Spaeth, 1913.)
- Notosacantha gahani (Spaeth, 1913.)
- Notosacantha gemmata (Klug, 1833.)
- Notosacantha gestroi (Spaeth, 1903.)
- Notosacantha ginpinensis Chen and Zia, 1961.
- Notosacantha goudoti (Weise, 1910.)
- Notosacantha granulosa (Weise, 1915.)
- Notosacantha guerini (Weise, 1910.)
- Notosacantha gutticollis (Spaeth, 1932.)
- Notosacantha halmaherana Swietojanska, 2006.
- Notosacantha hebe (Spaeth, 1913.)
- Notosacantha hedysma (Spaeth, 1921.)
- Notosacantha hispoides (Spaeth, 1913.)
- Notosacantha holubi (Spaeth, 1905.)
- Notosacantha horni (Spaeth, 1914.)
- Notosacantha horrida (Boheman, 1850.)
- Notosacantha horrifica (Boheman, 1856.)
- Notosacantha hova (Spaeth, 1913.)
- Notosacantha hystrix (Spaeth, 1913.)
- Notosacantha ihai Chûjô, 1958.
- Notosacantha impicta (Spaeth, 1925.)
- Notosacantha inclinata (Hincks, 1862.)
- Notosacantha incomta (Boheman, 1856.)
- Notosacantha indicola (Spaeth, 1933.)
- Notosacantha jacobsoni (Spaeth, 1926.)
- Notosacantha jammuensis Borowiec and Takizawa, 1991.
- Notosacantha junodi (Spaeth, 1913.)
- Notosacantha kantneri Swietojanska and Borowiec, 1999.
- Notosacantha kenyana (Spaeth, 1940.)
- Notosacantha kinabaluensis Swietojanska, 2001.
- Notosacantha klugi (Weise, 1910.)
- Notosacantha kohlschuetteri (Weise, 1903.)
- Notosacantha kolbei (Wiese, 1910.)
- Notosacantha komiyai Dabrowska and Borowiec, 1996.
- Notosacantha lateralis (Spaeth, 1913.)
- Notosacantha lateritia (Spaeth, 1918.)
- Notosacantha laticollis (Boheman, 1862.)
- Notosacantha lenta (Spaeth, 1913.)
- Notosacantha leonina (Spaeth, 1926.)
- Notosacantha leplaei (Spaeth, 1913.)
- Notosacantha lesnei (Spaeth, 1913.)
- Notosacantha lila (Maulik, 1917.)
- Notosacantha livingstonei (Spaeth, 1913.)
- Notosacantha longicornis (Spaeth, 1913.)
- Notosacantha loochooana Chûjô, 1961.
- Notosacantha luctuosa (Boheman, 1850.)
- Notosacantha lumbwa (Spaeth, 1924.)
- Notosacantha luteocincta (Spaeth, 1913.)
- Notosacantha maculipennis (Boheman, 1856.)
- Notosacantha maduraensis Swietojanska, 2006.
- Notosacantha maeander (Spaeth, 1925.)
- Notosacantha makondica (Spaeth, 1925.)
- Notosacantha malaisei (Spaeth, 1938.)
- Notosacantha malaysiana Swietojanska, 2004.
- Notosacantha marginata (Boheman, 1850.)
- Notosacantha marshalli (Spaeth, 1913.)
- Notosacantha mashonensis (Spaeth, 1913.)
- Notosacantha matsuzawai Swietojanska, 2001.
- Notosacantha mentawaiensis Swietojanska and Stach, 2011.
- Notosacantha methneri (Spaeth, 1925.)
- Notosacantha minutissima Swietojanska, 2000.
- Notosacantha mocquerisi (Spaeth, 1913.)
- Notosacantha moderata Chen and Zia, 1964.
- Notosacantha modesta (Wagener, 1881.)
- Notosacantha molucana (Boheman, 1850.)
- Notosacantha monilicornis (Spaeth, 1913.)
- Notosacantha monstrosa (Spaeth, 1913.)
- Notosacantha moultoni (Spaeth, 1912.)
- Notosacantha multicostata Swietojanska, 2000.
- Notosacantha multimaculata Swietojanska, 2000.
- Notosacantha myanmarensis Swietojanska, 2004.
- Notosacantha mystica (Spaeth, 1913.)
- Notosacantha nathani Borowiec and Takizawa, 1991.
- Notosacantha negrosia (Spaeth, 1925.)
- Notosacantha nervosa (Spaeth, 1913.)
- Notosacantha nickerli (Spaeth, 1905.)
- Notosacantha nigra (Duvivier, 1891.)
- Notosacantha nigriclavis (Spaeth, 1913.)
- Notosacantha nigritula (Spaeth, 1913.)
- Notosacantha nigrocostata (Spaeth, 1913.)
- Notosacantha nigrodorsata Chen and Zia, 1961.
- Notosacantha nigropicea (Spaeth, 1915.)
- Notosacantha nishiyamai Y. Komiya, 2002.
- Notosacantha oblongopunctata (Gressitt, 1938.)
- Notosacantha obscura (Wagener, 1881.)
- Notosacantha occidentalis (Spaeth, 1913.)
- Notosacantha ochracea (Boheman, 1850.)
- Notosacantha ochroleuca (Boheman, 1850.)
- Notosacantha octomaculata Swietojanska, 2000.
- Notosacantha odiosa (Boheman, 1856.)
- Notosacantha olivacea Hincks, 1962.
- Notosacantha pakistanica Borowiec, Sultan and Rafi in Borowiec, Sultan, Rafi and Naz, 2008.
- Notosacantha pallens (Boheman, 1850.)
- Notosacantha pallescens (Guérin-Méneville, 1844.)
- Notosacantha paradoxa (Boheman, 1850.)
- Notosacantha parallela (Boheman, 1850.)
- Notosacantha parvula (Spaeth, 1925.)
- Notosacantha pauli (Weise, 1899.)
- Notosacantha pauliani Hincks, 1962.
- Notosacantha pavida (Spaeth, 1913.)
- Notosacantha permira (Fairmaire, 1895.)
- Notosacantha perrieri (Spaeth, 1913.)
- Notosacantha persimplex (Wiese, 1915.)
- Notosacantha picipennis (Spaeth, 1913.)
- Notosacantha plicata (Klug, 1833.)
- Notosacantha pochoni (Spaeth, 1940.)
- Notosacantha prominens (Spaeth, 1913.)
- Notosacantha pulchella (Guérin-Méneville, 1844.)
- Notosacantha pulchra (Spaeth, 1913.)
- Notosacantha quadra (Spaeth, 1915.)
- Notosacantha quadricolorata Hincks, 1962.
- Notosacantha quadricornis (Boheman, 1850.)
- Notosacantha quadrimaculata Swietojanska, 2000.
- Notosacantha quadrisignata (Weise, 1915.)
- Notosacantha quadrituberculata (Guérin-Méneville, 1844.)
- Notosacantha quinquecarinata (Maulik, 1919.)
- Notosacantha reinecki (Spaeth, 1913.)
- Notosacantha riedeli Swietojanska, 2002.
- Notosacantha roseola (Spaeth, 1915.)
- Notosacantha rubripennis Swietojanska, 2000.
- Notosacantha rubromarginata (Boheman, 1856.)
- Notosacantha rufa (Wagener, 1881.)
- Notosacantha rufescens Hincks, 1962.
- Notosacantha ruficornis (Spaeth, 1913.)
- Notosacantha rufopicea (Spaeth, 1926.)
- Notosacantha sabahensis Borowiec and Swietojanska, 1999.
- Notosacantha sandakanensis Swietojanska, 2001.
- Notosacantha sarawaiensis Swietojanska, 2001.
- Notosacantha sauteri (Spaeth, 1914.)
- Notosacantha schoutedeni (Spaeth, 1913.)
- Notosacantha schultzei (Spaeth, 1933.)
- Notosacantha semiviridis (Guérin-Méneville, 1844.)
- Notosacantha serricosta (Boheman, 1850.)
- Notosacantha severini (Spaeth, 1913.)
- Notosacantha sexnotata (Weise, 1915.)
- Notosacantha shibatai Kimoto, 1981.
- Notosacantha shishona Chen and Zia, 1964.
- Notosacantha siamensis (Spaeth, 1933.)
- Notosacantha sibuyana (Spaeth, 1925.)
- Notosacantha sikorae (Spaeth, 1913.)
- Notosacantha singaporica (Spaeth, 1913.)
- Notosacantha sinica Gressitt, 1952.
- Notosacantha socia (Spaeth, 1932.)
- Notosacantha spaethi (Weise, 1910.)
- Notosacantha spiculata (Spaeth, 1918.)
- Notosacantha striolata Hincks, 1962.
- Notosacantha subparallela Hincks, 1962.
- Notosacantha sulawesica Borowiec, 1999.
- Notosacantha sumatrana (Spaeth, 1940.)
- Notosacantha sumbawaensis Swietojanska and Borowiec, 1999.
- Notosacantha surigaoensis (Spaeth, 1925.)
- Notosacantha taeniata (Fabricius, 1801.)
- Notosacantha templetoni (Baly, 1859.)
- Notosacantha tenella (Spaeth, 1913.)
- Notosacantha tenuicula (Spaeth, 1913.)
- Notosacantha tenuispina (Spaeth, 1913.)
- Notosacantha tessmanni (Spaeth, 1925.)
- Notosacantha testaceotincta (Spaeth, 1934.)
- Notosacantha thiemei (Weise, 1910.)
- Notosacantha tincta (Spaeth, 1913.)
- Notosacantha torrida (Spaeth, 1934.)
- Notosacantha tristis (Spaeth, 1913.)
- Notosacantha undulata (Wagener, 1881.)
- Notosacantha vacca (Spaeth, 1913.)
- Notosacantha vandepolli (Spaeth, 1913.)
- Notosacantha varicosa Hincks, 1962.
- Notosacantha venus (Spaeth, 1926.)
- Notosacantha vicaria (Spaeth, 1913.)
- Notosacantha vilis (Spaeth, 1913.)
- Notosacantha virididorsata (Spaeth, 1913.)
- Notosacantha viridinotata (Boheman, 1856.)
- Notosacantha viridipennis Swietojanska, 2003.
- Notosacantha viridipicta (Boheman, 1862.)
- Notosacantha viriditincta (Boheman, 1856.)
- Notosacantha vittata (Wagener, 1881.)
- Notosacantha vogeli (Weise, 1903.)
- Notosacantha warchalowskii Swietojanska and Sekerka, 2007.
- Notosacantha weyersi (Spaeth, 1900.)
- Nuzonia amazonica Borowiec, 2000.
- Nuzonia atromaculata Borowiec, 2000.
- Nuzonia brevicornis Borowiec, 1998.
- Nuzonia camerata Spaeth, 1937.
- Nuzonia cayennensis (Boheman, 1855.)
- Nuzonia gestatrix (Boheman, 1855.)
- Nuzonia ibaguensis Spaeth, 1912.
- Nuzonia isthmica (Champion, 1894.)
- Nuzonia laqueifera (Kirsch, 1876.)
- Nuzonia luculenta (Boheman, 1862.)
- Nuzonia marginepunctata Borowiec, 2000.
- Nuzonia nigropunctata Spaeth, 1937.
- Nuzonia uniformis (Boheman, 1855.)
- Nympharescus albidipennis Weise, 1910.
- Nympharescus emarginatus Weise, 1911.
- Nympharescus gibber Uhmann, 1968.
- Nympharescus ocellatus Weise, 1911.
- Nympharescus proteus Weise, 1912.
- Nympharescus separatus (Baly, 1858.)
- Nympharescus turbatus Weise, 1912.
- Ocnosispa aemula (Weise, 1910.)
- Ocnosispa armata (Baly, 1858.)
- Ocnosispa arrowi (Uhmann, 1938.)
- Ocnosispa atripennis (Pic, 1929.)
- Ocnosispa batesii (Baly, 1858.)
- Ocnosispa bilineaticollis (Pic, 1937.)
- Ocnosispa cardinalis (Guérin-Méneville in Cuvier, 1844.)
- Ocnosispa coccinea (Guérin-Méneville in Cuvier, 1844.)
- Ocnosispa condyla Staines, 2002.
- Ocnosispa conicicollis (Baly, 1858.)
- Ocnosispa denieri (Uhmann, 1940.)
- Ocnosispa depressa Staines, 2002.
- Ocnosispa flohri (Weise, 1910.)
- Ocnosispa humerosa Staines, 2002.
- Ocnosispa lateralis (Baly, 1858.)
- Ocnosispa magnifica (Uhmann, 1932.)
- Ocnosispa nubila (Weise, 1910.)
- Ocnosispa pectoralis (Uhmann, 1950.)
- Ocnosispa sachlebeni Uhmann, 1957.
- Ocnosispa sallei (Baly, 1858.)
- Ocnosispa simoni (Pic, 1934.)
- Ocnosispa trifasciata (Weise, 1910.)
- Octhispa analis Weise, 1913.
- Octhispa angustatipennis (Pic, 1932.)
- Octhispa angustula Weise, 1910.
- Octhispa annulipes (Champion, 1894.)
- Octhispa atriceps Pic, 1929.
- Octhispa atroterminata Uhmann, 1943.
- Octhispa balyi Donckier, 1899.
- Octhispa belti (Baly, 1886.)
- Octhispa bimaculata Uhmann, 1930.
- Octhispa binotata (Chapuis, 1877.)
- Octhispa bispinosa (Waterhouse, 1881.)
- Octhispa bivitticollis (Chapuis, 1877.)
- Octhispa bogotensis Pic, 1928.
- Octhispa bondari Uhmann, 1932.
- Octhispa brevedentata Pic, 1933.
- Octhispa buqueti (Baly, 1886.)
- Octhispa callangana Pic, 1927.
- Octhispa caprea Weise, 1910.
- Octhispa carinata (Chapuis, 1877.)
- Octhispa carinifrons (Chapuis, 1877.)
- Octhispa castanea (Chapuis, 1877.)
- Octhispa centromaculata (Chapuis, 1877.)
- Octhispa clavareaui Weise, 1910.
- Octhispa clypeata (Baly, 1886.)
- Octhispa consobrina Weise, 1910.
- Octhispa coxalgica (Baly, 1886.)
- Octhispa cribrosa Weise, 1911.
- Octhispa cruentata (Baly, 1864.)
- Octhispa decepta (Baly, 1886.)
- Octhispa dentata Uhmann, 1931.
- Octhispa designata Weise, 1910.
- Octhispa diluta Uhmann, 1940.
- Octhispa discobilineata Pic, 1927.
- Octhispa diversicornis Pic, 1939.
- Octhispa elegantula (Baly, 1886.)
- Octhispa elevata (Baly, 1886.)
- Octhispa elongata (Chapuis, 1877.)
- Octhispa exilis Weise, 1921.
- Octhispa femoralis Weise, 1910.
- Octhispa filiformis (Chapuis, 1877.)
- Octhispa flexuosa Weise, 1911.
- Octhispa fossulata (Chapuis, 1877.)
- Octhispa fugax Weise, 1911.
- Octhispa fulvopicta (Baly, 1886.)
- Octhispa gemmata (Germar, 1824.)
- Octhispa gentilis Weise, 1911.
- Octhispa gibba (Olivier, 1792.)
- Octhispa goyasensis Pic, 1927.
- Octhispa gracilis (Weise, 1905.)
- Octhispa haematopyga (Baly, 1886.)
- Octhispa humerosa (Chapuis, 1877.)
- Octhispa ingae Uhmann, 1930.
- Octhispa inlineata Pic, 1929.
- Octhispa kraatzi (Weise, 1905.)
- Octhispa lateralis Pic, 1929.
- Octhispa lineola Uhmann, 1938.
- Octhispa loricata (Weise, 1885.)
- Octhispa lucida (Chapuis, 1877.)
- Octhispa maculaticeps Pic, 1927.
- Octhispa maculicollis Uhmann, 1932.
- Octhispa madoni Pic, 1934.
- Octhispa miniata (Baly, 1864.)
- Octhispa modesta Weise, 1911.
- Octhispa nevermanni Uhmann, 1930.
- Octhispa nigriceps Weise, 1921.
- Octhispa obscura Weise, 1911.
- Octhispa pallipes (Chapuis, 1877.)
- Octhispa parallela Pic, 1929.
- Octhispa parvula Weise, 1911.
- Octhispa perroudi Pic, 1934.
- Octhispa peruana Weise, 1905.
- Octhispa picta (Chapuis, 1877.)
- Octhispa postexpansa Pic, 1927.
- Octhispa postica (Weise, 1905.)
- Octhispa prescutellaris Pic, 1927.
- Octhispa proba Weise, 1905.
- Octhispa puella (Baly, 1864.)
- Octhispa pustulata (Chapuis, 1877.)
- Octhispa quadrinotata Weise, 1905.
- Octhispa robinsonii (Baly, 1864.)
- Octhispa robusta Pic, 1921.
- Octhispa rugata (Waterhouse, 1881.)
- Octhispa rustica Weise, 1913.
- Octhispa severini Weise, 1911.
- Octhispa sexdecimguttata (Baly, 1865.)
- Octhispa socia Weise, 1910.
- Octhispa soratae Uhmann, 1957.
- Octhispa spitzi Uhmann, 1938.
- Octhispa stalei (Baly, 1864.)
- Octhispa steinhauseni Uhmann, 1961.
- Octhispa strandi Uhmann, 1939.
- Octhispa striolata Pic, 1927.
- Octhispa subfasciata Pic, 1927.
- Octhispa subparallela Pic, 1929.
- Octhispa testaceipes Pic, 1929.
- Octhispa tricolor (Suffrian, 1868.)
- Octhispa tucumana Weise, 1922.
- Octhispa unimaculata Pic, 1929.
- Octhispa villiersii Uhmann, 1961.
- Octhispa virgatula Uhmann, 1961.
- Octhispa viridinotata Pic, 1929.
- Octhispa viridivittata Pic, 1929.
- Octocladiscus fasciatus (Guérin-Méneville in Cuvier, 1844.)
- Octodonta affinis (Uhmann, 1935.)
- Octodonta angulosa (Uhmann, 1931.)
- Octodonta banguiensis (Uhmann, 1933.)
- Octodonta depressa Chapuis, 1875.
- Octodonta korthalsiae Gressitt, 1960.
- Octodonta maffinensis Gressitt, 1957.
- Octodonta nipae (Maulik, 1921.)
- Octodonta subparallela Spaeth, 1936.
- Octodonta surigaoana (Uhmann, 1933.)
- Octotoma brasiliensis Weise, 1921.
- Octotoma championi Baly, 1886.
- Octotoma crassicornis Weise, 1910.
- Octotoma gundlachii Suffrian, 1868.
- Octotoma intermedia Staines, 1989.
- Octotoma marginicollis Horn, 1883.
- Octotoma nigra Uhmann, 1940.
- Octotoma plicatula (Fabricius, 1801.)
- Octotoma puncticollis Staines, 1994.
- Octotoma scabripennis Guérin-Méneville, 1844.
- Octotoma variegata Uhmann, 1954.
- Octuroplata bella Uhmann, 1940.
- Octuroplata bohemani Uhmann, 1940.
- Octuroplata bonvouloiri (Chapuis, 1877.)
- Octuroplata octopustulata (Baly, 1864.)
- Octuroplata octosignata (Weise, 1911.)
- Octuroplata sinuosa (Chapuis, 1877.)
- Octuroplata terminalis (Baly, 1865.)
- Octuroplata uhmanni (Pic, 1933.)
- Octuroplata walkeri (Baly, 1865.)
- Odontispa bimaculata Uhmann, 1957.
- Odontispa latipennis (Pic, 1928.)
- Odontota arizonica (Uhmann, 1938.)
- Odontota dorsalis (Thunberg, 1805.)
- Odontota floridana Butte, 1968.
- Odontota horni J. Smith, 1885.
- Odontota mundula (Sanderson, 1951.)
- Odontota notata (Olivier, 1808.)
- Odontota scapularis (Olivier, 1808.)
- Oediopalpa atripes (Pic, 1926.)
- Oediopalpa basalis (Baly, 1858.)
- Oediopalpa brunnea (Uhmann, 1943.)
- Oediopalpa caerulea (Baly, 1858.)
- Oediopalpa caerulescens (Baly, 1875.)
- Oediopalpa collaris (Guérin-Méneville in Cuvier, 1844.)
- Oediopalpa cyanipennis (Fabricius, 1801.)
- Oediopalpa dentipes (Weise, 1910.)
- Oediopalpa donckieri Pic, 1923.
- Oediopalpa elongata (Baly, 1875.)
- Oediopalpa foveipennis Pic, 1923.
- Oediopalpa fulva (Weise, 1910.)
- Oediopalpa fulviceps (Weise, 1905.)
- Oediopalpa fulvipes Baly, 1858.
- Oediopalpa gibbula (Uhmann, 1948.)
- Oediopalpa graminum (Uhmann, 1948.)
- Oediopalpa guerinii Baly, 1858.
- Oediopalpa indiscreta (Uhmann, 1937.)
- Oediopalpa insecta (Uhmann, 1948.)
- Oediopalpa intermedia (Weise, 1910.)
- Oediopalpa jucunda (Weise, 1910.)
- Oediopalpa laevicollis (Uhmann, 1932.)
- Oediopalpa laticollis Baly, 1858.
- Oediopalpa marginata (Weise, 1910.)
- Oediopalpa negligens (Weise, 1905.)
- Oediopalpa nigripes Baly, 1858.
- Oediopalpa pertyi (Guérin-Méneville in Cuvier, 1844.)
- Oediopalpa plaumanni (Uhmann, 1940.)
- Oediopalpa sternalis (Weise, 1910.)
- Oediopalpa subconstricta Pic, 1923.
- Oediopalpa testaceipes (Pic, 1926.)
- Oediopalpa teutonica (Uhmann, 1948.)
- Oediopalpa thoracica (Uhmann, 1930.)
- Oediopalpa titschacki (Uhmann in Titschack, 1942.)
- Oediopalpa variolata Uhmann, 1960.
- Oediopalpa varipes (Weise, 1910.)
- Oediopalpa viridipennis (Pic, 1937.)
- Ogdoecosta biannularis (Boheman, 1854.)
- Ogdoecosta catenulata (Boheman, 1854.)
- Ogdoecosta decemstillata (Boheman, 1856.)
- Ogdoecosta epilachnoides (Champion, 1893.)
- Ogdoecosta fasciata (Boheman, 1856.)
- Ogdoecosta flavomaculata (Champion, 1893.)
- Ogdoecosta guttifera (Boheman, 1854.)
- Ogdoecosta juvenca (Boheman, 1854.)
- Ogdoecosta mexicana (Champion, 1893.)
- Ogdoecosta obliterata (Champion, 1893.)
- Ogdoecosta soricina (Boheman, 1862.)
- Omaspides abbreviata Baly, 1872.
- Omaspides amazonica Spaeth, 1937.
- Omaspides augusta Boheman, 1856.
- Omaspides basilica Boheman, 1856.
- Omaspides bioculata Boheman, 1862.
- Omaspides bistriata Boheman, 1862.
- Omaspides bivittata Baly, 1872.
- Omaspides boliviana Borowiec, 2003.
- Omaspides brunneosignata (Boheman, 1854.)
- Omaspides clathrata (Linnaeus, 1758.)
- Omaspides collecta Spaeth, 1937.
- Omaspides confusa Borowiec, 2010.
- Omaspides conjugens Spaeth, 1937.
- Omaspides convexicollis Spaeth, 1909.
- Omaspides curiosa Borowiec and Takizawa, 2011.
- Omaspides ellipsigera Spaeth, 1937.
- Omaspides erichsoni Spaeth, 1937.
- Omaspides flavofasciata Spaeth, 1909.
- Omaspides haematidea (Boheman, 1854.)
- Omaspides helleri Spaeth, 1915.
- Omaspides iheringi (Spaeth, 1909.)
- Omaspides limbipennis Spaeth, 1922.
- Omaspides lunulata Boheman, 1854.
- Omaspides nigrolineata (Boheman, 1854.)
- Omaspides nitidicollis Spaeth, 1937.
- Omaspides pallidipennis (Boheman, 1854.)
- Omaspides picaflorensis Borowiec, 2010.
- Omaspides pulchella Baly, 1859.
- Omaspides quadrifenestrata Spaeth, 1907.
- Omaspides scutaria Spaeth, 1937.
- Omaspides semilineata (Boheman, 1854.)
- Omaspides sobrina (Boheman, 1854.)
- Omaspides specularis Erichson, 1847.
- Omaspides squalida (Boheman, 1854.)
- Omaspides tenuicula Boheman, 1862.
- Omaspides trichroa (Boheman, 1854.)
- Omaspides tricolorata (Boheman, 1854.)
- Omaspides trifasciata (Fabricius, 1787.)
- Omaspides unicolor Borowiec, 1998.
- Omaspides vexabilis (Boheman, 1862.)
- Omocerus aeruginosus (Boheman, 1850.)
- Omocerus anchoralis (Boheman, 1850.)
- Omocerus angulicollis Borowiec, 2000.
- Omocerus arietinus (Boheman, 1862.)
- Omocerus aureicornis Blanchard, 1837.
- Omocerus azureicornis Chevrolat, 1835.
- Omocerus bicornis (Linnaeus, 1763.)
- Omocerus burakowskii Dabrowska and Borowiec, 1995.
- Omocerus caeruleopunctatus (Boheman, 1862.)
- Omocerus casta (Boheman, 1862.)
- Omocerus caucanus (Spaeth, 1913.)
- Omocerus championi (Spaeth, 1913.)
- Omocerus clavareaui (Spaeth, 1913.)
- Omocerus coracinus (Boheman, 1850.)
- Omocerus cornutus (Boheman, 1850.)
- Omocerus creberrimus (Boheman, 1850.)
- Omocerus doeberli Dabrowska and Borowiec, 1995.
- Omocerus gibberus (Boheman, 1850.)
- Omocerus humerosus (Spaeth, 1913.)
- Omocerus ignava (Boheman, 1850.)
- Omocerus insculpus (Kirsch, 1876.)
- Omocerus janthinus (Boheman, 1862.)
- Omocerus kaboureki Sekerka, 2009.
- Omocerus klugi (Spaeth, 1913.)
- Omocerus malachiticus (Germar, 1824.)
- Omocerus masoni (Spaeth, 1926.)
- Omocerus parens Soares, 1962.
- Omocerus purpureus (Spaeth, 1912.)
- Omocerus reichei (Boheman, 1850.)
- Omocerus relucens (Spaeth, 1931.)
- Omocerus reticulatus (Kirsch, 1876.)
- Omocerus rugosicollis Borowiec, 2000.
- Omocerus scabrosus (Boheman, 1850.)
- Omocerus similis Borowiec, 2000.
- Omocerus smaragdinus (Boheman, 1850.)
- Omocerus taurus (Fabricius, 1787.)
- Omocerus tenebrosus Borowiec and Takizawa, 2011.
- Omocerus truncatus (Boheman, 1850.)
- Omocerus viridicoeruleus (Boheman, 1850.)
- Omophoita cyanipennis (Fabricius, 1798.)
- Omoteina humeralis (Olivier, 1808.)
- Oncocephala acutangula Gestro, 1917.
- Oncocephala angulata Gestro, 1885.
- Oncocephala angusticollis Gestro, 1906.
- Oncocephala atratangula Gressitt, 1938.
- Oncocephala atripennis Pic, 1935.
- Oncocephala basilewskyi Uhmann, 1954.
- Oncocephala bicristata Chapuis, 1876.
- Oncocephala bouvieri Gestro, 1899.
- Oncocephala cuneata Gestro, 1906.
- Oncocephala depressa Maulik, 1919.
- Oncocephala dorsalis Weise, 1897.
- Oncocephala feae Gestro, 1899.
- Oncocephala gestroi Weise, 1899.
- Oncocephala grandis Chen and Yu in Chen, Tan, Yu and Sun, 1962.
- Oncocephala hemicyclica Chen and Yu in Chen, Tan, Yu and Sun, 1962.
- Oncocephala inchoans Uhmann, 1954.
- Oncocephala incisa Pic, 1941.
- Oncocephala insignis Gestro, 1899.
- Oncocephala kolbei Gestro, 1899.
- Oncocephala madoni Pic, 1941.
- Oncocephala methneri Uhmann, 1928.
- Oncocephala modiglianii Gestro, 1899.
- Oncocephala montivaga Gestro, 1914.
- Oncocephala nervosa Weise, 1902.
- Oncocephala perrieri Fairmaire, 1899.
- Oncocephala philippinica Uhmann, 1937.
- Oncocephala polilloana Uhmann, 1931.
- Oncocephala promontorii Péringuey, 1898.
- Oncocephala proxima Gestro, 1899.
- Oncocephala quadrilobata Guérin-Méneville in Cuvier, 1844.
- Oncocephala ruficornis Pic, 1941.
- Oncocephala scabrosa Gestro, 1906.
- Oncocephala senegalensis Guérin-Méneville in Cuvier, 1844.
- Oncocephala severinii Gestro, 1899.
- Oncocephala siamensis Gestro, 1899.
- Oncocephala sulawesia Gressitt, 1957.
- Oncocephala tenax Weise, 1897.
- Oncocephala tuberculata (Olivier, 1792.)
- Oocassida ceylonica Weise, 1901.
- Oocassida cruenta (Fabricius, 1792.)
- Oocassida obscura (Fabricius, 1792.)
- Oocassida pudibunda (Boheman, 1856.)
- Oocassida schultzei Spaeth, 1917.
- Oocassida tunisiensis (Boheman, 1854.)
- Oomorphus floridanus Horn, 1893.
- Opacinota bisignata (Boheman, 1855.)
- Ophraea rugosa Jacoby, 1886.
- Ophraella americana (Fabricius, 1801.)
- Ophraella arctica LeSage, 1986.
- Ophraella artemisiae Futuyma, 1990.
- Ophraella bilineata (Kirby, 1837.)
- Ophraella californiana LeSage, 1986.
- Ophraella communa LeSage, 1986.
- Ophraella conferta (J. L. LeConte, 1865.)
- Ophraella cribrata (J. L. LeConte, 1865.)
- Ophraella notata (Fabricius, 1801.)
- Ophraella notulata (Fabricius, 1801.)
- Ophraella nuda LeSage, 1986.
- Ophraella pilosa LeSage, 1986.
- Ophraella sexvittata (J. L. LeConte, 1865.)
- Ophraella slobodkini Futuyma, 1991.
- Orexita bifenestra (Boheman, 1855.)
- Orexita blanchardi (Boheman, 1855.)
- Orexita blattoides Spaeth, 1911.
- Orexita boliviana Spaeth, 1919.
- Orexita complanata (Boheman, 1855.)
- Orexita cruentata (Olivier, 1808.)
- Orexita dolorosa Spaeth, 1935.
- Orexita justini (Boheman, 1855.)
- Orexita lucasi (Boheman, 1855.)
- Orexita maura (Boheman, 1855.)
- Orexita minima Borowiec and Swietojanska, 1997.
- Orexita picta (Boheman, 1855.)
- Orexita plagipennis Spaeth, 1911.
- Orexita sapida Spaeth, 1935.
- Orexita speculata (Boheman, 1862.)
- Orexita subgibbosa Spaeth, 1911.
- Orexita subopaca Spaeth, 1919.
- Orexita suggesta Spaeth, 1928.
- Orexita tripartita (Champion, 1894.)
- Orexita varians (Guérin-Méneville, 1844.)
- Orexita wagneri (Boheman, 1862.)
- Orexita woytkowskii Borowiec, 1992.
- Orobiocassis consimilis (Boheman, 1854.)
- Orobiocassis gabonicola (Spaeth, 1933.)
- Orobiocassis testudinea (Boheman, 1854.)
- Orthaltica copalina (Fabricius, 1801.)
- Orthaltica melina Horn, 1889.
- Orthaltica parkeri (B. White, 1942.)
- Orthaltica recticollis (J. L. LeConte, 1861.)
- Oulema arizonae (Schaeffer, 1919.)
- Oulema brunnicollis (Lacordaire, 1845.)
- Oulema collaris (Say, 1824.)
- Oulema concolor (J. L. LeConte, 1884.)
- Oulema cornuta (Fabricius, 1801.)
- Oulema elongata R. White, 1993.
- Oulema laticollis R. White, 1993.
- Oulema longipennis (Linell, 1897.)
- Oulema maculicollis (Lacordaire, 1845.)
- Oulema margineimpressa (Schaeffer, 1933.)
- Oulema melanopus (Linnaeus, 1758.)
- Oulema minuta R. White, 1993.
- Oulema palustris (Blatchley, 1913.)
- Oulema sayi (Crotch, 1873.)
- Oulema simulans (Schaeffer, 1933.)
- Oulema texana (Crotch, 1873.)
- Oulema variabilis R. White, 1993.
- Ovotispa atricolor (Pic, 1928.)
- Oxycephala cornigera Guérin-Méneville, 1838.
- Oxychalepus alienus (Baly, 1885.)
- Oxychalepus anchora (Chapuis, 1877.)
- Oxychalepus angulatus Staines, 2010.
- Oxychalepus balyanus (Weise, 1911.)
- Oxychalepus bisignatus (Chapuis, 1877.)
- Oxychalepus centralis Uhmann, 1940.
- Oxychalepus elongatus (Chapuis, 1877.)
- Oxychalepus externus (Chapuis, 1877.)
- Oxychalepus insignitus (Chapuis, 1877.)
- Oxychalepus normalis (Chapuis, 1877.)
- Oxychalepus opacicollis Ramos, 1998.
- Oxychalepus paranormalis Ramos, 1998.
- Oxychalepus posticatus (Baly, 1885.)
- Oxychalepus proximus (Guérin-Méneville in Cuvier, 1844.)
- Oxychalepus trispinosus (Pic, 1931.)
- Oxylepus bituberculatus Borowiec, 2002.
- Oxylepus boroveci Borowiec, 2001.
- Oxylepus capensis Spaeth, 1933.
- Oxylepus cicatricosa Spaeth, 1936.
- Oxylepus convexicollis Borowiec, 2002.
- Oxylepus cuneipennis Spaeth, 1936.
- Oxylepus deflexicollis (Boheman, 1862.)
- Oxylepus grobbelaarae Borowiec, 2002.
- Oxylepus impressipennis Borowiec, 2002.
- Oxylepus intermedius Borowiec, 2002.
- Oxylepus kossmati Spaeth, 1901.
- Oxylepus planicollis Borowiec, 2002.
- Oxylepus sextuberculatus Borowiec, 2002.
- Oxyroplata aequicostata Uhmann, 1948.
- Oxyroplata bellicosa (Baly, 1886.)
- Oxyroplata clienta (Weise, 1905.)
- Oxyroplata soror (Weise, 1905.)
- Pachybrachis abdominalis (Say, 1824.)
- Pachybrachis alacris Fall, 1915.
- Pachybrachis alticola Fall, 1915.
- Pachybrachis analis J. L. LeConte, 1861.
- Pachybrachis arizonensis Bowditch, 1909.
- Pachybrachis atomarius (F. E. Melsheimer, 1847.)
- Pachybrachis badius Fall, 1915.
- Pachybrachis bajulus Suffrian, 1852.
- Pachybrachis bivittatus (Say, 1824.)
- Pachybrachis brevicollis J. L. LeConte, 1880.
- Pachybrachis brevicornis Fall, 1915.
- Pachybrachis brunneus Bowditch, 1909.
- Pachybrachis bullatus Fall, 1915.
- Pachybrachis caelatus J. L. LeConte, 1858.
- Pachybrachis calcaratus Fall, 1915.
- Pachybrachis calidus Fall, 1915.
- Pachybrachis californicus Fall, 1915.
- Pachybrachis carolinensis Bowditch, 1910.
- Pachybrachis cephalicus Fall, 1915.
- Pachybrachis chaoticus Fall, 1915.
- Pachybrachis circumcinctus Crotch, 1874.
- Pachybrachis coloradensis Bowditch, 1909.
- Pachybrachis confederatus Fall, 1915.
- Pachybrachis conformis Suffrian, 1852.
- Pachybrachis confusus Bowditch, 1909.
- Pachybrachis connexus Fall, 1915.
- Pachybrachis consimilis Fall, 1915.
- Pachybrachis conspirator Fall, 1915.
- Pachybrachis contractifrons Fall, 1915.
- Pachybrachis convictus Fall, 1915.
- Pachybrachis crassus Bowditch, 1909.
- Pachybrachis croftus Bowditch, 1909.
- Pachybrachis cruentus J. L. LeConte, 1880.
- Pachybrachis cylindricus Bowditch, 1909.
- Pachybrachis delumbis Fall, 1915.
- Pachybrachis densus Bowditch, 1909.
- Pachybrachis desertus Fall, 1915.
- Pachybrachis dilatatus Suffrian, 1852.
- Pachybrachis discoideus Bowditch, 1909.
- Pachybrachis diversus Fall, 1915.
- Pachybrachis donneri Crotch, 1874.
- Pachybrachis dubiosus J. L. LeConte, 1880.
- Pachybrachis duryi Fall, 1915.
- Pachybrachis femoratus (Olivier, 1808.)
- Pachybrachis fortis Fall, 1915.
- Pachybrachis fractus Fall, 1915.
- Pachybrachis fuscipes Fall, 1915.
- Pachybrachis gracilipes Fall, 1915.
- Pachybrachis haematodes Suffrian, 1852.
- Pachybrachis hector Fall, 1915.
- Pachybrachis hepaticus (F. E. Melsheimer, 1847.)
- Pachybrachis hybridus Suffrian, 1852.
- Pachybrachis illectus Fall, 1915.
- Pachybrachis immaculatus Jacoby, 1889.
- Pachybrachis impurus Suffrian, 1852.
- Pachybrachis insidiosus Fall, 1915.
- Pachybrachis integratus Fall, 1915.
- Pachybrachis jacobyi Bowditch, 1909.
- Pachybrachis lachrymosus Fall, 1915.
- Pachybrachis laevis Bowditch, 1909.
- Pachybrachis latithorax Clavareau, 1913.
- Pachybrachis liebecki Fall, 1915.
- Pachybrachis litigiosus Suffrian, 1852.
- Pachybrachis livens J. L. LeConte, 1858.
- Pachybrachis lodingi Bowditch, 1909.
- Pachybrachis longus Bowditch, 1909.
- Pachybrachis luctuosus Suffrian, 1858.
- Pachybrachis luridus (Fabricius, 1798.)
- Pachybrachis lustrans J. L. LeConte, 1880.
- Pachybrachis m-nigrum (F. E. Melsheimer, 1847.)
- Pachybrachis macronychus Fall, 1915.
- Pachybrachis marginatus Bowditch, 1909.
- Pachybrachis marginipennis Bowditch, 1909.
- Pachybrachis marmoratus Jacoby, 1889.
- Pachybrachis melanostictus Suffrian, 1852.
- Pachybrachis mellitus Bowditch, 1909.
- Pachybrachis mercurialis Fall, 1915.
- Pachybrachis microps Fall, 1915.
- Pachybrachis minor Bowditch, 1909.
- Pachybrachis mitis Fall, 1915.
- Pachybrachis mobilis Fall, 1915.
- Pachybrachis morosus Haldeman, 1849.
- Pachybrachis nero Bowditch, 1909.
- Pachybrachis nigricornis (Say, 1824.)
- Pachybrachis nobilis Fall, 1915.
- Pachybrachis nogalicus Fall, 1915.
- Pachybrachis notatus Bowditch, 1910.
- Pachybrachis nubigenus Fall, 1915.
- Pachybrachis nubilis Bowditch, 1909.
- Pachybrachis nunenmacheri Fall, 1915.
- Pachybrachis obfuscatus Fall, 1915.
- Pachybrachis obsoletus Suffrian, 1852.
- Pachybrachis osceola Fall, 1915.
- Pachybrachis othonus (Say, 1825.)
- Pachybrachis parvinotatus Fall, 1915.
- Pachybrachis pawnee Fall, 1915.
- Pachybrachis peccans Suffrian, 1852.
- Pachybrachis pectoralis (F. E. Melsheimer, 1847.)
- Pachybrachis petronius Fall, 1915.
- Pachybrachis picturatus (Germar, 1824.)
- Pachybrachis pinguescens Fall, 1915.
- Pachybrachis pinicola Medvedev in Rouse and Medvedev, 1972.
- Pachybrachis placidus Fall, 1915.
- Pachybrachis pluripunctatus Fall, 1915.
- Pachybrachis postfasciatus Fall, 1915.
- Pachybrachis praeclarus Weise, 1913.
- Pachybrachis precarius Fall, 1915.
- Pachybrachis prosopis Fall, 1915.
- Pachybrachis proximus Bowditch, 1909.
- Pachybrachis pulvinatus Suffrian, 1852.
- Pachybrachis punctatus Bowditch, 1909.
- Pachybrachis puncticollis Bowditch, 1909.
- Pachybrachis punicus Fall, 1915.
- Pachybrachis purus Fall, 1915.
- Pachybrachis pusillus Bowditch, 1909.
- Pachybrachis quadratus Fall, 1915.
- Pachybrachis quadrioculatus Fall, 1915.
- Pachybrachis relictus Fall, 1915.
- Pachybrachis sanrita Bowditch, 1909.
- Pachybrachis signatifrons Mannerheim, 1843.
- Pachybrachis signatus Bowditch, 1909.
- Pachybrachis snowi Bowditch, 1909.
- Pachybrachis sonorensis Jacoby, 1889.
- Pachybrachis spumarius Suffrian, 1852.
- Pachybrachis stygicus Fall, 1915.
- Pachybrachis subfasciatus (J. E. LeConte, 1824.)
- Pachybrachis sublimatus Fall, 1915.
- Pachybrachis subvittatus J. L. LeConte, 1880.
- Pachybrachis tacitus Fall, 1915.
- Pachybrachis texanus Bowditch, 1909.
- Pachybrachis thoracicus Jacoby, 1889.
- Pachybrachis tridens (F. E. Melsheimer, 1847.)
- Pachybrachis trinotatus (F. E. Melsheimer, 1847.)
- Pachybrachis truncatus Bowditch, 1909.
- Pachybrachis tumidus Bowditch, 1909.
- Pachybrachis turgidicollis Fall, 1915.
- Pachybrachis tybeensis Fall, 1915.
- Pachybrachis umbraculatus Suffrian, 1852.
- Pachybrachis uncinatus Fall, 1915.
- Pachybrachis uteanus Fall, 1915.
- Pachybrachis vacillatus Fall, 1915.
- Pachybrachis varians Bowditch, 1909.
- Pachybrachis varicolor Suffrian, 1852.
- Pachybrachis vau Fall, 1915.
- Pachybrachis vestigialis Fall, 1915.
- Pachybrachis viduatus (Fabricius, 1801.)
- Pachybrachis virgatus J. L. LeConte, 1880.
- Pachybrachis vulnerosus Fall, 1915.
- Pachybrachis wenzeli Fall, 1915.
- Pachybrachis wickhami Bowditch, 1909.
- Pachybrachis xantholucens Fall, 1915.
- Pachybrachis xanti Crotch, 1873.
- Pachyonychis paradoxus H. Clark, 1860.
- Pachyonychus paradoxus F. E. Melsheimer, 1847.
- Pagria signata (Motschulsky, 1858.)
- Palmispa korthalsivora Gressitt, 1960.
- Palmispa parallela Gressitt, 1960.
- Parachirida flavolineata (Latreille, 1811.)
- Parachirida pustulata (Boheman, 1855.)
- Parachirida semiannulata (Boheman, 1855.)
- Parachirida subirrorata (Boheman, 1855.)
- Paranapiacaba connexa (J. L. LeConte, 1865.)
- Paranapiacaba tricincta (Say, 1824.)
- Paranota ensifera (Boheman, 1854.)
- Paranota minima (Wagener, 1881.)
- Paranota parallela (Blanchard, 1837.)
- Paranota spinosa (Boheman, 1854.)
- Paraselenis albida Spaeth, 1913.
- Paraselenis amplicollis (Spaeth, 1907.)
- Paraselenis aulica (Boheman, 1854.)
- Paraselenis axillaris (Sahlberg, 1823.)
- Paraselenis brunnidorsis (Spaeth, 1902.)
- Paraselenis collata (Boheman, 1854.)
- Paraselenis contemta (Spaeth, 1907.)
- Paraselenis decipiens (Boheman, 1854.)
- Paraselenis dichroa (Germar, 1824.)
- Paraselenis filia (Spaeth, 1907.)
- Paraselenis flava (Linnaeus, 1758.)
- Paraselenis flavata (Boheman, 1854.)
- Paraselenis flavopunctata Borowiec, 2003.
- Paraselenis generosa (Boheman, 1854.)
- Paraselenis hyalina (Boheman, 1854.)
- Paraselenis jugata (Boheman, 1854.)
- Paraselenis marginipennis (Spaeth, 1907.)
- Paraselenis multisinuata (Spaeth, 1909.)
- Paraselenis nigropunctata Borowiec, 2003.
- Paraselenis normalis (Germar, 1824.)
- Paraselenis nupta (Boheman, 1854.)
- Paraselenis punctata (Spaeth, 1907.)
- Paraselenis puncticollis (Spaeth, 1907.)
- Paraselenis saltaensis Borowiec, 2002.
- Paraselenis scapulosa (Boheman, 1854.)
- Paraselenis solieri (Boheman, 1854.)
- Paraselenis suspecta (Spaeth, 1907.)
- Paraselenis tersa (Boheman, 1854.)
- Paraselenis transversalis (Boheman, 1854.)
- Paratriarius dorsatus (Say, 1824.)
- Paratrikona albomaculata Borowiec, 2009.
- Paratrikona lerouxii (Boheman, 1854.)
- Paratrikona ovata Blake, 1938.
- Paratrikona rubescens Blake, 1939.
- Paratrikona turrifera (Boheman, 1854.)
- Paratrikona turritella Blake, 1937.
- Paratrikona variegata Blake, 1939.
- Parchicola iris (Olivier, 1808.)
- Parchicola tibialis (Olivier, 1808.)
- Paria arizonensis Wilcox, 1957.
- Paria aterrima (Olivier, 1808.)
- Paria barnesi Wilcox, 1957.
- Paria blatchleyi Wilcox, 1957.
- Paria canella (Fabricius, 1801.)
- Paria fragariae Wilcox, 1954.
- Paria frosti Wilcox, 1957.
- Paria opacicollis J. L. LeConte, 1859.
- Paria pratensis Balsbaugh, 1970.
- Paria quadriguttata J. L. LeConte, 1858.
- Paria quadrinotata (Say, 1824.)
- Paria scutellaris (Notman, 1920.)
- Paria sellata (Horn, 1892.)
- Paria sexnotata (Say, 1824.)
- Paria thoracica (F. E. Melsheimer, 1847.)
- Paria virginiae Wilcox, 1957.
- Paria wilcoxi Balsbaugh, 1970.
- Parimatidium atra (Pic, 1926.)
- Parimatidium bahianum (Spaeth, 1938.)
- Parimatidium bicolorata (Uhmann, 1948.)
- Parimatidium bicoloricornis (Pic, 1926.)
- Parimatidium clermonti (Pic, 1934.)
- Parimatidium columbica (Weise, 1910.)
- Parimatidium costaricensis (Uhmann, 1930.)
- Parimatidium curvipes (Uhmann, 1951.)
- Parimatidium cyanipenne (Boheman, 1850.)
- Parimatidium exigua (Uhmann, 1930.)
- Parimatidium garleppi (Uhmann, 1937.)
- Parimatidium grayella (Baly, 1858.)
- Parimatidium jataiensis (Pic, 1923.)
- Parimatidium latifrons (Weise, 1910.)
- Parimatidium magna (Weise, 1910.)
- Parimatidium marginicolle (Boheman, 1850.)
- Parimatidium ovatula (Uhmann, 1948.)
- Parimatidium plaumanni (Uhmann, 1937.)
- Parimatidium pygidialis (Uhmann, 1940.)
- Parimatidium romani (Weise, 1921.)
- Parimatidium rubricatum (Guérin-Méneville, 1844.)
- Parimatidium rubrum (Boheman, 1850.)
- Parimatidium spaethi (Bondar, 1940.)
- Parimatidium tibialis (Baly, 1858.)
- Parimatidium uhmanni (Pic, 1934.)
- Parimatidium zikani (Spaeth, 1938.)
- Parorectis callosa (Boheman, 1854.)
- Parorectis rugosa (Boheman, 1854.)
- Parorectis sublaevis (Barber, 1946.)
- Parvispa marmorata (Uhmann, 1933.)
- Pentispa aequatoriana Weise, 1910.
- Pentispa amplipennis Uhmann, 1930.
- Pentispa atrocaerulea (Champion, 1894.)
- Pentispa beata (Baly, 1886.)
- Pentispa bilimeki Spaeth, 1937.
- Pentispa candezei (Chapuis, 1877.)
- Pentispa chevrolati (Chapuis, 1877.)
- Pentispa clarkella (Baly, 1886.)
- Pentispa collaris (Thunberg, 1805.)
- Pentispa cristata (Chapuis, 1877.)
- Pentispa cyanipennis Pic, 1933.
- Pentispa distincta (Baly, 1886.)
- Pentispa emarginata (Chapuis, 1877.)
- Pentispa explanata (Chapuis, 1877.)
- Pentispa fairmairei (Chapuis, 1877.)
- Pentispa geniculata Pic, 1932.
- Pentispa larssoni Uhmann, 1957.
- Pentispa melanura (Chapuis, 1877.)
- Pentispa morio (Fabricius, 1801.)
- Pentispa parumpunctata Weise, 1910.
- Pentispa perroudi Pic, 1933.
- Pentispa pratti Pic, 1932.
- Pentispa rockefelleri Pallister, 1953.
- Pentispa sallaei (Baly, 1886.)
- Pentispa sanguinipennis (Baly, 1886.)
- Pentispa sulcifrons (Champion, 1894.)
- Pentispa suturalis (Baly, 1885.)
- Pentispa vittatipennis (Baly, 1886.)
- Pentispa viturati Pic, 1932.
- Peronycha subinermis (Fairmaire, 1902.)
- Phaedon armoraciae (Linnaeus, 1758.)
- Phaedon cyanescens Stål, 1860.
- Phaedon desotonis Balsbaugh, 1983.
- Phaedon laevigatus (Duftschmid, 1825.)
- Phaedon oviformis (J. L. LeConte, 1861.)
- Phaedon prasinellus (J. L. LeConte, 1861.)
- Phaedon purpureus (Linell, 1898.)
- Phaedon viridis F. E. Melsheimer, 1847.
- Pharangispa alpiniae Samuelson in Gressitt and Samuelson, 1990.
- Pharangispa cristobala Gressitt, 1957.
- Pharangispa fasciata Gressitt, 1957.
- Pharangispa heliconiae Gressitt in Gressitt and Samuelson, 1990.
- Pharangispa purpureipennis Maulik, 1929.
- Phidodontina gedyei Uhmann, 1943.
- Philodonta chirinda Maulik, 1919.
- Philodonta modesta Weise, 1906.
- Philodonta tuberculata (Pic, 1924.)
- Phratora americana (Schaeffer, 1928.)
- Phratora californica Brown, 1961.
- Phratora frosti Brown, 1951.
- Phratora hudsonia Brown, 1951.
- Phratora interstitialis Mannerheim, 1853.
- Phratora kenaiensis Brown, 1952.
- Phratora purpurea Brown, 1951.
- Phydanis bicolor Horn, 1889.
- Phyllecthris dorsalis (Olivier, 1808.)
- Phyllecthris gentilis J. L. LeConte, 1865.
- Phyllecthris texanus J. L. LeConte, 1884.
- Phyllobrotica antennata Schaeffer, 1932.
- Phyllobrotica blakeae Hatch, 1971.
- Phyllobrotica circumdata (Say, 1824.)
- Phyllobrotica costipennis Horn, 1893.
- Phyllobrotica decorata (Say, 1824.)
- Phyllobrotica leechi Blake, 1956.
- Phyllobrotica lengi Blatchley, 1910.
- Phyllobrotica limbata (Fabricius, 1801.)
- Phyllobrotica luperina J. L. LeConte, 1865.
- Phyllobrotica nigripes Horn, 1893.
- Phyllobrotica nigritarsi Linell, 1898.
- Phyllobrotica physostegiae E. Riley, 1979.
- Phyllobrotica sequoiensis Blake, 1956.
- Phyllobrotica sororia Horn, 1896.
- Phyllobrotica stenidea Schaeffer, 1932.
- Phyllobrotica viridipennis (J. L. LeConte, 1859.)
- Phyllobrotica vittata Horn, 1893.
- Phyllotreta aeneicollis (Crotch, 1873.)
- Phyllotreta aerea Allard, 1859.
- Phyllotreta alberta Chittenden, 1927.
- Phyllotreta albionica (J. L. LeConte, 1857.)
- Phyllotreta arcuata E. Smith, 1985.
- Phyllotreta armoraciae (Koch, 1803.)
- Phyllotreta attenuata E. Smith, 1985.
- Phyllotreta bipustulata E. Smith, 1985.
- Phyllotreta bisinuata E. Smith, 1985.
- Phyllotreta brevipennis Chittenden, 1927.
- Phyllotreta chalybeipennis (Crotch, 1873.)
- Phyllotreta conjuncta Gentner, 1924.
- Phyllotreta constricta E. Smith, 1985.
- Phyllotreta cruciferae (Goeze, 1777.)
- Phyllotreta decipiens Horn, 1889.
- Phyllotreta denticornis Horn, 1889.
- Phyllotreta dolichophalla E. Smith, 1985.
- Phyllotreta emarginata E. Smith, 1985.
- Phyllotreta fulgida Chittenden, 1927.
- Phyllotreta herbacea Chittenden, 1927.
- Phyllotreta inconspicua Chittenden, 1927.
- Phyllotreta inordinata Chittenden, 1927.
- Phyllotreta laticornis Chittenden, 1927.
- Phyllotreta lepidula (J. L. LeConte, 1857.)
- Phyllotreta lewisii (Crotch, 1873.)
- Phyllotreta liebecki Schaeffer, 1919.
- Phyllotreta lindahli Dury, 1906.
- Phyllotreta oblonga Chittenden, 1927.
- Phyllotreta obtusa Chittenden, 1927.
- Phyllotreta oregonensis (Crotch, 1873.)
- Phyllotreta ovalis (Blatchley, 1921.)
- Phyllotreta perspicua Chittenden, 1927.
- Phyllotreta polita Chittenden, 1927.
- Phyllotreta prasina Chittenden, 1927.
- Phyllotreta pusilla Horn, 1889.
- Phyllotreta ramosa (Crotch, 1874.)
- Phyllotreta ramosoides E. Smith, 1985.
- Phyllotreta robusta J. L. LeConte, 1878.
- Phyllotreta spatulata E. Smith, 1985.
- Phyllotreta striolata (Fabricius, 1801.)
- Phyllotreta subnitida Chittenden, 1927.
- Phyllotreta transversovalis Chittenden, 1927.
- Phyllotreta ulkei Horn, 1889.
- Phyllotreta undulata (Kutschera, 1860.)
- Phyllotreta utanula E. Smith, 1985.
- Phyllotreta viridicyanea Chittenden, 1927.
- Phyllotreta zimmermanni (Crotch, 1873.)
- Physocoryna expansa Pic, 1925.
- Physocoryna parvula Weise, 1921.
- Physocoryna scabra Guérin-Méneville, 1844.
- Physonota alutacea Boheman, 1854.
- Physonota arizonae Schaeffer, 1925.
- Physonota attenuata Boheman, 1854.
- Physonota breviuscula Boheman, 1856.
- Physonota calcarata (Boheman, 1854.)
- Physonota caudata Boheman, 1854.
- Physonota cerea Boheman, 1854.
- Physonota citrina Boheman, 1854.
- Physonota citrinella Boheman, 1854.
- Physonota convexa Borowiec, 1995.
- Physonota dilatata Kirsch, 1876.
- Physonota disjuncta (Chevrolat, 1834.)
- Physonota eucalypta Boheman, 1862.
- Physonota flavago Boheman, 1854.
- Physonota gigantea Boheman, 1854.
- Physonota helianthi (Randall, 1838.)
- Physonota humilis Boheman, 1856.
- Physonota incrustata Boheman, 1854.
- Physonota limoniata Boheman, 1862.
- Physonota lutarella Boheman, 1856.
- Physonota maculiventris Boheman, 1854.
- Physonota mexicana Boheman, 1854.
- Physonota nitidicollis Boheman, 1854.
- Physonota ovalis Boheman, 1854.
- Physonota ovipennis Champion, 1894.
- Physonota pacifica Spaeth, 1932.
- Physonota pellucida Wagener, 1877.
- Physonota perampla Champion, 1894.
- Physonota picticollis Boheman, 1854.
- Physonota plana Boheman, 1854.
- Physonota puncticollis Borowiec, 1995.
- Physonota separata Boheman, 1854.
- Physonota stigmatilis Boheman, 1854.
- Physonota sublaevigata Spaeth, 1915.
- Physonota translucida Boheman, 1854.
- Physonota turgida Boheman, 1854.
- Physonota unipunctata (Say, 1824.)
- Physonota vitticollis Boheman, 1854.
- Physonota vittifera Spaeth, 1915.
- Phytodectoidea duodecimsignata (Boheman, 1854.)
- Phytodectoidea quatordecimpunctata (Boheman, 1854.)
- Phytodectoidea tredecimmaculata (Boheman, 1854.)
- Pilemostoma fastuosa (Schaller, 1783.)
- Pistosia abscisa (Uhmann, 1939.)
- Pistosia angulicollis (Gestro, 1910.)
- Pistosia apicalis (Gestro, 1896.)
- Pistosia bakeri (Gestro, 1919.)
- Pistosia biseriata (Uhmann, 1931.)
- Pistosia bowringii (Baly, 1858.)
- Pistosia collaris (Baly, 1858.)
- Pistosia compta (Gestro, 1913.)
- Pistosia conspicua (Gestro, 1899.)
- Pistosia costata (Uhmann, 1939.)
- Pistosia costipennis (Uhmann, 1931.)
- Pistosia dactyliferae (Maulik, 1919.)
- Pistosia distinguenda (Baly, 1858.)
- Pistosia drescheri (Uhmann, 1935.)
- Pistosia fasciata (Uhmann, 1948.)
- Pistosia gorbunovi Medvedev, 1997.
- Pistosia impicta (Uhmann, 1931.)
- Pistosia inornata (Gestro, 1892.)
- Pistosia insolita (Gestro, 1899.)
- Pistosia limbata (Gestro, 1906.)
- Pistosia maculata Weise, 1905.
- Pistosia marginata (Gestro, 1896.)
- Pistosia neglecta (Gestro, 1903.)
- Pistosia nigra (Chen and Sun in Chen, Sun and Yu, 1964.)
- Pistosia phoenicia (Maulik, 1930.)
- Pistosia raapii (Gestro, 1898.)
- Pistosia rubra (Gressitt, 1953.)
- Pistosia sita (Maulik, 1919.)
- Pistosia sparsepunctata (Pic, 1939.)
- Pistosia spectabilis (Gestro, 1897.)
- Pistosia terminalis (Gestro, 1917.)
- Pistosia testacea (Fabricius, 1801.)
- Pistosia vittata (Gestro, 1917.)
- Plagiodera arizonae Crotch, 1873.
- Plagiodera californica (Rogers, 1856.)
- Plagiodera thymaloides Stål, 1860.
- Plagiodera versicolora (Laicharting, 1781.)
- Plagiometriona ambigena (Boheman, 1855.)
- Plagiometriona amplexa (Erichson, 1847.)
- Plagiometriona approximans Spaeth, 1937.
- Plagiometriona aucta (Boheman, 1855.)
- Plagiometriona baeri Spaeth, 1937.
- Plagiometriona bisbimaculata (Boheman, 1855.)
- Plagiometriona bistriguttata (Boheman, 1855.)
- Plagiometriona boliviana Spaeth, 1912.
- Plagiometriona boschmai Spaeth, 1937.
- Plagiometriona buckleyi Spaeth, 1937.
- Plagiometriona buqueti (Boheman, 1855.)
- Plagiometriona centralis (Boheman, 1855.)
- Plagiometriona circulifera Spaeth, 1937.
- Plagiometriona clandestina (Boheman, 1855.)
- Plagiometriona clarki (Boheman, 1862.)
- Plagiometriona coccinelloides (Boheman, 1855.)
- Plagiometriona columbica Spaeth, 1937.
- Plagiometriona commixta Spaeth, 1937.
- Plagiometriona congregata (Boheman, 1855.)
- Plagiometriona constricta (Boheman, 1855.)
- Plagiometriona costaricensis Borowiec, 2001.
- Plagiometriona deyrollei (Boheman, 1855.)
- Plagiometriona diffusa Buzzi, 2002.
- Plagiometriona dodonea (Boheman, 1855.)
- Plagiometriona dorsosignata (Boheman, 1855.)
- Plagiometriona eggi (Spaeth, 1899.)
- Plagiometriona enotata Spaeth, 1937.
- Plagiometriona flavescens (Boheman, 1855.)
- Plagiometriona foliata (Boheman, 1855.)
- Plagiometriona forcipata (Boheman, 1855.)
- Plagiometriona fragilicornis Spaeth, 1937.
- Plagiometriona gibbifera (Champion, 1894.)
- Plagiometriona glyphica (Boheman, 1855.)
- Plagiometriona gyrata (Boheman, 1855.)
- Plagiometriona herbea (Boheman, 1855.)
- Plagiometriona inscripta (Boheman, 1855.)
- Plagiometriona jucunda (Kirsch, 1876.)
- Plagiometriona latemarginata Borowiec, 2001.
- Plagiometriona latifoliata Spaeth, 1937.
- Plagiometriona liturata (Boheman, 1855.)
- Plagiometriona losi Borowiec, 1998.
- Plagiometriona ludicra (Boheman, 1855.)
- Plagiometriona maculigera Spaeth, 1937.
- Plagiometriona mellitula Spaeth, 1937.
- Plagiometriona microcera (Boheman, 1855.)
- Plagiometriona nobilis Spaeth, 1937.
- Plagiometriona nympha (Boheman, 1855.)
- Plagiometriona ohausi Spaeth, 1937.
- Plagiometriona paleacea (Boheman, 1855.)
- Plagiometriona palmeirensis Buzzi, 1991.
- Plagiometriona pehlkei Spaeth, 1912.
- Plagiometriona pernix Spaeth, 1912.
- Plagiometriona perroudi (Boheman, 1862.)
- Plagiometriona peruana Spaeth, 1912.
- Plagiometriona phoebe (Boheman, 1855.)
- Plagiometriona plagiata (Boheman, 1855.)
- Plagiometriona praecincta (Boheman, 1855.)
- Plagiometriona pulchella Spaeth, 1937.
- Plagiometriona punctatissima (Boheman, 1855.)
- Plagiometriona punctipennis (Boheman, 1855.)
- Plagiometriona ramosa (Boheman, 1855.)
- Plagiometriona resplendens (Kirsch, 1865.)
- Plagiometriona rubridorsis Spaeth, 1912.
- Plagiometriona sahlbergi (Boheman, 1855.)
- Plagiometriona separata (Boheman, 1855.)
- Plagiometriona seriata Spaeth, 1937.
- Plagiometriona sponsa Spaeth, 1912.
- Plagiometriona steinheili (Wagener, 1877.)
- Plagiometriona stillata (Boheman, 1855.)
- Plagiometriona subparallela (Spaeth, 1926.)
- Plagiometriona subprasina (Spaeth, 1902.)
- Plagiometriona superba Spaeth, 1937.
- Plagiometriona suspecta (Boheman, 1855.)
- Plagiometriona tenella (Klug, 1829.)
- Plagiometriona tortuguilla Zayas, 1989.
- Plagiometriona translucida Spaeth, 1937.
- Plagiometriona tredecimguttata (Boheman, 1862.)
- Plagiometriona vesiculifera (Boheman, 1862.)
- Plagiometriona vespertilio (Spaeth, 1902.)
- Plagiometriona vigens (Boheman, 1855.)
- Plagiometriona voluptaria (Boheman, 1855.)
- Plagiometriona zelleri (Boheman, 1855.)
- Plagiometriona zikani Spaeth, 1937.
- Plateumaris aurifera (J. L. LeConte, 1850.)
- Plateumaris balli Askevold, 1991.
- Plateumaris diversa (Schaeffer, 1925.)
- Plateumaris dubia (Schaeffer, 1925.)
- Plateumaris flavipes (Kirby, 1837.)
- Plateumaris frosti (Schaeffer, 1935.)
- Plateumaris fulvipes (Lacordaire, 1845.)
- Plateumaris germari (Mannerheim, 1843.)
- Plateumaris metallica (Ahrens, 1810.)
- Plateumaris neomexicana (Schaeffer, 1925.)
- Plateumaris nitida (Germar, 1811.)
- Plateumaris notmani (Schaeffer, 1925.)
- Plateumaris pusilla (Say, 1826.)
- Plateumaris robusta (Schaeffer, 1920.)
- Plateumaris rufa (Say, 1826.)
- Plateumaris schaefferi Askevold, 1991.
- Plateumaris shoemakeri (Schaeffer, 1925.)
- Platocthispa apicicornis (Weise, 1905.)
- Platocthispa championi (Baly, 1885.)
- Platocthispa consociata (Baly, 1886.)
- Platocthispa emorsitans (Baly, 1886.)
- Platocthispa fulvescens (Baly, 1886.)
- Platocthispa gregorii (Chapuis, 1877.)
- Platocthispa lateritia (J. Smith, 1886.)
- Platyauchenia latreillei (Castelnau, 1840.)
- Platyauchenia ruficollis Staines, 2007.
- Platycycla deruta Boheman, 1854.
- Platypria abdominalis Chapuis, 1877.
- Platypria acanthion Gestro, 1890.
- Platypria alces Gressitt, 1938.
- Platypria aliena Chen and Sun in Chen, Tan, Yu and Sun, 1962.
- Platypria bakeri Gestro, 1922.
- Platypria centetes (Guérin-Méneville, 1840.)
- Platypria chaetomys Gestro, 1903.
- Platypria chiroptera Gestro, 1899.
- Platypria clavareaui Weise, 1902.
- Platypria coendu Gestro, 1911.
- Platypria coronata Guérin-Méneville, 1840.
- Platypria corpulenta Weise, 1910.
- Platypria decemspinosa Kraatz, 1895.
- Platypria dimidiata Chapuis, 1877.
- Platypria echidna Guérin-Méneville, 1840.
- Platypria erinaceus (Fabricius, 1801.)
- Platypria ertli Weise, 1912.
- Platypria feae Gestro, 1905.
- Platypria fenestrata Pic, 1924.
- Platypria funebris Gestro, 1905.
- Platypria hastulata Uhmann, 1954.
- Platypria hystrix (Fabricius, 1798.)
- Platypria infuscata Gestro, 1917.
- Platypria longispina Chapuis, 1876.
- Platypria luctuosa Chapuis, 1877.
- Platypria melli Uhmann, 1955.
- Platypria moluccana Weise, 1922.
- Platypria natalensis Gestro, 1905.
- Platypria nigrospinosa Fairmaire, 1891.
- Platypria nodifera Spaeth, 1934.
- Platypria paracanthion Chen and Sun in Chen, Tan, Yu and Sun, 1962.
- Platypria parva Chen and Sun in Chen, Sun and Yu, 1964.
- Platypria paucispinosa Gestro, 1905.
- Platypria seminigra Heller, 1916.
- Platypria subopaca Chapuis, 1876.
- Platypria tuberculata Achard, 1917.
- Platypria ugandina Spaeth, 1937.
- Plesispa hagenensis Gressitt, 1960.
- Plesispa korthalsiae Gressitt, 1963.
- Plesispa montana Gressitt, 1960.
- Plesispa palmarum Gressitt, 1960.
- Plesispa palmella Gressitt, 1963.
- Plesispa reichei Chapuis, 1875.
- Plesispa ruficollis Spaeth, 1936.
- Plesispa saccharivora Gressitt, 1957.
- Pleurispa humilis Gestro, 1908.
- Pleurispa misella Weise, 1902.
- Pleurispa subinermis (Fairmaire, 1902.)
- Pleurispa weisei Gestro, 1906.
- Poecilaspidella bruchi (Spaeth, 1909.)
- Poecilaspidella duplicata (Boheman, 1850.)
- Poecilaspidella histrio (Boheman, 1850.)
- Poecilaspidella nigritarsis Spaeth, 1913.
- Poecilaspidella proxima (Boheman, 1850.)
- Poecilaspidella vittifera (Boheman, 1850.)
- Poecilocera harrisii (J. L. LeConte, 1851.)
- Polychalca aerea (Boheman, 1850.)
- Polychalca cariosa (Boheman, 1850.)
- Polychalca decora (Perty, 1830.)
- Polychalca dentipennis (Boheman, 1850.)
- Polychalca duponti (Boheman, 1850.)
- Polychalca gravida (Boheman, 1850.)
- Polychalca nickerli (Spaeth, 1907.)
- Polychalca perforata (Boheman, 1850.)
- Polychalca platynota (Germar, 1824.)
- Polychalca punctatissima (Wolf, 1818.)
- Polychalca salebrosa (Boheman, 1850.)
- Polychalca turpis (Boheman, 1850.)
- Polychalma multicava (Latreille, 1821.)
- Polyconia caroli (Leprieur, 1883.)
- Polyconia fragilis Uhmann, 1954.
- Polyconia spinicornis (Kraatz, 1895.)
- Prasocuris boreella (Schaeffer, 1928.)
- Prasocuris obliquata J. L. LeConte, 1866.
- Prasocuris ovalis Blatchley, 1910.
- Prasocuris phellandrii (Linnaeus, 1758.)
- Prasocuris vittata (Olivier, 1807.)
- Prionispa bakeri Gestro, 1917.
- Prionispa champaka Maulik, 1919.
- Prionispa cheni Staines, 2007.
- Prionispa clavata (Yu, 1992.)
- Prionispa crassicornis Gestro, 1909.
- Prionispa cuneata Uhmann, 1954.
- Prionispa dentata Pic, 1938.
- Prionispa distincta Gestro, 1897.
- Prionispa fulva Medvedev, 1995.
- Prionispa fulvicollis (Guérin-Méneville in Duperrey, 1830.)
- Prionispa gemmata Baly, 1876.
- Prionispa heruka Würmli, 1976.
- Prionispa himalayensis Maulik, 1915.
- Prionispa houjayi Lee, Swietojanska and Staines, 2009.
- Prionispa inermis Gestro, 1899.
- Prionispa laeta Medvedev, 1990.
- Prionispa longicornis Gestro, 1906.
- Prionispa lucida Gestro, 1917.
- Prionispa mauliki Uhmann, 1931.
- Prionispa opacipennis Chen and Yu in Chen, Tan, Yu and Sun, 1962.
- Prionispa papuana Gressitt, 1963.
- Prionispa patra Maulik, 1919.
- Prionispa pulchra Gorham, 1892.
- Prionispa sinica Gressitt, 1950.
- Prionispa sonata Maulik, 1919.
- Prionispa subopaca Chapuis, 1875.
- Prionispa tenuicornis Chapuis, 1875.
- Prionispa tuberculata Pic, 1926.
- Prionispa vethi Gestro, 1906.
- Probaenia armigera (Baly, 1886.)
- Probaenia baeri Pic, 1927.
- Probaenia bicoloricornis Pic, 1927.
- Probaenia bicoloripes Pic, 1927.
- Probaenia boliviana Pic, 1927.
- Probaenia brevevittata Pic, 1933.
- Probaenia clara Weise, 1905.
- Probaenia clermonti Pic, 1933.
- Probaenia crenata (Blanchard in d'Orbigny, 1843.)
- Probaenia crenatula Uhmann, 1928.
- Probaenia decipiens (Chapuis, 1877.)
- Probaenia donckieri Pic, 1927.
- Probaenia fasciata Weise, 1906.
- Probaenia forsteri Uhmann, 1957.
- Probaenia germaini Pic, 1927.
- Probaenia grayi (Baly, 1865.)
- Probaenia iheringi Weise, 1910.
- Probaenia latefasciata Pic, 1927.
- Probaenia luteonotata Pic, 1927.
- Probaenia maculaticeps Pic, 1927.
- Probaenia major Pic, 1927.
- Probaenia militaris (Baly, 1864.)
- Probaenia nigritarsis Weise, 1905.
- Probaenia nobilis (Chapuis, 1877.)
- Probaenia pallidior Pic, 1927.
- Probaenia pici Uhmann, 1930.
- Probaenia pretiosa Uhmann, 1927.
- Probaenia purpureotincta Pic, 1927.
- Probaenia quadrivittata Pic, 1927.
- Probaenia robusta Weise, 1911.
- Probaenia rubida (Chapuis, 1877.)
- Probaenia ruficeps Pic, 1927.
- Probaenia ruficornis Pic, 1927.
- Probaenia sinuata Pic, 1927.
- Probaenia tessellata Weise, 1905.
- Probaenia tibialis (Kolbe, 1901.)
- Probaenia tibiella Weise, 1905.
- Probaenia tricolor Pic, 1927.
- Probaenia variegata (Baly, 1886.)
- Probaenia variolaris Weise, 1905.
- Probaenia venusta (Chapuis, 1877.)
- Probaenia viridiceps Pic, 1927.
- Probaenia viridinotata Pic, 1927.
- Probaenia vittulosa Weise, 1905.
- Probaenia weisei Uhmann, 1927.
- Promecispa voeltzkowi Weise, 1909.
- Promecosoma arizonae (Crotch, 1873.)
- Promecosoma inflatum Lefèvre, 1877.
- Promecotheca alpiniae Maulik, 1929.
- Promecotheca apicalis Weise, 1911.
- Promecotheca bicolor Maulik, 1927.
- Promecotheca bryantiae Gressitt, 1960.
- Promecotheca caeruleipennis Blanchard, 1853.
- Promecotheca callosa Baly, 1876.
- Promecotheca collinsi (Gressitt, 1960.)
- Promecotheca cumingii Baly, 1858.
- Promecotheca cyanipes (Erichson, 1834.)
- Promecotheca freycinetiae Gressitt, 1960.
- Promecotheca guadala Maulik, 1932.
- Promecotheca kolombangara Gressitt, 1957.
- Promecotheca leveri Spaeth, 1937.
- Promecotheca nuciferae Maulik, 1929.
- Promecotheca octostriata Chapuis, 1876.
- Promecotheca oenoptera Uhmann, 1931.
- Promecotheca opacicollis Gestro, 1897.
- Promecotheca palmella Gressitt, 1960.
- Promecotheca palmivora Gressitt, 1960.
- Promecotheca pandani Gressitt, 1960.
- Promecotheca papuana Csiki, 1900.
- Promecotheca petelii (Guérin-Méneville, 1840.)
- Promecotheca ptychospermae Maulik, 1935.
- Promecotheca pubescens Gressitt, 1957.
- Promecotheca pulchella Gestro, 1917.
- Promecotheca sacchari Gressitt, 1957.
- Promecotheca salomonina Spaeth, 1937.
- Promecotheca similis Uhmann, 1933.
- Promecotheca soror Maulik, 1929.
- Promecotheca straminipennis Weise, 1922.
- Promecotheca superba Pic, 1924.
- Promecotheca varipes Baly, 1858.
- Promecotheca violacea Uhmann, 1932.
- Prosopodonta atrimembris Pic, 1934.
- Prosopodonta balyi Weise, 1905.
- Prosopodonta bicoloripes Pic, 1934.
- Prosopodonta bidentata (Baly, 1858.)
- Prosopodonta corallina Weise, 1910.
- Prosopodonta cordillera Maulik, 1931.
- Prosopodonta costata Waterhouse, 1879.
- Prosopodonta deplanata Uhmann, 1927.
- Prosopodonta dichroa (Perty, 1832.)
- Prosopodonta distincta (Baly, 1885.)
- Prosopodonta dorsata (Baly, 1885.)
- Prosopodonta fassli Weise, 1910.
- Prosopodonta interrupta Weise, 1910.
- Prosopodonta irregularis Weise, 1910.
- Prosopodonta limbata Baly, 1858.
- Prosopodonta montana Uhmann, 1939.
- Prosopodonta proxima Baly, 1858.
- Prosopodonta punctata Waterhouse, 1879.
- Prosopodonta quinquelineata Weise, 1910.
- Prosopodonta rufipennis Baly, 1858.
- Prosopodonta scutellaris Waterhouse, 1881.
- Prosopodonta soror Weise, 1910.
- Prosopodonta sulcipennis Weise, 1910.
- Prosopodonta sulphuricollis Weise, 1910.
- Prosopodonta suturalis (Baly, 1858.)
- Prosopodonta tristis Uhmann, 1939.
- Psalidoma contracta Spaeth, 1926.
- Psalidoma holubi Spaeth, 1899.
- Psalidoma knirschi Spaeth, 1919.
- Psalidoma oblonga Spaeth, 1926.
- Pseudandroya livingstonei (Baly, 1864.)
- Pseudispa annulicornis (Pic, 1934.)
- Pseudispa baeri Pic, 1928.
- Pseudispa basicornis Pic, 1928.
- Pseudispa bellula Staines, 2002.
- Pseudispa breveapicalis (Pic, 1934.)
- Pseudispa bruchi (Weise, 1904.)
- Pseudispa brunni Weise, 1910.
- Pseudispa clara (Weise, 1904.)
- Pseudispa donckieri (Weise, 1904.)
- Pseudispa fulvolimbata (Baly, 1858.)
- Pseudispa gemmans (Baly, 1885.)
- Pseudispa humerosa (Weise, 1904.)
- Pseudispa marginata (Guérin-Méneville in Cuvier, 1844.)
- Pseudispa postfasciata Pic, 1934.
- Pseudispa quadricolor (Weise, 1921.)
- Pseudispa sinuata Staines, 2002.
- Pseudispa tuberculata Staines, 2002.
- Pseudispa viridis Pic, 1934.
- Pseudispa zikani (Uhmann, 1935.)
- Pseudispella areolata Uhmann, 1928.
- Pseudispella crassicornis (Weise, 1902.)
- Pseudispella discernenda (Uhmann, 1949.)
- Pseudispella fistulosa Uhmann, 1954.
- Pseudispella militaris (Weise, 1902.)
- Pseudispella monochiri (Uhmann, 1936.)
- Pseudispella petitii (Guérin-Méneville, 1841.)
- Pseudispella radiata Uhmann, 1955.
- Pseudispella rechenbergi Uhmann, 1928.
- Pseudispella spuria (Péringuey, 1898.)
- Pseudispella strigella Uhmann, 1961.
- Pseudispella subspinosa (Guérin-Méneville, 1841.)
- Pseudispella sulcicollis (Gyllenhal in Schönherr, 1817.)
- Pseudocalaspidea cassidea (Westwood, 1842.)
- Pseudocallispa schultzei Uhmann, 1931.
- Pseudochlamys semirufescens Karren, 1972.
- Pseudoctenochira octolineata Spaeth, 1926.
- Pseudodibolia opima (J. L. LeConte, 1878.)
- Pseudolampis guttata (J. L. LeConte, 1884.)
- Pseudoluperus cyanellus (Horn, 1895.)
- Pseudoluperus decipiens (Horn, 1893.)
- Pseudoluperus fulgidus Wilcox, 1965.
- Pseudoluperus linus Wilcox, 1965.
- Pseudoluperus longulus (J. L. LeConte, 1857.)
- Pseudoluperus maculicollis (J. L. LeConte, 1884.)
- Pseudoluperus spretus (Horn, 1893.)
- Pseudoluperus texanus (Horn, 1893.)
- Pseudoluperus tuberculatus (Blake, 1942.)
- Pseudoluperus wickhami (Horn, 1893.)
- Pseudorthygia nigritarsis (Jacoby, 1891.)
- Pseudostilpnaspis belizensis Borowiec, 2008.
- Pseudostilpnaspis columbica (Weise, 1910.)
- Pseudostilpnaspis costaricana Borowiec, 2000.
- Pseudostilpnaspis muzoensis Borowiec, 2000.
- Psylliodes affinis (Paykull, 1799.)
- Psylliodes chalcomerus (Illiger, 1807.)
- Psylliodes chrysocephalus (Linnaeus, 1758.)
- Psylliodes convexior J. L. LeConte, 1857.
- Psylliodes credens Fall, 1933.
- Psylliodes cucullatus (Illiger, 1807.)
- Psylliodes elegans Horn, 1889.
- Psylliodes guatemalensis Jacoby, 1885.
- Psylliodes napi (Fabricius, 1792.)
- Psylliodes picinus (Marsham, 1802.)
- Psylliodes punctulatus F. E. Melsheimer, 1847.
- Psylliodes sublaevis Horn, 1889.
- Psylliodes verisimilis Fall, 1933.
- Pteleon brevicornis (Jacoby, 1887.)
- Pyrrhalta viburni (Paykull, 1799.)
- Rhabdopterus angustipennis Schultz, 1977.
- Rhabdopterus blatchleyi Bowditch, 1921.
- Rhabdopterus bottimeri Barber, 1946.
- Rhabdopterus bowditchi Barber, 1943.
- Rhabdopterus deceptor Barber, 1943.
- Rhabdopterus picipes (Olivier, 1808.)
- Rhabdopterus praetextus (Say, 1824.)
- Rhabdopterus weisei (Schaeffer, 1920.)
- Rhabdotohispa scotti Maulik, 1913.
- Rhacocassis balyi (Boheman, 1855.)
- Rhacocassis flavoplagiata (Baly, 1863.)
- Rhadinosa abnormis Gressitt and Kimoto, 1963.
- Rhadinosa fleutiauxi (Baly, 1890.)
- Rhadinosa girija Maulik, 1915.
- Rhadinosa horvathi (Gestro, 1907.)
- Rhadinosa impressa Pic, 1926.
- Rhadinosa laghua Maulik, 1915.
- Rhadinosa lebongensis Maulik, 1919.
- Rhadinosa machetes (Gestro, 1898.)
- Rhadinosa nigrocyanea (Motschulsky in Schrenk, 1861.)
- Rhadinosa parvula (Motschulsky in Schrenk, 1861.)
- Rhadinosa reticulata (Baly, 1888.)
- Rhadinosa yunnanica Chen and Sun in Chen, Tan, Yu and Sun, 1962.
- Rhoia clavareaui Spaeth, 1913.
- Rhoia ochraceipennis Spaeth, 1937.
- Rhoptrispa dilaticornis (Duvivier, 1891.)
- Rhytidocassis angulipennis Borowiec, 2002.
- Rhytidocassis indicola (Duvivier, 1892.)
- Rhytidocassis iranella (Lopatin, 1984.)
- Rhytidocassis limbiventris (Boheman, 1854.)
- Rhytidocassis lopatini Borowiec and Swietojanska, 2001.
- Rhytidocassis minuta (Boheman, 1854.)
- Rhytidocassis muelleri Spaeth, 1941.
- Rhytidocassis scutellaris (Klug, 1835.)
- Sagra carbunculus Hope, 1842.
- Sagra femorata (Drury, 1773.)
- Sagra fulgida Weber, 1801.
- Sagra humeralis Jacoby, 1904.
- Sagra jansoni Baly, 1860.
- Sagra mouhoti Baly, 1862.
- Sagra odontopus Gistel, 1831.
- Saulaspis bistrilineata (Boheman, 1854.)
- Saulaspis quadrivittata (Boheman, 1855.)
- Saulaspis trivittata Swietojanska, 2002.
- Saxinis apicalis J. L. LeConte, 1884.
- Saxinis deserticola Moldenke, 1970.
- Saxinis hornii Fall, 1909.
- Saxinis knausii Schaeffer, 1906.
- Saxinis omogera Lacordaire, 1848.
- Saxinis saucia J. L. LeConte, 1857.
- Saxinis sierramadrensis Moldenke, 1970.
- Saxinis sinuata Schaeffer, 1906.
- Saxinis sonorensis Jacoby, 1889.
- Saxinis subpubescens Schaeffer, 1906.
- Scaeocassis combusta (Boheman, 1854.)
- Scaeocassis corumbana Spaeth, 1937.
- Scaeocassis turbulenta (Boheman, 1862.)
- Scaeocassis unimaculata (Spaeth, 1915.)
- Scelida flaviceps (Horn, 1893.)
- Scelida nigricornis (Jacoby, 1888.)
- Sceloenopla abbreviata (Baly, 1885.)
- Sceloenopla albofasciata (Pic, 1938.)
- Sceloenopla ampliata (Baly, 1885.)
- Sceloenopla anchoralis (Baly, 1858.)
- Sceloenopla annulipes (Pic, 1932.)
- Sceloenopla antennata (Baly, 1885.)
- Sceloenopla apicalis (Baly, 1858.)
- Sceloenopla apicicornis (Guérin-Méneville in Cuvier, 1844.)
- Sceloenopla apicispina Staines, 2002.
- Sceloenopla atricollis (Weise, 1910.)
- Sceloenopla atricornis (Pic, 1929.)
- Sceloenopla atrospina (Pic, 1929.)
- Sceloenopla bahiana Uhmann, 1938.
- Sceloenopla balyi (Grimshaw, 1897.)
- Sceloenopla basalis (Pic, 1929.)
- Sceloenopla bicolorata Staines, 2002.
- Sceloenopla bicoloricornis Pic, 1929.
- Sceloenopla bidens (Fabricius, 1792.)
- Sceloenopla bidentata Staines, 2002.
- Sceloenopla bilineata Pic, 1929.
- Sceloenopla bimaculaticollis (Pic, 1948.)
- Sceloenopla boliviensis Pic, 1929.
- Sceloenopla brevispina (Pic, 1929.)
- Sceloenopla callangana Pic, 1929.
- Sceloenopla callosa (Baly, 1885.)
- Sceloenopla calopteroides (Weise, 1904.)
- Sceloenopla carinata (Fabricius, 1801.)
- Sceloenopla carinaticornis Pic, 1929.
- Sceloenopla cassidiformis Pic, 1929.
- Sceloenopla cayennensis Pic, 1929.
- Sceloenopla championi (Baly, 1885.)
- Sceloenopla chevrolatii (Baly, 1858.)
- Sceloenopla cincta (Weise, 1905.)
- Sceloenopla cognata (Baly, 1858.)
- Sceloenopla collaris (Baly, 1858.)
- Sceloenopla columbica (Weise, 1910.)
- Sceloenopla compressicornis (Fabricius, 1801.)
- Sceloenopla contraria Weise, 1921.
- Sceloenopla costaricea Uhmann, 1930.
- Sceloenopla crassicornis Pic, 1929.
- Sceloenopla cyanea (Brême, 1844.)
- Sceloenopla decens (Weise, 1912.)
- Sceloenopla deyrollei (Baly, 1858.)
- Sceloenopla dilatata (Guérin-Méneville in Cuvier, 1844.)
- Sceloenopla elevata (Fabricius, 1801.)
- Sceloenopla elongata (Guérin-Méneville in Cuvier, 1844.)
- Sceloenopla emarginata (Fabricius, 1792.)
- Sceloenopla erudita (Baly, 1885.)
- Sceloenopla evanida Uhmann, 1937.
- Sceloenopla expanda Staines, 2002.
- Sceloenopla femoralis (Weise, 1910.)
- Sceloenopla ferox (Baly, 1885.)
- Sceloenopla flava Staines, 2002.
- Sceloenopla fraterna (Baly, 1885.)
- Sceloenopla freyi Uhmann, 1956.
- Sceloenopla fryella (Baly, 1858.)
- Sceloenopla germaini (Pic, 1929.)
- Sceloenopla gigantea (Guérin-Méneville in Cuvier, 1844.)
- Sceloenopla godmani (Baly, 1885.)
- Sceloenopla goniaptera (Perty, 1832.)
- Sceloenopla gracilenta (Baly, 1885.)
- Sceloenopla gratiosa (Baly, 1858.)
- Sceloenopla haroldi (Baly, 1878.)
- Sceloenopla humeralis Pic, 1929.
- Sceloenopla integra Uhmann, 1930.
- Sceloenopla javeti (Baly, 1858.)
- Sceloenopla kaestneri Uhmann, 1957.
- Sceloenopla kolbei (Weise, 1910.)
- Sceloenopla kraatzi (Weise, 1921.)
- Sceloenopla laeta (Baly, 1858.)
- Sceloenopla lampyridiformis Staines, 2002.
- Sceloenopla lineolata Uhmann, 1953.
- Sceloenopla lojaensis (Pic, 1932.)
- Sceloenopla longula (Baly, 1886.)
- Sceloenopla lugubris (Weise, 1910.)
- Sceloenopla lutena Staines, 2002.
- Sceloenopla lycoides (Weise, 1881.)
- Sceloenopla lydiae Uhmann, 1954.
- Sceloenopla maculata (Olivier, 1792.)
- Sceloenopla maculipes (Weise, 1912.)
- Sceloenopla major (Pic, 1929.)
- Sceloenopla mantecada Sanderson, 1967.
- Sceloenopla marcapatana (Pic, 1932.)
- Sceloenopla maronica Uhmann, 1940.
- Sceloenopla matronalis (Weise, 1905.)
- Sceloenopla mauliki Uhmann, 1930.
- Sceloenopla melanospila (Weise, 1905.)
- Sceloenopla meridionalis (Weise, 1910.)
- Sceloenopla minuta Staines, 2002.
- Sceloenopla mitis (Weise, 1905.)
- Sceloenopla moesta Weise, 1921.
- Sceloenopla monrosi Uhmann, 1959.
- Sceloenopla multistriata Uhmann, 1930.
- Sceloenopla munda (Weise, 1905.)
- Sceloenopla nevermanni Uhmann, 1930.
- Sceloenopla nigripes (Weise, 1910.)
- Sceloenopla nigropicta Staines, 2002.
- Sceloenopla obscurovittata (Baly, 1885.)
- Sceloenopla obsoleta (Baly, 1858.)
- Sceloenopla octopunctata (Baly, 1858.)
- Sceloenopla ornata Uhmann, 1954.
- Sceloenopla ovata (Weise, 1910.)
- Sceloenopla pallida (Baly, 1885.)
- Sceloenopla parvula (Baly, 1858.)
- Sceloenopla pascoei (Baly, 1858.)
- Sceloenopla peruviana (Pic, 1929.)
- Sceloenopla posticata (Baly, 1885.)
- Sceloenopla pretiosa (Baly, 1858.)
- Sceloenopla proxima (Baly, 1885.)
- Sceloenopla pulchella (Baly, 1858.)
- Sceloenopla pulcherrima (Baly, 1858.)
- Sceloenopla quinquemaculata (Guérin-Méneville in Cuvier, 1844.)
- Sceloenopla rectelineata (Pic, 1929.)
- Sceloenopla robinsonii (Baly, 1858.)
- Sceloenopla roseicollis Spaeth in Uhmann, 1958.
- Sceloenopla rubivittata Staines, 2002.
- Sceloenopla rubrosinuata (Pic, 1921.)
- Sceloenopla sanguinea Staines, 2002.
- Sceloenopla scherzeri (Baly, 1858.)
- Sceloenopla schildi Uhmann, 1930.
- Sceloenopla serraticornis (Fabricius, 1792.)
- Sceloenopla sheppardi (Baly, 1858.)
- Sceloenopla simplex (Weise, 1910.)
- Sceloenopla singularis (Weise, 1910.)
- Sceloenopla sinuaticollis (Pic, 1932.)
- Sceloenopla smithii (Baly, 1858.)
- Sceloenopla soluta (Weise, 1905.)
- Sceloenopla sparsa (Weise, 1910.)
- Sceloenopla spectabilis (Baly, 1858.)
- Sceloenopla stevensii (Baly, 1858.)
- Sceloenopla subcornuta (Baly, 1858.)
- Sceloenopla subfasciata (Pic, 1928.)
- Sceloenopla subparallela (Baly, 1885.)
- Sceloenopla tarsata (Baly, 1858.)
- Sceloenopla tetracantha (Champion, 1920.)
- Sceloenopla trivittata Staines, 2002.
- Sceloenopla unicostata Staines, 2002.
- Sceloenopla unidentata (Olivier, 1792.)
- Sceloenopla univittata Staines, 2002.
- Sceloenopla varia Uhmann, 1930.
- Sceloenopla varipes (Weise, 1921.)
- Sceloenopla violaceipennis (Pic, 1929.)
- Sceloenopla viridifasciata (Pic, 1929.)
- Sceloenopla viridinotata (Pic, 1929.)
- Sceloenopla vitticollis (Weise, 1905.)
- Sceloenopla westwoodii (Baly, 1858.)
- Sceloenopla whitei (Baly, 1858.)
- Scelolyperus bimarginatus (Blake, 1928.)
- Scelolyperus carinatus Wilcox, 1965.
- Scelolyperus curvipes Wilcox, 1965.
- Scelolyperus cyanellus (J. L. LeConte, 1865.)
- Scelolyperus flavicollis (J. L. LeConte, 1859.)
- Scelolyperus graptoderoides (Crotch, 1874.)
- Scelolyperus hatchi Wilcox, 1965.
- Scelolyperus laticeps (Horn, 1893.)
- Scelolyperus lecontii (Crotch, 1873.)
- Scelolyperus lemhii Hatch, 1971.
- Scelolyperus liriophilus Wilcox, 1965.
- Scelolyperus loripes Horn, 1893.
- Scelolyperus megalurus Wilcox, 1965.
- Scelolyperus meracus (Say, 1826.)
- Scelolyperus nigrocyaneus (J. L. LeConte, 1879.)
- Scelolyperus pasadenae S. Clark, 1996.
- Scelolyperus phenacus Wilcox, 1965.
- Scelolyperus phoxus Wilcox, 1965.
- Scelolyperus ratulus Wilcox, 1965.
- Scelolyperus schwarzii Horn, 1893.
- Scelolyperus smaragdinus (J. L. LeConte, 1859.)
- Scelolyperus tejonicus Crotch, 1874.
- Scelolyperus tetonensis S. Clark, 1996.
- Scelolyperus torquatus (J. L. LeConte, 1884.)
- Scelolyperus transitus (Horn, 1893.)
- Scelolyperus varipes (J. L. LeConte, 1857.)
- Scelolyperus wilcoxi Hatch, 1971.
- Seminabathea arabica (Spaeth, 1911.)
- Sennius abbreviatus (Say, 1824.)
- Sennius cruentatus (Horn, 1873.)
- Sennius discolor (Horn, 1873.)
- Sennius fallax (Boheman, 1839.)
- Sennius lebasi (Fahraeus, 1839.)
- Sennius leucostauros Johnson and Kingsolver, 1973.
- Sennius medialis (Sharp, 1885.)
- Sennius morosus (Sharp, 1885.)
- Sennius obesulus (Sharp, 1885.)
- Sennius simulans (Schaeffer, 1907.)
- Sennius whitei Johnson and Kingsolver, 1973.
- Serratispa quadricosta Staines, 2002.
- Silana farinosa (Boheman, 1856.)
- Sinispa tayana (Gressitt, 1939.)
- Sinispa yunnana Uhmann, 1938.
- Smaragdina militaris (J. L. LeConte, 1858.)
- Smeringaspis hirsuta Spaeth, 1952.
- Smeringaspis setifera (Boheman, 1854.)
- Solenispa angustata (Guérin-Méneville in Cuvier, 1844.)
- Solenispa angusticollis (Waterhouse, 1881.)
- Solenispa bicolor Pic, 1931.
- Solenispa bifoveolata Weise, 1910.
- Solenispa claripes Pic, 1923.
- Solenispa germaini Pic, 1926.
- Solenispa impressicollis Weise, 1905.
- Solenispa laetifica Weise, 1910.
- Solenispa leptomorpha (Baly, 1885.)
- Spaethaspis lloydi Hincks, 1952.
- Spaethaspis peruviana Borowiec, 2000.
- Spaethiella amazona (Spaeth, 1929.)
- Spaethiella circumdata (Boheman, 1850.)
- Spaethiella coccinea (Boheman, 1850.)
- Spaethiella costipennis (Boheman, 1850.)
- Spaethiella crassicornis (Spaeth, 1910.)
- Spaethiella cyclica (Boheman, 1862.)
- Spaethiella erhardti (Boheman, 1862.)
- Spaethiella flavocincta (Spaeth, 1915.)
- Spaethiella flexuosa (Champion, 1893.)
- Spaethiella intricata (Boheman, 1850.)
- Spaethiella laevicollis (Spaeth, 1910.)
- Spaethiella marginata (Champion, 1893.)
- Spaethiella miniata (Boheman, 1856.)
- Spaethiella miranda (Spaeth, 1922.)
- Spaethiella nigrina (Spaeth, 1910.)
- Spaethiella picina (Boheman, 1862.)
- Spaethiella puerula (Spaeth, 1910.)
- Spaethiella pulchella (Baly, 1859.)
- Spaethiella purpureocincta (Spaeth, 1929.)
- Spaethiella quadrata (Spaeth, 1902.)
- Spaethiella reismagalhaesi (Bondar, 1925.)
- Spaethiella robusta (Spaeth, 1910.)
- Spaethiella rotundior (Spaeth, 1929.)
- Spaethiella rufocincta (Spaeth, 1928.)
- Spaethiella rugosa (Boheman, 1850.)
- Spaethiella sanguinea (Fabricius, 1801.)
- Spaethiella speculicollis (Spaeth, 1928.)
- Spaethiella sublaevis (Spaeth, 1901.)
- Spaethiella submetallica (Spaeth, 1928.)
- Spaethiella surinamensis (Spaeth, 1929.)
- Spaethiella transversata (Spaeth, 1928.)
- Spaethiella tristis (Boheman, 1850.)
- Spaethiella valida (Spaeth, 1901.)
- Spaethispa pulchella (Suffrian, 1868.)
- Sphenocassis anosibensis Borowiec, 2002.
- Sphenocassis humerosa (Fairmaire, 1898.)
- Sphenocassis imerina (Spaeth, 1926.)
- Sphenocassis impressipennis Borowiec, 2002.
- Sphenocassis incisicollis (Spaeth, 1911.)
- Sphenocassis praerupta (Spaeth, 1918.)
- Sphenocassis punctatissima (Weise, 1910.)
- Sphenocassis rotundella Borowiec, 2002.
- Spilophora aequatoriensis Spaeth, 1905.
- Spilophora annulata Spaeth, 1905.
- Spilophora bifasciata Spaeth, 1937.
- Spilophora bohemani Baly, 1859.
- Spilophora cuneata Borowiec, 2003.
- Spilophora lacrimata Borowiec, 2003.
- Spilophora litterifera Spaeth, 1905.
- Spilophora lyra Spaeth, 1937.
- Spilophora nigriceps Spaeth, 1928.
- Spilophora peruana (Erichson, 1847.)
- Spilophora pulchra Boheman, 1850.
- Spilophora romani Weise, 1921.
- Spilophora sellata Boheman, 1856.
- Spilophora speciosa Baly, 1859.
- Spilophora tetraspilota Baly, 1859.
- Spilophora trigemina (Guérin-Méneville, 1844.)
- Spilophora trimaculata (Fabricius, 1801.)
- Spilophora zernyi Spaeth, 1937.
- Spintherophyta arizonensis Schultz, 1976.
- Spintherophyta exigua Schultz, 1976.
- Spintherophyta globosa (Olivier, 1808.)
- Spintherophyta violaceipennis (Horn, 1892.)
- Squamispa ballapurana Maulik, 1928.
- Squamispa fasciata Maulik, 1928.
- Stator beali Johnson, 1963.
- Stator bottimeri Kingsolver, 1972.
- Stator chihuahua Johnson and Kingsolver, 1976.
- Stator coconino Johnson and Kingsolver, 1976.
- Stator limbatus (Horn, 1873.)
- Stator pruininus (Horn, 1873.)
- Stator pygidialis (Schaeffer, 1907.)
- Stator sordidus (Horn, 1873.)
- Stator subaeneus (Schaeffer, 1907.)
- Stator vachelliae Bottimer, 1973.
- Stenispa attenuata Baly, 1877.
- Stenispa batesii Baly, 1858.
- Stenispa brevicornis Baly, 1885.
- Stenispa clarkella Baly, 1858.
- Stenispa collaris Baly, 1858.
- Stenispa elongata Pic, 1922.
- Stenispa gemignanii Monrós and Viana, 1947.
- Stenispa graminicola Uhmann, 1939.
- Stenispa guatemalensis Uhmann, 1930.
- Stenispa metallica (Fabricius, 1801.)
- Stenispa parallela Pic, 1930.
- Stenispa parryi Baly, 1858.
- Stenispa peruana Uhmann, 1930.
- Stenispa proxima Monrós and Viana, 1947.
- Stenispa robusticollis Pic, 1922.
- Stenispa rosariana Maulik, 1933.
- Stenispa sallei Baly, 1858.
- Stenispa sulcatifrons Pic, 1928.
- Stenispa vespertina Baly, 1877.
- Stenispa vianai Uhmann, 1938.
- Stenispa vicina Baly, 1858.
- Stenopodius flavidus Horn, 1883.
- Stenopodius insularis Blaisdell, 1939.
- Stenopodius inyoensis Blaisdell, 1939.
- Stenopodius lateralis (Schaeffer, 1933.)
- Stenopodius martini Blaisdell, 1939.
- Stenopodius submaculatus Blaisdell, 1939.
- Stenopodius texanus Schaeffer, 1933.
- Stephanispa cohici Gressitt, 1960.
- Stephanispa freycineticola Gressitt, 1960.
- Sternocthispa gracillima Uhmann, 1940.
- Sternoplispa brunnea Uhmann, 1948.
- Sternoplispa corumbana Uhmann, 1948.
- Sternoplispa nigrohumeralis (Pic, 1927.)
- Sternoplispa opacicollis (Uhmann, 1935.)
- Sternoplispa rotundata (Uhmann, 1940.)
- Sternoplispa tibialis Uhmann, 1940.
- Sternoplispa triformis (Uhmann, 1935.)
- Sternostena antebasalis Uhmann, 1939.
- Sternostena basalis (Baly, 1864.)
- Sternostena costaricana Uhmann, 1938.
- Sternostena laeta Weise, 1910.
- Sternostena lateralis Pic, 1932.
- Sternostena triangularis Uhmann, 1931.
- Sternostena varians Weise, 1910.
- Sternostenoides daguerrei Monrós and Viana, 1947.
- Stethispa bonvouloirii Baly, 1864.
- Stethispa brittoni Uhmann, 1963.
- Stethispa bruchi Weise, 1906.
- Stethispa chilensis Pic, 1933.
- Stethispa confusa Baly, 1864.
- Stethispa conicicollis Baly, 1864.
- Stethispa crenatula Uhmann, 1938.
- Stethispa elongata Pic, 1929.
- Stethispa germaini Pic, 1927.
- Stethispa gratiosa Baly, 1864.
- Stethispa hastata (Fabricius, 1801.)
- Stethispa impressicollis Pic, 1934.
- Stethispa lineata Uhmann, 1935.
- Stethispa lineaticollis Pic, 1927.
- Stethispa longispina (Pic, 1927.)
- Stethispa pallidior Pic, 1927.
- Stethispa rudgeana Uhmann, 1938.
- Stethispa rufospina Pic, 1929.
- Stethispa unimaculata Pic, 1929.
- Stilpnaspis angusticollis (Weise, 1893.)
- Stilpnaspis argentina (Monrós and Viana, 1947.)
- Stilpnaspis bicolorata Borowiec, 2000.
- Stilpnaspis bimaculata (Baly, 1858.)
- Stilpnaspis bondari (Monrós, 1945.)
- Stilpnaspis coccinata (Boheman, 1862.)
- Stilpnaspis filicornis Borowiec, 2000.
- Stilpnaspis fulva (Boheman, 1850.)
- Stilpnaspis fulvimana (Pic, 1923.)
- Stilpnaspis fuscocincta (Spaeth, 1928.)
- Stilpnaspis impunctata Borowiec, 2000.
- Stilpnaspis marginata Weise, 1905.
- Stilpnaspis melancholica (Weise, 1910.)
- Stilpnaspis membrata (Uhmann, 1957.)
- Stilpnaspis miniacea (Spaeth, 1922.)
- Stilpnaspis monteverdensis Borowiec, 2000.
- Stilpnaspis nevermanni (Uhmann, 1930.)
- Stilpnaspis panamensis Borowiec, 2000.
- Stilpnaspis peruana (Weise, 1910.)
- Stilpnaspis pulchella (Baly, 1858.)
- Stilpnaspis rubiginosa (Boheman, 1862.)
- Stilpnaspis rubricata (Guérin-Méneville, 1844.)
- Stilpnaspis scarlatina (Spaeth, 1938.)
- Stilpnaspis tambitoensis Borowiec, 2000.
- Stilpnaspis tricolor (Spaeth, 1938.)
- Stoiba angusticollis (Suffrian, 1868.)
- Stoiba barroi Zayas, 1952.
- Stoiba bruneri Blake, 1930.
- Stoiba clarildae Zayas, 1939.
- Stoiba fascicollis Blake, 1934.
- Stoiba fimbrialis (Suffrian, 1868.)
- Stoiba flavicollis (Klug, 1829.)
- Stoiba fuscicornis Blake, 1966.
- Stoiba indivisa Blake, 1930.
- Stoiba lurida (Suffrian, 1868.)
- Stoiba marginata Blake, 1934.
- Stoiba nigricans Zayas, 1939.
- Stoiba oteroi Zayas, 1952.
- Stoiba rufa Blake, 1966.
- Stoiba swartzii (Thunberg in Schönherr, 1808.)
- Stolas acuminata (Boheman, 1850.)
- Stolas acuta (Boheman, 1850.)
- Stolas aenea (Olivier, 1790.)
- Stolas aeneovittata (Champion, 1893.)
- Stolas agenysiformis Borowiec, 2011.
- Stolas alcyonea (Spaeth, 1911.)
- Stolas amoena (Spaeth, 1917.)
- Stolas anceps (Boheman, 1850.)
- Stolas antiqua (Sahlberg, 1823.)
- Stolas areolata (Germar, 1824.)
- Stolas armirantensis Borowiec, 1999.
- Stolas arrowi (Spaeth, 1932.)
- Stolas arula (Boheman, 1862.)
- Stolas asema (Boheman, 1862.)
- Stolas atalayaensis Borowiec and Takizawa, 2011.
- Stolas augur (Boheman, 1856.)
- Stolas beatula (Boheman, 1862.)
- Stolas bilineata (Boheman, 1850.)
- Stolas bioculata (Boheman, 1850.)
- Stolas blanda (Boheman, 1850.)
- Stolas blandifica (Boheman, 1862.)
- Stolas boliviana (Spaeth, 1909.)
- Stolas brachiata (Fabricius, 1798.)
- Stolas brevicuspis (Spaeth, 1922.)
- Stolas brunni (Spaeth, 1905.)
- Stolas callizona (Spaeth, 1909.)
- Stolas calvata (Boheman, 1862.)
- Stolas cassandra (Spaeth, 1911.)
- Stolas castigata (Boheman, 1856.)
- Stolas chalybaea (Germar, 1824.)
- Stolas chelidonaria (Demay, 1838.)
- Stolas clathrata (Spaeth, 1902.)
- Stolas coalita (Boheman, 1862.)
- Stolas coerulescens (Boheman, 1850.)
- Stolas comis (Spaeth, 1912.)
- Stolas confusa (Boheman, 1850.)
- Stolas consanguinea (Kirsch, 1876.)
- Stolas consociata (Baly, 1872.)
- Stolas conspersa (Germar, 1824.)
- Stolas contubernalis (Boheman, 1856.)
- Stolas cordata (Wagener, 1881.)
- Stolas corruptiva (Spaeth, 1911.)
- Stolas croceovittata (Spaeth, 1901.)
- Stolas cruentata (Erichson, 1847.)
- Stolas cucullata (Boheman, 1862.)
- Stolas decemguttata (Sturm, 1828.)
- Stolas deleta (Boheman, 1850.)
- Stolas demissa (Boheman, 1856.)
- Stolas deplorabunda (Boheman, 1856.)
- Stolas discoides (Linnaeus, 1758.)
- Stolas diversa (Boheman, 1850.)
- Stolas duricoria (Boheman, 1862.)
- Stolas echoma Borowiec, 1998.
- Stolas ephippium (Lichtenstein, 1795.)
- Stolas erectepilosa Borowiec, 1998.
- Stolas erichsoni (Weise, 1902.)
- Stolas eugenea (Boheman, 1862.)
- Stolas eurydice (Spaeth, 1917.)
- Stolas excelsa (Spaeth, 1917.)
- Stolas extricata (Boheman, 1850.)
- Stolas famula (Spaeth, 1928.)
- Stolas fasciculata (Boheman, 1850.)
- Stolas fasciculosa (Spaeth, 1909.)
- Stolas festiva (Klug, 1829.)
- Stolas flavipennis (Boheman, 1850.)
- Stolas flavofenestrata (Boheman, 1862.)
- Stolas flavoguttata (Boheman, 1850.)
- Stolas flavomarginata Borowiec, 1999.
- Stolas flavonotata (Boheman, 1856.)
- Stolas flavoreticulata (Boheman, 1856.)
- Stolas floccosa (Erichson, 1847.)
- Stolas foveolatipennis (Spaeth, 1937.)
- Stolas funebris (Boheman, 1850.)
- Stolas glabricollis (Boheman, 1850.)
- Stolas godeti (Boheman, 1850.)
- Stolas haematites (Lichtenstein, 1795.)
- Stolas hameli Borowiec, 2007.
- Stolas helleri (Spaeth, 1915.)
- Stolas hermanni (Spaeth, 1911.)
- Stolas honorifica (Boheman, 1862.)
- Stolas huanocensis (Spaeth, 1901.)
- Stolas hypocrita (Boheman, 1862.)
- Stolas ignita (Boheman, 1850.)
- Stolas iheringi (Spaeth, 1913.)
- Stolas illustris (Chevrolat, 1834.)
- Stolas imitatrix Borowiec, 1999.
- Stolas imparilis (Boheman, 1862.)
- Stolas imperialis (Spaeth, 1898.)
- Stolas implexa (Boheman, 1850.)
- Stolas impluviata (Boheman, 1850.)
- Stolas impudens (Boheman, 1856.)
- Stolas inaequalis (Linnaeus, 1758.)
- Stolas inaurata (Burmeister, 1870.)
- Stolas inca (Spaeth, 1901.)
- Stolas indigacea (Boheman, 1850.)
- Stolas inermis (Boheman, 1862.)
- Stolas inexculta (Boheman, 1862.)
- Stolas insipida (Spaeth, 1932.)
- Stolas interjecta (Baly, 1872.)
- Stolas intermedia Borowiec, 1999.
- Stolas isthmica (Champion, 1893.)
- Stolas kaestneri (Spaeth, 1932.)
- Stolas kollari (Boheman, 1850.)
- Stolas kraatzi (Boheman, 1862.)
- Stolas lacertosa (Boheman, 1862.)
- Stolas lacordairei (Boheman, 1850.)
- Stolas lacunosa (Boheman, 1850.)
- Stolas lata (Boheman, 1850.)
- Stolas latevittata (Boheman, 1862.)
- Stolas lebasii (Boheman, 1850.)
- Stolas lenis (Boheman, 1850.)
- Stolas lineaticollis (Boheman, 1850.)
- Stolas mannerheimi (Boheman, 1850.)
- Stolas mellyi (Boheman, 1850.)
- Stolas metallica (Demay, 1838.)
- Stolas modica (Boheman, 1850.)
- Stolas murina (Spaeth, 1911.)
- Stolas napoensis Borowiec, 1998.
- Stolas nickerli (Spaeth, 1901.)
- Stolas nigrolineata (Champion, 1893.)
- Stolas niobe (Spaeth, 1919.)
- Stolas nudicollis (Boheman, 1850.)
- Stolas oblita (Boheman, 1850.)
- Stolas obvoluta (Boheman, 1862.)
- Stolas octosignata (Spaeth, 1913.)
- Stolas omaspidiformis Borowiec, 2007.
- Stolas pallidoguttata (Blanchard, 1837.)
- Stolas paranensis (Spaeth, 1928.)
- Stolas pascoei (Baly, 1872.)
- Stolas paulista (Spaeth, 1935.)
- Stolas pauperula (Baly, 1872.)
- Stolas pectinata (Baly, 1872.)
- Stolas pellicula (Spaeth, 1915.)
- Stolas perezi Borowiec, 1998.
- Stolas perfuga (Spaeth, 1926.)
- Stolas perjucunda (Baly, 1872.)
- Stolas pertusa (Boheman, 1850.)
- Stolas placida (Spaeth, 1911.)
- Stolas plagicollis (Boheman, 1850.)
- Stolas pleurosticha (Erichson, 1847.)
- Stolas praecalva (Spaeth, 1942.)
- Stolas praetoria (Spaeth, 1928.)
- Stolas puberula (Boheman, 1856.)
- Stolas pubipennis (Boheman, 1862.)
- Stolas pucallpaensis Borowiec and Takizawa, 2011.
- Stolas pullata (Spaeth, 1911.)
- Stolas punicea (Boheman, 1850.)
- Stolas quatuordecimsignata (Boheman, 1850.)
- Stolas quinquefasciata (Wagener, 1877.)
- Stolas redtenbacheri (Boheman, 1850.)
- Stolas reticularis (Linnaeus, 1758.)
- Stolas rubicundula (Boheman, 1856.)
- Stolas rubroreticulata (Boheman, 1856.)
- Stolas rufocincta (Wagener, 1881.)
- Stolas sanguineovittata Borowiec, 1998.
- Stolas sanramonensis Borowiec, 2005.
- Stolas saundersi (Boheman, 1856.)
- Stolas schaumi (Boheman, 1850.)
- Stolas scoparia Erichson, 1847.
- Stolas selecta (Spaeth, 1928.)
- Stolas sexplagiata (Boheman, 1850.)
- Stolas sexsignata (Boheman, 1850.)
- Stolas sexstillata (Boheman, 1856.)
- Stolas socialis (Spaeth, 1932.)
- Stolas sommeri (Boheman, 1850.)
- Stolas stevensi (Boheman, 1856.)
- Stolas stolida (Spaeth, 1917.)
- Stolas stragula (Boheman, 1862.)
- Stolas stygia (Spaeth, 1932.)
- Stolas subcaudata (Spaeth, 1926.)
- Stolas submetallica (Weise, 1902.)
- Stolas subreticulata (Boheman, 1850.)
- Stolas suspiciosa (Boheman, 1850.)
- Stolas suturalis (Fabricius, 1777.)
- Stolas tachiraensis Borowiec, 2009.
- Stolas thoreyi (Boheman, 1862.)
- Stolas tumulus (Boheman, 1850.)
- Stolas uniformis Borowiec and Swietojanska, 2010.
- Stolas verecunda (Boheman, 1850.)
- Stolas vetula (Boheman, 1850.)
- Stolas vicina (Boheman, 1850.)
- Stolas vidua (Boheman, 1850.)
- Stolas vorax (Weise, 1902.)
- Stolas warchalowskii Borowiec, 2007.
- Stolas zonata (Spaeth, 1902.)
- Stolas zumbaensis Borowiec, 1998.
- Strabala acuminata Blake, 1953.
- Strabala ambulans (Suffrian, 1868.)
- Strabala rotunda Blake, 1953.
- Strabala rufa (Illiger, 1807.)
- Strongylocassis atripes (J. L. LeConte, 1859.)
- Stylantheus macrocerus (Horn, 1873.)
- Sumitrosis amica (Baly, 1885.)
- Sumitrosis ancoroides (Schaeffer, 1933.)
- Sumitrosis annulipes (Pic, 1932.)
- Sumitrosis bifasciata (Pic, 1929.)
- Sumitrosis binotaticollis (Pic, 1929.)
- Sumitrosis bondari (Uhmann, 1953.)
- Sumitrosis brevenotata (Pic, 1929.)
- Sumitrosis breviceps (Baly, 1885.)
- Sumitrosis bruchi (Uhmann, 1938.)
- Sumitrosis chacoensis (Uhmann, 1938.)
- Sumitrosis championi (Weise, 1911.)
- Sumitrosis congener (Baly, 1885.)
- Sumitrosis curta (Pic, 1929.)
- Sumitrosis difficilis (Monrós and Viana, 1947.)
- Sumitrosis distinctus (Baly, 1885.)
- Sumitrosis diversipes (Baly, 1885.)
- Sumitrosis flavipennis (Weise, 1910.)
- Sumitrosis fryi (Baly, 1885.)
- Sumitrosis fuscicornis (Weise, 1910.)
- Sumitrosis germaini (Pic, 1929.)
- Sumitrosis gestroi (Weise, 1906.)
- Sumitrosis heringi (Uhmann, 1935.)
- Sumitrosis imparallela (Pic, 1932.)
- Sumitrosis inaequalis (Weber, 1801.)
- Sumitrosis instabilis (Baly, 1885.)
- Sumitrosis lateapicalis (Pic, 1934.)
- Sumitrosis latior (Pic, 1932.)
- Sumitrosis lebasi (Chapuis, 1877.)
- Sumitrosis lepidula (Weise, 1905.)
- Sumitrosis maculata (Uhmann, 1931.)
- Sumitrosis marginella (Weise, 1905.)
- Sumitrosis minima (Pic, 1932.)
- Sumitrosis minuta (Pic, 1932.)
- Sumitrosis obidosensis (Pic, 1929.)
- Sumitrosis obliterata (Chapuis, 1877.)
- Sumitrosis obscura (Chapuis, 1877.)
- Sumitrosis octostriata (Chapuis, 1877.)
- Sumitrosis opacicollis (Baly, 1885.)
- Sumitrosis pallescens (Baly, 1885.)
- Sumitrosis parallela (Champion, 1894.)
- Sumitrosis peruana (Pic, 1929.)
- Sumitrosis picta (Weise, 1910.)
- Sumitrosis placida (Baly, 1885.)
- Sumitrosis pretiosula (Uhmann, 1961.)
- Sumitrosis regularis (Weise, 1905.)
- Sumitrosis reichardti (Uhmann, 1968.)
- Sumitrosis replexa (Uhmann, 1931.)
- Sumitrosis rosea (Weber, 1801.)
- Sumitrosis semilimbata (Baly, 1885.)
- Sumitrosis signifera (Weise, 1905.)
- Sumitrosis steinheili (Chapuis, 1877.)
- Sumitrosis subangulata (Chapuis, 1877.)
- Sumitrosis terminatus (Baly, 1885.)
- Sumitrosis tesseraria (Weise, 1905.)
- Sumitrosis testacea (Pic, 1934.)
- Sumitrosis tibialis (Baly, 1885.)
- Sumitrosis trinidadica (Uhmann, 1950.)
- Sumitrosis varians (Uhmann, 1961.)
- Sumitrosis weisei Staines, 1993.
- Sumitrosis weyrauchi (Uhmann, 1968.)
- Syneta albida J. L. LeConte, 1857.
- Syneta carinata Mannerheim, 1835.
- Syneta extorris Brown, 1940.
- Syneta ferruginea (Germar, 1811.)
- Syneta hamata Horn, 1893.
- Syneta pilosa Brown, 1940.
- Syneta seriata J. L. LeConte, 1859.
- Syneta simplex J. L. LeConte, 1857.
- Synetocephalus adenostomatus (B. White, 1942.)
- Synetocephalus atricornis (Fall, 1910.)
- Synetocephalus autumnalis Fall, 1910.
- Synetocephalus bivittatus (J. L. LeConte, 1859.)
- Synetocephalus crassicornis (Fall, 1910.)
- Synetocephalus curvatus (Fall, 1910.)
- Synetocephalus diegensis (Blake, 1942.)
- Synetocephalus monorhabdus (Blake, 1942.)
- Synetocephalus vandykei (Blake, 1942.)
- Synetocephalus wallacei (Wilcox, 1965.)
- Syngambria andreae (Boheman, 1855.)
- Syngambria bisinuata (Boheman, 1855.)
- Syngambria panamensis Borowiec, 2006.
- Syphrea burgessi (Crotch, 1873.)
- Syphrea flavicollis (Jacoby, 1884.)
- Syphrea nana (Crotch, 1873.)
- Syphrea nitidiventris (Fall, 1910.)
- Systena bitaeniata (J. L. LeConte, 1859.)
- Systena blanda F. E. Melsheimer, 1847.
- Systena californica Blake, 1935.
- Systena carri Blake, 1935.
- Systena collaris Crotch, 1873.
- Systena corni Schaeffer, 1932.
- Systena dimorpha Blake, 1933.
- Systena elongata (Fabricius, 1798.)
- Systena frontalis (Fabricius, 1801.)
- Systena gracilenta Blake, 1933.
- Systena hudsonias (Forster, 1771.)
- Systena laevis Blake, 1935.
- Systena marginalis (Illiger, 1807.)
- Systena mitis (J. L. LeConte, 1858.)
- Systena pallicornis Schaeffer, 1906.
- Systena pallipes Schwarz, 1878.
- Systena plicata Blatchley, 1921.
- Systena sexnotata Fall, 1910.
- Systena variata Schaeffer, 1932.
- Tapinaspis atroannulus (Champion, 1894.)
- Tapinaspis wesmaeli (Boheman, 1855.)
- Tegocassis corpulenta (Weise, 1904.)
- Temnochalepus circumcinctus (Weise, 1910.)
- Temnochalepus imitans Uhmann, 1935.
- Temnochalepus insolitus Uhmann, 1935.
- Temnochalepus lugubris (Chapuis, 1877.)
- Temnocthispa brevedentata (Pic, 1933.)
- Temnocthispa deplanata (Waterhouse, 1881.)
- Temnocthispa jocosa Uhmann, 1940.
- Temnocthispa truncata (Fabricius, 1801.)
- Teretrispa gahniae Gressitt, 1960.
- Teretrispa orchidaceae Gressitt, 1960.
- Terpsis quadrivittata (Champion, 1893.)
- Tetracassis lyra (Spaeth, 1898.)
- Thlaspida biramosa (Boheman, 1855.)
- Thlaspida cribrosa (Boheman, 1855.)
- Thlaspida lewisii (Baly, 1874.)
- Thlaspida pygmaea Medvedev, 1958.
- Thlaspida triangularis Spaeth, 1926.
- Thlaspida tsoui Borowiec and Lee, 2009.
- Thlaspidosoma assamensis Spaeth, 1926.
- Thlaspidosoma brevis Chen and Zia, 1964.
- Thlaspidosoma celebensis Spaeth, 1933.
- Thlaspidosoma dohrni Spaeth, 1901.
- Thlaspidosoma fallaciosa Spaeth, 1901.
- Thlaspidosoma gracilicornis Spaeth, 1915.
- Thlaspidosoma horsfieldi (Boheman, 1855.)
- Thlaspidosoma philippina (Spaeth, 1916.)
- Thlaspidosoma rizalensis Spaeth, 1933.
- Thlaspidula boisduvali (Boheman, 1854.)
- Thlaspidula fimbriata Spaeth, 1901.
- Thlaspidula moseri (Spaeth, 1915.)
- Thlaspidula muelleri (Spaeth, 1903.)
- Thlaspidula riedeli Borowiec and Swietojanska, 2001.
- Thlaspidula stellifera (Spaeth, 1912.)
- Thomispa feae (Gestro, 1906.)
- Thoracispa brunni (Weise, 1904.)
- Thoracispa dregei (Chapuis, 1875.)
- Thoracispa hessei (Uhmann, 1934.)
- Thricolema anomala Crotch, 1874.
- Timarcha cerdo Stål, 1863.
- Timarcha intricata Haldeman, 1853.
- Torquispa caledoniae Uhmann, 1954.
- Torquispa vittigera Uhmann, 1954.
- Trachymela sloanei (Blackburn, 1896.)
- Trachyscelida bicolor (J. L. LeConte, 1884.)
- Triachus atomus (Suffrian, 1852.)
- Triachus cerinus J. L. LeConte, 1880.
- Triachus postremus J. L. LeConte, 1880.
- Triachus vacuus J. L. LeConte, 1880.
- Triarius lividus (J. L. LeConte, 1884.)
- Triarius melanolomatus (Blake, 1942.)
- Triarius nigroflavus E. Riley, S. Clark and Gilbert, 2001.
- Triarius pini (Schaeffer, 1906.)
- Triarius trivittatus Horn, 1893.
- Triarius vittipennis (Horn, 1893.)
- Trichaltica scabricula (Crotch, 1873.)
- Trichaltica tibialis (Jacoby, 1892.)
- Trichaspis brevicornis Borowiec, 2002.
- Trichaspis erinacea Borowiec, 2002.
- Trichaspis hincksi (Shaw, 1961.)
- Trichaspis louwi Borowiec, 2002.
- Trichaspis minutissima Borowiec, 2002.
- Trichaspis pilosa (Spaeth, 1911.)
- Trichaspis pilosula (Boheman, 1862.)
- Trichaspis tomentosa Borowiec, 2002.
- Trichispa sericea (Guérin-Méneville in Cuvier, 1844.)
- Tricholochmaea alni (Fall, 1924.)
- Tricholochmaea cavicollis (J. L. LeConte, 1865.)
- Tricholochmaea decora (Say, 1824.)
- Tricholochmaea kalmiae (Fall, 1924.)
- Tricholochmaea perplexa (Fall, 1924.)
- Tricholochmaea punctipennis (Mannerheim, 1843.)
- Tricholochmaea ribicola (Brown, 1938.)
- Tricholochmaea rufosanguinea (Say, 1826.)
- Tricholochmaea sablensis (Brown, 1969.)
- Tricholochmaea spiraeae (Fall, 1924.)
- Tricholochmaea spiraeophila (Hatch in Hatch and Beller, 1932.)
- Tricholochmaea tuberculata (Say, 1824.)
- Tricholochmaea vaccinii (Fall, 1924.)
- Trigonocassis conducta (Boheman, 1862.)
- Trilaccodea ecuadorica Borowiec, 2007.
- Trilaccodea excisa (Boheman, 1856.)
- Trilaccodea langei Spaeth, 1902.
- Trilaccodea meridionalis Borowiec, 2004.
- Trilaccodea schneideri (Spaeth, 1909.)
- Trilaccodea tomentosa (Boheman, 1850.)
- Trirhabda adela Blake, 1931.
- Trirhabda attenuata (Say, 1824.)
- Trirhabda bacharidis (Weber, 1801.)
- Trirhabda borealis Blake, 1931.
- Trirhabda caduca Horn, 1893.
- Trirhabda canadensis (Kirby, 1837.)
- Trirhabda confusa Blake, 1931.
- Trirhabda convergens J. L. LeConte, 1865.
- Trirhabda diducta Horn, 1893.
- Trirhabda eriodictyonis Fall, 1907.
- Trirhabda flavolimbata (Mannerheim, 1843.)
- Trirhabda geminata Horn, 1893.
- Trirhabda labrata Fall, 1907.
- Trirhabda lewisii Crotch, 1873.
- Trirhabda luteocincta (J. L. LeConte, 1858.)
- Trirhabda manisi Hogue in Hatch, 1971.
- Trirhabda nigriventris Blake, 1951.
- Trirhabda nitidicollis J. L. LeConte, 1865.
- Trirhabda pilosa Blake, 1931.
- Trirhabda pubicollis Blake, 1951.
- Trirhabda schwarzi Blake, 1951.
- Trirhabda sericotrachyla Blake, 1931.
- Trirhabda virgata J. L. LeConte, 1865.
- Tymnes chrysis (Olivier, 1808.)
- Tymnes metasternalis (Crotch, 1873.)
- Tymnes oregonensis (Crotch, 1873.)
- Tymnes thaleia (Blake, 1977.)
- Tymnes tricolor (Fabricius, 1792.)
- Tymnes violaceus Horn, 1892.
- Typophorus nigritus (Fabricius, 1801.)
- Unguispa impar Uhmann, 1954.
- Urodera crucifera Lacordaire, 1848.
- Urodera dilaticollis Jacoby, 1889.
- Uroplata acuta Uhmann, 1968.
- Uroplata aeneicollis Weise, 1911.
- Uroplata amazona Weise, 1911.
- Uroplata ambigua Chapuis, 1877.
- Uroplata andicola Weise, 1911.
- Uroplata angulata (Fabricius, 1787.)
- Uroplata approximata Pic, 1931.
- Uroplata armata Baly, 1886.
- Uroplata atriceps Pic, 1933.
- Uroplata atricornis (Pic, 1927.)
- Uroplata auriculata Uhmann, 1943.
- Uroplata basifemoralis Pic, 1933.
- Uroplata bicoloriceps Pic, 1933.
- Uroplata bilineata Chapuis, 1877.
- Uroplata bipuncticollis Chapuis, 1877.
- Uroplata borgmeieri Uhmann, 1937.
- Uroplata brevenotata Pic, 1933.
- Uroplata calopteroides Weise, 1911.
- Uroplata chalepoides Weise, 1911.
- Uroplata coarctata Weise, 1921.
- Uroplata compressicornis (Fabricius, 1801.)
- Uroplata confusa Uhmann, 1959.
- Uroplata constricta Weise, 1910.
- Uroplata costaricana Pic, 1932.
- Uroplata daguerrei (Pic, 1930.)
- Uroplata decipiens Chapuis, 1877.
- Uroplata denticulata (Uhmann, 1938.)
- Uroplata distinguenda Baly, 1886.
- Uroplata dolorosa Baly, 1886.
- Uroplata donceeli Pic, 1937.
- Uroplata donckieri Pic, 1933.
- Uroplata emilii Chapuis, 1877.
- Uroplata exigua Uhmann, 1959.
- Uroplata fasciata Pic, 1933.
- Uroplata ferruginea Weise, 1905.
- Uroplata fiebrigi Spaeth, 1937.
- Uroplata forsteri Uhmann, 1949.
- Uroplata fulvopustulata Baly, 1886.
- Uroplata fusca Chapuis, 1877.
- Uroplata germaini Pic, 1927.
- Uroplata girardi Pic, 1934.
- Uroplata holosericea Weise, 1911.
- Uroplata humeralis Pic, 1933.
- Uroplata iheringi Weise, 1911.
- Uroplata inornata Uhmann, 1959.
- Uroplata interrupta Weise, 1911.
- Uroplata irregularis Pic, 1932.
- Uroplata jucunda Chapuis, 1877.
- Uroplata kuntzeni (Uhmann, 1937.)
- Uroplata lobata Weise, 1911.
- Uroplata longipes Weise, 1906.
- Uroplata maculicollis Weise, 1905.
- Uroplata maura (Fabricius, 1801.)
- Uroplata minuscula Chapuis, 1877.
- Uroplata monrosi Uhmann, 1959.
- Uroplata mucronata (Olivier, 1808.)
- Uroplata nebulosa Baly, 1886.
- Uroplata nigritarsis Weise, 1921.
- Uroplata nupta Weise, 1905.
- Uroplata obscurella Weise, 1921.
- Uroplata ogloblini (Monrós and Viana, 1947.)
- Uroplata orphanula Weise, 1905.
- Uroplata pascoei Baly, 1886.
- Uroplata peruana Pic, 1927.
- Uroplata planiuscula Chapuis, 1877.
- Uroplata probaeniformis Uhmann, 1937.
- Uroplata pusilla Weise, 1905.
- Uroplata quadridens Weise, 1921.
- Uroplata reducta (Monrós and Viana, 1947.)
- Uroplata reimoseri Spaeth, 1937.
- Uroplata romani Weise, 1921.
- Uroplata rudis (Uhmann, 1937.)
- Uroplata ruficornis Pic, 1933.
- Uroplata rufifrons Pic, 1933.
- Uroplata sculptilis Chapuis, 1877.
- Uroplata serrulata Weise, 1911.
- Uroplata severini Weise, 1911.
- Uroplata singularis Pic, 1931.
- Uroplata spaethi Uhmann, 1940.
- Uroplata spinosa Pic, 1932.
- Uroplata stevensi Baly, 1865.
- Uroplata strandi Uhmann, 1937.
- Uroplata sublimbata Chapuis, 1877.
- Uroplata subluteofasciata Pic, 1927.
- Uroplata submarginalis Baly, 1864.
- Uroplata triangula Uhmann, 1951.
- Uroplata trivittata Chapuis, 1877.
- Uroplata varicostata Pic, 1932.
- Uroplata variegata Weise, 1921.
- Uroplata vicina Guérin-Méneville in Cuvier, 1844.
- Vietocassis viridis Medvedev and Eroshkina, 1988.
- Wallacispa javana Uhmann, 1955.
- Wallacispa tibialis Uhmann, 1931.
- Xanthogaleruca luteola (Müller, 1766.)
- Xanthonia angulata Staines and Weisman, 2001.
- Xanthonia decemnotata (Say, 1824.)
- Xanthonia dentata Staines and Weisman, 2002.
- Xanthonia furcata Staines and Weisman, 2001.
- Xanthonia intermedia Staines and Weisman, 2001.
- Xanthonia monticola Staines and Weisman, 2001.
- Xanthonia pilosa Staines and Weisman, 2002.
- Xanthonia pinicola Schaeffer, 1934.
- Xanthonia serrata Staines and Weisman, 2001.
- Xanthonia stevensi Baly, 1863.
- Xanthonia striata Staines and Weisman, 2001.
- Xanthonia vagans (J. L. LeConte, 1884.)
- Xanthonia villosula (F. E. Melsheimer, 1847.)
- Xenarescus monocerus (Olivier, 1808.)
- Xenicomorpha scapularis (Boheman, 1854.)
- Xenochalepus ampliatus (Chapuis, 1877.)
- Xenochalepus amplipennis (Baly, 1886.)
- Xenochalepus angustus (Chapuis, 1877.)
- Xenochalepus annulatus (Pic, 1931.)
- Xenochalepus annulipes (Waterhouse, 1881.)
- Xenochalepus apicipennis (Chapuis, 1877.)
- Xenochalepus arcuatus Uhmann, 1940.
- Xenochalepus assimilis Uhmann, 1947.
- Xenochalepus ater (Weise, 1905.)
- Xenochalepus atriceps (Chapuis, 1877.)
- Xenochalepus bahianus Uhmann in Titschack, 1942.
- Xenochalepus bajulus Weise, 1911.
- Xenochalepus bicostatus (Chapuis, 1877.)
- Xenochalepus bilineatus (Chapuis, 1877.)
- Xenochalepus bogotensis Weise, 1921.
- Xenochalepus boliviensis (Pic, 1931.)
- Xenochalepus brasiliensis (Pic, 1931.)
- Xenochalepus cayennensis (Pic, 1931.)
- Xenochalepus cephalotes (Chapuis, 1877.)
- Xenochalepus chapuisi (Baly, 1886.)
- Xenochalepus chromaticus (Baly, 1885.)
- Xenochalepus contubernalis (Baly, 1885.)
- Xenochalepus cruentus Uhmann, 1948.
- Xenochalepus curticornis (Pic, 1931.)
- Xenochalepus cyanura Blake, 1971.
- Xenochalepus dentatus (Fabricius, 1787.)
- Xenochalepus deyrollei (Chapuis, 1877.)
- Xenochalepus dictyopterus (Perty, 1832.)
- Xenochalepus dilaticornis (Pic, 1931.)
- Xenochalepus discernendus Uhmann, 1940.
- Xenochalepus discointerruptus (Pic, 1932.)
- Xenochalepus diversipes (Pic, 1931.)
- Xenochalepus donckieri (Pic, 1931.)
- Xenochalepus erichsoni (Weise, 1905.)
- Xenochalepus erythroderus (Chapuis, 1877.)
- Xenochalepus faustus (Weise, 1905.)
- Xenochalepus festivus Weise, 1911.
- Xenochalepus fiebrigi Spaeth, 1937.
- Xenochalepus firmus (Weise, 1910.)
- Xenochalepus fraternalis (Baly, 1886.)
- Xenochalepus frictus (Weise, 1905.)
- Xenochalepus goyasensis (Pic, 1905.)
- Xenochalepus gregalis (Pic, 1921.)
- Xenochalepus guerini (Chapuis, 1877.)
- Xenochalepus guyanensis (Spaeth, 1937.)
- Xenochalepus haroldi (Chapuis, 1877.)
- Xenochalepus hespenheidei Staines, 2000.
- Xenochalepus holdhausi (Spaeth, 1937.)
- Xenochalepus humerosus Uhmann, 1955.
- Xenochalepus incisus Weise, 1911.
- Xenochalepus jacobi Uhmann, 1937.
- Xenochalepus kolbei Weise, 1911.
- Xenochalepus longiceps (Pic, 1931.)
- Xenochalepus maculicollis (Champion, 1894.)
- Xenochalepus mediolineatus (Baly, 1886.)
- Xenochalepus medius (Chapuis, 1877.)
- Xenochalepus metallescens (Weise, 1905.)
- Xenochalepus minarum Spaeth, 1937.
- Xenochalepus monrosi Uhmann, 1951.
- Xenochalepus mucunae Maulik, 1930.
- Xenochalepus nigriceps (Blanchard in d'Orbigny, 1843.)
- Xenochalepus nigripes (Weise, 1905.)
- Xenochalepus notaticollis (Chapuis, 1877.)
- Xenochalepus ocelliger Uhmann, 1940.
- Xenochalepus octocostatus Weise, 1911.
- Xenochalepus omoger (Crotch, 1873.)
- Xenochalepus ornatus Weise, 1911.
- Xenochalepus palmeri (Baly, 1886.)
- Xenochalepus peruvianus (Weise, 1905.)
- Xenochalepus phaseoli Uhmann, 1938.
- Xenochalepus pictus Weise, 1911.
- Xenochalepus platymeroides Uhmann, 1938.
- Xenochalepus platymerus (Lucas, 1859.)
- Xenochalepus potomacus Butte, 1968.
- Xenochalepus pugillus (Spaeth, 1937.)
- Xenochalepus rectefasciatus Pic, 1932.
- Xenochalepus robiniae Butte, 1968.
- Xenochalepus robustus (Pic, 1931.)
- Xenochalepus rubripennis (Spaeth, 1937.)
- Xenochalepus rubronotatus (Pic, 1931.)
- Xenochalepus rufithorax (Baly, 1885.)
- Xenochalepus serratus (Fabricius, 1787.)
- Xenochalepus signaticollis (Baly, 1886.)
- Xenochalepus suturata (Uhmann, 1957.)
- Xenochalepus tandilensis (Bruch, 1933.)
- Xenochalepus thoracicus (Fabricius, 1801.)
- Xenochalepus transversalis (Chapuis, 1877.)
- Xenochalepus trilineatus (Chapuis, 1877.)
- Xenochalepus univittatus (Baly, 1886.)
- Xenochalepus velutinus (Chapuis, 1877.)
- Xenochalepus venezuelensis (Pic, 1931.)
- Xenochalepus viridiceps (Pic, 1934.)
- Xenochalepus vittatipennis (Spaeth, 1937.)
- Xenochalepus waterhousei (Baly, 1886.)
- Xenochalepus weisei Spaeth, 1937.
- Xiphispa coquerelii (Fairmaire, 1869.)
- Yingaresca obliterata (Olivier, 1808.)
- Yingaresca varicornis (Weise, 1885.)
- Yingaresca wolcotti (Bryant, 1924.)
- Zabrotes amplissimus Kingsolver, 1990.
- Zabrotes arenarius (Wolcott, 1912.)
- Zabrotes bexarensis Kingsolver, 1990.
- Zabrotes chandleri Kingsolver, 1990.
- Zabrotes chavesi Kingsolver, 1980.
- Zabrotes cruciger Horn, 1885.
- Zabrotes cynthiae Kingsolver, 1990.
- Zabrotes densus Horn, 1885.
- Zabrotes eldenensis Kingsolver, 1990.
- Zabrotes humboldtae Kingsolver, 1990.
- Zabrotes obliteratus Horn, 1885.
- Zabrotes planifrons Horn, 1885.
- Zabrotes spectabilis Horn, 1885.
- Zabrotes stephani Kingsolver, 1990.
- Zabrotes subfasciatus (Boheman, 1833.)
- Zabrotes subnitens (Horn, 1885.)
- Zabrotes sylvestris Romero and Johnson, 1999.
- Zabrotes victoriensis Kingsolver, 1990.
- Zatrephina atrorubra (Guérin-Méneville, 1844.)
- Zatrephina lineata (Fabricius, 1787.)
- Zatrephina princeps (Boheman, 1854.)
- Zatrephina sexlunata (Klug, 1829.)
- Zenocolaspis subtropica (Schaeffer, 1906.)
- Zeugonota aurolimbata (Boheman, 1850.)
- Zeugonota quadrinodosa (Boheman, 1856.)
- Zygogramma arizonica Schaeffer, 1906.
- Zygogramma conjuncta (Rogers, 1856.)
- Zygogramma continua (J. L. LeConte, 1868.)
- Zygogramma disrupta (Rogers, 1856.)
- Zygogramma estriata Schaeffer, 1919.
- Zygogramma exclamationis (Fabricius, 1798.)
- Zygogramma heterothecae Linell, 1896.
- Zygogramma malvae (Stål, 1859.)
- Zygogramma opifera (Stål, 1860.)
- Zygogramma piceicollis (Stål, 1859.)
- Zygogramma signatipennis (Stål, 1859.)
- Zygogramma suturalis (Fabricius, 1775.)
- Zygogramma tortuosa (Rogers, 1856.)

### Podvrste
- Acalymma blandulum blandulum (J. L. LeConte, 1868.)
- Altica ambiens alni Harris in Scudder, 1869.
- Altica ambiens ambiens J. L. LeConte, 1859.
- Altica bimarginata bimarginata Say, 1824.
- Altica bimarginata labradorensis LeSage, 1993.
- Altica bimarginata plicipennis (Mannerheim, 1843.)
- Altica prasina populi Brown, 1938.
- Altica prasina prasina J. L. LeConte, 1857.
- Amphelasma cavum vicinum (Jacoby, 1887.)
- Anisostena prompta fasciata Maulik, 1930.
- Anisostena prompta prompta Weise, 1910.
- Anomoea laticlavia angustata Schaeffer, 1933.
- Anomoea laticlavia laticlavia (Forster, 1771.)
- Anomoea nitidicollis crassicornis Schaeffer, 1933.
- Anomoea nitidicollis nitidicollis Schaeffer, 1920.
- Anomoea rufifrons mutabilis (Lacordaire, 1848.)
- Anomoea rufifrons occidentimutabilis Moldenke, 1970.
- Babia quadriguttata magnasmokiae Moldenke, 1970.
- Babia quadriguttata pulla Lacordaire, 1848.
- Babia quadriguttata quadriguttata (Olivier, 1791.)
- Babia tetraspilota tenuis Schaeffer, 1933.
- Babia tetraspilota tetraspilota J. L. LeConte, 1858.
- Babia tetraspilota texana Schaeffer, 1933.
- Balyana sculptilis chiromensis Berti in Berti and Desmier de Chenon, 1987.
- Balyana sculptilis clathrata (Kolbe, 1897.)
- Balyana sculptilis reticulata (Gestro, 1895.)
- Balyana sculptilis sculptilis (Fairmaire, 1895.)
- Botryonopa crassicornis crassicornis Gestro, 1897.
- Botryonopa crassicornis ikata Würmli, 1976.
- Botryonopa crassicornis wegneri Uhmann, 1960.
- Botryonopa cyanoptera angustata Uhmann, 1931.
- Botryonopa cyanoptera cyanoptera Baly, 1869.
- Botryonopa modiglianii apicalis (Gestro, 1901.)
- Botryonopa modiglianii modiglianii (Gestro, 1896.)
- Botryonopa modiglianii uniformis Uhmann, 1935.
- Botryonopa modiglianii vittata Uhmann, 1935.
- Botryonopa spectabilis helleri Heyden, 1897.
- Botryonopa spectabilis kleinei Uhmann, 1931.
- Botryonopa spectabilis spectabilis Baly, 1858.
- Botryonopa spectabilis stomachosa Würmli, 1976.
- Brontispa lateralis lateralis Uhmann, 1953.
- Brontispa lateralis sacchari Gressitt, 1960.
- Brontispa linearis archontophoenicia Gressitt, 1960.
- Brontispa linearis linearis Spaeth, 1936.
- Calligrapha californica californica Linell, 1896.
- Calligrapha californica coreopsivora Brown, 1945.
- Callispa almora almora Maulik, 1923.
- Callispa almora nigrimembris Chen and Yu in Chen, Sun and Yu, 1964.
- Callistola boisduvali boisduvali (Weise, 1908.)
- Callistola boisduvali buloloensis Gressitt, 1957.
- Callistola bruijnii bruijnii (Gestro, 1885.)
- Callistola bruijnii morotaiensis (Spaeth, 1936.)
- Callistola dilutipes alexandrina Gressitt, 1963.
- Callistola dilutipes dilutipes (Weise, 1905.)
- Callistola speciosa fasciata (Weise, 1905.)
- Callistola speciosa speciosa (Boisduval in d'Urville, 1835.)
- Ceratispa metallica metallica (Gestro, 1885.)
- Ceratispa metallica purpurea Gressitt, 1963.
- Cerotoma ruficornis ruficornis (Olivier, 1791.)
- Cerotoma ruficornis sexpunctata (Horn, 1872.)
- Chaetocnema brunnescens brunnescens Horn, 1889.
- Chalepus sanguinicollis sanguinicollis (Linnaeus, 1771.)
- Chalepus walshii sayi Butte, 1968.
- Chalepus walshii walshii (Crotch, 1873.)
- Charidotella sexpunctata bicolor (Fabricius, 1798.)
- Charidotella sexpunctata sexpunctata (Fabricius, 1781.)
- Chrysolina hyperici hyperici (Forster, 1771.)
- Chrysolina marginata marginata (Linnaeus, 1758.)
- Chrysolina staphylaea staphylaea (Linnaeus, 1758.)
- Chrysomela blaisdelli blaisdelli (Van Dyke, 1938.)
- Chrysomela knabi hesperia Brown, 1961.
- Chrysomela knabi knabi Brown, 1956.
- Chrysomela mainensis interna Brown, 1956.
- Chrysomela mainensis littorea Brown, 1956.
- Chrysomela mainensis mainensis J. Bechyné, 1954.
- Colaspis crinicornis chittendeni Blake, 1974.
- Colaspis crinicornis crinicornis Schaeffer, 1934.
- Colaspis flavocostata avaloni Blake, 1974.
- Colaspis flavocostata flavocostata Schaeffer, 1934.
- Colaspis pini pini Barber, 1937.
- Colaspis pini schotti Barber, 1937.
- Colaspis suilla borealis Blake, 1974.
- Colaspis suilla suilla Fabricius, 1801.
- Colaspis viridiceps viridiceps Schaeffer, 1934.
- Coleorozena fulvilabris fulvilabris (Jacoby, 1888.)
- Coleorozena longicollis longicollis (Jacoby, 1888.)
- Coleorozena pilatei californiensis (Moldenke, 1970.)
- Coleorozena pilatei pilatei (Lacordaire, 1848.)
- Coleorozena pilatei subtilis (Horn, 1892.)
- Coleorozena vittata corta (Moldenke, 1970.)
- Coleorozena vittata larga (Moldenke, 1970.)
- Coleorozena vittata vittata (J. L. LeConte, 1858.)
- Coleothorpa axillaris axillaris (J. L. LeConte, 1868.)
- Coleothorpa axillaris canella (J. L. LeConte, 1884.)
- Coleothorpa axillaris corpilosa (R. Dahl, 1941.)
- Coleothorpa axillaris panamintensis (Moldenke, 1970.)
- Coleothorpa axillaris quadratominor (Moldenke, 1970.)
- Coleothorpa axillaris roseaxillaris (Moldenke, 1970.)
- Coleothorpa axillaris rubracanella (Moldenke, 1970.)
- Coleothorpa axillaris sierrensis (Moldenke, 1970.)
- Coleothorpa dominicana dominicana (Fabricius, 1801.)
- Coleothorpa dominicana franciscana (J. L. LeConte, 1859.)
- Coleothorpa mucorea mucorea (J. L. LeConte, 1858.)
- Coleothorpa mucorea schaefferi (Clavareau in Jacoby and Clavareau, 1907.)
- Coleothorpa vittigera arizonensis (Horn, 1892.)
- Coleothorpa vittigera vittigera (J. L. LeConte, 1861.)
- Cryptocephalus alternans jungovittatus R. White, 1968.
- Cryptocephalus amatus amatus Haldeman, 1849.
- Cryptocephalus amatus apicedens Fall, 1932.
- Cryptocephalus amatus fractilineatus R. White, 1968.
- Cryptocephalus arizonensis arizonensis Schaeffer, 1904.
- Cryptocephalus binominis binominis Newman, 1841.
- Cryptocephalus binominis rufibasis Schaeffer, 1933.
- Cryptocephalus cerinus cerinus B. White, 1937.
- Cryptocephalus cerinus nevadensis B. White, 1937.
- Cryptocephalus confluentus confluentus Say, 1824.
- Cryptocephalus confluentus melanoscelus R. White, 1968.
- Cryptocephalus gibbicollis decrescens R. White, 1968.
- Cryptocephalus gibbicollis gibbicollis Haldeman, 1849.
- Cryptocephalus leucomelas leucomelas Suffrian, 1852.
- Cryptocephalus leucomelas trisignatus R. White, 1968.
- Cryptocephalus leucomelas vitticollis J. L. LeConte, 1880.
- Cryptocephalus obsoletus indistinctus R. White, 1968.
- Cryptocephalus obsoletus obsoletus Germar, 1824.
- Cryptocephalus sanguinicollis nigerrimus Crotch, 1874.
- Cryptocephalus sanguinicollis sanguinicollis Suffrian, 1852.
- Cryptocephalus simulans conjungens Schaeffer, 1934.
- Cryptocephalus simulans eluticollis Schaeffer, 1934.
- Cryptocephalus simulans simulans Schaeffer, 1906.
- Cryptocephalus spurcus spurcus J. L. LeConte, 1858.
- Cryptocephalus spurcus vandykei B. White, 1937.
- Cyperispa scleriae gelae Gressitt in Gressitt and Samuelson, 1990.
- Cyperispa scleriae malaitensis Gressitt, 1960.
- Cyperispa scleriae scleriae Gressitt, 1957.
- Cyperispa thoracostachyi kolombangara Gressitt in Gressitt and Samuelson, 1990.
- Cyperispa thoracostachyi thoracostachyi Gressitt, 1960.
- Dactylispa brevispinosa brevispinosa (Chapuis, 1877.)
- Dactylispa brevispinosa yunnana Chen and Tan in Chen, Tan and Yu, 1961.
- Dactylispa excisa excisa (Kraatz, 1879.)
- Dactylispa excisa meridionalis Chen and Tan in Chen, Tan and Yu, 1961.
- Dactylispa higoniae higoniae (Lewis, 1896.)
- Dactylispa higoniae szechuanensis Chen and Tan in Chen, Tan and Yu, 1961.
- Dactylispa nigricornis incredula Gestro, 1906.
- Dactylispa nigricornis nigricornis Gestro, 1906.
- Dactylispa setifera atra Chen and Tan in Chen, Tan and Yu, 1961.
- Dactylispa setifera setifera (Chapuis, 1877.)
- Dactylispa stoetzneri stoetzneri Uhmann, 1955.
- Dactylispa stoetzneri yunnana Chen and Tan, 1964.
- Dactylispa subquadrata australis Chen and Tan, 1964.
- Dactylispa subquadrata subquadrata Chen and Tan, 1964.
- Diabrotica undecimpunctata howardi Barber, 1947.
- Diabrotica undecimpunctata tenella J. L. LeConte, 1858.
- Diabrotica undecimpunctata undecimpunctata Mannerheim, 1843.
- Diabrotica virgifera virgifera J. L. LeConte, 1868.
- Diabrotica virgifera zeae Krysan and R. Smith in Krysan, R. Smith, Branson and Guss, 1980.
- Dicladispa armigera armigera (Olivier, 1808.)
- Dicladispa armigera yunnanica Chen and Sun in Chen, Tan, Yu and Sun, 1962.
- Disonycha collata collata (Fabricius, 1801.)
- Disonycha fumata fumata (J. L. LeConte, 1858.)
- Downesia javana ginpinica Chen and Tan in Chen, Tan, Yu and Sun, 1962.
- Downesia javana javana Weise, 1928.
- Enischnispa calamivora calamivora Gressitt, 1957.
- Enischnispa calamivora papuana Samuelson in Gressitt and Samuelson, 1990.
- Eurispa normalis lamingtona Gressitt, 1957.
- Eurispa normalis normalis Baly, 1869.
- Glyptoscelis juniperi juniperi Blake, 1967.
- Glyptoscelis juniperi zanthocoma Blake, 1967.
- Gonioctena nivosa alberta Brown, 1952.
- Gonioctena nivosa arctica Mannerheim, 1853.
- Graphops curtipennis curtipennis (F. E. Melsheimer, 1847.)
- Graphops curtipennis schwarzi Blake, 1955.
- Graphops floridana borealis Blake, 1955.
- Graphops floridana floridana Blake, 1955.
- Graphops marcassita marcassita (Crotch, 1873.)
- Graphops marcassita pugitana Blake, 1955.
- Lema trivittata medionota Schaeffer, 1933.
- Lema trivittata trivittata Say, 1824.
- Leptispa abdominalis abdominalis Baly, 1858.
- Leptispa abdominalis meridiana Chen and Yu in Chen, Sun and Yu, 1964.
- Leptispa parallela parallela Gestro, 1899.
- Leptispa parallela yunnana Chen and Yu in Chen, Sun and Yu, 1964.
- Lilioceris lilii lilii (Scopoli, 1763.)
- Megalostomis dimidiata dimidiata Lacordaire, 1848.
- Megalostomis pyropyga pyropyga Lacordaire, 1848.
- Megalostomis subfasciata subfasciata (J. L. LeConte, 1868.)
- Metachroma californicum anatolicum Blake, 1970.
- Metachroma californicum californicum Crotch, 1873.
- Metachroma testaceum testaceum Blatchley, 1920.
- Microrhopala excavata cyanea (Say, 1824.)
- Microrhopala excavata excavata (Olivier, 1808.)
- Microrhopala rubrolineata rubrolineata J. L. LeConte, 1859.
- Microrhopala rubrolineata signaticollis J. L. LeConte, 1859.
- Microrhopala rubrolineata vulnerata Horn, 1883.
- Myochrous floridanus floridanus Schaeffer, 1934.
- Myochrous floridanus texanus Blake, 1950.
- Omophoita cyanipennis cyanipennis (Fabricius, 1798.)
- Omophoita cyanipennis octomaculata (Crotch, 1873.)
- Pachybrachis fuscipes fuscipes Fall, 1915.
- Pachybrachis fuscipes purgatus Fall, 1915.
- Pachybrachis hepaticus hepaticus (F. E. Melsheimer, 1847.)
- Pachybrachis hepaticus heteroderus Fall, 1915.
- Pachybrachis nigricornis autolycus Fall, 1915.
- Pachybrachis nigricornis carbonarius Haldeman, 1849.
- Pachybrachis nigricornis difficilis Fall, 1915.
- Pachybrachis nigricornis nigricornis (Say, 1824.)
- Pachybrachis othonus othonus (Say, 1825.)
- Pachybrachis othonus pallidipennis Suffrian, 1858.
- Pachybrachis othonus sioux Balsbaugh, 1973.
- Pachybrachis vau imperfectus Fall, 1915.
- Pachybrachis vau vau Fall, 1915.
- Paria fragariae fragariae Wilcox, 1954.
- Paria fragariae kirki Balsbaugh, 1970.
- Paria opacicollis opacicollis J. L. LeConte, 1859.
- Paria opacicollis wenzeli Wilcox, 1957.
- Phaedon armoraciae armoraciae (Linnaeus, 1758.)
- Phaedon armoraciae niger Hatch, 1928.
- Pharangispa alpiniae alpiniae Samuelson in Gressitt and Samuelson, 1990.
- Pharangispa alpiniae bella Samuelson in Gressitt and Samuelson, 1990.
- Pharangispa alpiniae georgiana Samuelson in Gressitt and Samuelson, 1990.
- Pharangispa alpiniae marginata Samuelson in Gressitt and Samuelson, 1990.
- Phratora americana americana (Schaeffer, 1928.)
- Phratora americana canadensis Brown, 1951.
- Phratora frosti frosti Brown, 1951.
- Phratora frosti remissa Brown, 1951.
- Phratora purpurea novaeterrae Brown, 1951.
- Phratora purpurea purpurea Brown, 1951.
- Phyllobrotica viridipennis mokelensis Blake, 1956.
- Phyllobrotica viridipennis viridipennis (J. L. LeConte, 1859.)
- Platypria moluccana aitapensis Gressitt, 1957.
- Platypria moluccana moluccana Weise, 1922.
- Promecotheca alpiniae alpiniae Maulik, 1929.
- Promecotheca alpiniae robusta Gressitt, 1957.
- Promecotheca callosa callosa Baly, 1876.
- Promecotheca callosa major Gressitt, 1963.
- Promecotheca leveri bougainvilleana Gressitt, 1957.
- Promecotheca leveri leveri Spaeth, 1937.
- Saxinis deserticola deserticola Moldenke, 1970.
- Saxinis deserticola mojavensis Moldenke, 1970.
- Saxinis omogera chiricahuae Moldenke, 1970.
- Saxinis omogera kansana Moldenke, 1970.
- Saxinis omogera omogera Lacordaire, 1848.
- Saxinis saucia bisignata (Walker in Lord, 1866.)
- Saxinis saucia californica Schaeffer, 1906.
- Saxinis saucia immaculata Moldenke, 1970.
- Saxinis saucia inyoensis Moldenke, 1970.
- Saxinis saucia kaibabiae Moldenke, 1970.
- Saxinis saucia monoensis Moldenke, 1970.
- Saxinis saucia propinqua Jacoby, 1878.
- Saxinis saucia saucia J. L. LeConte, 1857.
- Saxinis saucia speculifera Horn, 1892.
- Saxinis sonorensis scutellaris Schaeffer, 1906.
- Saxinis sonorensis sonorensis Jacoby, 1889.
- Smaragdina militaris arizonica (Schaeffer, 1920.)
- Smaragdina militaris militaris (J. L. LeConte, 1858.)
- Strabala acuminata acuminata Blake, 1953.
- Strabala rufa floridana Blake, 1953.
- Strabala rufa rufa (Illiger, 1807.)
- Syneta extorris borealis Brown, 1961.
- Syneta extorris extorris Brown, 1940.
- Syneta simplex simplex J. L. LeConte, 1857.
- Syneta simplex subalpina Edwards, 1953.
- Tricholochmaea decora carbo (J. L. LeConte, 1861.)
- Tricholochmaea decora decora (Say, 1824.)
- Tricholochmaea ribicola confusa (Brown, 1946.)
- Tricholochmaea ribicola ribicola (Brown, 1938.)
- Trirhabda pilosa pilosa Blake, 1931.
- Trirhabda pilosa vittata Hogue in Hatch, 1971.
- Typophorus nigritus chalceus Lefèvre, 1877.
- Typophorus nigritus nigritus (Fabricius, 1801.)
- Typophorus nigritus viridicyaneus (Crotch, 1873.)
- Urodera crucifera texana Schaeffer, 1919.
- Zygogramma conjuncta conjuncta (Rogers, 1856.)
- Zygogramma conjuncta pallida (Bland, 1864.)

## Predatori
Poznato je da neke vrste osa, poput Polistes carolina, konzumiraju jaja Chrysomelidae vrsta nakon što su položena u cvijeću.

## Galerija
- Agelastica alni
- Acalymma vittatum
- Bruchus pisorum (Bruchinae)
- Chrysolina americana
- Chrysolina fastuosa
- Chrysomela populi
- Clytra laeviuscula
- Crioceris asparagi
- Lilioceris lilii
- Luperus longicornis
- Sphaeroderma rubidum
- Timarcha sp.
- Xanthogaleruca luteola
- Chrysolina bankii
- Labidomera clivicollis, ličinka
- Altica, larva
- Charidotella sexpunctata, kukuljica
- Donacia splendida, fosil

## Vanjske poveznice
- Chyrsomelidae of northwest Europe
- List of subfamilies of European Chrysomelidae from University of Wrocław
- Brisbane leaf beetles
- Keys to the British genera and species of Chrysomelidae